# Solingen
Solingen ist eine kreisfreie Großstadt im Regierungsbezirk Düsseldorf in Nordrhein-Westfalen. Sie gehört zum Bergischen Land und zum Bergischen Städtedreieck und ist Bestandteil der Metropolregion Rheinland und des Landschaftsverbands Rheinland.
Die Stadt Solingen ist das Zentrum der deutschen Schneidwarenindustrie, insbesondere bei der Herstellung von Klingen sind Unternehmen aus Solingen weltweit führend. Etwa 90 Prozent der deutschen Schneidwaren- und Besteckhersteller sind in Solingen ansässig. Solinger Schneidwaren sind mit der Herkunftsangabe Solingen durch die Solingenverordnung seit 1938 gesetzlich geschützt. Damit ist Solingen die erste Stadt weltweit, die auf diese Weise Schneidwarenprodukte schützt. Seit dem 19. März 2012 führt Solingen den amtlichen Namenszusatz Klingenstadt.
Die bekanntesten Wahrzeichen der Stadt sind Schloss Burg an der Wupper und die mit 107 Metern höchste Eisenbahnbrücke Deutschlands, die Müngstener Brücke. Darüber hinaus hat Solingen ein elektrisches Oberleitungsbussystem, welches zu den größten Europas zählt.

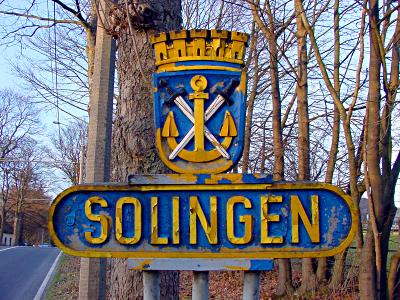
Solingen-Burg: Solinger Stadtwappen als Wegemal

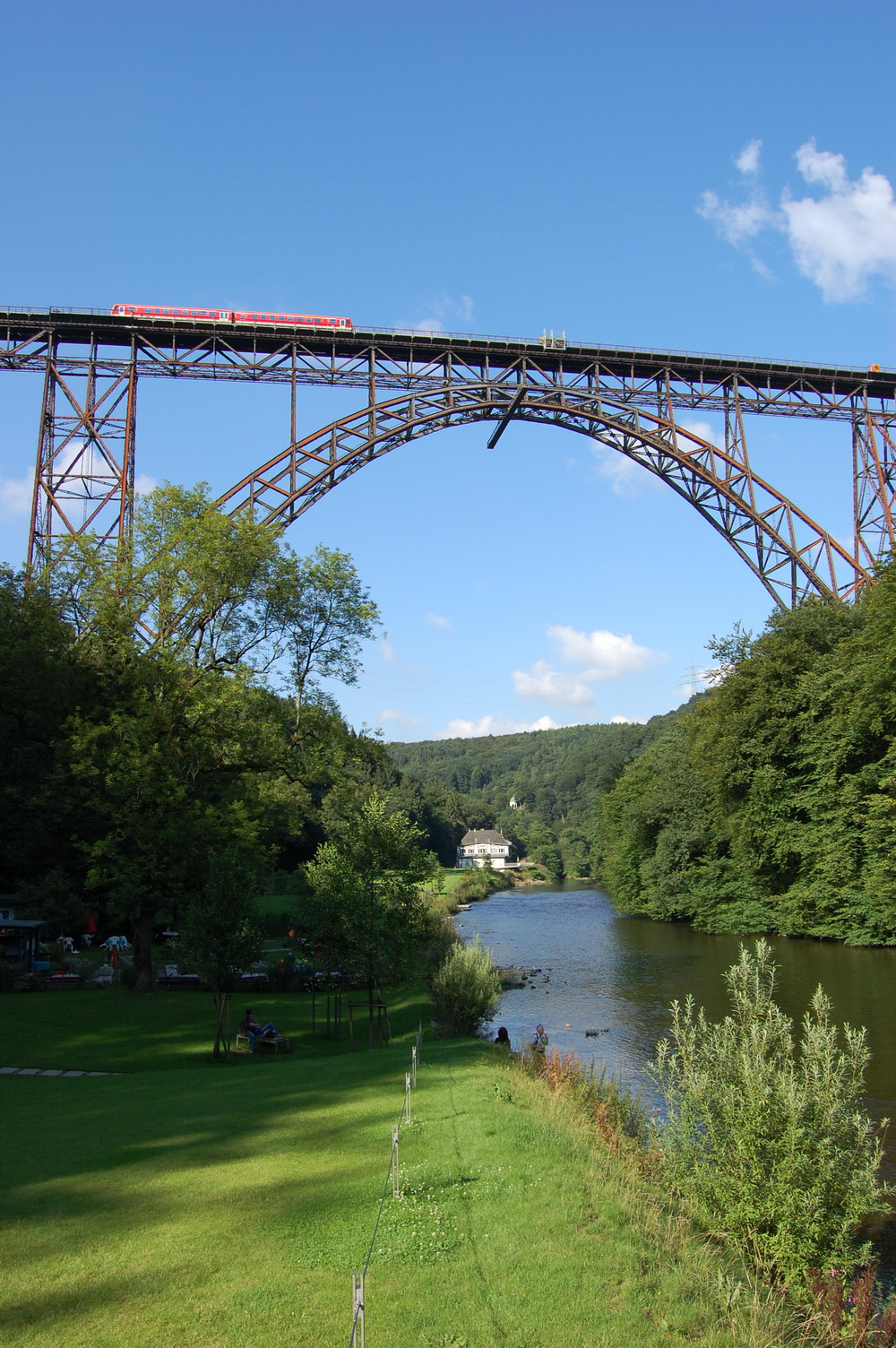
Solingen-Müngsten: Müngstener Brücke (mit 107,2 Metern höchste Eisenbahnbrücke Deutschlands)

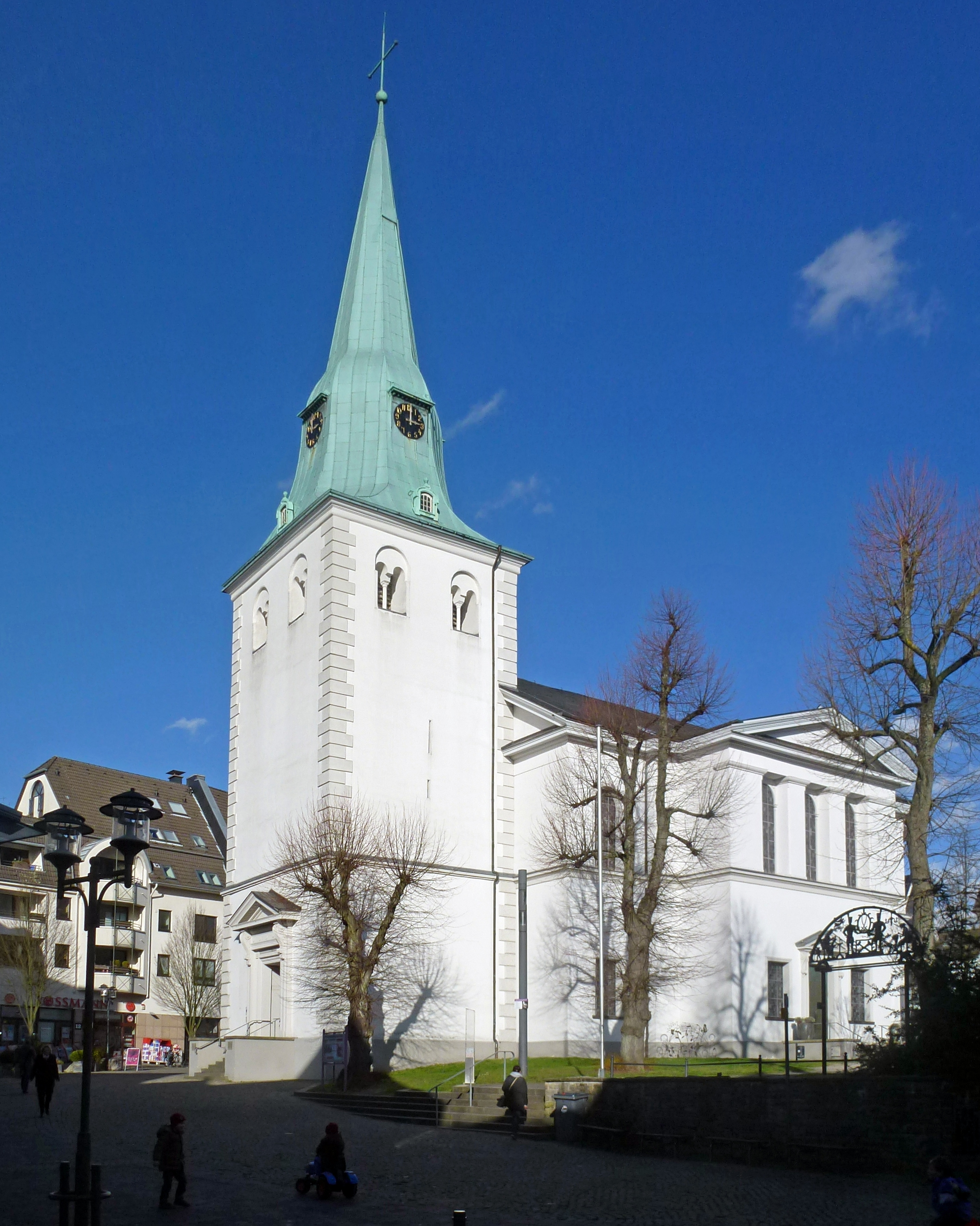
Solingen-Wald: Romanischer Westturm der Evangelischen Kirche Wald (erbaut um 1150, ältestes Bauwerk der Stadt Solingen)

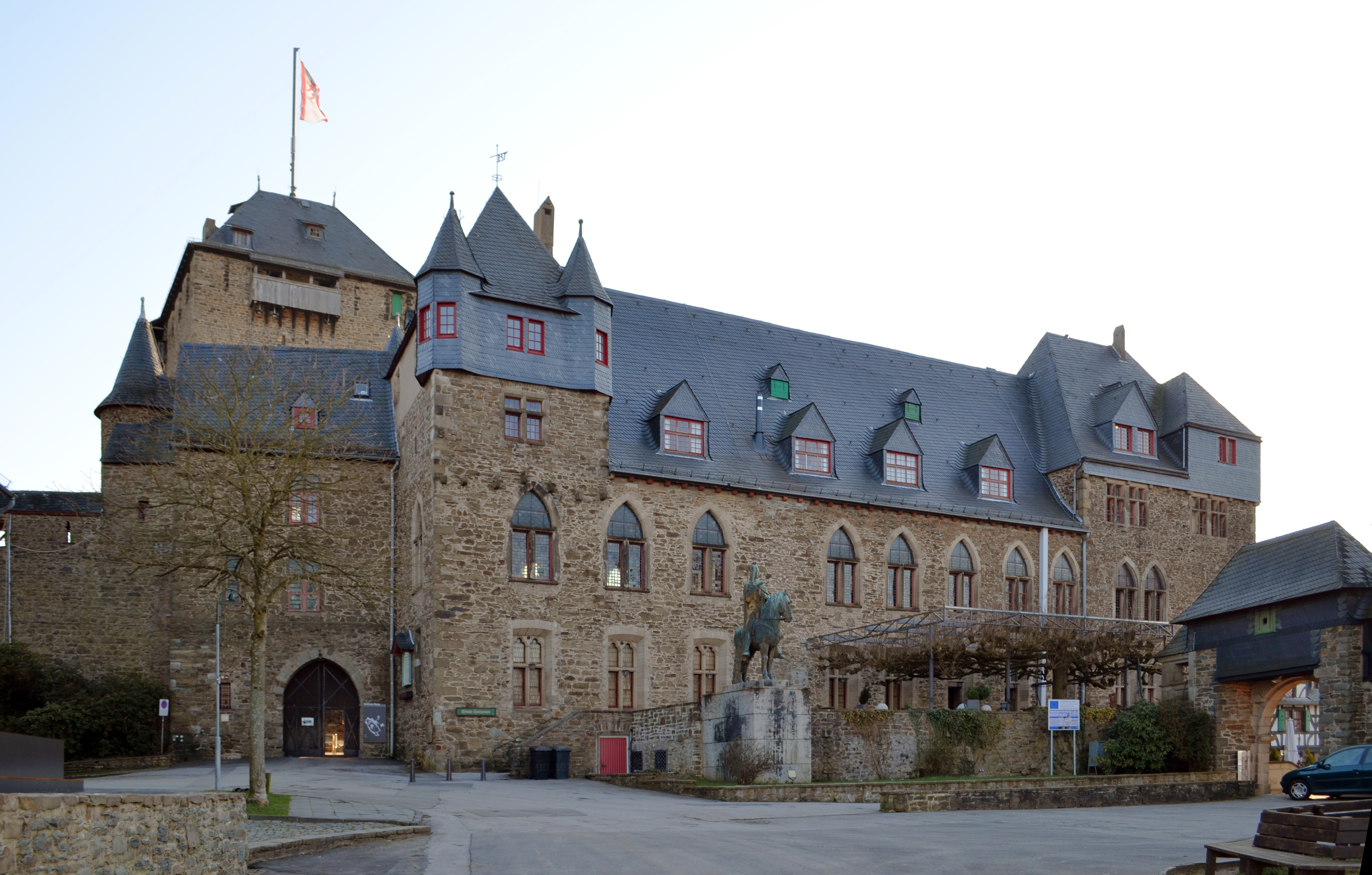
Solingen-Burg: Schloss Burg an der Wupper

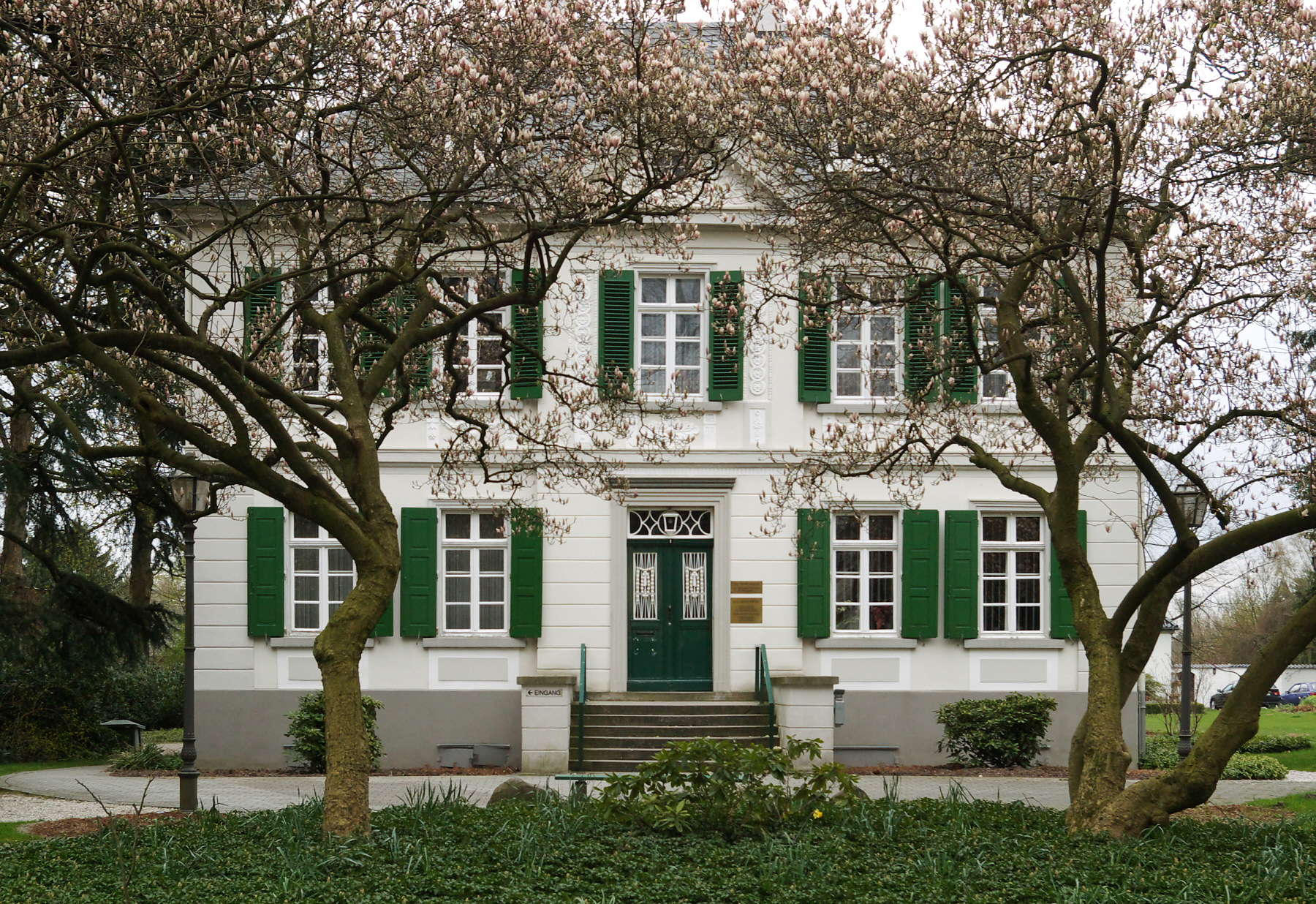
Solingen-Höhscheid: Standesamt der Stadt Solingen im Haus Kirschheide

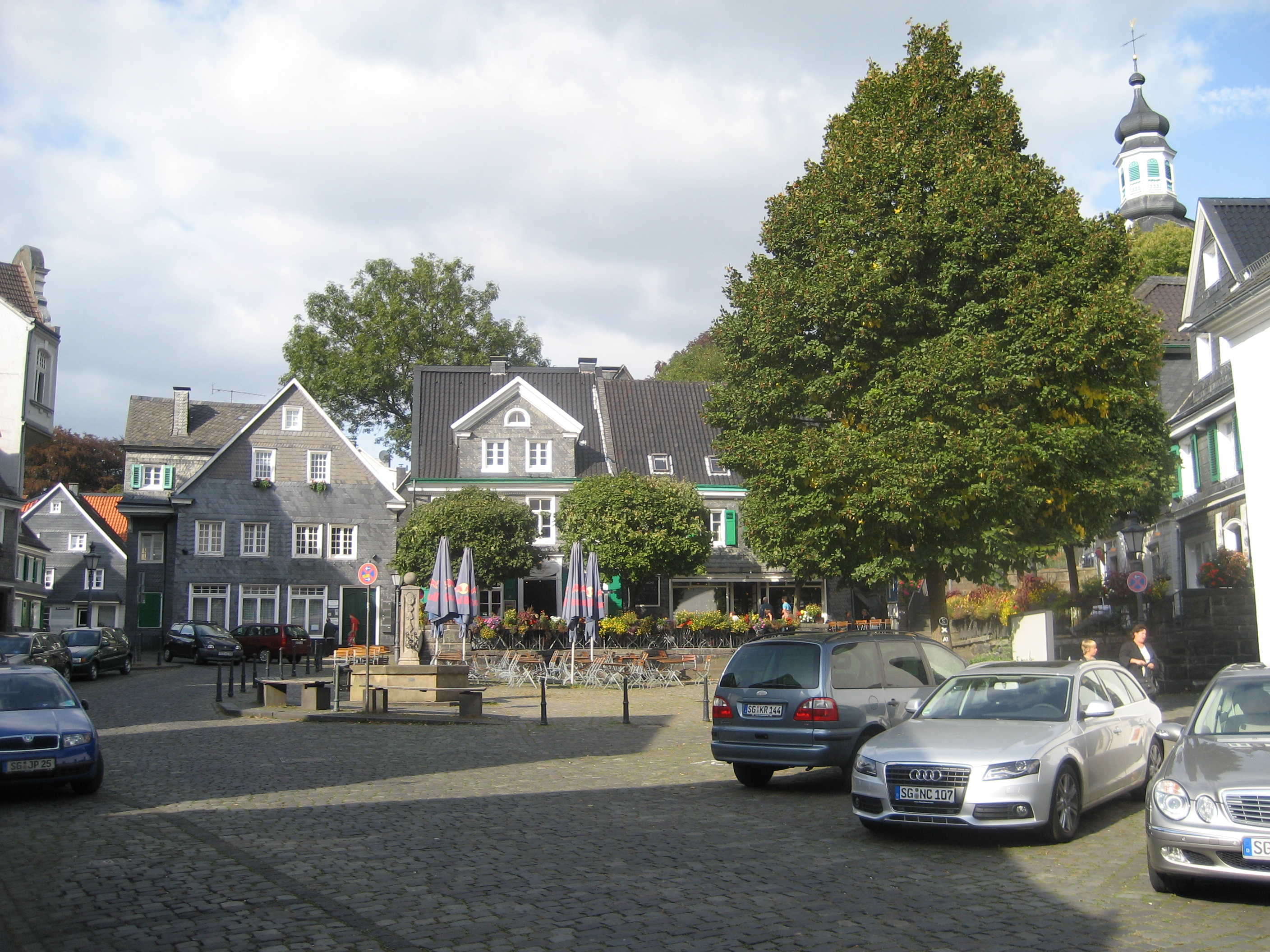
Solingen-Gräfrath: Historischer Marktplatz

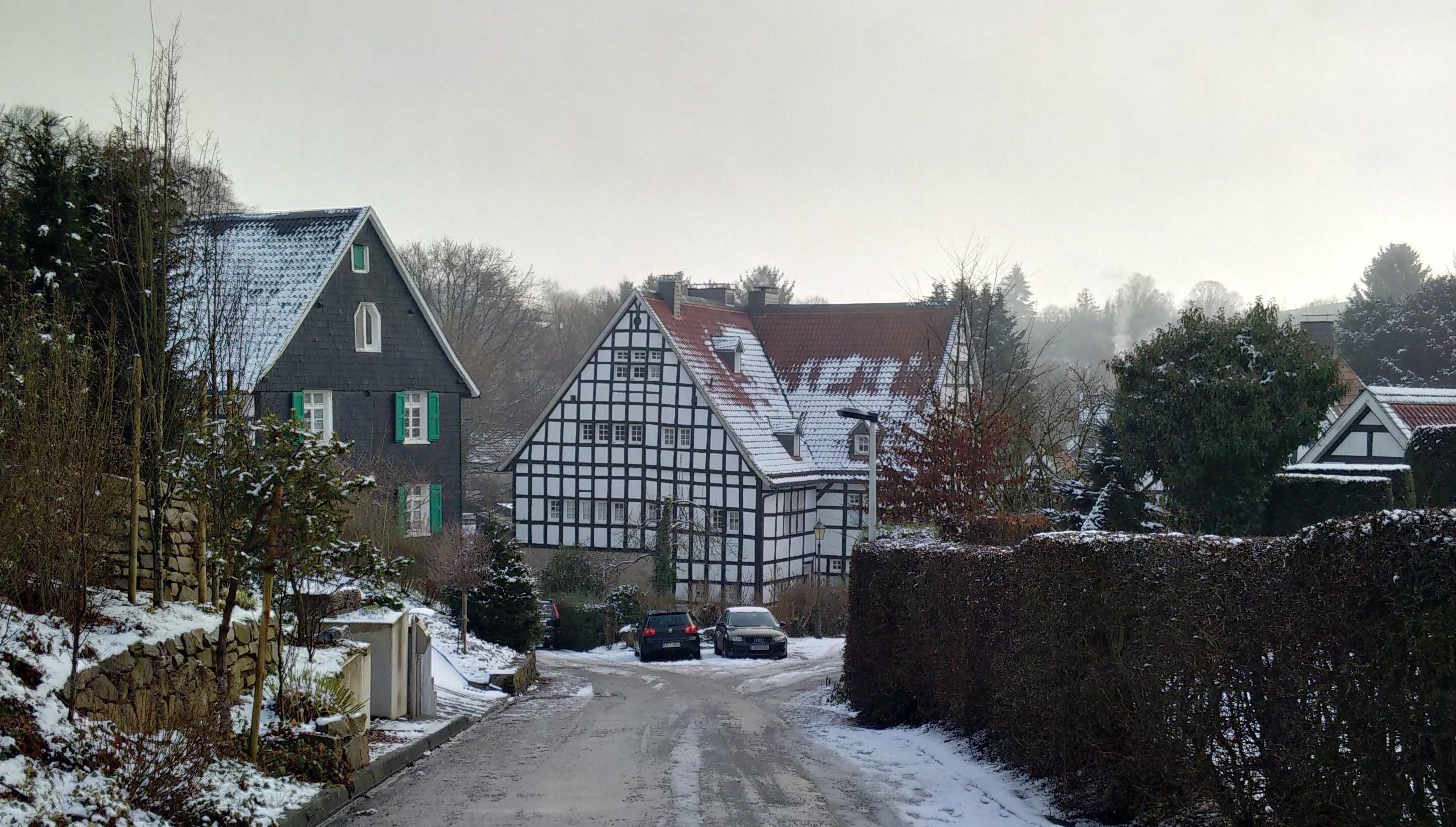
Solingen-Merscheid: Hofschaft Dahl

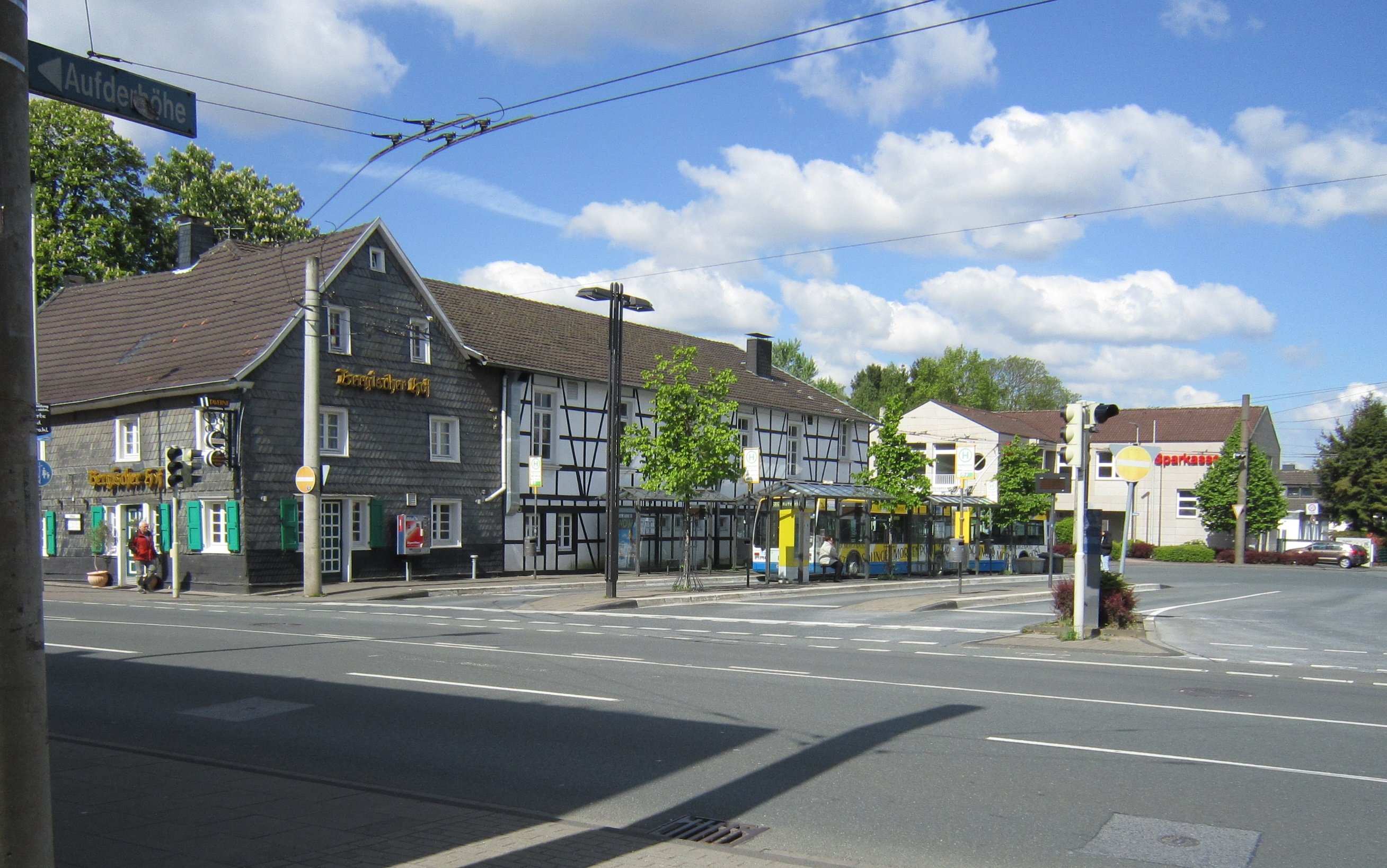
Solingen-Aufderhöhe: Aufderhöher Busbahnhof

## Geographie

### Lage
Solingen liegt ca. 24 Kilometer östlich von Düsseldorf und ca. 35 Kilometer nördlich von Köln.

### Ausdehnung des Stadtgebiets
Das Stadtgebiet Solingens hat eine Größe von 89,54 km². Die größte Ost-West-Ausdehnung beträgt 15,68 Kilometer, die größte Nord-Süd-Ausdehnung 11,7 Kilometer. Der geographische Mittelpunkt der Stadt befindet sich hinter dem Haus Damaschkestraße 17 in Solingen-Mitte. Er wurde offiziell ermittelt und mit einem Felsblock gekennzeichnet. Die Stadtgrenze hat eine Gesamtlänge von 62 Kilometern, wovon die Wupper als Fluss eine natürliche Stadtgrenze von ca. 26 Kilometern bildet. Solingen liegt auf 51 Grad 10 Minuten nördlicher Breite und 7 Grad 3 Minuten östlicher Länge und damit auf dem gleichen Breitengrad wie Leipzig, London und Quebec und auf dem gleichen Längengrad wie Monaco und Basel. Der höchste Punkt im Stadtgebiet befindet sich mit 276 Metern über Normalhöhennull am ehemaligen Gräfrather Wasserturm, dem heutigen Lichtturm. Der tiefste Punkt befindet sich in der Ohligser Heide und liegt nur 53 Meter über Normalhöhennull.

### Nachbargemeinden
Die folgenden Städte und Kreise grenzen unmittelbar an die Stadt Solingen, sie werden im Uhrzeigersinn beginnend im Nordosten genannt:
Wuppertal und Remscheid (beides kreisfreie Städte), Wermelskirchen und
Leichlingen (beide Rheinisch-Bergischer Kreis), Langenfeld, Hilden und Haan (alle Kreis Mettmann).
| Haan       | Wuppertal                                   | Wuppertal      |
| Hilden     | Kompassrose, die auf Nachbargemeinden zeigt | Remscheid      |
| Langenfeld | Leichlingen                                 | Wermelskirchen |

### Stadtstruktur
Das aktuelle Solinger Stadtgebiet entstand aus dem Zusammenschluss mehrerer Kleinstädte. Solingen existiert in der heutigen Größe erst seit 1975 mit der Eingemeindung der Stadt Burg an der Wupper.

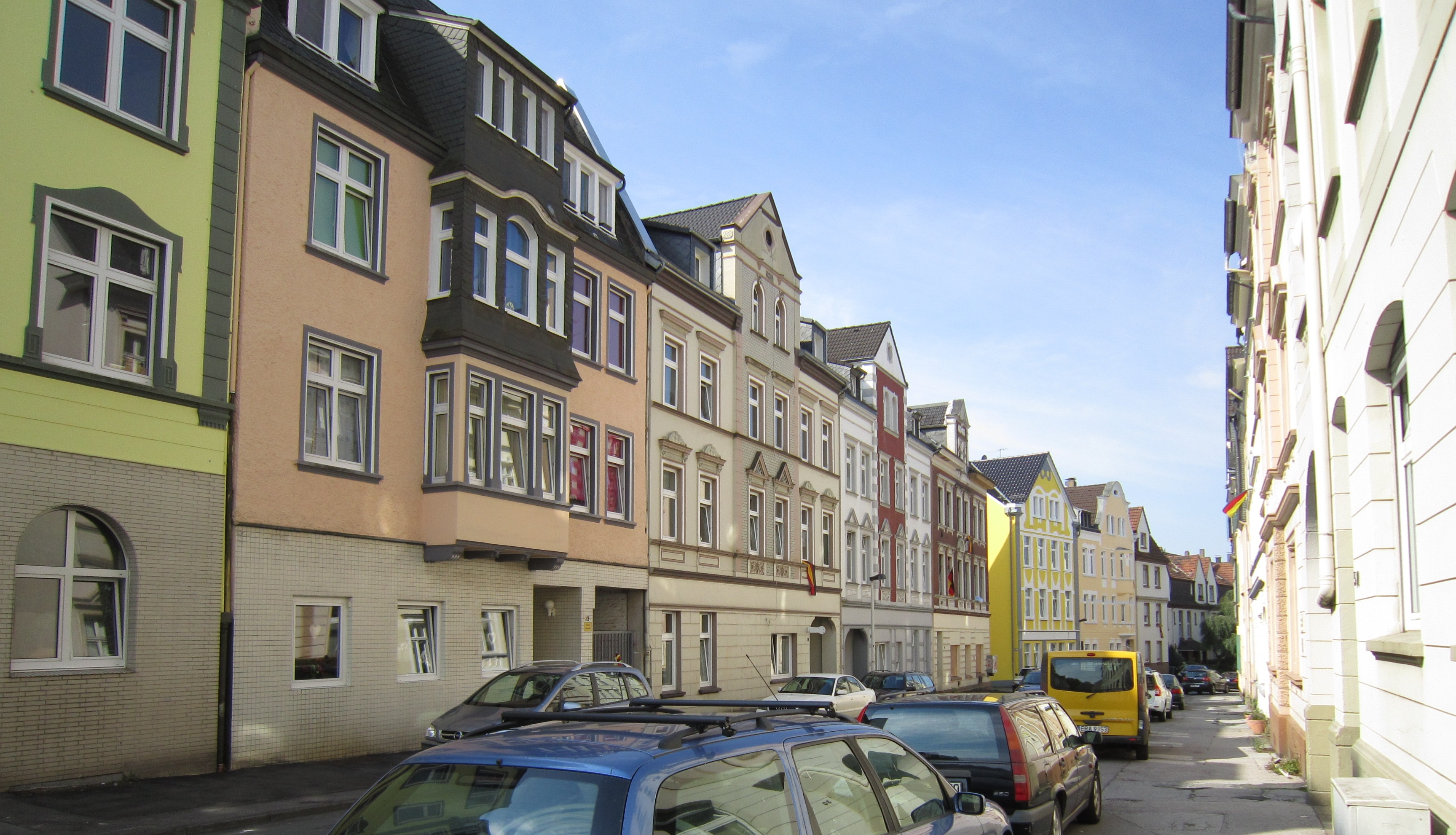
Solingen-Höhscheid: Typische Wohnstraße mit gründerzeitlicher Bebauung

Die meisten Stadtteile haben ihr eigenes, kleinräumiges Zentrum, um das herum sie entstanden sind. Die Entwicklungsgeschichte der Solinger Stadtteile ist dabei mitunter sehr verschieden. So entstand der Stadtteil Gräfrath rund um das alte Kloster Gräfrath schon ab den 1190er Jahren, während etwa Ohligs erst mit Anschluss an den Eisenbahnverkehr ab den 1870er Jahren aufblühte. Verbunden sind die einzelnen Stadtteile neben den Hauptdurchgangsstraßen oftmals auch durch kleinere, teils in Serpentinen geführten Straßen, die das ganze Stadtgebiet durchqueren. Die Stadtteile Gräfrath, Wald, Mitte, Höhscheid und Merscheid liegen im Wesentlichen auf fünf kleineren Höhenrücken, die von Osten nach Westen verlaufen. Solingen hat sechs tief gelegene und stark bewaldete Bachtäler. Dies sind im Einzelnen (von Norden nach Süden) das Ittertal, das Lochbachtal, das Viehbachtal, das Nacker Bachtal, das Pilghauser Bachtal und das Weinsberger Bachtal.
Die ursprüngliche Besiedelung in Solingen fand in den Hofschaften statt, einer Gruppe von wenigen Häusern. Diese bildeten sich nicht selten um einen Schleifkotten, eine Mühle oder ein Hammerwerk herum, deren große Verbreitung die vielen Bäche im Bergischen Land begünstigten. Die heute noch vorhandenen Hofschaften liegen deshalb außerhalb der Hauptdurchgangsstraßen in den Bachtälern oder an der Wupper.

### Gemarkungsgrenzen

Heutige Gemarkungsgrenzen in Solingen und Stadtgrenzen bis 1889

Im Vergleich zu den Grenzen der aktuellen Stadtbezirke weichen die alten Gemarkungsgrenzen erheblich davon ab. Das gänzlich von der Landkarte verschwundene Dorp wurde beispielsweise von der alten Stadt Solingen eingemeindet und zur Gemarkung Höhscheid gehörte u. a. der heutige Stadtteil Aufderhöhe. Nur die Grenzen des Stadtteils Burg sind identisch mit den alten Gemarkungsgrenzen.

### Stadtgliederung
Das heutige Stadtgebiet Solingens besteht aus fünf Stadtbezirken mit eigener Bezirksvertretung. Der westlichste Bezirk Ohligs/Aufderhöhe/Merscheid ist mit einer Einwohnerzahl von über 43.000 der größte, Gräfrath im Norden ist mit 18.000 Einwohnern der kleinste Solinger Stadtbezirk.
Die fünf Stadtbezirke:
- Gräfrath
- Wald
- Solingen-Mitte
- Burg/Höhscheid
- Ohligs/Aufderhöhe/Merscheid

Die acht Stadtteile:
- Aufderhöhe
- Burg
- Gräfrath
- Höhscheid
- Mitte
- Merscheid
- Ohligs
- Wald

Weitere Ortsteile

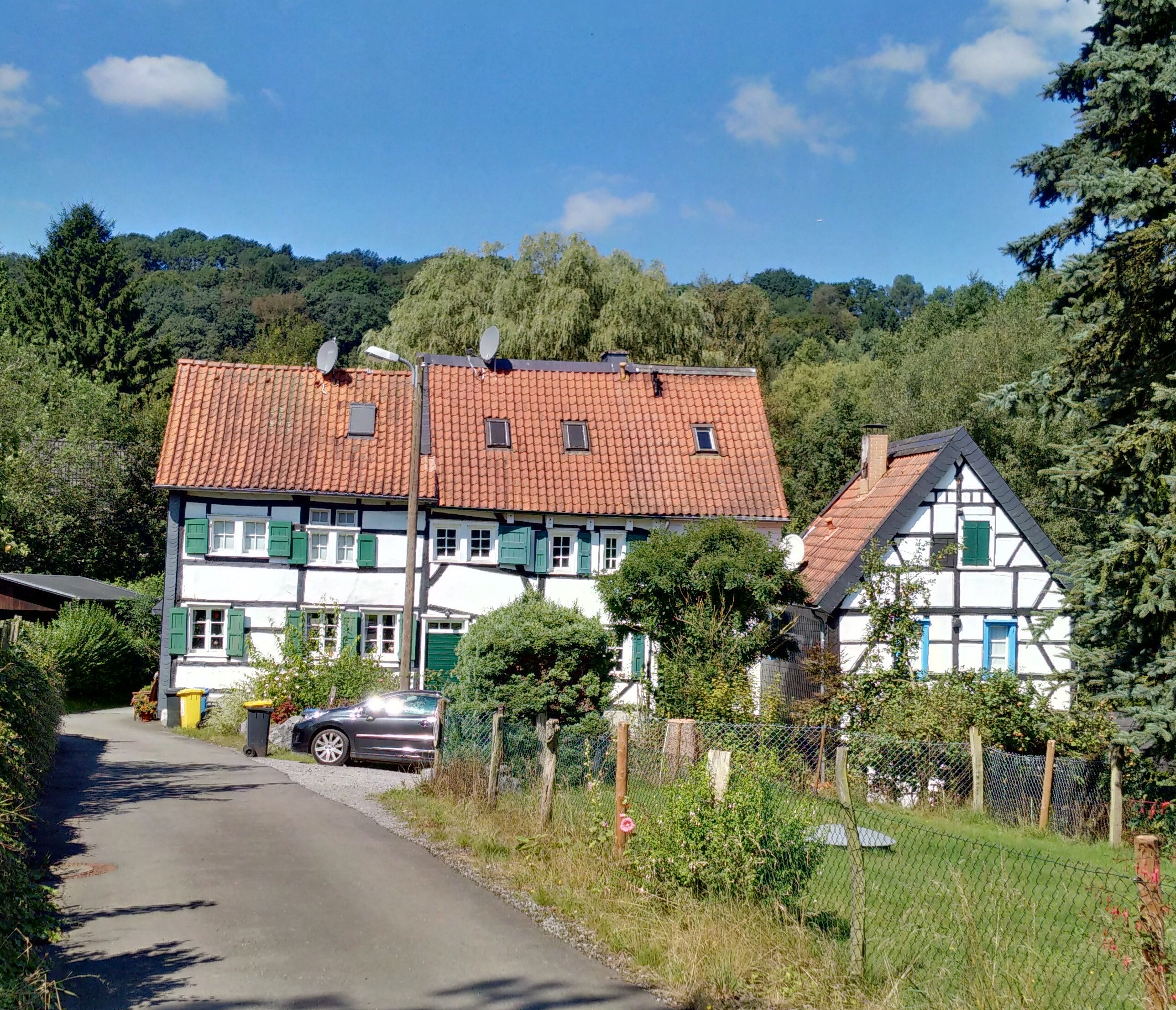
Solingen-Gräfrath: Hofschaft Külf

Die heutige Großstadt Solingen verfügt historisch über mehr als 400 Ortsteile und Wohnviertel mit eigenem Namen und einer eigenen Geschichte. Einige davon sind für das Bergische Land typische Hofschaften, deren Grenzen nicht genau festgelegt sind. Die nachfolgende, nicht abschließende Auflistung gibt einen Überblick über einige dieser Orte. Sie ist alphabetisch nach Stadtbezirken gegliedert.
Burg/Höhscheid: Angerscheid, I., II., III. Balkhausen, Bertramsmühle, Breidbach, Bünkenberg, Dorperhof, Eichholz, Friedrichstal, Fürkelt, Glüder, Grünewald, Haasenmühle, I., II., III. Hästen, Höhrath, Jagenberg, Katternberg, Kohlsberg, Meiswinkel, Nacken, Obenrüden, Odental, Petersmühle, Pfaffenberg, Pilghausen, Rölscheid, Schaberg, Schellberg, Schlicken, Steinsiepen, Strohn, Unnersberg, Untenrüden, Weegerhof, Wippe, Widdert, Wüstenhof
Gräfrath: Altenfeld, Apfelbaum, Aue, Bandesmühle, Bimerich, Blumental, Ehren, Flockertsberg, Flockertsholz, Focher Dahl, Fürkeltrath, Grünewald, Heider Hof, Ketzberg, Külf, Laiken, Mühlenbusch, Neuenkulle, Nümmen, Obenflachsberg, Obenscheidt, Oben zum Holz, Paashaus, Piepersberg, Rathland, Schafenhaus, Schieten, Steinbeck, I., II., III. Stockdum, Untenflachsberg, Unten zum Holz, Zentral
Mitte: Büschberg, Dingshaus, Eick, Grunenburg, Hasseldelle, Kannenhof, Kohlfurth, Krahenhöhe, Kullen, Lehn, Mangenberg, Meigen, Mittelgönrath, Obengönrath, Papiermühle, Schlagbaum, Schrodtberg, Stöcken, Theegarten, Untenscheidt, Vorspel, Weyersberg, Windfeln
Ohligs/Aufderhöhe/Merscheid: Aufderbech, Birkendahl, Börkhaus, Broßhaus, Caspersbroich, Dahl, Deusberg, Engelsberg, Engelsberger Hof, Fürk, Gosse, Hackhausen, Hoffnung, Holzhof, Hübben, Josefstal, Keusenhof, Kuckesberg, Kovelenberg, Landwehr, Limminghofen, Maubes, Neu-Löhdorf, Poschheide, Riefnacken, Rupelrath, Scharrenberg, Scheuren, Schmalzgrube, Schnittert, Siebels, Steinendorf, Suppenheide, Verlach, Wiefeldick, Wilzhaus
Wald: Bavert, Bech, Demmeltrath, Dültgenstal, Eckstumpf, Eschbach, Eigen, Felder Hof, Foche, Fuhr, Garzenhaus, Heide, Kotzert, Rolsberg, Sonnenschein, Vogelsang, Weyer, Wittkulle
Siehe auch: Kategorie:Ortsteil von Solingen

### Klima
Solingen liegt im nordwestdeutschen Klimabereich, was zu normal warmen Sommern und relativ milden Wintern führt. Einflüsse der örtlichen Topografie führen dabei zu unterschiedlichen Ausprägungen der Klimaparameter Temperatur und Niederschlag. So kommt es oft im Winter vor, dass im wesentlich höher gelegenen Solingen-Gräfrath einige Zentimeter Neuschnee fallen, während es zeitgleich im geografisch tieferen und flacheren Ohligs regnet. Die Jahresmitteltemperatur liegt bei 10,2 °C.
Solingen gehört nach der Nachbarstadt Wuppertal zu den Städten in Deutschland mit den höchsten Niederschlagsmengen. Dies ist primär darin begründet, dass das Bergische Land von Nordwesten her die erste nennenswerte Erhebung darstellt, so dass sich Wolken vielfach anstauen.
Die nachfolgenden Daten beziehen sich auf den Zeitraum von April 2015 bis März 2020. Gemessen wurde an der Wetterstation in Wuppertal-Buchenhofen, die sich an der Stadtgrenze zu Solingen-Gräfrath befindet.
|                        | Jan | Feb | Mär  | Apr  | Mai  | Jun  | Jul  | Aug  | Sep  | Okt  | Nov | Dez |   |      |
| Mittl. Temperatur (°C) | 3,1 | 4,1 | 6,3  | 9,8  | 13,5 | 17,6 | 18,7 | 18,1 | 14,5 | 10,9 | 6,7 | 5,5 | ⌀ | 10,8 |
| Mittl. Tagesmax. (°C)  | 5,6 | 7,7 | 10,7 | 15,3 | 19,0 | 23,0 | 24,5 | 23,9 | 20,2 | 15,0 | 9,8 | 8,0 | ⌀ | 15,3 |
| Mittl. Tagesmin. (°C)  | 0,6 | 0,7 | 2,0  | 4,1  | 7,9  | 12,1 | 13,0 | 12,7 | 9,6  | 7,2  | 3,5 | 2,9 | ⌀ | 6,4  |
|                        |     |     |      |      |      |      |      |      |      |      |     |     |   |      |
| Niederschlag (mm)      | 125 | 102 | 93   | 50   | 53   | 82   | 67   | 85   | 76   | 74   | 105 | 113 | Σ | 1025 |
|                        |     |     |      |      |      |      |      |      |      |      |     |     |   |      |
| Sonnenstunden (h/d)    | 1   | 2   | 3    | 4    | 5    | 6    | 5    | 5    | 4    | 3    | 1   | 1   | ⌀ | 3,3  |
|                        |     |     |      |      |      |      |      |      |      |      |     |     |   |      |
| Regentage (d)          | 21  | 16  | 18   | 15   | 13   | 15   | 14   | 15   | 15   | 16   | 18  | 20  | Σ | 196  |

| 0,6 |

| 0,7 |

| 2,0 |

| 4,1 |

| 7,9 |

| 12,1 |

| 13,0 |

| 12,7 |

| 9,6 |

| 7,2 |

| 3,5 |

| 2,9 |

| 0,6 |

| 0,7 |

| 2,0 |

| 4,1 |

| 7,9 |

| 12,1 |

| 13,0 |

| 12,7 |

| 9,6 |

| 7,2 |

| 3,5 |

| 2,9 |

#### Klimaschutz
In Solingen gibt es einen Klimaschutzmanager und eine Nachhaltigkeitsbeauftragte sowie den Beirat Nachhaltige Kommune Solingen. Dieser sollte in Zusammenarbeit mit Fridays For Future Solingen einen Machbarkeitskatalog zu besseren klimaschützenden Maßnahmen ausarbeiten.

### Naturräume

#### Naturräumliche Gliederung
Der größte Teil des Solinger Stadtgebiets liegt gemäß der Gliederung der ehemaligen Bundesanstalt für Landeskunde überwiegend naturräumlich in den Mittelbergischen Hochflächen innerhalb des Rheinischen Schiefergebirges. Der westliche Randbereich bei Ohligs befindet sich bereits in der Randzone des Schiefergebirges im Übergang zur Niederrheinischen Bucht.
Die 1963 erfolgte naturräumliche Feingliederung teilt das Stadtgebiet in sechs Naturräume auf. Der Solinger Höhenrücken erstreckt sich in Nord-Süd-Richtung von Gräfrath bis Hästen und basiert auf Gesteinen des Schiefergebirges. Östlich davon fällt der Höhenrücken steil in das Westliche Wupperengtal ab, das sich in Unterburg im weiteren Flussverlauf in dem Unteren Wuppertal fortsetzt. Westlich des Solinger Höhenrückens befinden sich mit einer Geländekante deutlich abgestuft die Ohligser Terrassenriedel, die Teil der höher gelegenen altdiluvialen Rheinterrassen sind. Die Stadtteile Wald, Merscheid, Höhscheid, Widdert, Aufderhöhe und der östliche Teil von Ohligs liegen in diesem Naturraum. Das Heidegebiet der Ohligser Heide und der Bereich südlich davon bis nach Rupelrath gehören zu den Hilden-Lintorfer Sandterrassen. Das Solinger Stadtgebiet bei Burg östlich und südlich der Wupper zählt geologisch und naturräumlich zum Remscheider Bergland.

#### Landschaften

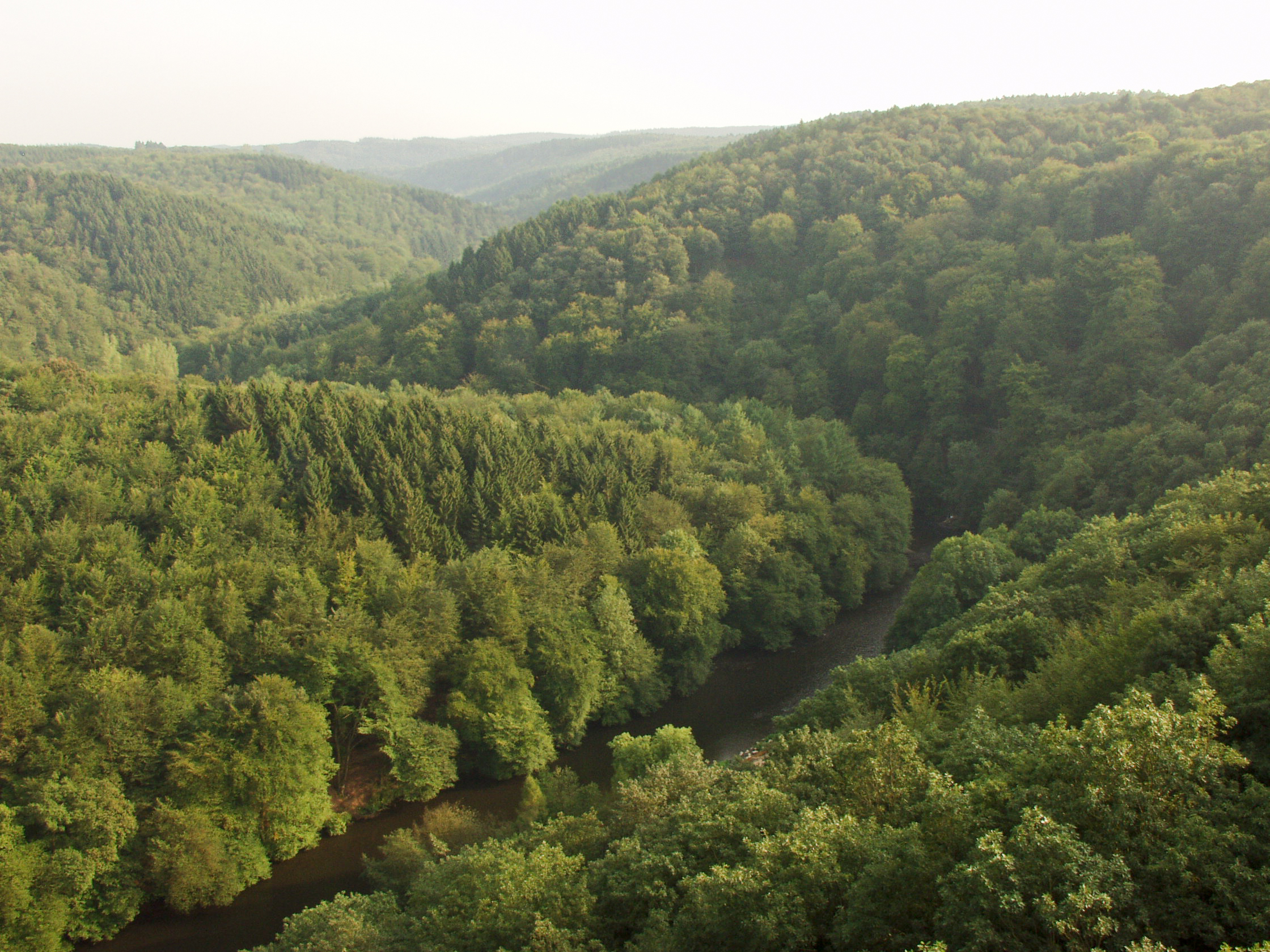
Wupperberge bei Müngsten

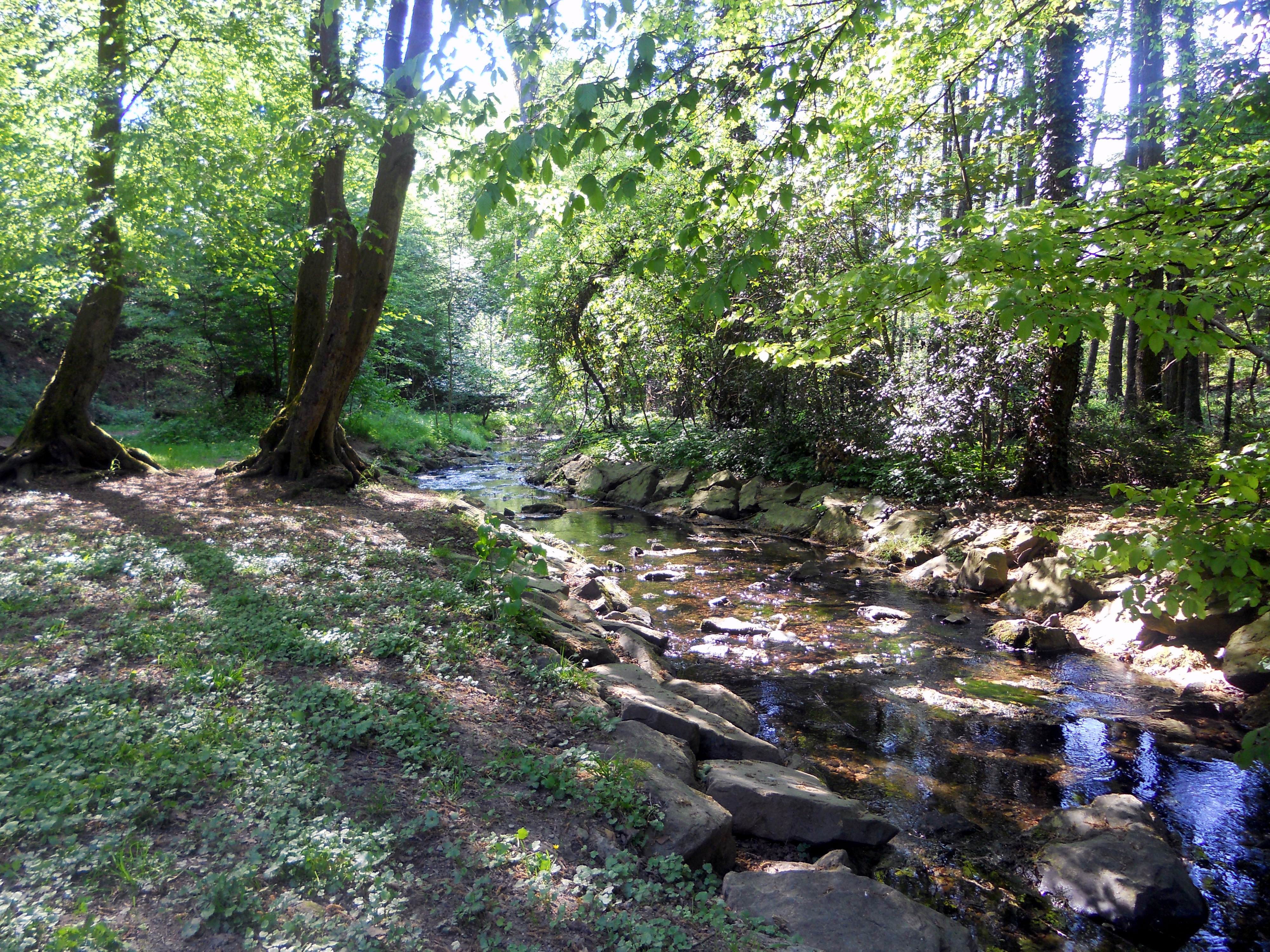
Der Lochbach in Solingen-Wald

Die Waldflächen und die landwirtschaftlich genutzten Flächen machen jeweils etwa ein Viertel der Gesamtfläche Solingens aus. Hinzu kommen Wasserflächen mit einem Anteil von rund 1,4 Prozent. Noch nicht eingerechnet sind dabei Freiflächen sowie Parks und Grünanlagen, auf letztere entfällt dabei ein Anteil von zusätzlich etwa 4,2 Prozent. Knapp die Hälfte des Stadtgebiets, annähernd 4000 ha, machen Landschaftsschutzgebiete aus, rund 770 ha, etwa 9 Prozent, sind als Naturschutzgebiete ausgewiesen. Einige Landschaftsobjekte stehen als Naturdenkmale unter besonderem Schutz. Dies sind in den innerstädtischen Bereichen Solingens 157 Bäume und in den Freiräumen Einzelobjekte, Feldgehölze oder Kleinflächen an 113 Standorten, siehe dazu auch die Liste der Naturdenkmäler in Solingen. Den Naturschutz im gesamten Bergischen Städtedreieck zur Aufgabe gemacht hat sich die in Solingen ansässige Biologische Station Mittlere Wupper. Darüber hinaus betreut die Stiftung zum Schutz von Tier und Natur Solingen im Stadtgebiet zahlreiche Biotope, viele davon in den Bachtälern.
Abseits der dichter besiedelten Stadtgebiete gibt es viele Natur- und Kulturlandschaften. Bedingt durch die Topografie und die mitunter großen Höhenunterschiede im Stadtgebiet sind großflächige, bebaute Gebiete eher selten. Immer wieder zeigen sich in Teilen bewaldete Täler oder abschüssige Freiflächen, die einzelne Wohnplätze voneinander trennen.
Im westlichen Stadtteil Ohligs befindet sich mit der Ohligser Heide ein großes, teils bewaldetes, ehemaliges Heidegebiet, das neben Wald und Heide auch eine Moorlandschaft aufweist. Ein weiteres dichtes Waldgebiet befindet sich um den südöstlichen Stadtteil Burg. Entlang der Wupper sind die teils steilen Hänge der Wupperberge oftmals bewaldet, teilweise bestehen sie auch aus Felsformationen. Zahlreiche Wanderwege erschließen das Tal der Wupper von Solingen aus.
Charakteristisch sind die vielen Bachtäler zwischen den Höhenrücken, die eine Gesamtlänge von rund 200 Kilometern aufweisen. Links und rechts der Bäche erstrecken sich zumeist dichte Wälder oder Wiesen. Kleine Brücken oder Dämme ermöglichen von Zeit zu Zeit die Querung. Größere Agrarflächen befinden sich überall im Stadtgebiet, bevorzugt sind diese allerdings um den Stadtteil Gräfrath und im Bereich Höhscheid und Widdert zu finden.

#### Gewässer
Zu den prägenden Landschaftsbestandteilen zählen auch die diversen Stand- und Fließgewässer, obwohl sie nur 1,4 Prozent der Gesamtfläche der Stadt ausmachen. Neben dem größten Fluss, der Wupper, sind mehr als 200 Bäche im Stadtgebiet zu finden, welche zumeist in die Wupper oder der Itter münden. Viele von ihnen fließen in bewaldeten Bachtälern, die als Landschafts- oder sogar als Naturschutzgebiete ausgewiesen sind, so zum Beispiel im Falle des Naturschutzgebiets Mittleres Ittertal und Baverter Bachtal im Stadtteil Wald.
Die Sengbachtalsperre bei Höhrath im Süden der Stadt versorgt weite Teile Solingens mit Trinkwasser. Weitere Beispiele für künstlich angelegte Standgewässer sind der etwa 1,5 ha große Stiehlsteich in Ohligs, der als Ziegelteich aus einer Lehmgrube der Ohligser Ziegelei Aktiengesellschaft Bracken & Cie. entstanden ist, sowie der Stausee der Itter bei Lindersberg in Wald.

## Stadtgeschichte

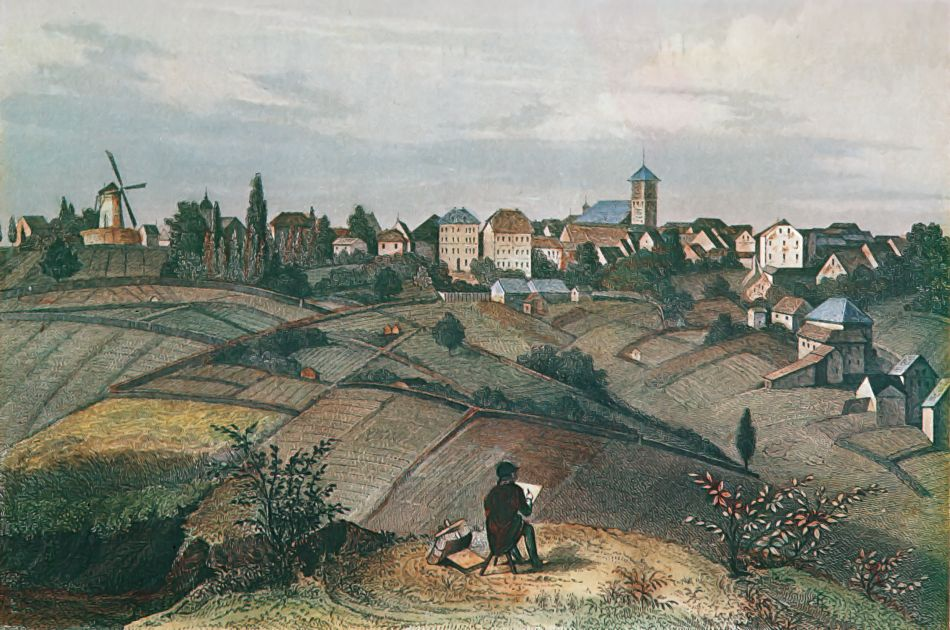
Solinger Innenstadt (um 1840)

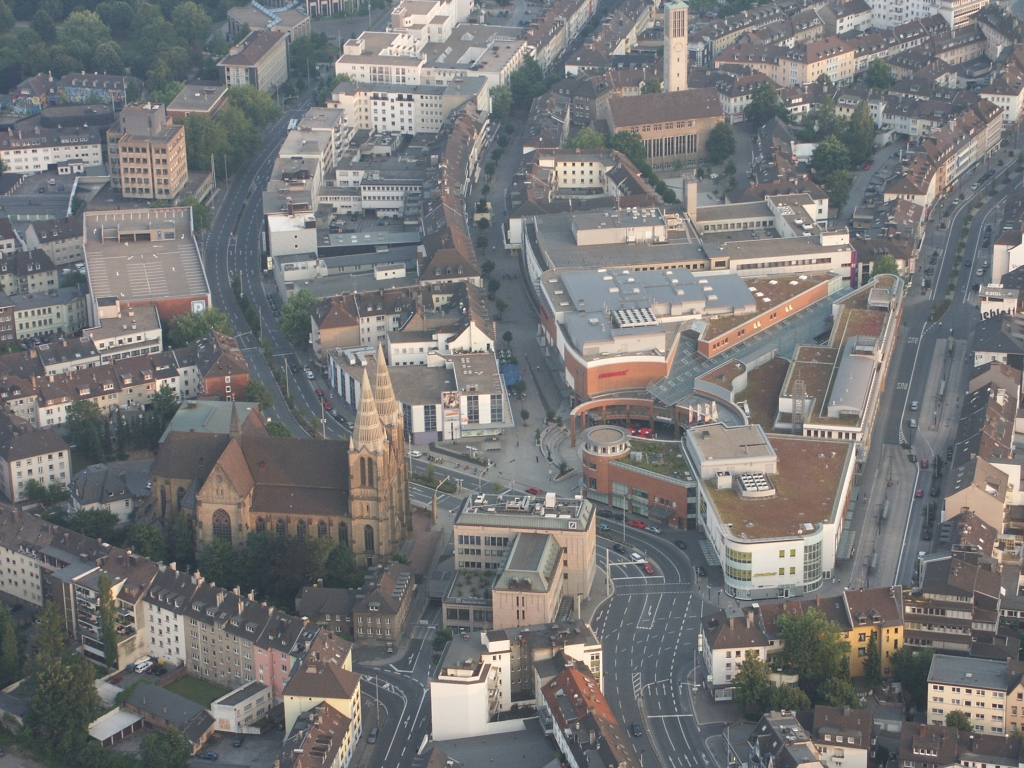
Solinger Innenstadt (2003)

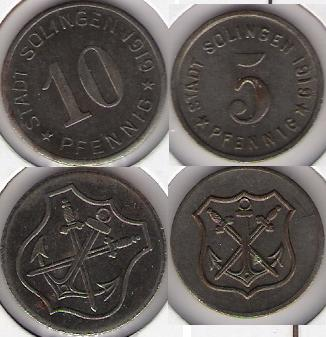
Solinger Notgeld nach dem Ersten Weltkrieg (1919)

### Übersicht
Die erste Besiedelung auf heutigem Solinger Stadtgebiet erfolgte wahrscheinlich im 8. oder 9. Jahrhundert.:18 In einem Vermächtnis (Testament) des Kölner Erzbischofs Bruno aus dem Jahr 965 n. Chr. erhält die Abtei St. Martin in Köln einen Gutshof namens Solagon. Damit könnte Solingen gemeint sein. Die erste Erwähnung einer christlichen Gemeinde in Solingen findet sich in einer auf den 3. Mai 1019 datierten (allerdings gefälschten) Urkunde des Kölner Erzbischofs Heribert von Köln. In dieser Urkunde wird der Grundbesitz über einen Teil des heutigen Solinger Stadtteils Wald dokumentiert: curtim et ecclesiam que Walda vocatur (Fronhof und Kirche namens Wald). Die nächste namentliche Erwähnung von Solonchon findet sich in einer Urkunde des Kölner Erzbischofs Anno II. aus dem Jahre 1067.:20–21 Der Solinger Heimatforscher Heinz Rosenthal (1906–1973) lehnte die Annahme bezüglich Solagon jedoch mit dem Argument ab, dass es keine juristisch belegbaren Nachweise über Solinger Besitzungen der Kölner Erzbischöfe gibt.:17
Im frühen Mittelalter war das heutige Solinger Stadtgebiet stark bewaldet und das unwegsame Gelände nur sehr dünn besiedelt (weniger als 100 Menschen). Die Solinger Urbevölkerung bestand überwiegend aus einfachen Landwirten und Handwerkern. Wie im gesamten Bergischen Land war zunächst die Einzelhofbesiedlung mit sehr wenigen Bewohnern üblich. Der ursprüngliche Gutshof Solagon entwickelte sich (vermutlich) über Jahrhunderte zu einer einfachen Rodungssiedlung im Bergischen Land, aus der die spätere Stadt Solingen hervorging. Heute umfasst der Solinger Stadtteil Mitte ungefähr das Siedlungsgebiet der ersten Solinger Bürger.
Das aus Altenberg stammende Grafengeschlecht derer von Berg zog um 1133 in den heutigen Solinger Stadtteil Burg und errichtete auf einer Anhöhe über dem Fluss Wupper eine Burg, das heutige Schloss Burg. Schloss Burg wurde Stammsitz der Adelsfamilie und die Grafen von Berg herrschten dort über das nach ihnen benannte Bergische Land. Seit Beginn des 13. Jahrhunderts (um 1210) ist in Solingen das Klingenhandwerk nachweisbar. Erste Schleifer ließen sich an den zahlreichen Bächen im Solinger Stadtgebiet nieder. Die Schleifer organisierten sich bereits Anfang des 14. Jahrhunderts in Zünften (in Solingen Bruderschaften genannt) und waren von besonderer Bedeutung für die Solinger Wirtschaft. Am 23. Februar 1374 erhielt Solingen einen Freiheitsbrief, der aufgrund keiner später auftauchenden Erhebung Solingens zur Stadt als Verleihung des Stadtrechts interpretiert wird.:115 Die damalige Solinger Bevölkerung musste nun immer im Herbst eine Steuer entrichten und hatte die Erlaubnis (wie es im Urkundentext steht), einen Bürgermeister zu wählen. Recht sprechen sollten seitdem geschworene Schöffen. Ein wöchentlicher Markt und ein Jahrmarkt im Oktober wurden erlaubt. 1492 und 1535 wüteten in der Stadt zwei verheerende Brände. Die Pest brach in Solingen im Jahre 1614 aus. Während des Dreißigjährigen Krieges wurde Schloss Burg nahezu vollständig zerstört. Zwischen 1756 und 1763 zogen wiederholt plündernde Truppen durch die Stadt und haben der Solinger Stadtentwicklung massiv geschadet.
Die Stadt Solingen war bis zur Errichtung eines französischen Satellitenstaats im Jahr 1806 Teil des Herzogtums Berg. Das Herzogtum Berg gehörte zuletzt aufgrund von Erbfällen zu den Ländern des pfalzbayerischen Kurfürsten Maximilian IV. Nach dem Reichsdeputationshauptschluss begann dieser mit der Säkularisierung. Am 15. März 1806 trat er das Herzogtum Berg an den französischen Kaiser Napoleon I. im Tausch gegen das Fürstentum Ansbach ab. Unter Kaiser Napoleon wurde das Herzogtum zum Großherzogtum Berg umbenannt und reorganisiert. Napoleon ernannte seinen Schwager Joachim Murat zum neuen Großherzog, der durch ein Dekret vom 13. Oktober 1807 die kommunalen Zuständigkeiten in seinem Großherzogtum neu regelte. Die Franzosenzeit endete in Solingen mit der Errichtung des Generalgouvernements Berg bald nach der Völkerschlacht bei Leipzig 1813 und in Europa mit Napoleons militärischer Niederlage in der Schlacht bei Waterloo 1815. Insgesamt war diese Zeit, die im damaligen Großraum Solingen nur sieben Jahre dauerte (1806–1813), von wenigen Erfolgen geprägt. Vor allem gab es in der bergischen Bevölkerung, anders als in den linksrheinischen Gebieten (Aachen, Köln, Bonn), wo die Franzosenzeit ca. zwanzig Jahre dauerte, keine wirklichen Unterstützer der französischen Reformpolitik. Der deutsche Landadel blieb wegen der mangelhaften Agrarpolitik kritisch, der Klerus verlor durch die Säkularisierung und Einführung der Gewaltenteilung massiv an Autorität und die Kaufmannsgilde, die eigentlich am meisten von den liberalen Wirtschaftsreformen hätte profitieren müssen, wurde durch die Napoleonischen Kriege und die damit wegbrechenden Absatzmärkte im Ausland eher geschwächt als gestärkt. Die Masse der Solinger Bevölkerung (über 90 %), speziell die einfachen Bauern und Handwerker, litten am meisten unter den französischen Repressalien, insbesondere haben die Familien des Prekariats die Folgen der Zwangsrekrutierungen durch die Grande Armée zu spüren bekommen. 1809 erschien unter französischer Besatzung die erste Solinger Zeitung, der „Verkündiger“, ein Vorläufer des heutigen Solinger Tageblatts.
1815 fiel das Bergische Land an Preußen; Solingen wurde zur Kreisstadt erhoben. Nach der preußischen Städteordnung erhielten 1856 die damaligen Gemeinden Burg, Dorp, Gräfrath, Höhscheid, Merscheid und Wald die Stadtrechte. Die Stadt Dorp wurde am 1. Januar 1889 in die Stadt Solingen eingemeindet. Am 11. August 1891 wurde die Stadt Merscheid in Ohligs umbenannt. 1896 wurde Solingen zur kreisfreien Stadt. Ein Jahr später wurde die Müngstener Brücke eingeweiht, seitdem ist sie mit 107 Metern Höhe die höchste Eisenbahnbrücke Deutschlands. Der Erste Weltkrieg von 1914 bis 1918 traf besonders die exportorientierte Solinger Schneidwarenindustrie schwer, weil die Absatzmärkte im Ausland wegbrachen. Die Städte Gräfrath, Höhscheid, Ohligs, Wald und Solingen wurden am 1. August 1929 durch das Gesetz zur kommunalen Neuordnung zur neuen Großstadt Solingen vereinigt.
Nach Adolf Hitlers Machtergreifung und seiner Ernennung zum Reichskanzler, kam es in Solingen-Ohligs am 7. Februar 1933 zu gewalttätigen Auseinandersetzungen zwischen Kommunisten und Nationalsozialisten. Die ersten „Schutzhäftlinge“ wurden im Solinger Polizeigefängnis und im Ohligser Amtsgericht inhaftiert. Der SPD-Oberbürgermeister Josef Brisch wurde kurzzeitig im März 1933 inhaftiert und am 20. August 1933 fristlos aus seinem Amt entlassen. Neuer Oberbürgermeister in der Klingenstadt wurde am 3. April 1933 der NSDAP-Kreisleiter für Solingen, Helmut Otto. 1938 wurde das Gesetz zum Schutz des Namens Solingen verabschiedet, das den Markennamen „Solingen“ für Schneidwaren aus Solingen unter Schutz stellt. Am 3. März 1943 wurden 62 Solinger Bürger, damals sogenannte Zigeuner, aus den zwei städtischen „Zigeuner-Lagern“ an der Potshauser Straße 10 und der Wörthstraße 24 in das Vernichtungslager Auschwitz deportiert. Ungefähr die Hälfte davon waren zu diesem Zeitpunkt noch Kinder. Mindestens 55 von ihnen wurden ermordet.

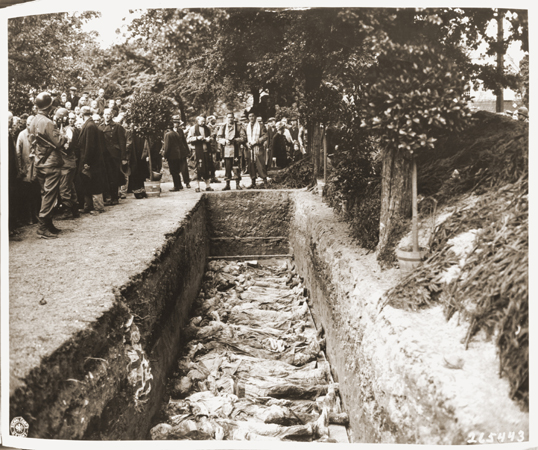
Beisetzung der 71 Ermordeten vom Wenzelnberg vor dem alten Ohligser Rathaus (1. Mai 1945)

Am 13. April 1945, drei Tage vor Einmarsch der Amerikaner in Ohligs, ermordete ein Tötungskommando bestehend aus Gestapo und SS am Wenzelnberg in Langenfeld-Wiescheid 71 Männer aus Remscheid und Wuppertal (keine Solinger). Nach offiziellen Angaben wurden die Männer dort paarweise zusammengebunden und durch Genickschuss getötet. Ortsansässige sprachen auch von nicht erschossenen Männern, die gefesselt in die Grube fielen und lebendig begraben wurden. Befehlshabender Offizier und Leiter des Exekutionskommandos war der damalige Jurist und SS-Hauptsturmführer Theodor Goeke (seit 1945 als vermisst gemeldet bzw. für tot erklärt). Einer der Mittäter, der Kripo-Beamte Friedrich Karst, wurde 1946 für zwei Jahre Leiter des Landeskriminalamts Nordrhein-Westfalen. Ende April 1945 ließen amerikanische Soldaten die Leichen exhumieren und am 1. Mai 1945 auf dem Platz vor dem Ohligser Rathaus beerdigen. Die Bevölkerung wurde ausdrücklich zur Teilnahme an der Trauerfeier aufgefordert, worauf ca. 3000 Menschen an der Trauerfeier teilnahmen. Erst 1965 wurden die Leichen erneut exhumiert und wieder am Wenzelnberg beigesetzt, wo sich seitdem eine Gedenkstätte befindet.
Während des Zweiten Weltkriegs wurde im November 1944 die mittelalterliche Solinger Altstadt durch die Luftangriffe auf Solingen völlig zerstört. Am 17. April 1945 marschierten US-amerikanische Soldaten in Solingen ein, wodurch der Krieg für die lokale Bevölkerung zu Ende ging. Insgesamt starben über 5.000 Solinger Bürger im Zweiten Weltkrieg (1939 bis 1945) durch Kriegshandlungen und/oder die NS-Diktatur.
Von 1945 bis 1949 gehörte Solingen zur britischen Besatzungszone. Der Wiederaufbau der Innenstadt an alter Stelle geschah ab dem Jahr 1949. Die neu errichtete Evangelische Stadtkirche am Fronhof konnte 1954 eingeweiht werden, die zerstörten Türme der katholischen Stadtkirche St. Clemens wurden in verändertem Stil rekonstruiert. Die Einwohnerzahl der Stadt wuchs durch zahlreiche neue Wohngebiete in allen Stadtteilen bis Ende der 1970er Jahre. Die städtische Infrastruktur wuchs stetig an, so wurde etwa 1963 das Theater und Konzerthaus eingeweiht und Ende der 1970er Jahre mit der Viehbachtalstraße eine Kraftfahrstraße quer durch die Stadt errichtet. 1975 wuchs die Stadt nochmals durch Eingemeindung der bis dahin selbständigen Stadt Burg an der Wupper.

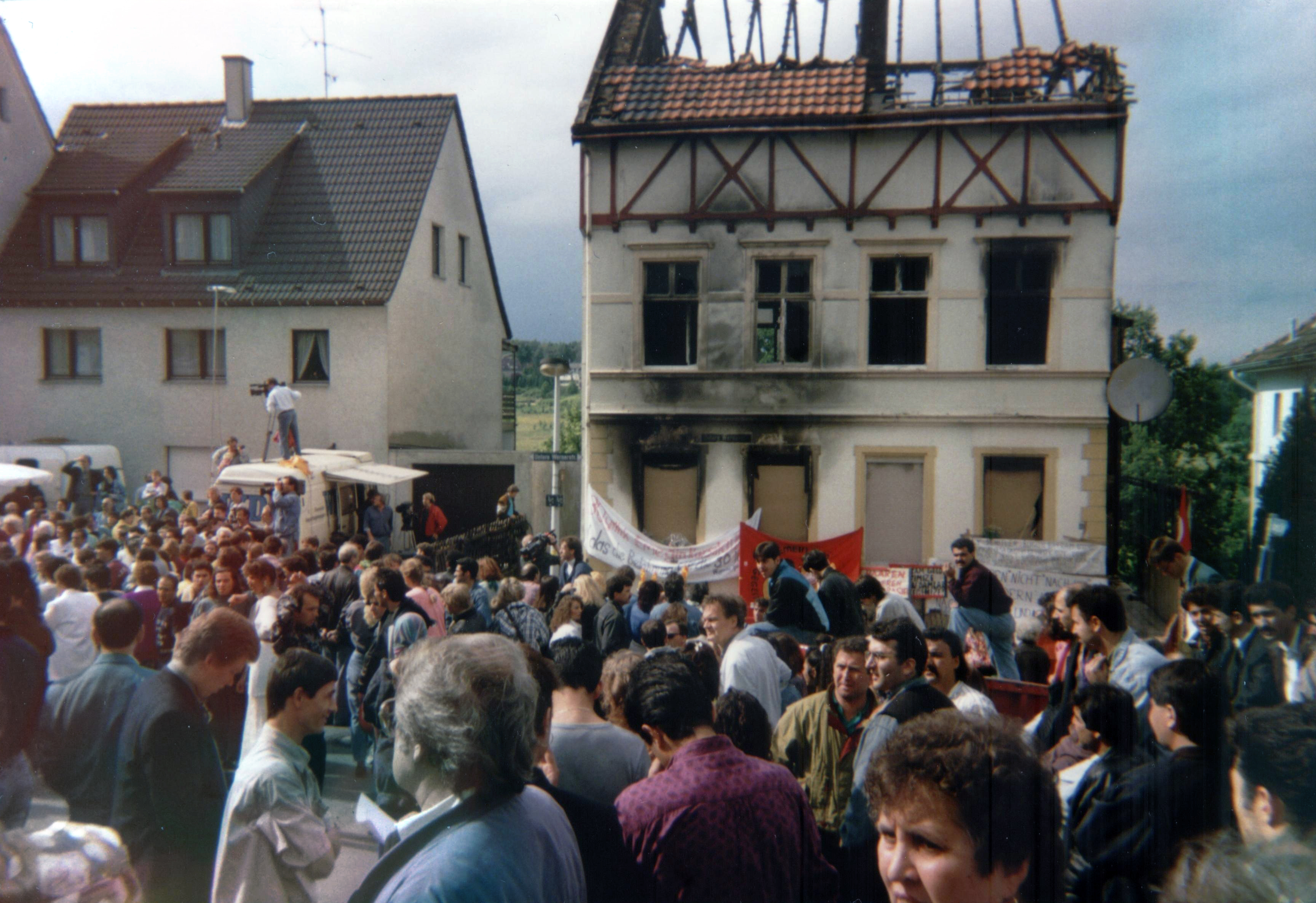
Abgebranntes Haus der Solinger Familie Genç nach dem Brandanschlag 1993

Im Jahre 1993 geriet Solingen durch einen Brandanschlag mit rechtsextremistischem Hintergrund, bei dem fünf türkische Mädchen und Frauen getötet wurden, weltweit in die Schlagzeilen. Als Reaktion auf den Anschlag kam es in der Stadt in den Folgetagen zu Demonstrationen und Ausschreitungen.
Seit Beginn des neuen Jahrtausends veränderte die Klingenstadt durch städtebauliche Maßnahmen wie die Regionale 2006 oder City 2013 massiv ihr Erscheinungsbild, so entstand etwa der neue Radwanderweg Korkenziehertrasse und durch den Abriss des Turmhotels und der ehemaligen Karstadt-Passage konnte ein neues Shoppingcenter am Neumarkt in Solingen-Mitte entstehen. Nach der Stilllegung des alten Hauptbahnhofes in Solingen-Mitte wurde der Ohligser Bahnhof am 10. Dezember 2006 offiziell von der Deutschen Bahn AG zum neuen Solinger Hauptbahnhof bestimmt.
2024 kamen durch Anschläge mehrere Menschen ums Leben: Im März starben durch Brandstiftung vier Menschen, 21 wurden verletzt; im August gab es bei einem Messeranschlag drei Tote und acht Verletzte.

### Stadtname
Der Stadtname ist in den Formen Solagon (965), Solonchon (1067?) und de Solingen [Or] (1174), aber auch als Solungen (1356, 1382) belegt. Der Solinger Heimatforscher Heinz Rosenthal (1906–1973) schloss -ungen als Endsilbe aus, da dieses einen älteren Gebrauch als -ingen hat, teilweise bis in das 7. Jahrhundert zurück, was er mit Forschungsergebnissen von Grabungsforschern begründet.:18
Der Name gilt in seinem Ursprung als Dativ-Plural-Form des altsächsischen Adjektivs solag „Schweinesuhle“. Es handelt sich um die Substantivierung eines Adjektivs mit Suffix -ag zu dem im Althochdeutschen und Altenglischen nachgewiesenen Substantiv sol „Pfütze, Sumpflache“ bzw. „Schlamm, Suhle, sumpfige Stelle“. Es könnte sich um eine Stelle handeln, an der Schweine gehalten wurden. Laut Niemeyer wurde „die Gerechtsame für die wirtschaftlich bedeutsame Eichelmast der Schweine im Wald […] häufig als besonderes Privileg erteilt“. Später wurde dieser Name an die Bildungen auf -ingen angeschlossen.

## Demografie

### Bevölkerungsentwicklung
| Jahr               | Einwohner |
| ------------------ | --------- |
| 1949               | 146.162   |
| 1954               | 157.430   |
| 1959               | 167.036   |
| 1964               | 173.900   |
| 1969               | 177.087   |
| 1974               | 174.995   |
| 1979               | 169.875   |
| 1984               | 162.574   |
| 1989               | 162.096   |
| 1994               | 165.404   |
| 1999               | 164.676   |
| 2004               | 163.156   |
| 2009               | 160.992   |
| 2014               | 156.369   |
| 2019               | 163.112   |
| 30. September 2022 | 164.105   |

Bevölkerungsentwicklung von 1949 bis 2019 nach nebenstehender Tabelle

Solingens Bevölkerungszahl stieg vom Mittelalter bis zur Industrialisierung nur sehr langsam. Erst die Industrialisierung und der damit einhergehende Urbanisierungseffekt sorgten dafür, dass die Einwohnerzahl in den Städten Mitteleuropas rasch anstieg, so auch in Solingen. Die heutige Großstadt Solingen ist das Ergebnis mehrerer Zusammenschlüsse von anliegenden Gemeinden über viele Jahrzehnte hinweg. 1896 wurde Solingen zur kreisfreien Stadt. Im Jahre 1910 hatte die damalige Mittelstadt Solingen bereits mehr als 50.000 Einwohner, insbesondere war der Arbeitskräftebedarf der metallverarbeitenden Unternehmen für das Bevölkerungswachstum in der Klingenstadt verantwortlich.
Im Jahr 1929 wurde Solingen auf Grund des Gesetzes über die kommunale Neugliederung des rheinisch-westfälischen Industriegebiets zu einer Großstadt. Durch den damals politisch gewollten Zusammenschluss wurden die Städte Ohligs (29.768 Einwohner), Wald (27.443 Einwohner), Höhscheid (15.854 Einwohner) Gräfrath (10.582 Einwohner) und Solingen (56.353 Einwohner) zur neuen Großstadt Solingen vereint. Die Städtevereinigung erfolgte offiziell am 1. August 1929. Zu diesem Zeitpunkt hatte Solingen ca. 140.000 Einwohner. In den Nachkriegsjahren wuchs die Bevölkerung weiter kräftig. Sie erreichte im Jahre 1972 mit 177.899 Einwohnern ihren bisherigen historischen Höchststand.

### Bevölkerungsprognose bis 2040
Seit 2014 wächst die Solinger Bevölkerung und lag am 30. September 2022 bei 164.105 Einwohnern.
Der Bevölkerungszuwachs seit 2014 erklärt sich durch die Zuwanderung von Neubürgern: Die Zuzüge nach Solingen übersteigen die Wegzüge und Todesfälle. Zudem wird die Stadt durch die Zuwanderung von außen immer jünger. Neubürger sind im Schnitt 32,0 Jahre alt, während die Solinger „Urbevölkerung“ einen Altersdurchschnitt von 44,1 Jahren hat. Seit Beginn der 2010er Jahre ist ein starker Zuzug von jungen Familien aus dem Düsseldorfer Umland (insbesondere aus Haan und Hilden) erkennbar. Nach Angaben der Solinger Stadtverwaltung wird die Einwohnerzahl in Solingen in den nächsten Jahren stabil bleiben. Laut Prognose werden im Jahr 2040 mindestens 164.000 Menschen in Solingen leben. Alle Zahlen beruhen auf aktuellen Daten des Solinger Melderegisters und geben statistische Werte sowie die Populationsdynamik in der Bevölkerungshochrechnung wieder. Die verwendete Software hat sich als Standardprogramm speziell für Kommunen etabliert. Diese Datengrundlage ist präziser und hat sich als verlässlicher herausgestellt als die vom Landesbetrieb IT.NRW, welcher rd. 4000 Einwohner weniger ausweist.
Struktur der Solinger Bevölkerung auf Grundlage der 164.105 gemeldeten Bürger vom 30. September 2022:
- 27.906 sind jünger als 18 Jahre
- 100.747 sind zwischen 18 bis und 65 Jahre
- 35.425 sind 65 Jahre oder älter

Die aktuell (2022) in Solingen wohnhaften 164.105 Personen leben überwiegend in ca. 80.170 privaten Haushalten. Rund 3.000 Personen wohnen in Gemeinschaftseinrichtungen ohne privaten Haushaltscharakter (z. B. Altenheime, Jugendhilfeeinrichtungen, Asylbewerberheime, Obdachloseneinrichtungen etc.).

### Bevölkerungsanteil mit deutscher Staatsangehörigkeit
In Solingen leben 106.658 deutsche Einwohner, die keinen Migrationshintergrund haben. Diese Personengruppe hat mindestens in zweiter Generation die Deutsche Staatsangehörigkeit. Die Größenordnung entspricht 65,0 % der Gesamteinwohnerzahl von Solingen (Stand: 30. Juni 2017). Einen Migrationshintergrund hat man in Deutschland, wenn man selbst nicht deutscher Staatsbürger ist oder wenn mindestens ein Elternteil nicht die deutsche Staatsbürgerschaft hat (Definition nach Statistischem Bundesamt).

### Migrantenstatistik
Die Solinger Ausländerquote war im Jahr 2020 mit 35,0 % höher als im Bundesschnitt mit 12,7 %. Am 31. Dezember 2019 hatten insgesamt 27.575 Menschen in Solingen keine deutsche Staatsangehörigkeit und über 30.000 Solinger hatten eine doppelte Staatsangehörigkeit.
Die drei größten Migrantengruppen in Solingen waren im Jahr 2020:
- Italiener (5.980)
- Türken (5.885)
- Syrer (1.830)[52]

In der Klingenstadt leben Menschen aus 140 Nationen. Auffällig ist, dass der Anteil der Migranten in Solingen steigt, je jünger die Menschen sind. Nach einer Datenauswertung von IT.NRW beträgt der Migrationsanteil in der Gruppe der über 75-jährigen 11 %, in der Gruppe der unter 3-Jährigen sind es 56 % (Tendenz steigend). In Zahlen bedeutet dies, dass der Anteil der Migranten steigen wird, während Solinger Bürger ohne Zuwanderungshintergrund immer weniger werden. Für das Jahr 2040 berechneten die Statistiker, dass die Zahl der Migranten voraussichtlich um rund 8300 zunehmen wird. 45,3 % der Solinger Grundschüler hatten im Schuljahr 2019/20 einen Migrationshintergrund.

### Seniorenstatistik
Im Jahr 2019 ergab eine Datenerhebung für Solingen (erstellt von der Statistikstelle IT.NRW), dass der Senioren-Anteil in der Klingenstadt deutlich ansteigen wird. Demnach werden im Jahr 2040 über 44.000 Solinger Bürger mindestens 65 Jahre oder älter sein. Damit wächst diese Bevölkerungsgruppe im Vergleich zu 2019 um 32 %. In der Gruppe bis 65 Jahre wird Solingen um mindestens 6.000 Personen schrumpfen.

### Flüchtlingsstatistik
In Solingen lebten im Jahr 2020 ca. 3300 Menschen mit einem Flüchtlingsstatus. Von ihnen wohnen nach Angaben der Stadtverwaltung etwa 2800 in Privatwohnungen und rund 500 in öffentlichen Unterkünften. Von allen Flüchtlingen haben mehr als 2400 eine gültige Aufenthaltsberechtigung nach abgeschlossenem Asylverfahren, bei über 400 Flüchtlingen läuft das Asylverfahren noch oder sie sind befristet geduldet. 2018 gab es 38 freiwillige Ausreisen und 58 Zwangsabschiebungen.
Mit dem Zuzug geflüchteter Menschen aus der Ukraine seit März 2022 ist die Einwohnerzahl Solingens im Jahr 2022 angestiegen. Seit Beginn des Kriegs in der Ukraine kamen knapp 1.400 Ukrainerinnen und Ukrainer (mehr Frauen als Männer) nach Solingen. Zum Stichtag 30. September 2022 waren in Solingen 1.617 Personen mit ukrainischer Staatsangehörigkeit gemeldet.

## Religionen

### Konfessionsstatistik
Laut der Volkszählung 2011 waren im Jahr 2011 32,3 % der Einwohner evangelisch, 26,0 % römisch-katholisch und 41,7 % waren konfessionslos, gehörten einer anderen Glaubensgemeinschaft an oder machten keine Angabe.  Der Anteil der Katholiken und Protestanten an der Gesamtbevölkerung ist seitdem gesunken.
Laut Statistik der Stadt Solingen waren am 31. Dezember 2024 von den 164.804  Einwohnern 22,4 % (36.904) evangelisch, 22,3 % (36.724) katholisch und 55,3 % der Solinger Bürgerschaft waren konfessionslos oder gehörten einer anderen Glaubensgemeinschaft an.
Laut kirchlicher Statistik waren am 31. Dezember 2024 von den Einwohnern 36.200 katholisch.
Nach einer Berechnung aus den Zensuszahlen für die Personen mit Migrationshintergrund lag der Bevölkerungsanteil der Muslime in Solingen 2011 bei 7,9 Prozent (rund 12.300 Personen).

### Christentum

#### Katholiken
Der Großraum Solingen gehörte seit der Christianisierung der rechtsrheinischen Gebiete immer schon zum Herrschaftsbereich des Erzbistums Köln. Die nachweisbar erste Kirche in Solingen, vermutlich eine einfache Holzkirche, muss um das Jahr 1000 im heutigen Stadtteil Wald bereits existiert haben. Obwohl in Solingen unter den Grafen von Berg die Reformation Einzug hielt, gab es in der Klingenstadt auch weiterhin Katholiken. 1827 wurde Solingen Sitz eines Dekanats im Erzbistum Köln. Heute gibt es in Solingen drei große katholische Pfarrgemeinden: St. Sebastian, St. Clemens und St. Johannes der Täufer.
Auswahl katholischer Kirchen in Solingen:

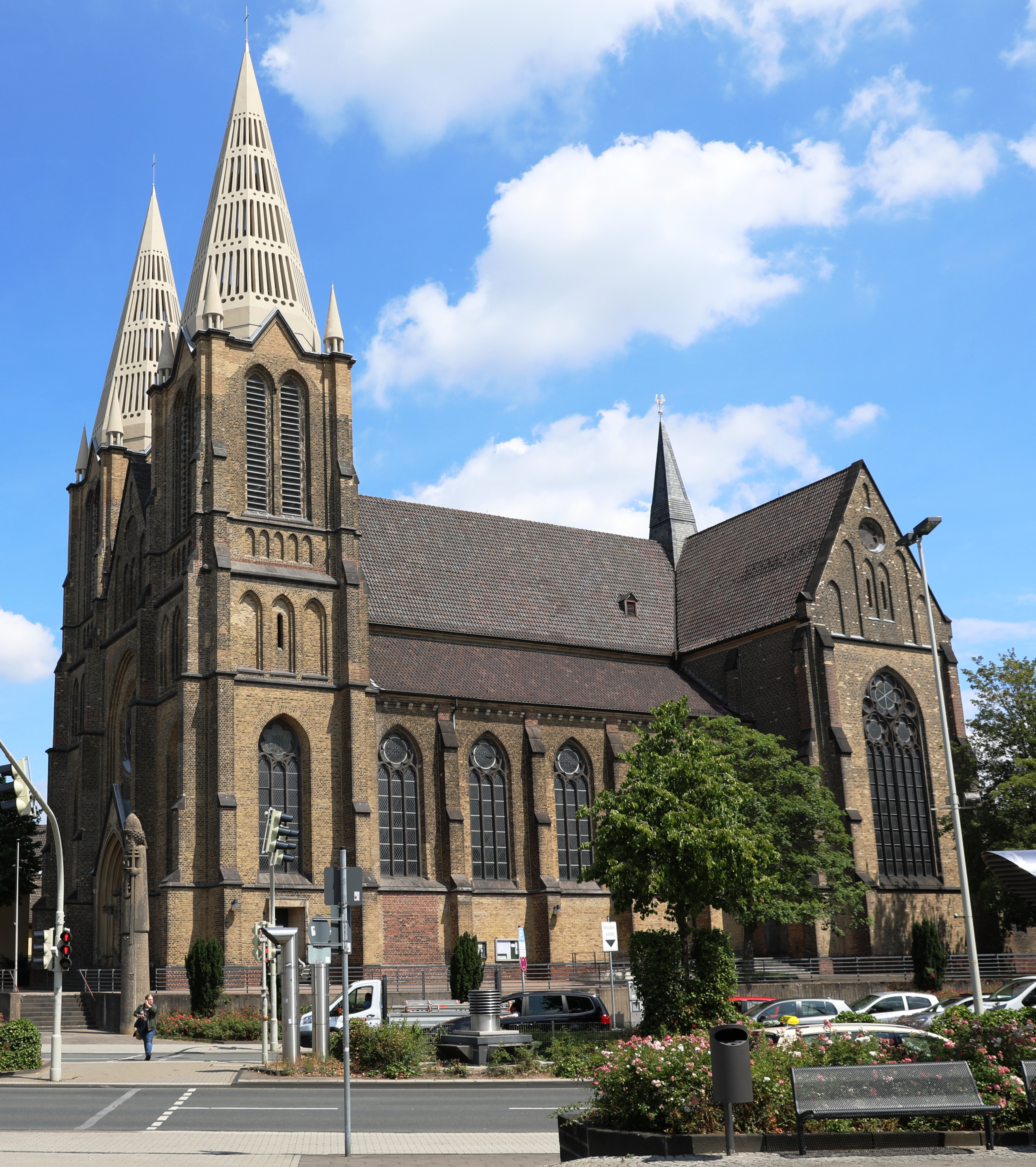
St. Clemens im Zentrum von Solingen
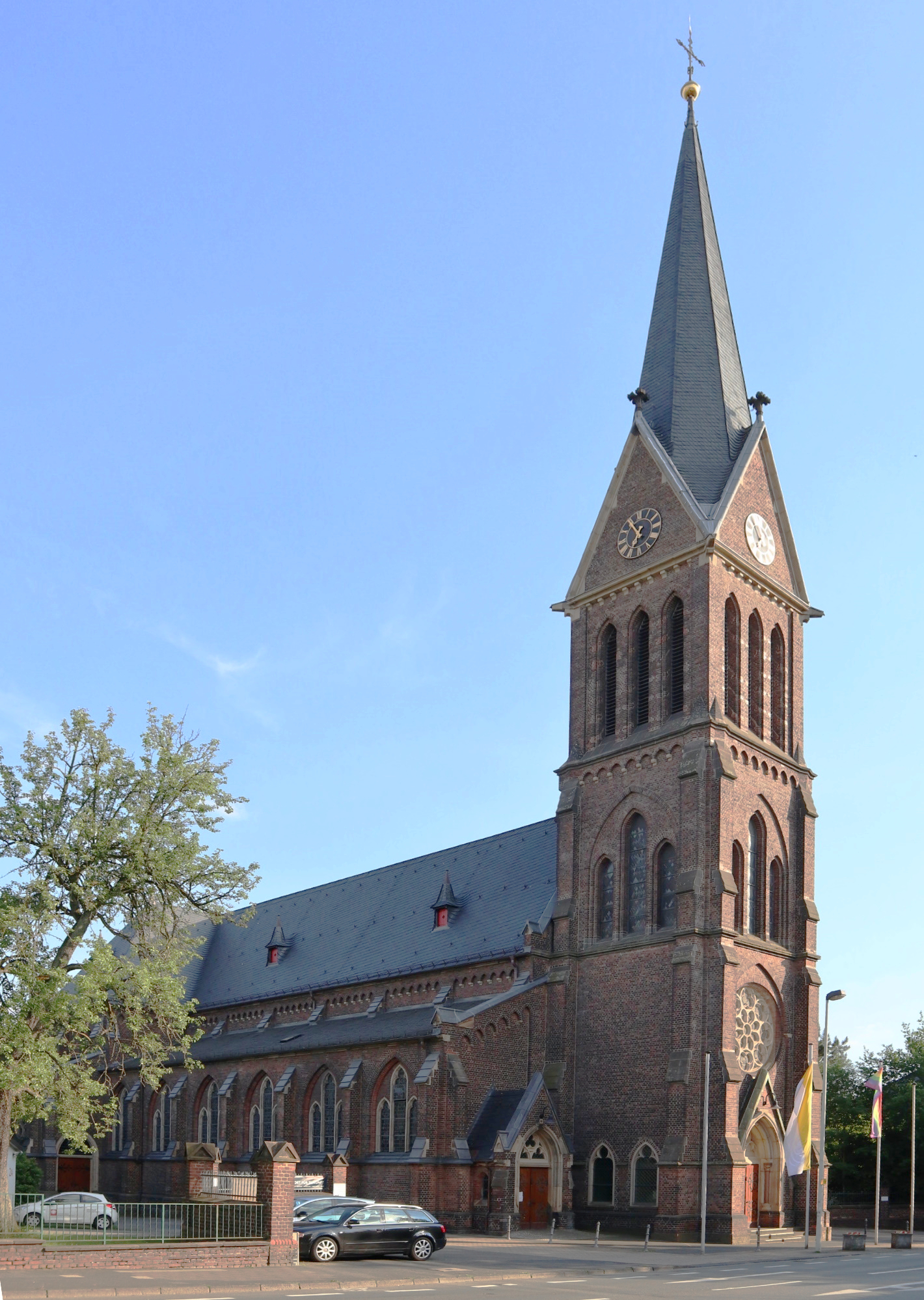
St. Joseph in Ohligs
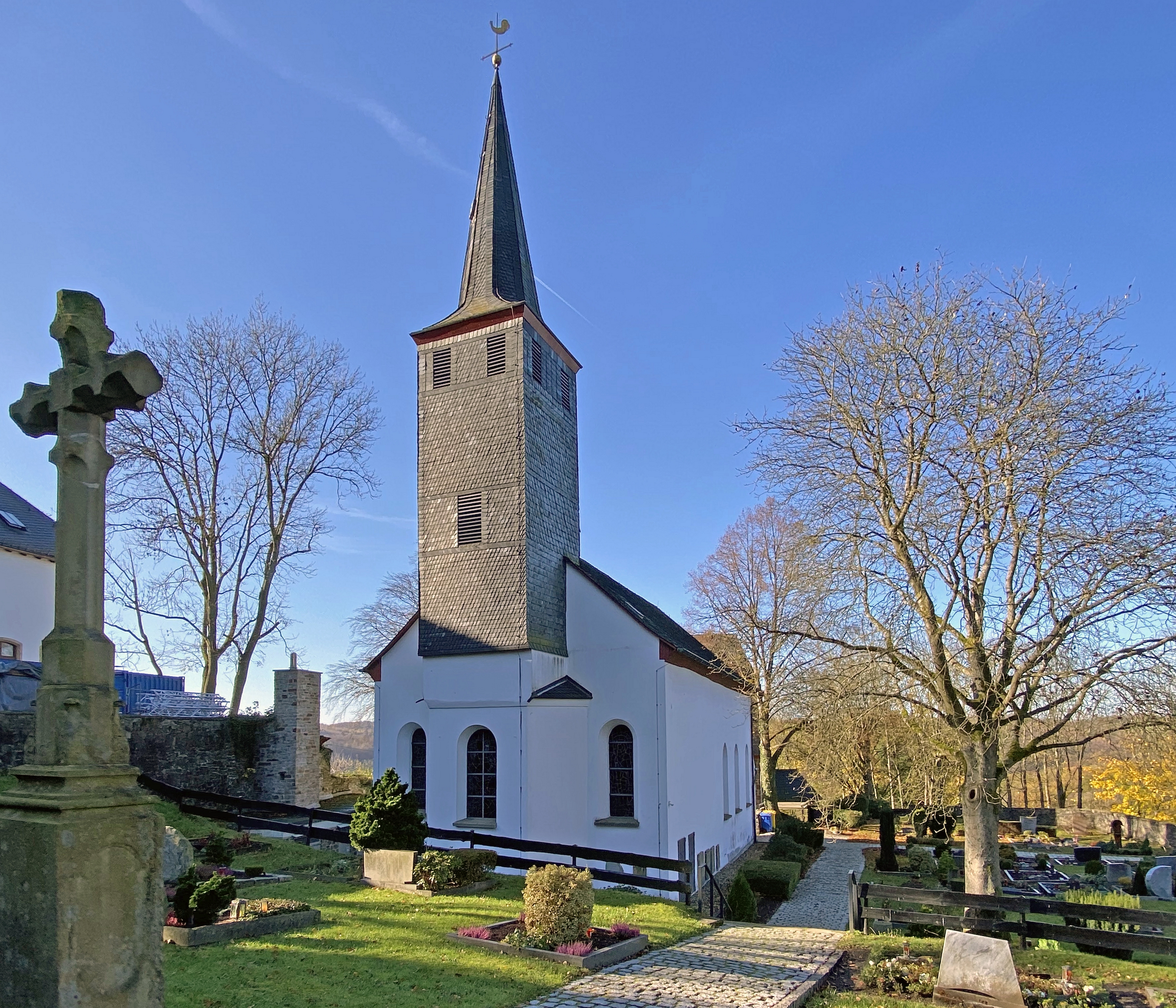
St. Martinus Oberburg in Burg
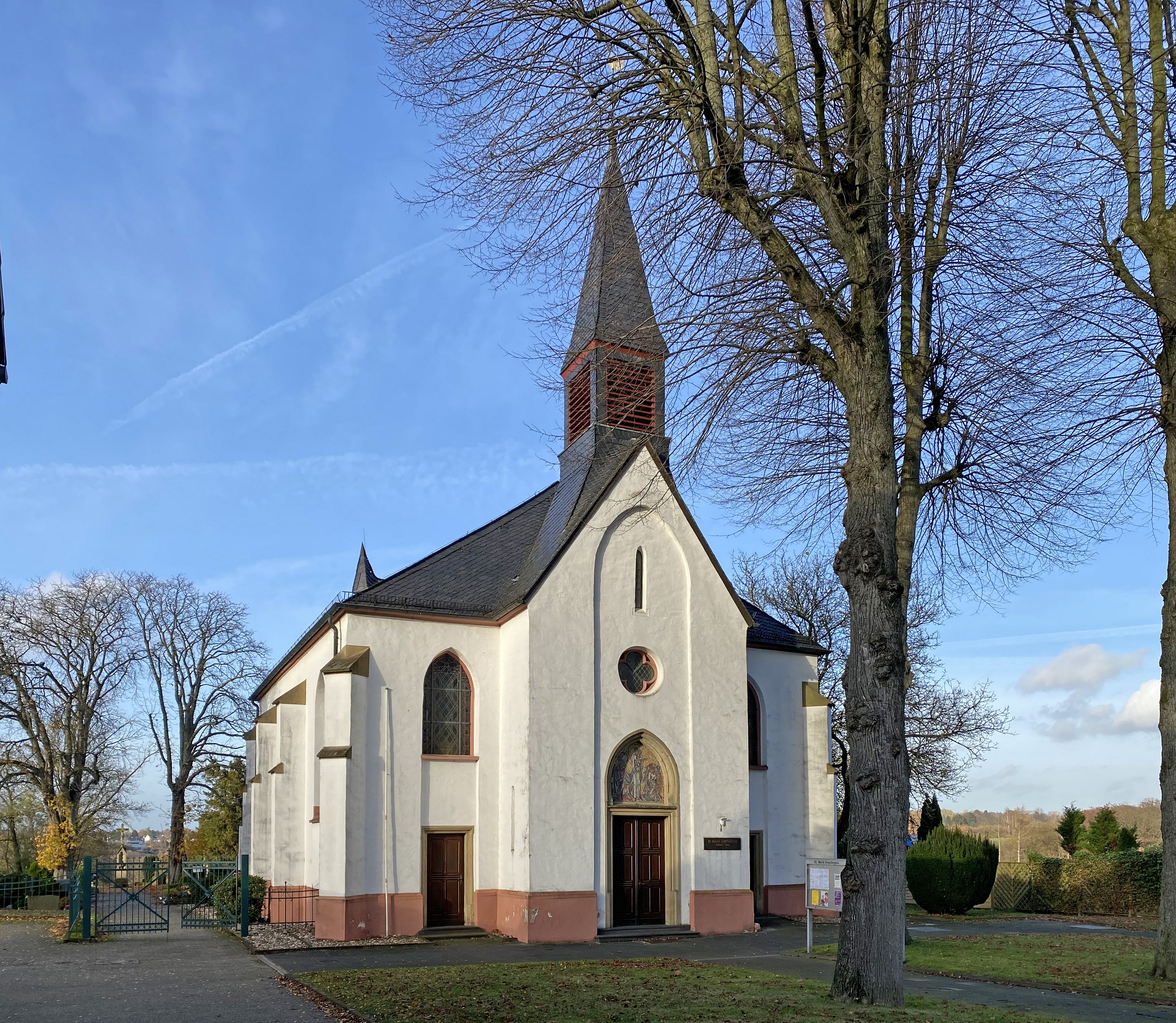
St. Mariä Empfängnis, Kohlsberg in Höhscheid
St. Mariä Himmelfahrt in Gräfrath
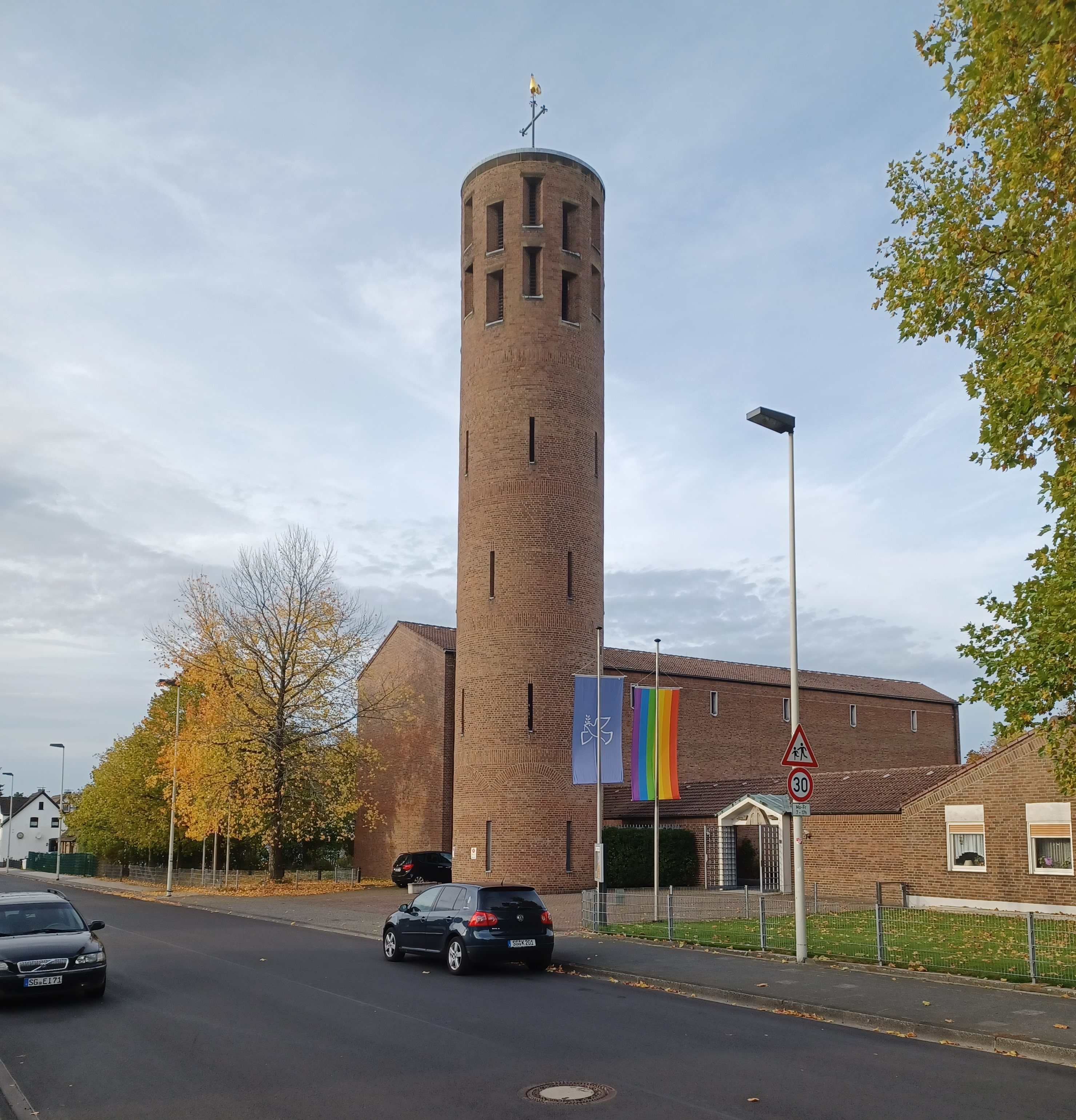
Liebfrauen in Löhdorf, Aufderhöhe
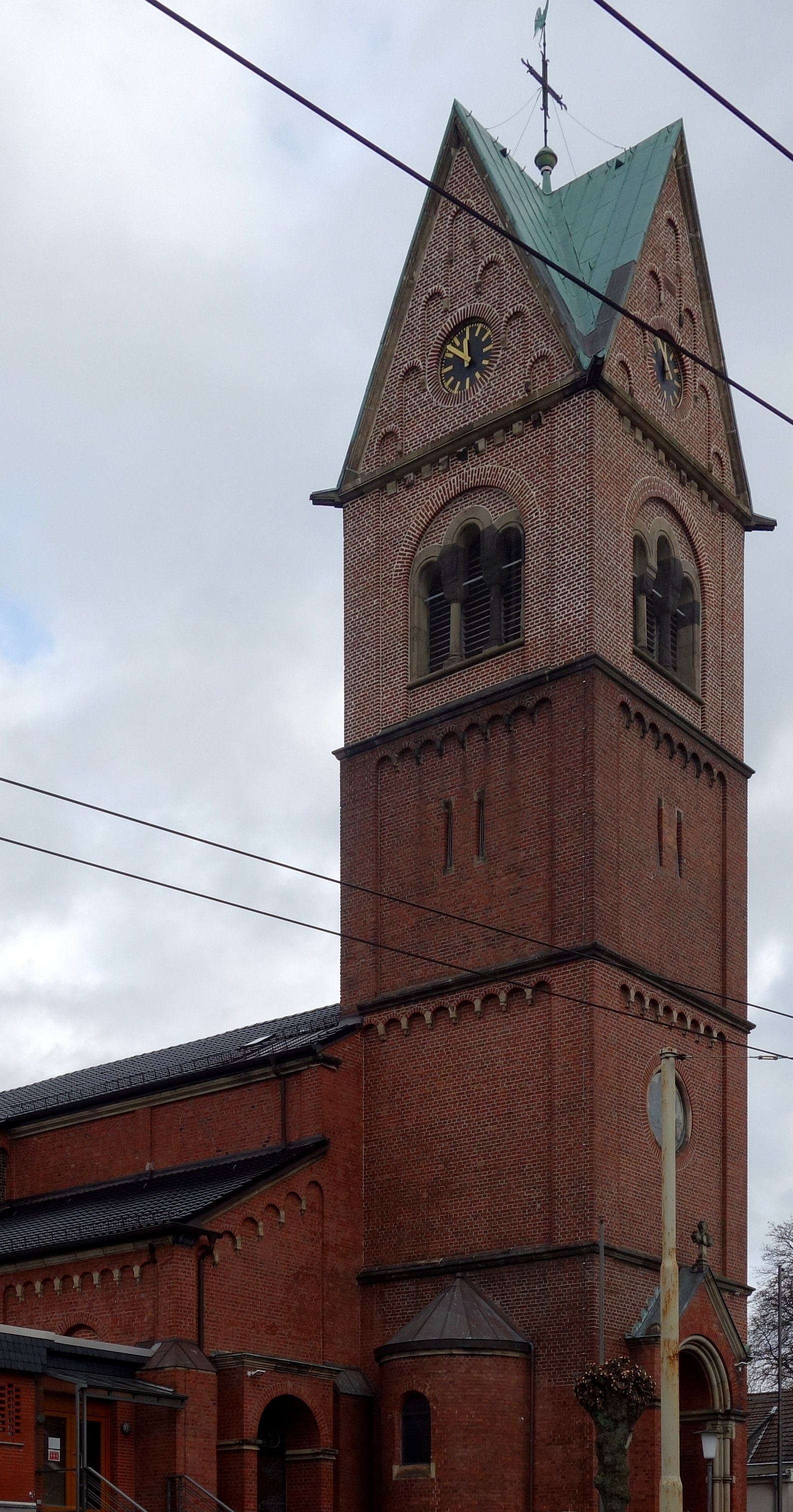
St. Katharina in Wald
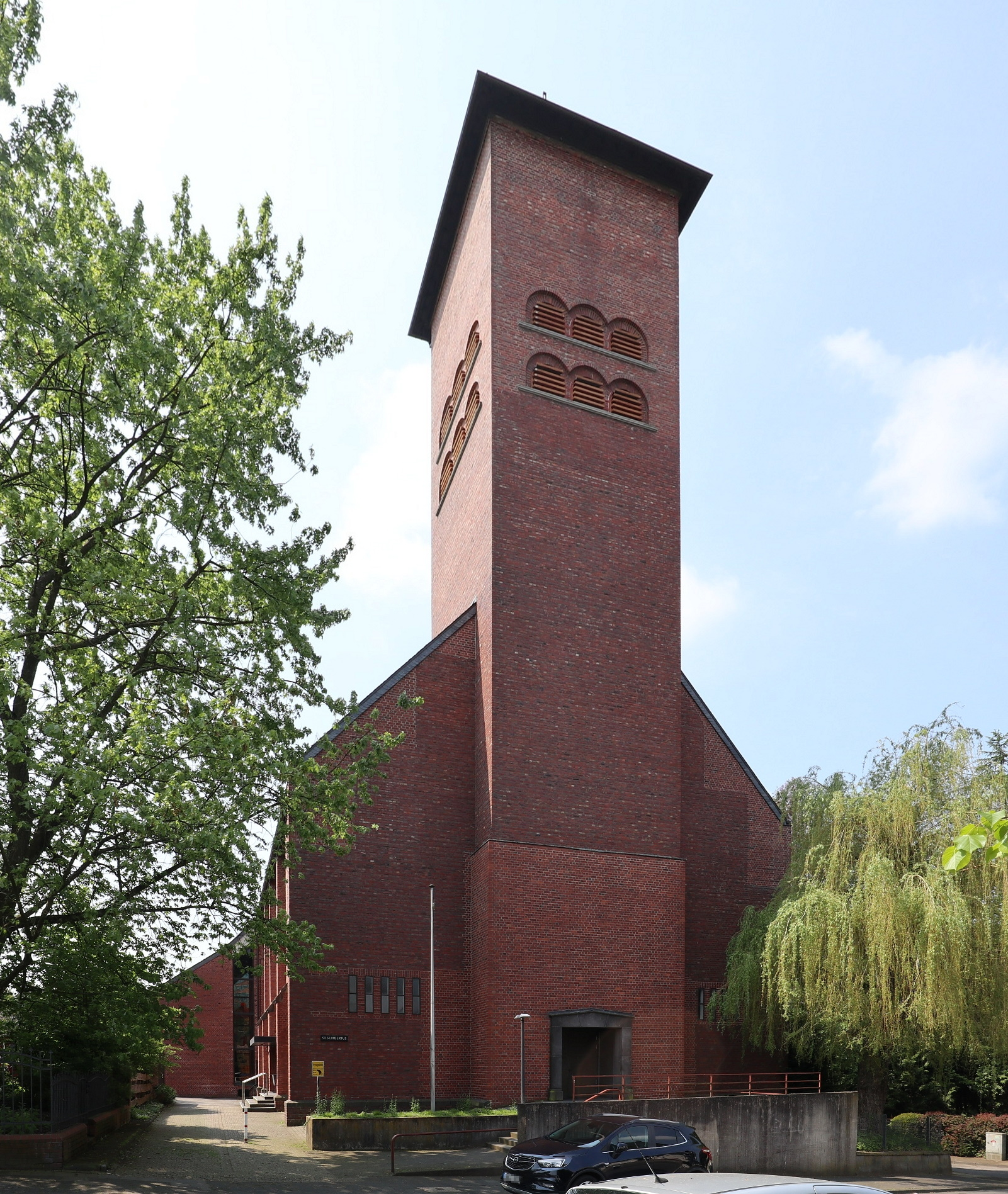
St. Suitbertus in Höhscheid

Weitere katholische Kirchen sind:
- St. Engelbert am Mangenberg
- St. Josef an der Krahenhöhe
- St. Maria Königin in Widdert
- St. Mariä Empfängnis in Merscheid
- St. Michael am Zentral
- Heiliges Kreuz an der Wupperstraße (heute Zentrum Frieden)

#### Evangelische
Die Reformation fasste in Solingen nur langsam Fuß. Um das Jahr 1635 haben die ersten lutherischen Glaubensangehörigen in Solingen eine Gemeinde gebildet. Im Jahr 1649 wurde die ehemalige katholische Pfarrkirche (am heutigen Fronhof in Solingen-Mitte) den Reformierten übergeben. Bis 1843 gehörten die Solinger Gemeindeglieder noch der Kreissynode Lennep (heute ein Stadtteil von Remscheid) an. Die erste Solinger Synode mit Sitz eines Superintendenten wurde im Jahr 1843 eingerichtet. Hieraus entstand der heutige Kirchenkreis Solingen der Evangelischen Kirche im Rheinland, zu dem die meisten evangelischen Gemeinden Solingens gehören, sofern es sich nicht um Freikirchen handelt. Lediglich die Gemeinde in Burg an der Wupper gehört nicht dem Kirchenkreis Solingen an. Heute gibt es in der Stadt zehn evangelische Gemeinden. Ferner sind mehrere Evangelisch-Freikirchliche Gemeinden (Baptisten- und Brüdergemeinden), eine Evangelisch-methodistische Kirche, die Freikirche der Siebenten-Tags-Adventisten, die Reformadventisten, eine Gemeinde der Christen Ecclesia, mehrere Freie evangelische Gemeinden (FeG) sowie die Heilsarmee in der Klingenstadt ansässig
Auswahl evangelischer Kirchen in Solingen:

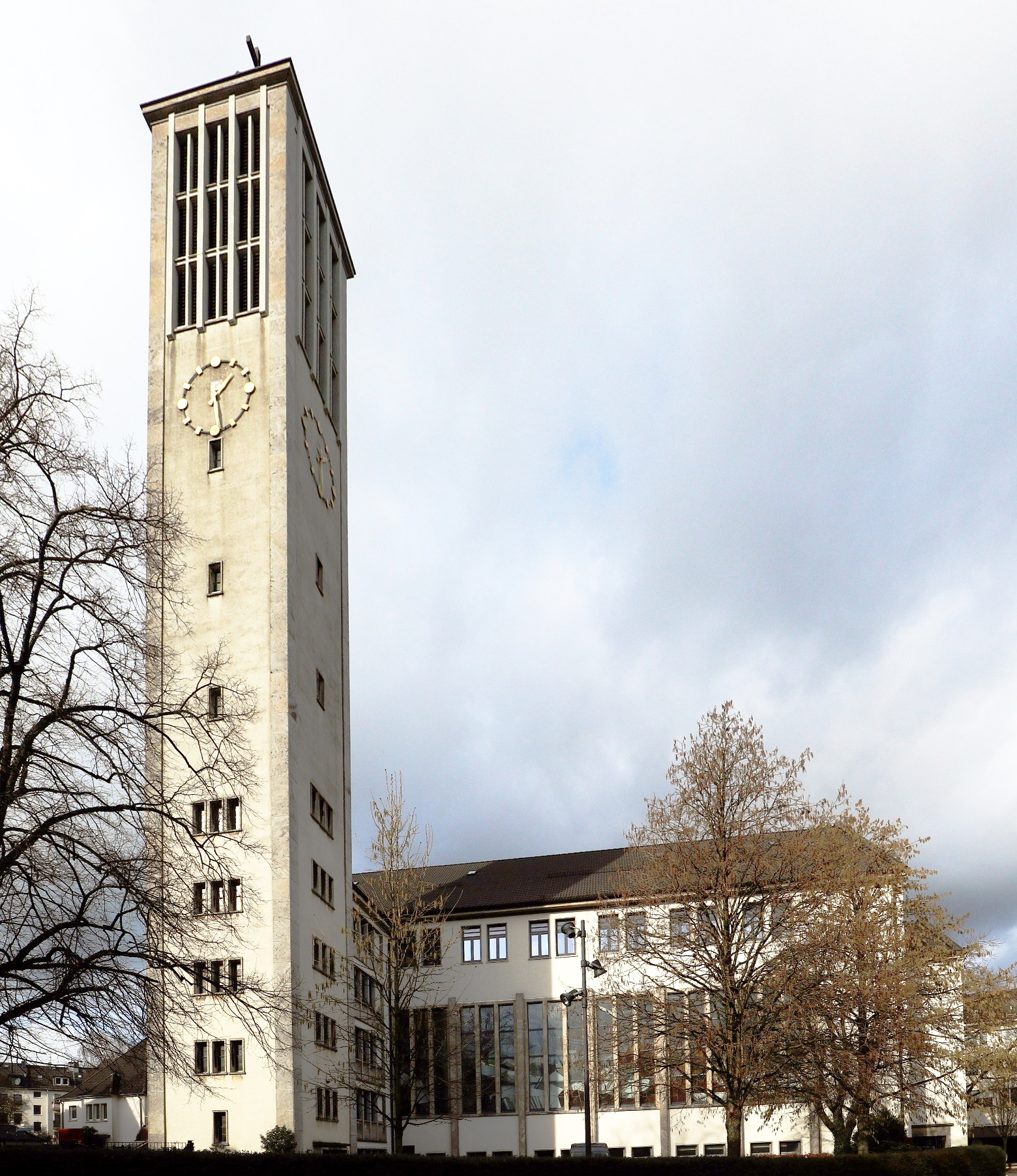
Evangelische Stadtkirche Solingen in der Stadtmitte
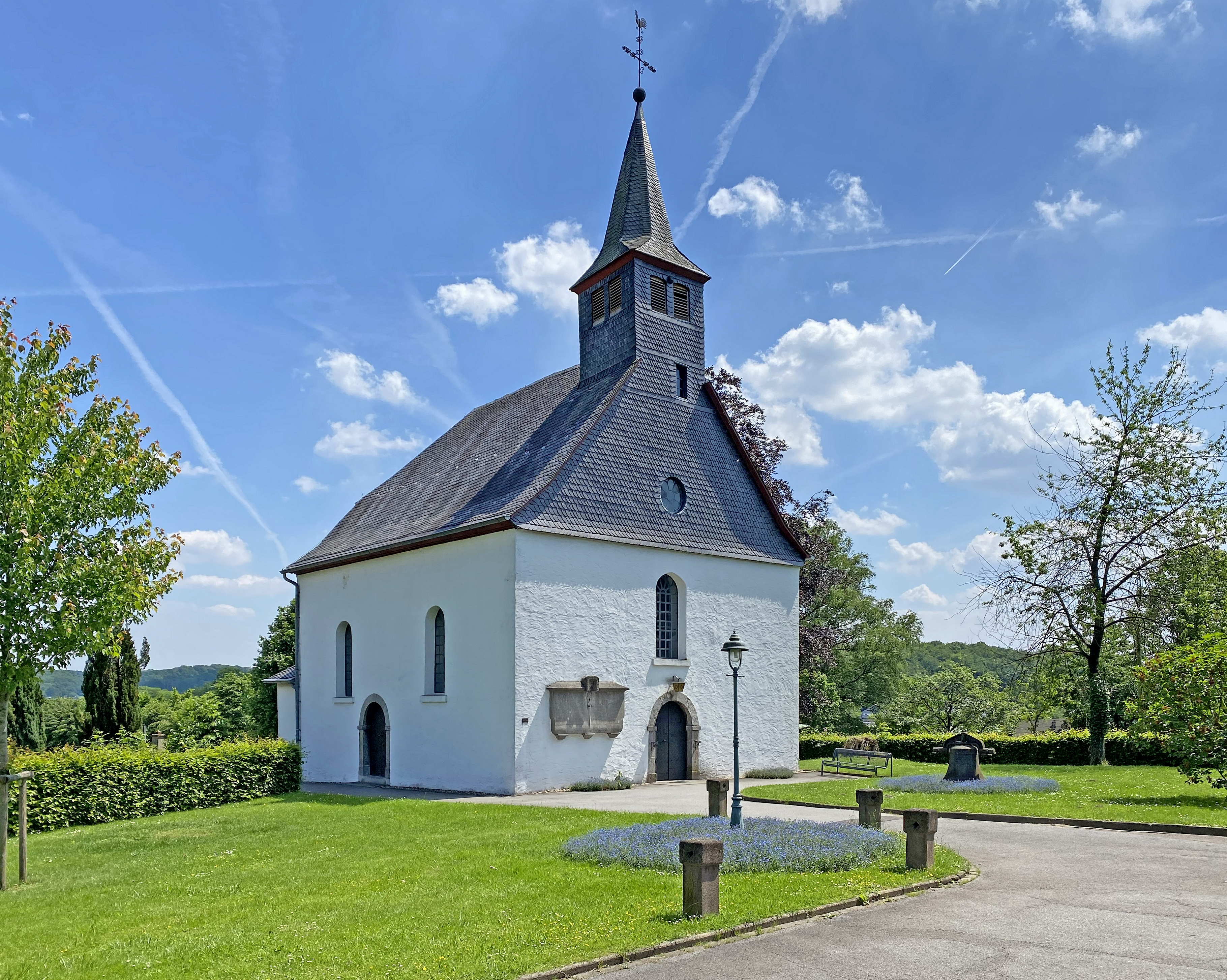
Ev. Kapelle St. Reinoldi Rupelrath in Höhscheid
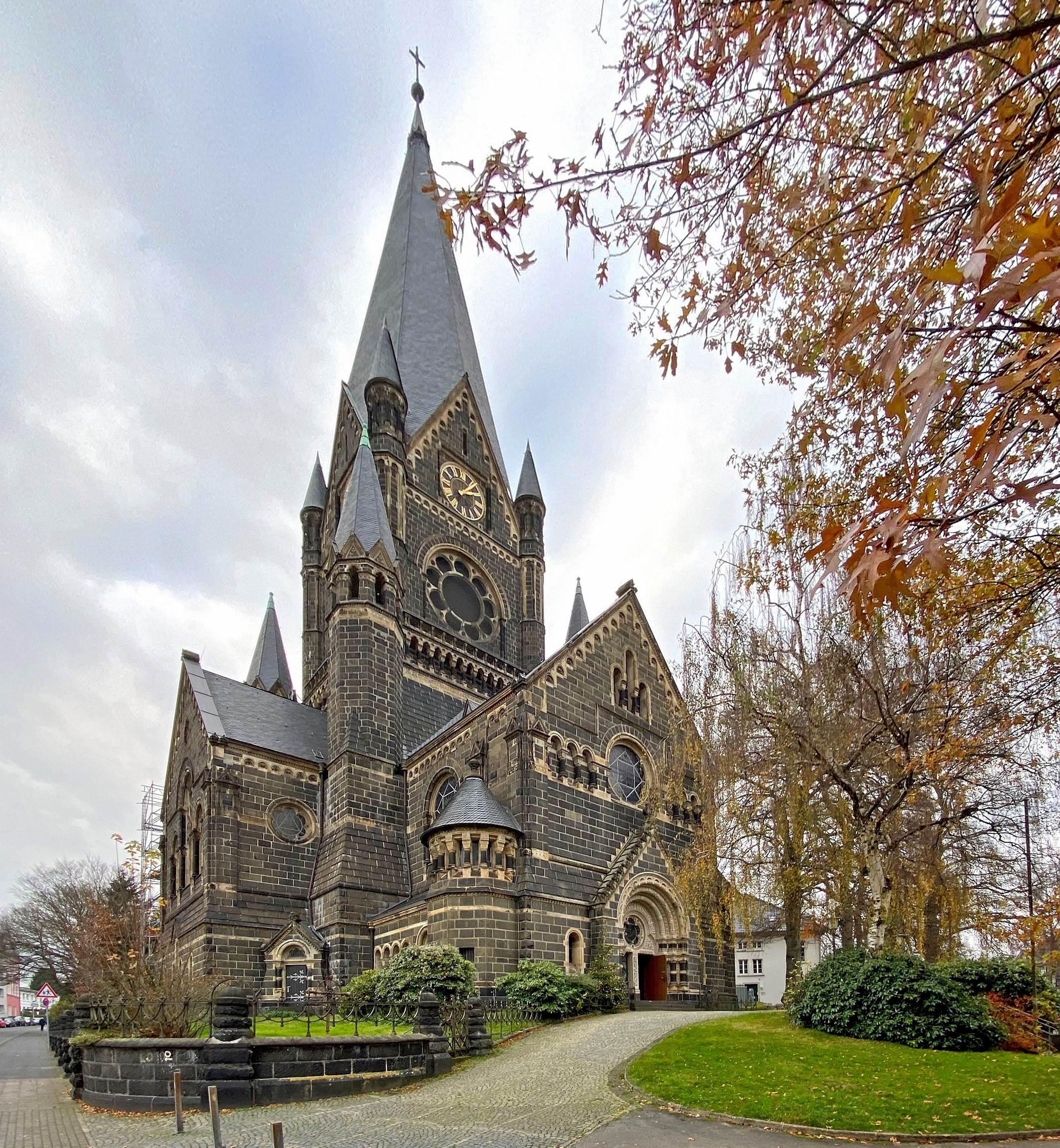
Lutherkirche in der Innenstadt, Richtung Höhscheid
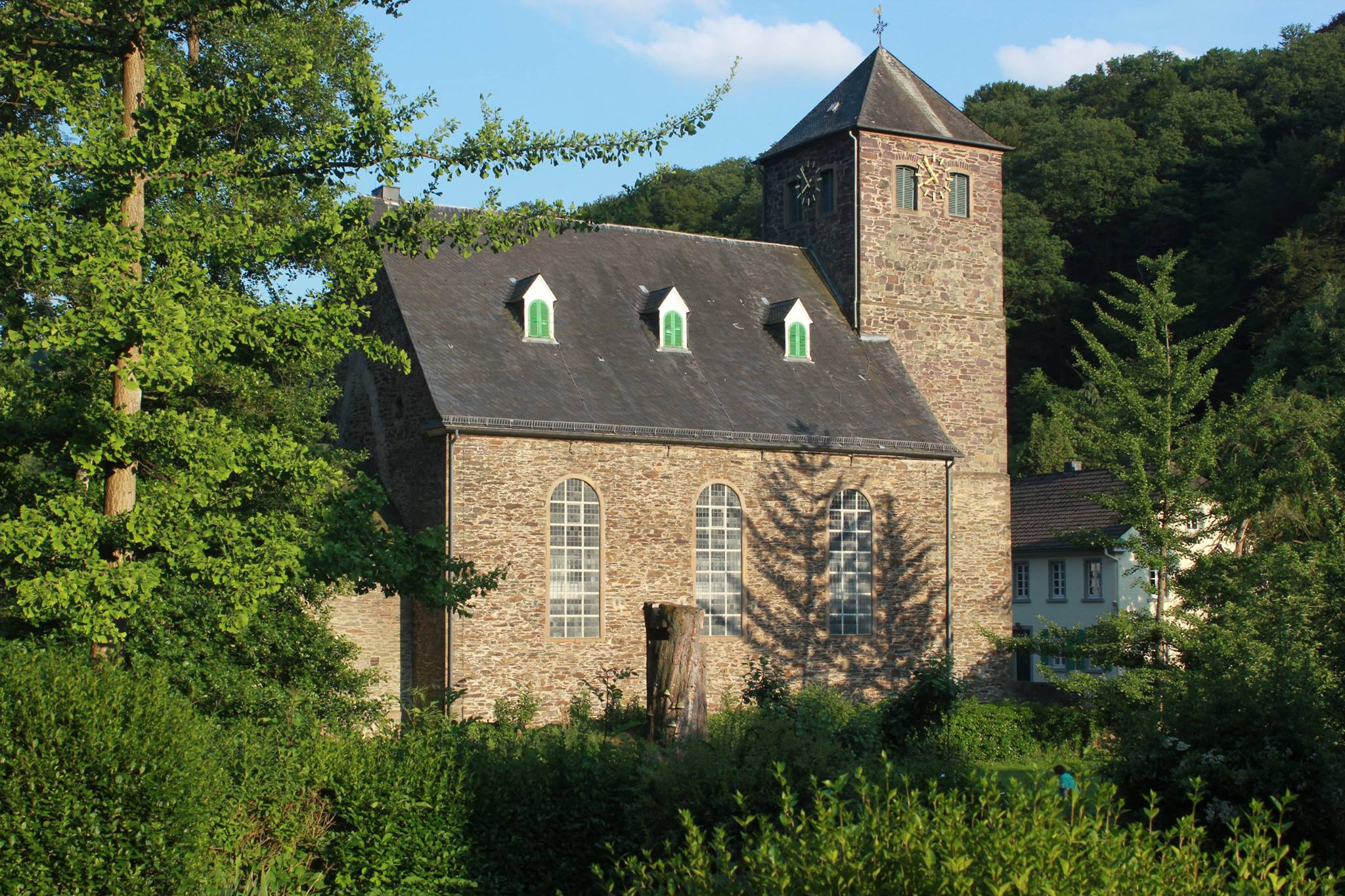
Evangelische Kirche Unterburg in Burg
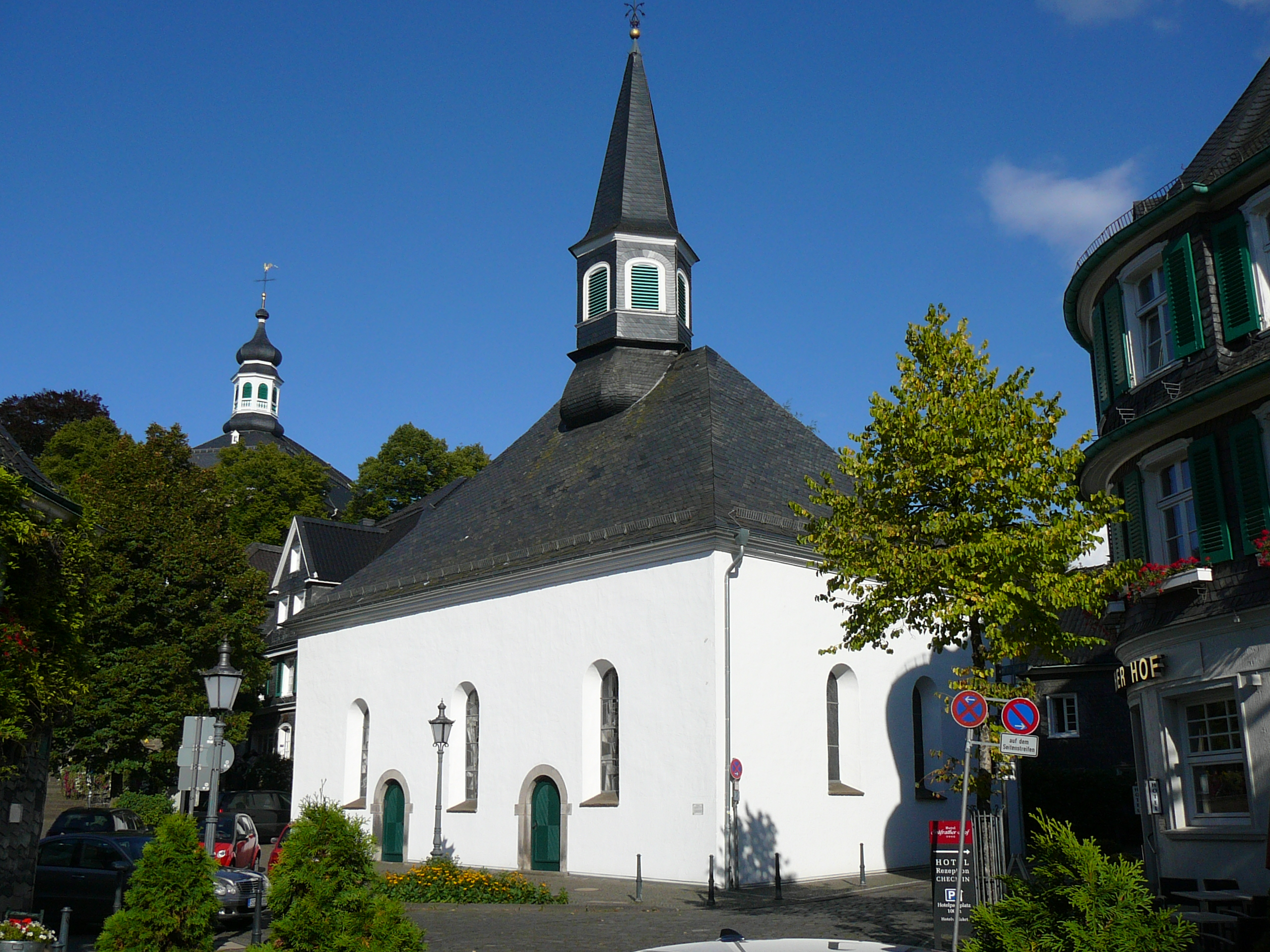
Evangelische Kirche Gräfrath
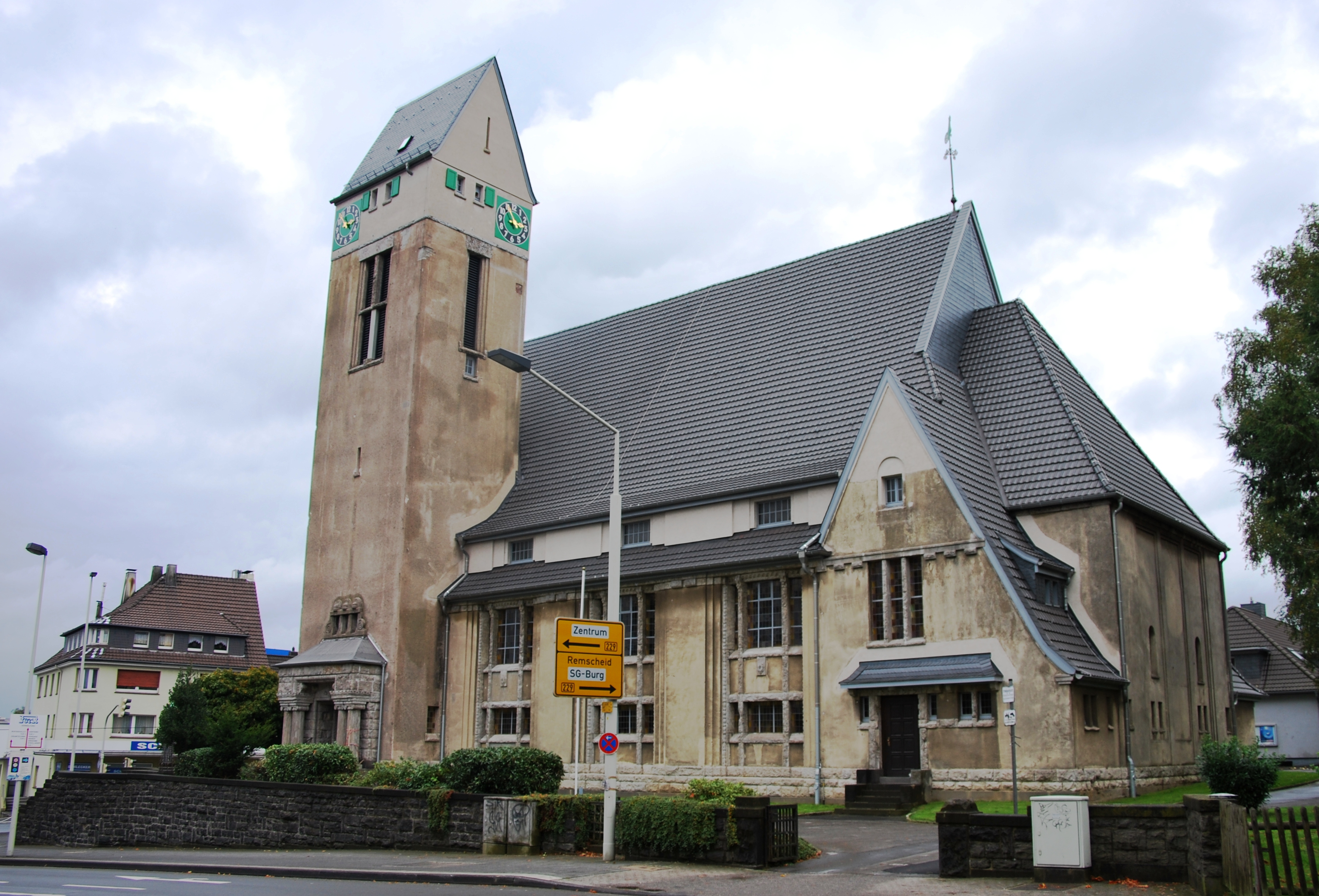
Dorper Kirche an der Krahenhöhe
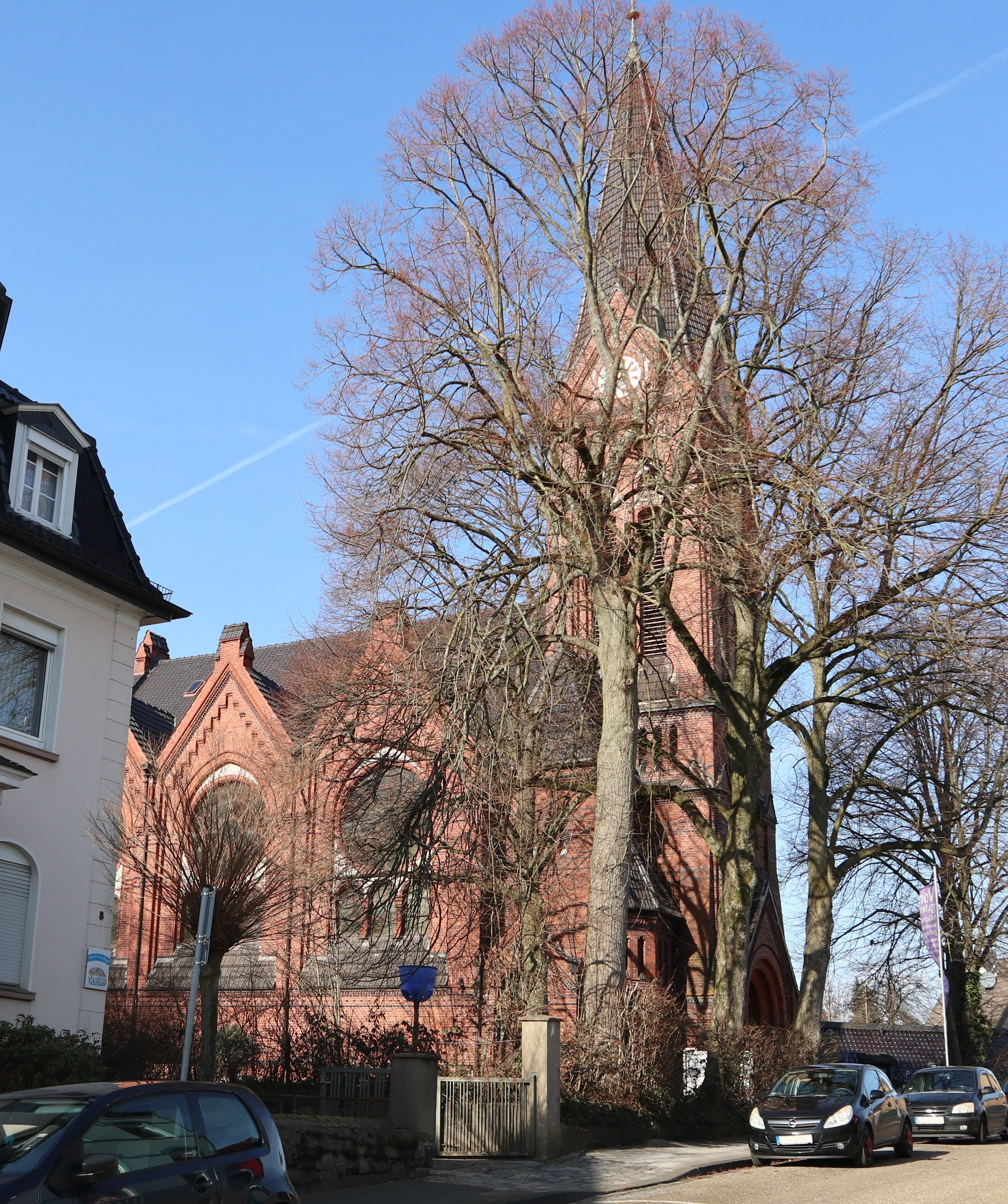
Evangelische Kirche Merscheid
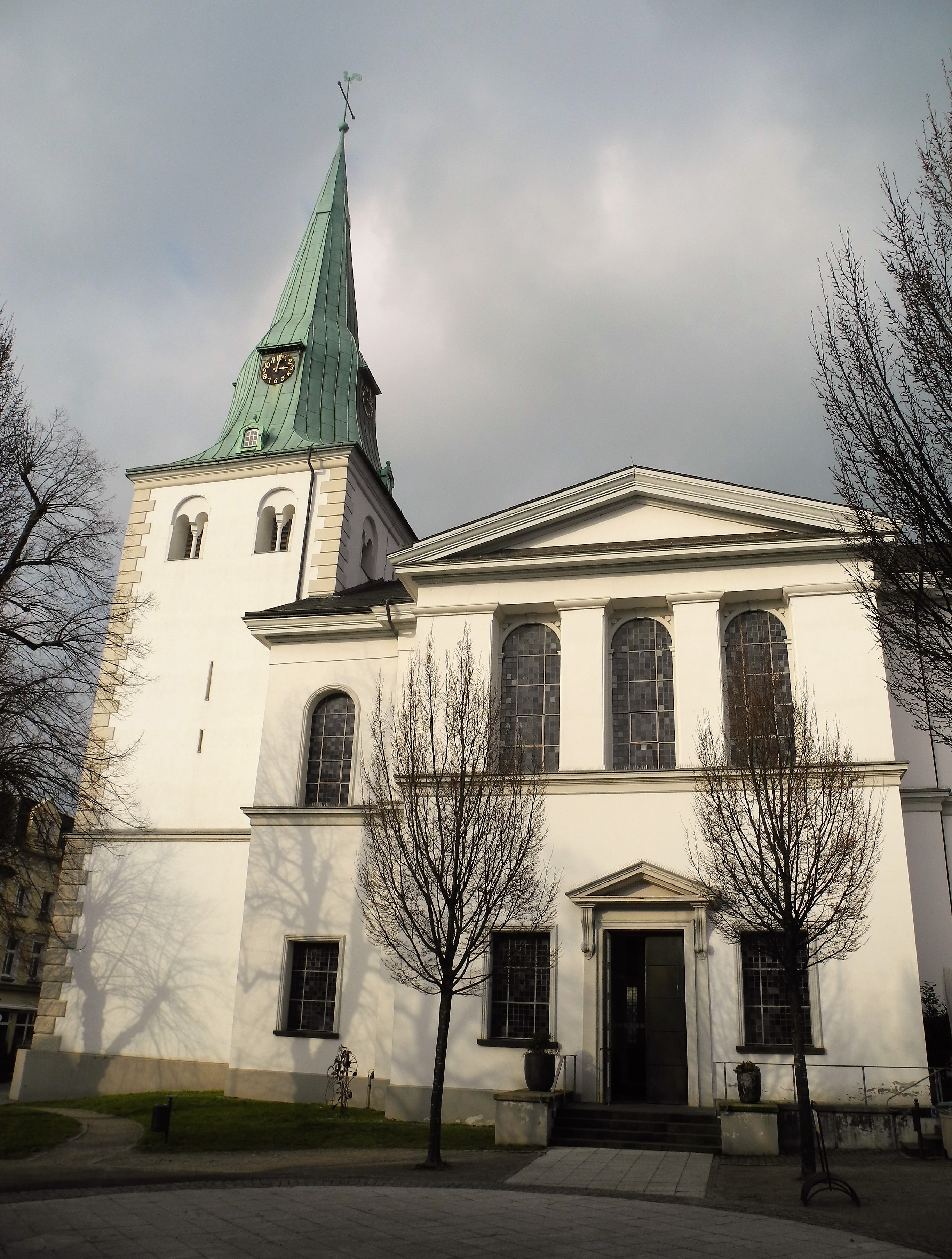
Evangelische Stadtkirche Wald
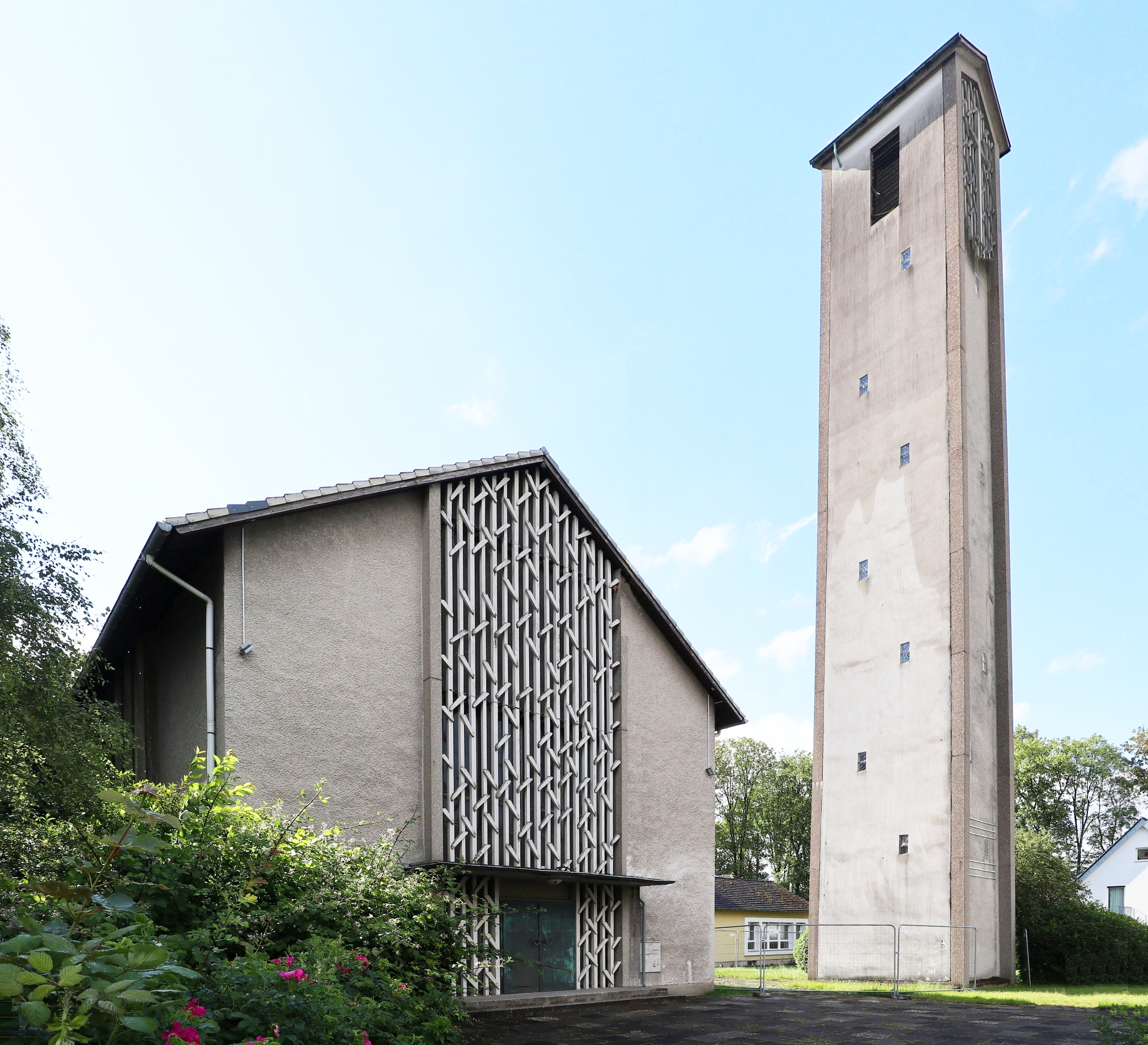
Evangelische Kirche Weyer in Wald
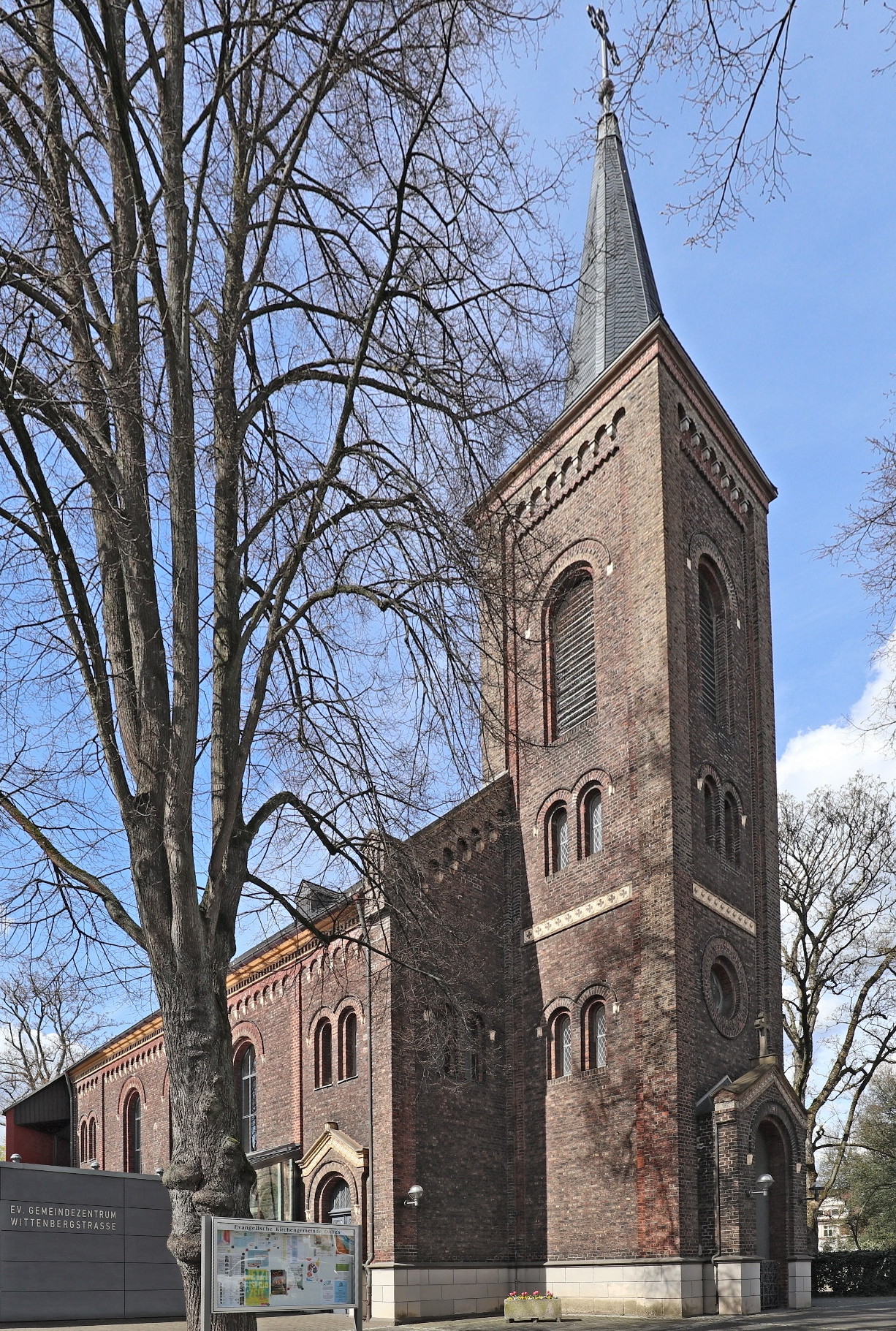
Evangelische Stadtkirche Ohligs
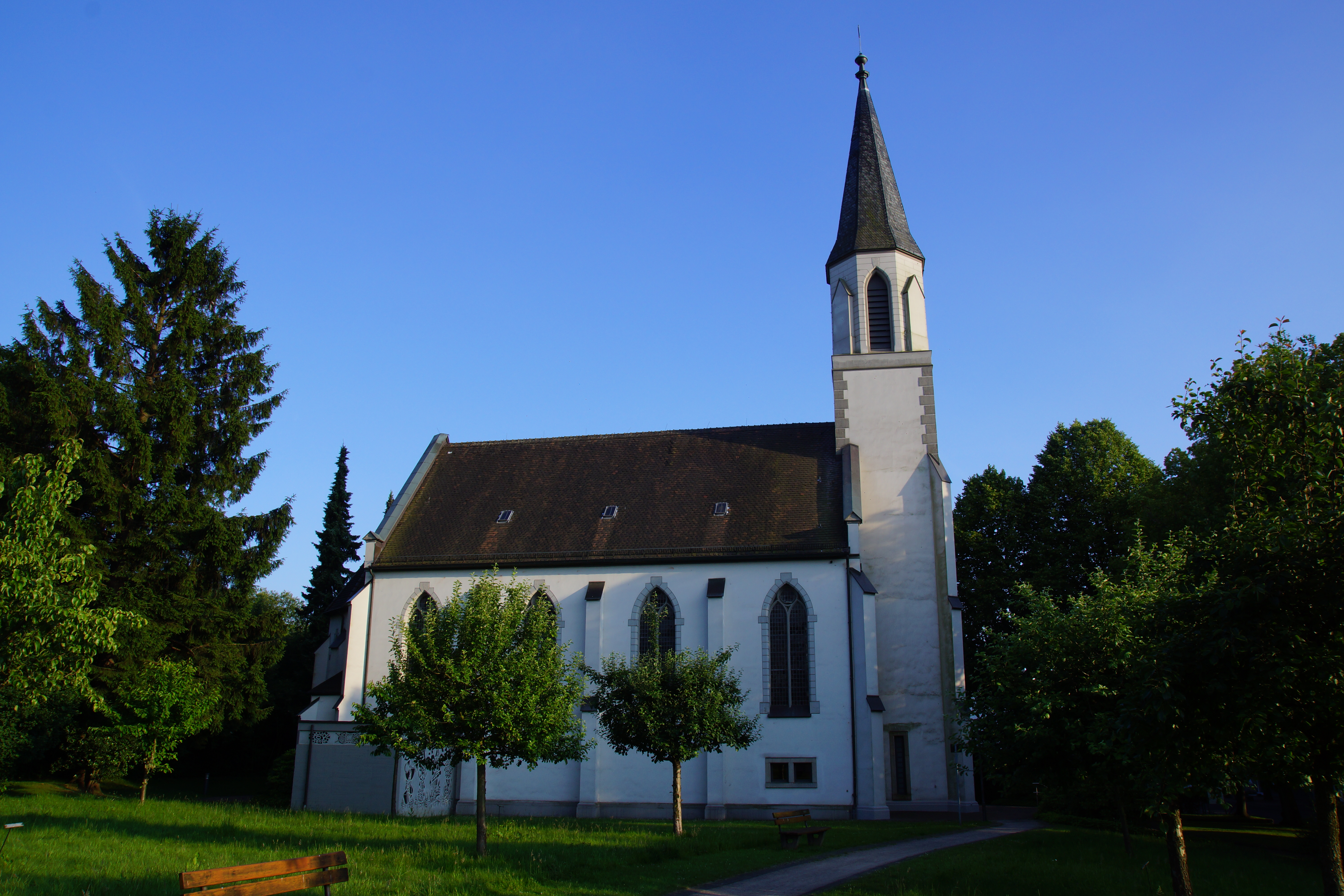
Evangelische Kirche Ketzberg in Gräfrath

Weitere evangelische Kirchen sind:
- Ev. Friedenskirche in Ohligs
- Ev. Kirche Fuhr in Wald
- Ev. Kirche Mangenberg in Wald
- Ev. Kirche Rupelrath in Höhscheid
- Ev. Kirche Widdert

#### Sonstige
Weitere christliche Religionsgemeinschaften in Solingen sind eine griechisch-orthodoxe Kirche, die Kirche Jesu Christi der Heiligen der Letzten Tage und die Neuapostolische Kirche. Jehovas Zeugen sind im Solinger Stadtgebiet mit zwei deutschsprachigen Versammlungen (Mitte, Ohligs) vertreten, außerdem gibt es noch eine italienische und eine russische Versammlung. Deren Zusammenkünfte werden in zwei Königreichssälen in Wald und Mitte abgehalten.

### Islam
Laut Solinger Stadtverwaltung leben in der Stadt ca. 5.500 Muslime (Schätzung 2019). Eine offizielle Statistik, wie bei der evangelischen und katholischen Kirche, gibt es nicht. Die tatsächliche Anzahl der muslimischen Mitbürger ist vermutlich höher.
In Solingen gibt es sieben Moscheen:
- DITIB Solingen-Mitte (Kasernenstraße 31)[72]
- DITIB Solingen-Wald (Heukämpchenstraße 5)
- Solingen Camii (Konrad-Adenauer-Straße 22)
- Selimiye Camii (Flurstraße 27)
- Mesjid An Nour (Florastraße 14b)
- Ohligs Süleymaniye-Moschee (Querstraße 9)
- Islamische Gemeinde Milli Görüs (Van-Meenen-Straße 19a)

Die sieben Solinger Moscheevereine haben sich zum „Kreis Solinger Muslime“ zusammengeschlossen. Dieser Verbund vertritt die Interessen und Anliegen der Solinger Muslime. Eine öffentliche salafistische Szene gibt es seit 2012 in Solingen nicht mehr.

### Judentum

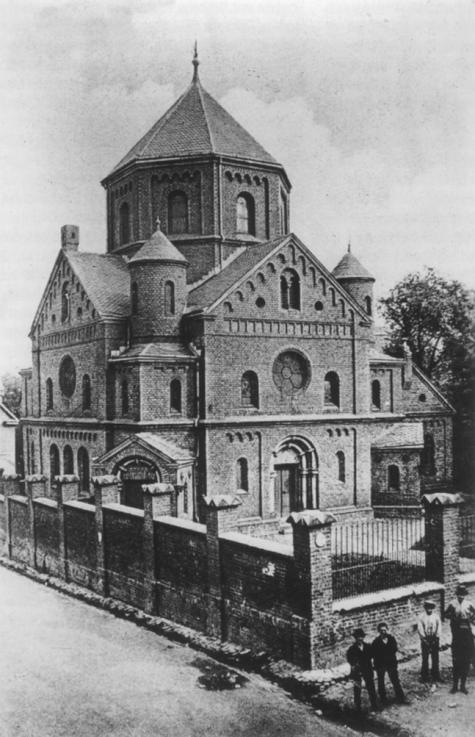
Solinger Synagoge an der Malteserstraße (1872–1938)

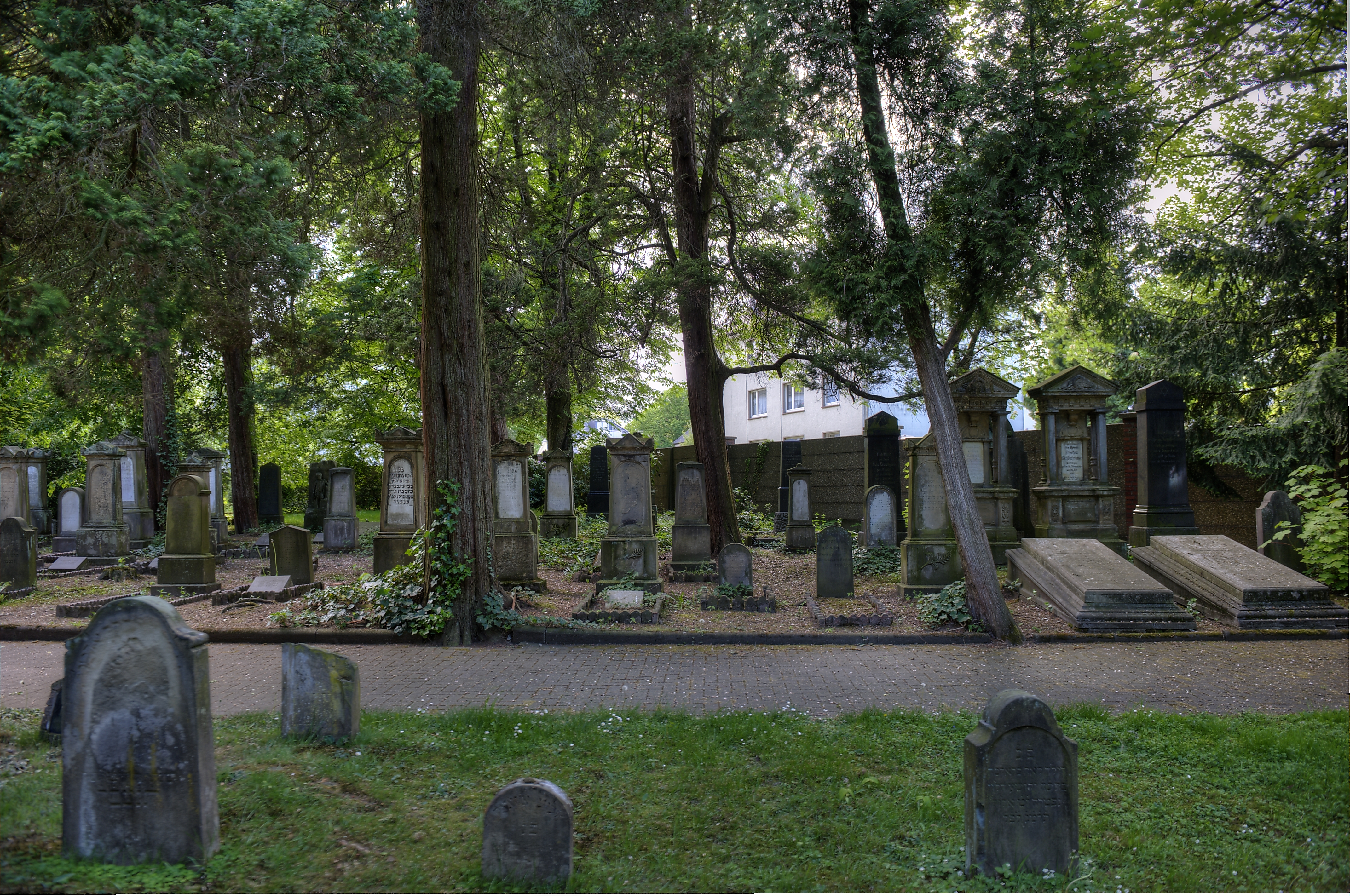
Jüdischer Friedhof am Estherweg, Blick auf das zweitälteste Gräberfeld

Die ersten jüdischen Familien zogen wahrscheinlich schon Mitte des 16. Jahrhunderts nach Solingen. Sie waren zunächst meist als Kleinhändler tätig oder betätigten sich als Metzger. Eine jüdische Gemeinde gab es in Solingen bereits ab 1708. Ein Jüdischer Friedhof wurde um 1718 errichtet und existiert bis heute. Ein Gebetssaal mit einer Mikwe haben Solinger Juden um 1780 an der Ecke Ufergarten/Eiland in der Solinger Innenstadt genutzt. Ab dem 19. Jahrhundert wuchs dann, bedingt durch den wirtschaftlichen Aufschwung der Stadt, auch die Zahl der Juden in Solingen rasch an. Eine Synagogengemeinde gründete sich offiziell im Jahre 1853 mit dem Ziel, die jüdische Gemeinschaft in der Klingenstadt zu stärken und den Bau einer Synagoge zu realisieren. Am 8. März 1872 wurde schließlich an der Malteserstraße in der Innenstadt eine Synagoge eingeweiht.
Zum Zeitpunkt der Machtübernahme Adolf Hitlers im Jahre 1933 gab es in Solingen 217 gläubige Juden. Die Solinger Synagoge an der Malteserstraße wurde, wie viele andere im damaligen Deutschen Reich, in der Reichspogromnacht vom 9. auf den 10. November 1938 in Brand gesetzt und dadurch völlig zerstört. Sie wurde nie wieder aufgebaut. In den Jahren 1941 und 1942, gab es Deportationen von Solinger Juden, in Konzentrationslager der Nationalsozialisten. Im November 1944 wurden die in „Mischehen“ lebenden Solinger Juden verschleppt und ins KZ Theresienstadt deportiert. An zahlreichen Orten im Stadtgebiet erinnern heute Stolpersteine an ehemalige jüdische Bewohner. Für weitere Opfer der Nationalsozialisten, darunter viele Juden, siehe auch die Liste von NS-Opfern aus Solingen.
Nach Ende des Zweiten Weltkriegs sind einige der überlebenden Solinger Juden wieder in ihre Heimatstadt zurückgekehrt, darunter auch der Arzt und Schriftsteller Emil Kronenberg. Viele weitere gelangten nach dem Zusammenbruch der Sowjetunion zu Beginn der 1990er-Jahre als Kontingentflüchtlinge nach Solingen. Im Jahre 2002 beteiligte sich die Stadt Solingen zusammen mit Remscheid, Velbert und Wuppertal am Bau der neuen Bergischen Synagoge in Wuppertal. Die Anzahl der heute in Solingen lebenden Juden wurde 2010 auf etwa 200 geschätzt.

#### Max-Leven-Zentrum in Solingen-Mitte (ab 2025)
Die Bildungs- und Gedenkstätte Max-Leven-Zentrum soll im Jahr 2025 im neuen Gebäude der Hauptverwaltung der Solinger Sparkasse auf dem Grundstück zwischen Max-Leven-Gasse und Peter-Knecht-Straße in Solingen-Mitte integriert und eröffnet werden. Das Zentrum erinnert an den in der Pogromnacht umgebrachten Max Leven (1882–1938) sowie an die Arbeiterbewegung vor und während der Zeit des Nationalsozialismus. Es wird auf einer Fläche von rund 150 m² über Verfolgung und Widerstand in Solingen informieren.

## Politik und Stadtverwaltung

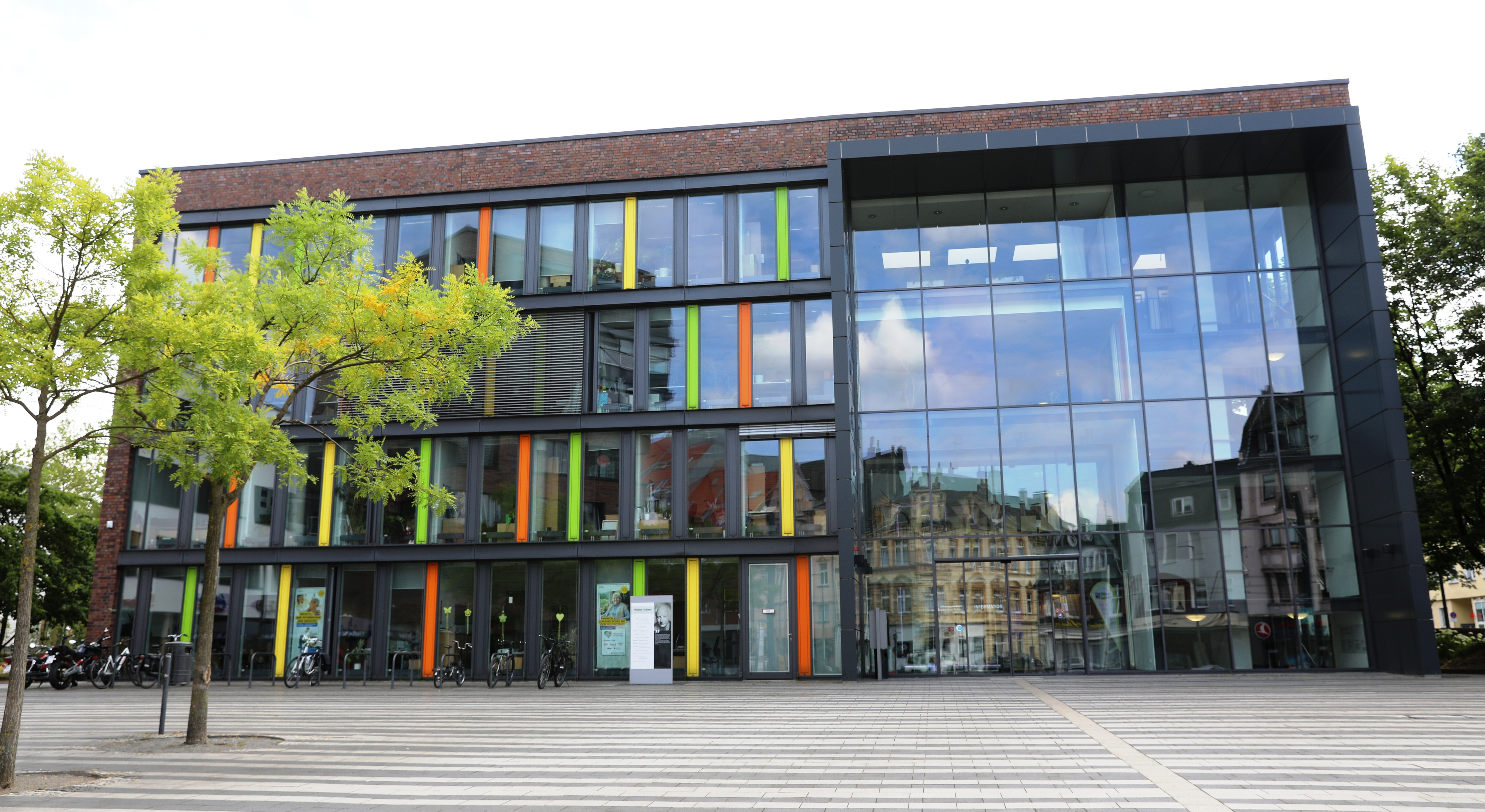
Neues Rathaus

Die Bürger der Stadt Solingen konnten bereits seit 1374, dem Jahr des Erlangens der Stadtrechte, einen Rat und einen Bürgermeister wählen. Der Bürgermeister wechselte jährlich am 24. Juni. An der Stadtspitze Solingens steht seit 1896 ein Oberbürgermeister, der während der Zeit des Nationalsozialismus (1933 bis 1945) von der NSDAP eingesetzt wurde und nicht in einer demokratischen Wahl von Solinger Bürgern gewählt wurde.
Nach dem Zweiten Weltkrieg setzte die Militärregierung der britischen Besatzungszone einen Oberbürgermeister ein. Der Solinger Rat wählte ab 1946 aus seiner Mitte einen ehrenamtlichen Oberbürgermeister und einen hauptamtlichen Oberstadtdirektor. Die ehrenamtlichen Oberbürgermeister übernahmen bis 1997 hauptsächlich repräsentative Aufgaben, während die hauptamtlichen Oberstadtdirektoren als höchste städtische Verwaltungsbeamte die Solinger Stadtverwaltung leiteten. Im Jahr 1997 wurde die Doppelspitze in den NRW-Stadtverwaltungen abgeschafft. Seither gibt es nur noch den hauptamtlichen Oberbürgermeister. Dieser ist Vorsitzender des Rates, Leiter der Stadtverwaltung und erster Repräsentant der Stadt. Er wird seit 1999 von den wahlberechtigten Bürgern in einer geheimen Wahl direkt gewählt.

### Oberstadtdirektoren 1946–1997
- 1946–1963: Gerhard Berting
- 1964–1976: Willi Fischer
- 1976–1981: Friedhelm Schmitz-Herscheid, CDU
- 1981–1991: Peter Hölz, CDU
- 1991–1997: Ingolf Deubel, SPD

### Bürgermeister und Oberbürgermeister seit 1800
| - 1800–1801: Johann Peter Schmitz - 1801–1802: Johann Daniel von Recklinghausen - 1802–1803: Johann Daniel Eickhorn - 1803–1804: Johann Heinrich Poensgen - 1804–1805: Johann Wilhelm Eickhorn III - 1805–1806: Johann Peter Schmitz - 1806–1807: Peter Johann Abraham Schmitz - 1807–1808: Johann Caspar Döpper - 1808–1812: Karl Ludwig Goebel - 1812–1817: Johann Wilhelm Grah - 1817–0000: Melchior Hopmann - 1817–1835: Karl Klönne - 1835–1843: Peter Müller - 1843–0000: Wilhelm Grund - 1843–1858: Christoph Alexander Wilhelm von Keller - 1858–1870: Josef Lambert Trip - 1870–1894: Gustav van Meenen - 1894–1896: Friedrich Haumann - 1896–1928: August Dicke (Oberbürgermeister mit der längsten Amtszeit) - 1928–1930: Hermann Schmidhäußler (kommissarisch) - 1930–1933: Josef Brisch, SPD (kommissarisch) - 1933–1937: Helmut Otto (von der NSDAP eingesetzt) - 1937–1945: Rudolf Brückmann (von der NSDAP eingesetzt) - 1945–0000: Oskar Rieß, SPD (von US-Besatzungssoldaten eingesetzt) - 1945–1946: Josef Brisch, SPD (von der Britischen Militärregierung eingesetzt) - 1946–0000: Albert Müller, KPD (von der Britischen Militärregierung eingesetzt) - 1946–1948: Gerhard Hebborn, CDU (erster demokratisch gewählter Oberbürgermeister nach dem zweiten Weltkrieg) | - 1948–1955: Eugen Maurer, SPD - 1955–1961: Karl Haberland, SPD - 1961–1964: Otto Voos, CDU - 1964–1972: Heinz Dunkel, SPD - 1973–0000: (Vom 1. Januar 1973 bis einschließlich 10. November 1973 war das Amt des Oberbürgermeisters unbesetzt) - 1973–1975: Elisabeth Roock, SPD (erste und bisher einzige Frau als Stadtoberhaupt) - 1975–1976: Otto Voos, CDU (zweite Amtszeit) - 1976–1984: Georg Schlößer, CDU - 1984–1997: Gerd Kaimer, SPD - 1997–1999: Ulrich Uibel, SPD - 1999–2009: Franz Haug, CDU - 2009–2015: Norbert Feith, CDU - seit 2015-0: Tim Kurzbach, SPD |

### Oberbürgermeisterwahl 2020

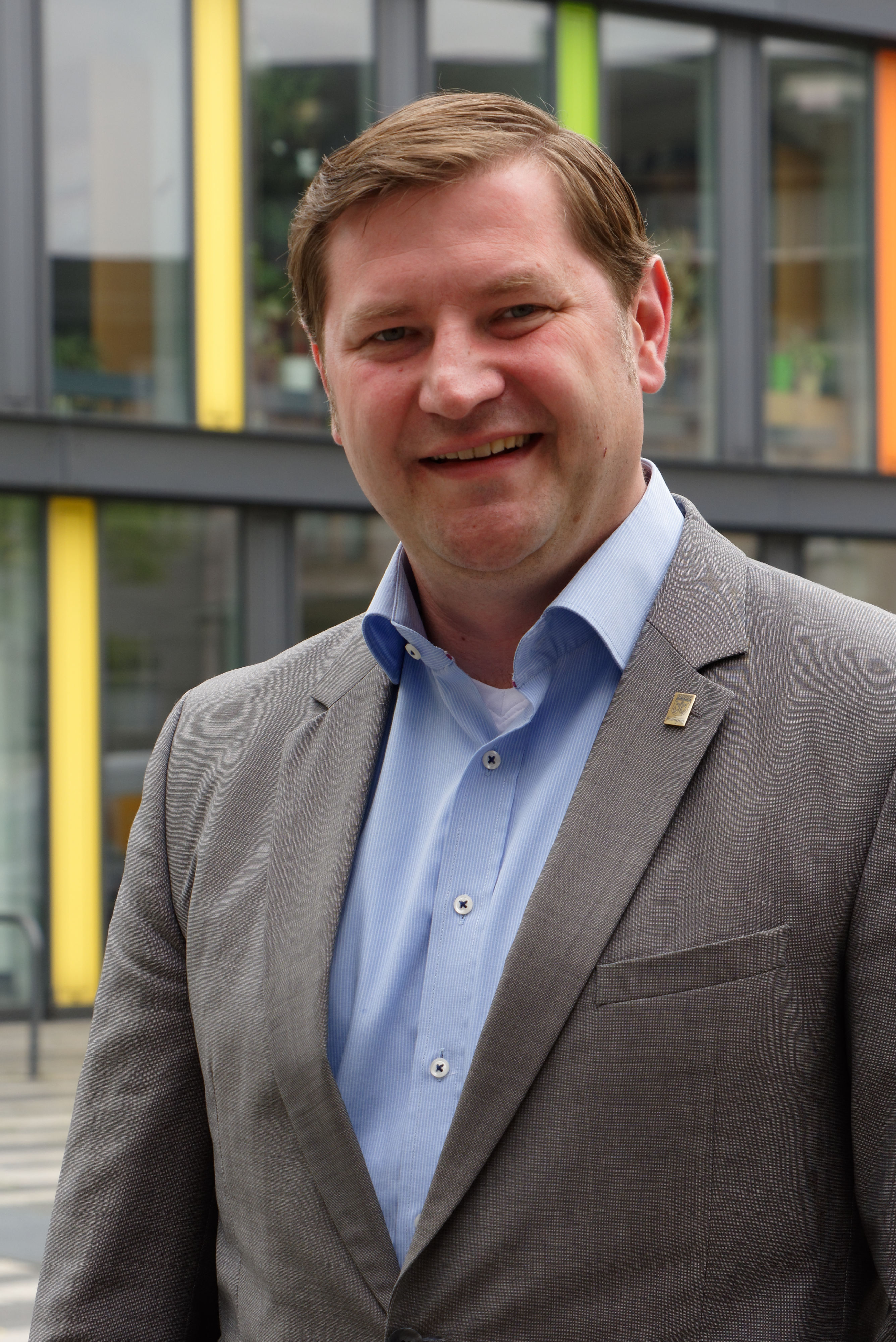
Tim Kurzbach (SPD), amtierender Solinger Oberbürgermeister, vor dem Rathaus in Solingen-Mitte (2017)

Das Amt des Oberbürgermeisters hat seit 2015 Tim Kurzbach (SPD) inne. Am 13. September 2020 erreichte er bei seiner Wiederwahl im ersten Wahlgang 55,3 % der Wählerstimmen. Die zweite Amtszeit für Kurzbach endet regulär am 31. Oktober 2025.
| Wahl des Solinger Oberbürgermeisters 2020in Prozent %6050403020100 55,3 %27,5 %5,0 %4,4 %3,8 %2,8 %1,2 % Kurz-bach (SPD/ Grüne)Becker (CDU)Brattig (FDP)Lukisch (AfD)Scheffels (Linke)Lange (BfS)Falkowski (FBU) |

### Verwaltungsvorstand der Stadt Solingen
Der Oberbürgermeister und die vier gewählten Beigeordneten bilden zusammen den Verwaltungsvorstand. Die Beigeordneten sind kommunale Wahlbeamte auf Zeit und werden vom Stadtrat für die Dauer von jeweils acht Jahren gewählt. Rechte und Pflichten des Verwaltungsvorstandes sind in der Solinger Gemeindeordnung festgelegt (§ 70 Gemeindeordnung Nordrhein-Westfalen). Der Verwaltungsvorstand tagt in der Regel wöchentlich unter dem Vorsitz des Oberbürgermeisters, der ein Vetorecht hat.
Das Gremium verantwortet kommunale Grundsatzangelegenheiten der Stadt Solingen in folgenden Handlungsfeldern:
- Aufstellung des Haushaltsplans
- Finanzkontrolle über die städtischen Ausgaben
- Verwaltungsentscheidungen mit besonderer Bedeutung für die Stadt Solingen
- Personalmanagement der städtischen Führungskräfte (insbesondere über die jeweiligen Stadtdienstleiter und Geschäftsführer der städtischen Tochterunternehmen)[89]

| Ressort 1: Verwaltungssteuerung                                          | Oberbürgermeister Tim Kurzbach (SPD), im Amt seit 2015 |
| Ressort 2: Finanzen, Gebäude- und Liegenschaftsmanagement, Beteiligungen | Stadtkämmerer Daniel Wieneke (SPD), im Amt seit 1. April 2022. Wieneke fungiert zudem als Geschäftsführer der Beteiligungsgesellschaft der Stadt Solingen GmbH (BSG)                 |
| Ressort 3: Bürgerservice, Recht, Ordnung und Soziales                    | Beigeordneter Jan Welzel (CDU), im Amt seit 2015. |
| Ressort 4: Jugend, Schule, Integration, Kultur und Sport                 | Stadtdirektorin Dagmar Becker (Grüne), im Amt als Beigeordnete seit 2015. Im Februar 2022 trat sie ihr Amt als Stadtdirektorin und allgemeine Vertreterin des Oberbürgermeisters an. |
| Ressort 5: Planung, Bauen, Verkehr und Umwelt                            | Beigeordneter Andreas Budde (parteilos), im Amt seit Januar 2022. |

#### Ehrenamtliche Bürgermeister
- seit 2020: Thilo Schnor, Grüne (erster ehrenamtlicher Stellvertreter des Oberbürgermeisters)
- seit 2014: Carsten Voigt, CDU (zweiter ehrenamtlicher Stellvertreter des Oberbürgermeisters)
- seit 2020: Ioanna Zacharaki, SPD (dritte ehrenamtliche Stellvertreterin des Oberbürgermeisters)

Die ehrenamtlichen Bürgermeister werden nur von den Mitgliedern des Solinger Stadtrats gewählt. Sie nehmen repräsentative Aufgaben für die Stadt Solingen wahr und haben keine Handlungsvollmacht.

### Rat der Stadt
- Linke: 2
- PARTEI: 1
- SPD: 15
- Grüne: 9
- BfS: 2
- ABI: 1
- FDP: 3
- CDU: 16
- AfD: 3

Der Solinger Stadtrat wurde am 13. September 2020 gewählt und hat insgesamt 53 Sitze. Der jeweils amtierende Oberbürgermeister hat gemäß Gemeindeordnung eine Stimme und leitet die Stadtratssitzungen.

### Bezirksvertretungen
Jeder der fünf Stadtbezirke hat eine Bezirksvertretung, die im Falle der beiden kleineren Bezirke Gräfrath und Wald aus 13, ansonsten aus 15 Mitgliedern besteht. Die Mitglieder dieser Vertretung werden Bezirksvertreter genannt, der Vorsitzende einer Bezirksvertretung ist der Bezirksbürgermeister. Die Bezirksvertretungen sind für bestimmte Aufgaben des Bezirks zuständig und haben ein Anhörrecht zu allen relevanten Dingen im Stadtbezirk. So kümmern sie sich etwa um Angelegenheiten des Straßenverkehrswesens, des Schulwesens sowie um die Pflege des Ortsbildes in ihrem Bezirk und fungieren als lokale Schnittstelle zwischen der Stadtverwaltung und dem Bürger. Die Solinger Bezirksvertretungen wurden am 13. September 2020 von den Wahlberechtigten des Stadtbezirks gewählt. Die aktuellen Legislaturperioden für die Bezirksvertretungen enden am 31. Oktober 2025.
Die fünf Bezirksbürgermeister:
- Burg/Höhscheid: Paul Westeppe (CDU)
- Gräfrath: Ruth Fischer-Bieniek (Grüne)
- Solingen-Mitte: Hansjörg Schweikhart (CDU)
- Ohligs/Aufderhöhe/Merscheid: Gundhild Hübel (SPD)
- Wald: Birgit Zeier (SPD)

### Jugendstadtrat
Zusätzlich zum Stadtrat besitzt die Stadt ein Vertretungsgremium für Jugendliche. Der Jugendstadtrat besteht aus 25 Jugendstadträten sowie fünf Nachrückern und wird alle drei Jahre von Jugendlichen und jungen Erwachsenen im Alter von 14 bis 21 Jahren gewählt. Er soll Probleme der Jugendlichen aufgreifen und zu ihrer Lösung beitragen. So gelang es dem Jugendstadtrat die Skaterhalle „Rollhaus“ zu verwirklichen, eine Taschengeldbörse aufzustellen, die Idee und Erstveröffentlichung der Hilfeapp „Between the Lines“ zu initiieren und ein Jugendkulturfestival zu etablieren. 2019 hat der Jugendstadtrat die ersten Fridays-for-Future-Demonstrationen in Solingen organisiert. Außerdem hat der Jugendstadtrat ein Rede- und Beratungsrecht in den politischen Gremien der Stadt Solingen und organisiert das Schülerrockfestival sowie die Gedenkfeier zur Reichspogromnacht.
Vom 2. bis zum 6. November 2020 wurde an den Solinger Schulen sowie an fünf außerschulischen Orten der zwölfte Jugendstadtrat mit einer Wahlbeteiligung von 33,65 % gewählt. Es hatten 58 Solinger Jugendliche kandidiert. In der als Videokonferenz veranstalteten konstituierenden Sitzung am 1. Februar 2021 wurde Alexander Erkelenz zum neuen Vorsitzenden gewählt. Vorrangig für die Arbeit des 12. Jugendstadtrats sind insbesondere ein stärkerer Einfluss in der Kommunalpolitik, Klimaschutz vor Ort und Antirassismus. Der 12. Jugendstadtrat erreichte, dass Haushaltsmittel zur Verfügung gestellt werden, um in allen weiterführenden Schulen Periodenartikelspender anzubringen und Periodenartikel zur Verfügung zu stellen.
Am 7. Februar 2024 hat sich der 13. Jugendstadtrat konstituiert. Als Vorsitzende wurde Désirée Barretta gewählt, die bereits im 12. Jugendstadtrat Vorstandsmitglied war. Der 13. Jugendstadtrat beschäftigt sich besonders mit den Themen Antirassismus, mentale Gesundheit und dem Stadtleben.

### Schuldenstand
Solingen hat (Stand 2021) Gesamtschulden in Höhe von mindestens 1,089 Milliarden Euro. Die Schulden bestehen aus:
- 536 Millionen Euro kurzfristige Kassenkredite
- 260 Millionen Euro Verbindlichkeiten der Technischen Betriebe Solingen (TBS)
- 200 Millionen Euro Verbindlichkeiten durch Investitionskredite
- 93 Millionen Euro Verbindlichkeiten zur Eindämmung der COVID-19-Pandemie

Die Klingenstadt versucht seit Jahren, mit NRW-Finanzzuweisungen einen Haushaltsausgleich zu erreichen. Die Finanzsituation Solingens ist deutlich schlechter als die vieler anderer Großstädte in Deutschland. Diverse Sparmaßnahmen waren bisher wenig erfolgreich. Die Überschuldung trat im Jahr 2014 ein; das bilanzielle Eigenkapital ist seitdem vollständig aufgebraucht. Die Bilanz für das Haushaltsjahr 2020 weist ein Eigenkapital von Null Euro auf, somit basiert das gesamte Vermögen der Stadt Solingen auf Verbindlichkeiten, die durch verschiedene Gläubiger abgesichert sind. Die größten Gläubiger der Stadt Solingen sind das Land NRW und verschiedene Großbanken. Ohne zusätzliche Finanzmittel vom Bund und dem Land NRW werden die Kassenkredite im Jahr 2022 auf über 600 Millionen Euro anwachsen.

### Wappen und Siegel

Stadtflagge

Das wohl älteste bekannte Stadtsiegel ist einer Altenberger Urkunde aus dem Jahre 1468 angehängt. Es zeigt den Schutzpatron der Stadt, den Heiligen Clemens, der vermutlich bereits seit dem 10. Jahrhundert Patron der Stadt ist. Ihm zu Ehren tragen die katholische Stadtkirche und ihre Vorgängerbauten seit Jahrhunderten seinen Namen, seit 1974 erinnert überdies ein vom lokalen Künstler Henryk Dywan geschaffenes Denkmal vor der Kirche an den Heiligen. Der Legende nach fand er den Märtyrertod durch Ertränken mithilfe eines Ankers. Bereits auf einem frühen Stadtwappen von 1630 wurde jener Anker als Attribut für Clemens verwendet.
Nach der Städtevereinigung von 1929 erhielt das Stadtwappen eine fünftürmige Mauerkrone, die Solingen als Großstadt klassifiziert und nicht etwa – wie oft fälschlicherweise angenommen – für die fünf Städte steht, aus denen das heutige Solingen gebildet wurde. Am 17. Juli 1935 erhielt die Stadt Solingen offiziell das Recht zum Führen eines neuen Stadtwappens, hinzu kamen zwei gekreuzte Schwerter mit goldenen Griffstücken, welche die Bedeutung der Klingenstadt als Herkunftsort hochwertiger Schneidwaren hervorheben soll. Der Entwurf stammte vom Kunstmaler und Heraldiker Wolfgang Pagenstecher.
| Wappen von Solingen | Blasonierung: „In Blau ein goldener Anker, zwei silberne, schräg gekreuzte, gestürzte Schwerter mit goldenen Griffen überdeckend und mit den Spitzen verschränkt. Auf dem oberen Schildrand eine goldene Mauerkrone mit fünf Zinnentürmen, je mit Durchlass und zwei Zinnen.“ |
| Wappen von Solingen | |

### Städtepartnerschaften
Solingen übernahm nach dem Zweiten Weltkrieg eine Patenschaft für die folgende Gemeinde:
| Polen | Złotoryja (Stadt und Kreis Goldberg) in Polen seit 1955 |

Die Stadt unterhält ferner Städtepartnerschaften mit folgenden Städten:
| Niederlande            | Gouda in den Niederlanden seit 1957                           |
| Frankreich             | Chalon-sur-Saône in Frankreich seit 1960                      |
| Vereinigtes Konigreich | Blyth im Vereinigten Königreich seit 1962                     |
| Israel                 | Nes Ziona in Israel seit 1986                                 |
| Deutschland            | Aue (Sachsen) in Deutschland seit 1990, heute Aue-Bad Schlema |
| Senegal                | Thiès in Senegal seit 2016                                    |
| Nicaragua              | Jinotega in Nicaragua seit 2016                               |

## Wirtschaft

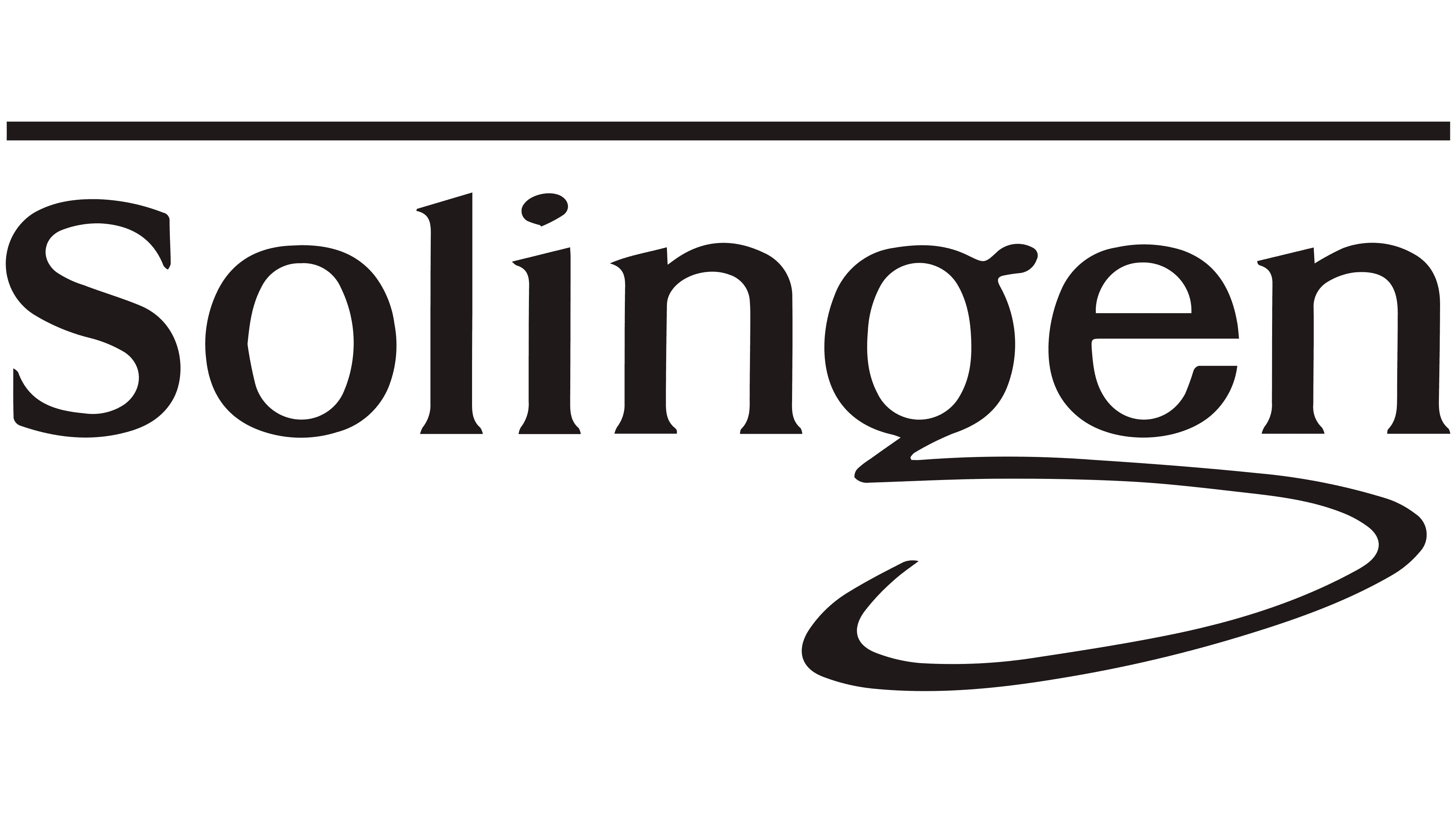
Geschütztes Solingen-Logo

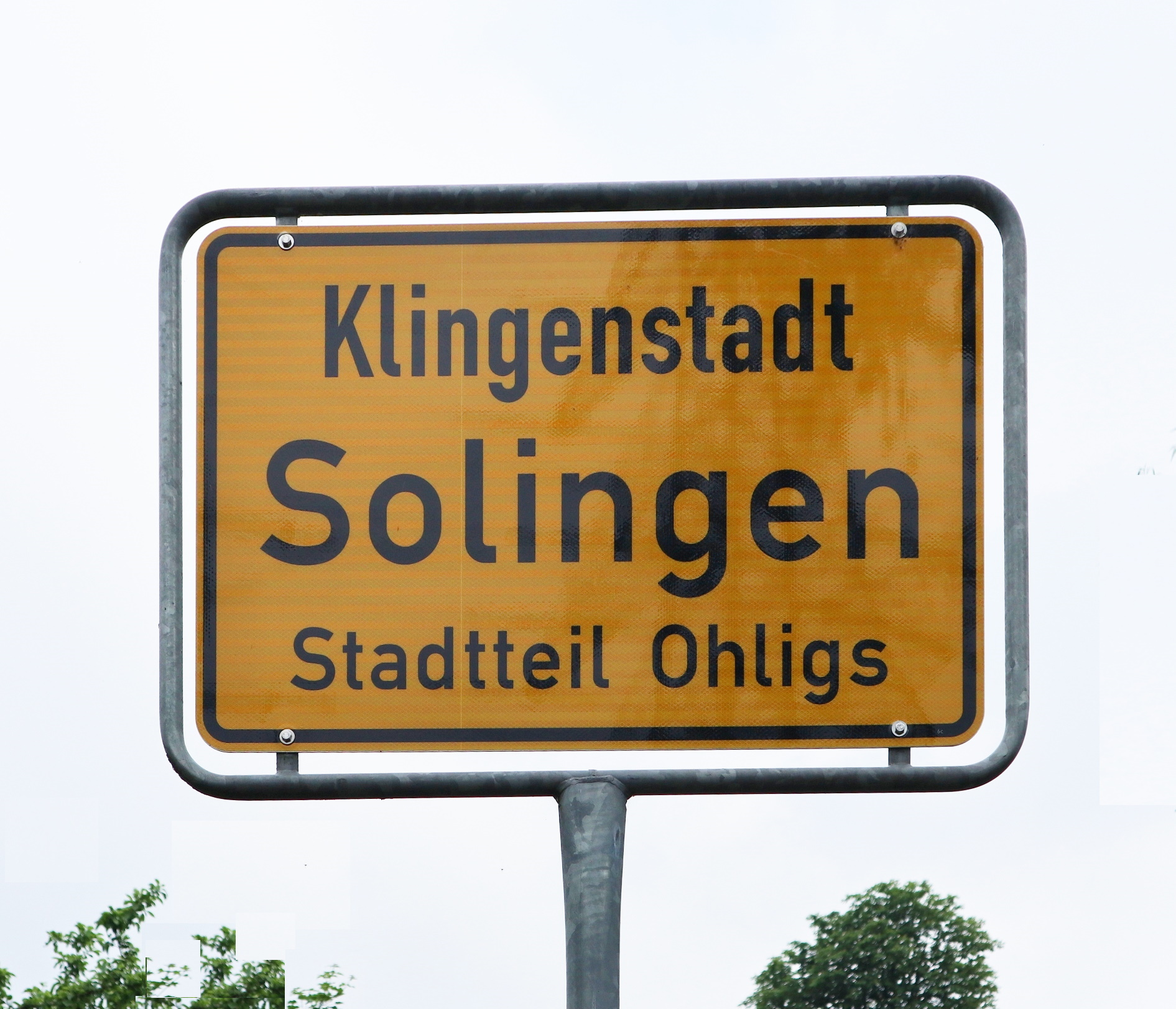
Ortseingangsschild mit dem Schriftzug Klingenstadt

Seit dem Mittelalter ist Solingen das Herz der europäischen Schneidwarenindustrie. Rund 90 Prozent der gesamtdeutschen Schneidwaren- und Besteckbranche ist in Solingen ansässig. In Solingen macht sie heute mit 21 Prozent Anteil am Gesamtumsatz des produzierenden Gewerbes einen wichtigen Wirtschaftszweig aus. Auch der Industrieverband Schneid- und Haushaltwaren e. V. (IVSH) ist in Solingen beheimatet.
Im Laufe der Jahrzehnte sind jedoch weitere Wirtschaftszweige hinzugekommen, vor allem die Automobilzulieferung und die Galvanotechnik. Rund 150 Unternehmen sind in Solingen der Galvanobranche zuzuordnen, womit die Stadt bundesweit einen bedeutsamen Standort der Branche darstellt. Außerdem befindet sich in der Stadt seit 1993 das Institut für Galvano- und Oberflächentechnik (IGOS), das etwa die Beratung und Fortbildung, die Schicht- und Schadenanalyse sowie Korrosionsprüfungen zu seinen Dienstleistungen zählt. Die größten Vertreter der Automobilzulieferer-Branche in Solingen sind zum Beispiel die Unternehmen Accuride (ehemals Kronprinz) oder BIA Kunststoff- und Galvanotechnik. Letzterer ist heute der größte private Arbeitgeber der Stadt. Der nach Gillette zweitgrößte Nassrasur-Hersteller Wilkinson Sword, unterhält ein Werk beziehungsweise die Deutschlandzentrale in Solingen; ebenso befindet sich in der Stadt das größte deutsche Haribo-Werk. Die Stadt Solingen unterhält überdies ein Gründer- und Technologiezentrum, das seit 1998 auf dem Fabrikgelände des Schneidwaren-Unternehmens Friedrich Herder Abraham Sohn in Solingen-Höhscheid angesiedelt ist. Es dient der Unterstützung in Form von Beratung und Weiterbildung von Gründern in Solingen. Die historische Dampfmaschinenhalle dient dem ARD-Format Wissen vor acht als Kulisse.
Im Jahre 2016 erbrachte Solingen ein Bruttoinlandsprodukt (BIP) von 4,967 Milliarden €. Das BIP pro Kopf lag im selben Jahr bei 31.277 € (Nordrhein-Westfalen: 37.416 €/ Deutschland 38.180 €) und damit unter dem regionalen und nationalen Durchschnitt. In der Stadt gab es 2016 ca. 72.400 erwerbstätige Personen. Die Arbeitslosenquote lag im Dezember 2019 bei 6,8 % und damit leicht über dem Durchschnitt von Nordrhein-Westfalen mit 6,4 %.

### Klingenherstellung

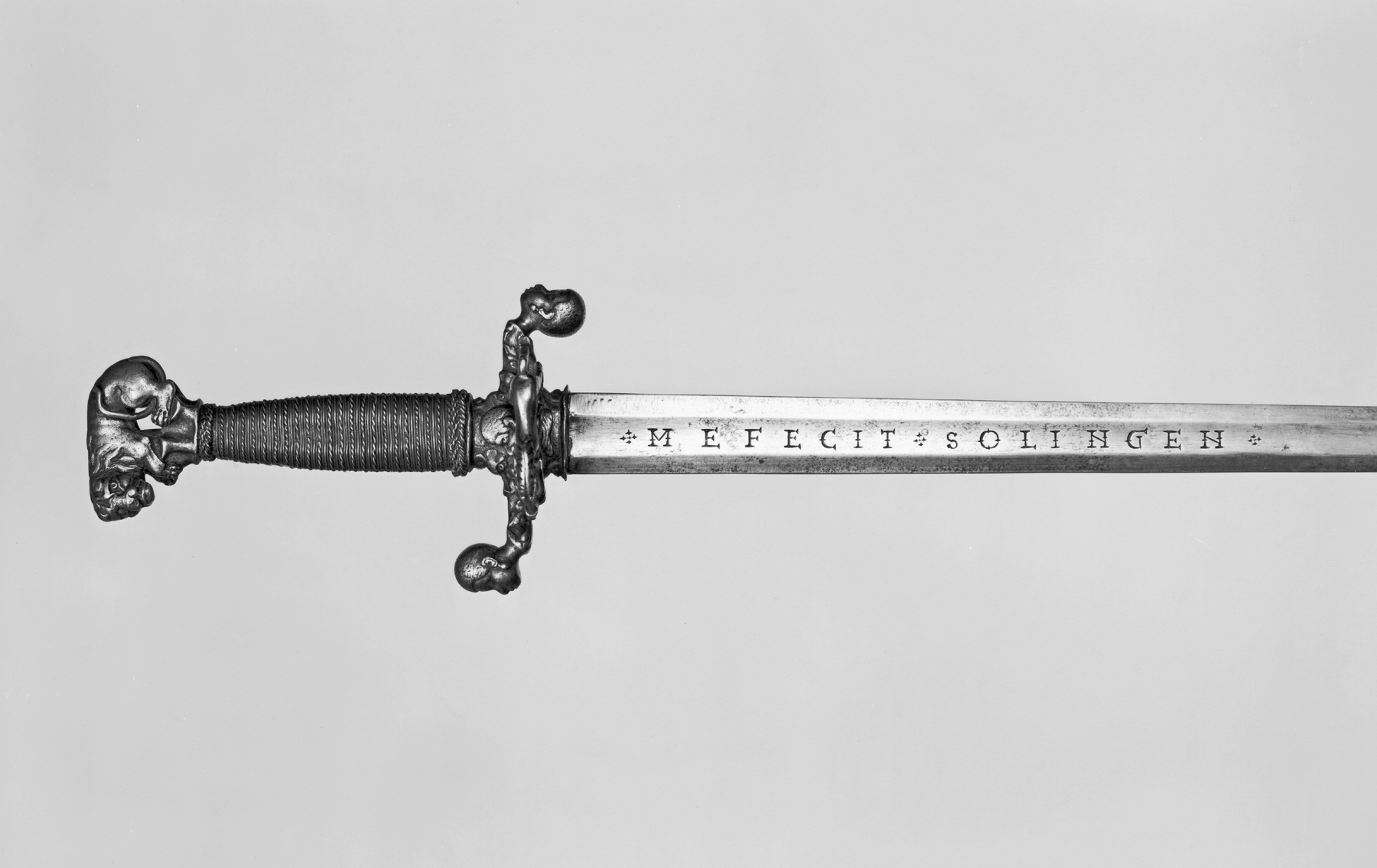
Die Worte Meves Berns und Me fecit Solingen weisen auf ein um 1650 von Meves Berns in Solingen gefertigtes Schwert hin.

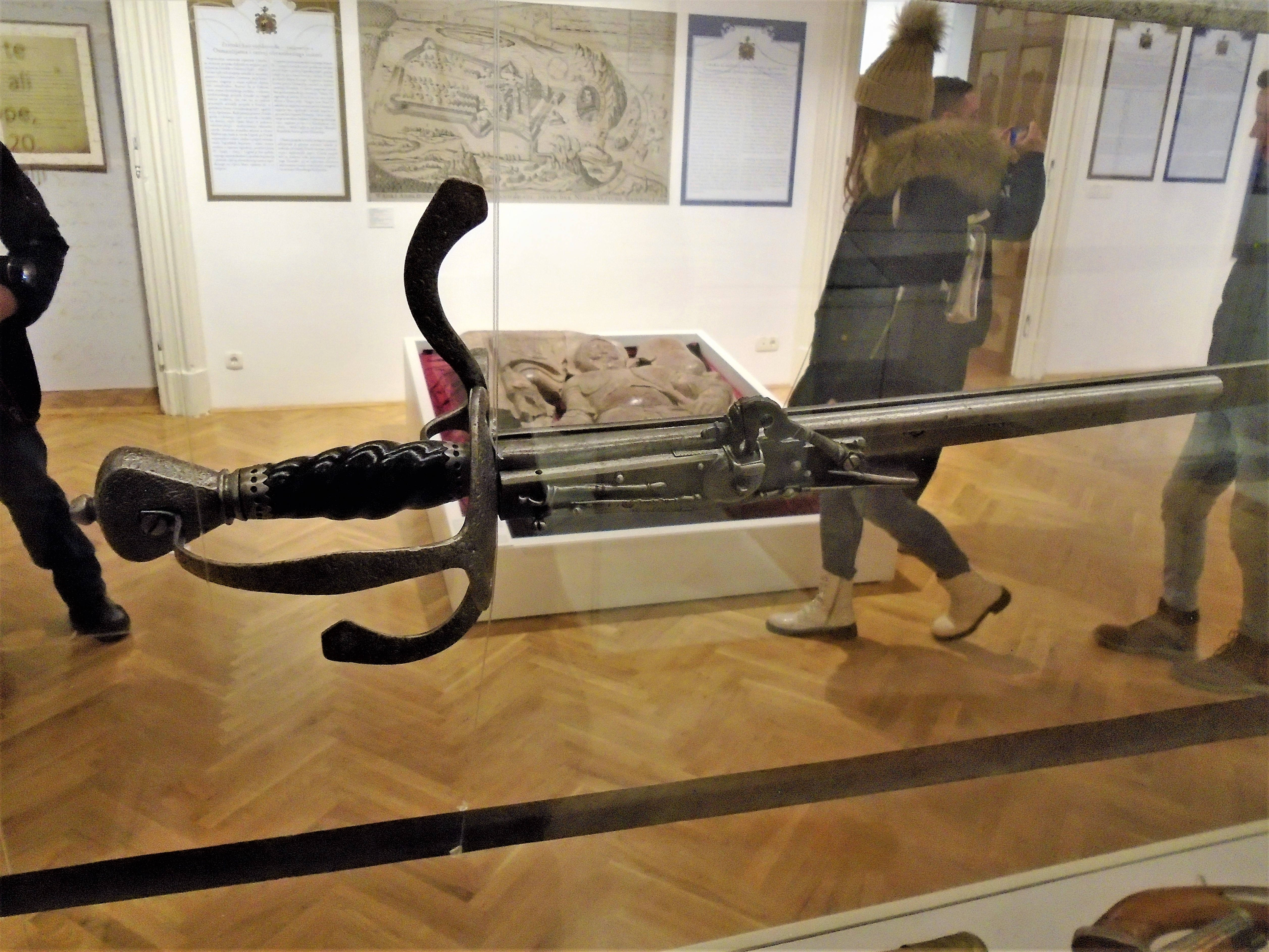
Ein Schwert mit eingebauter Feuerstein-Radschlosspistole, hergestellt in Solingen im Jahr 1575

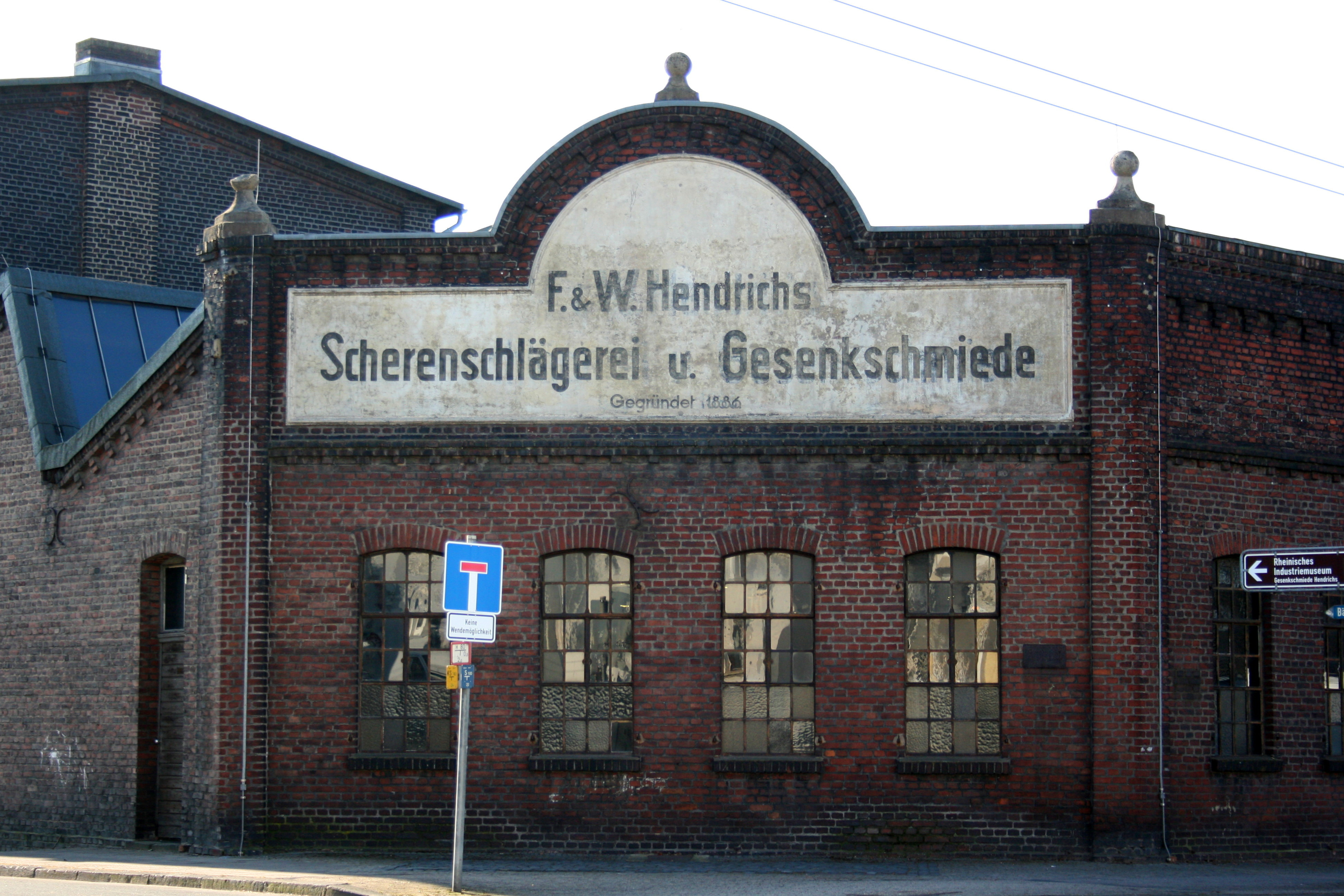
LVR-Industriemuseum Solingen in der Gesenkschmiede Hendrichs

Die Waffenherstellung, in der Hauptsache Schwerter, begann in Solingen bereits früh: Der erste urkundliche Nachweis über eine Klingenfertigung stammt aus dem Jahr 1363. Bereits im Mittelalter für ihre Qualität international geschätzte und gehandelte „Cölnische Schwerter“ (‚epées de Cologne‘) wurden von Rudolf Cronau hinsichtlich ihrer Herstellung im Raum Solingen verortet. Die zwei wesentlichen Gründe für die Ansiedelung der Klingenfabrikanten waren zum einen die reichlich vorhandenen Bäche und Flüsse, die die entscheidende Energie lieferten, und zum anderen die Nähe zur damals schon bekannten Handelsstadt Köln, die über eine eigene Tradition der Eisenbearbeitung und Waffenherstellung in einem ausgeprägten mittelalterlichen Zunftwesen verfügte. Im Jahre 1401 erhielten die Härter und Schleifer in Solingen das Privileg zum Bilden einer Zunft. Im 16. Jahrhundert folgte dann ein großer Zuzug von Messermachern in der Stadt; dieses Jahrhundert gilt zusammen mit dem darauffolgenden als Höhepunkt der Klingenherstellung in Solingen. Die Kennzeichnung „[…] me fecit Solingen“ (dt. „[…] Solingen fertigte mich“) auf Schwertern wurde zum Synonym für hochwertige Klingen in ganz Mitteleuropa. Die Solinger Schwerter waren bei fast allen Herrscherhäusern in dieser Region gefragt und deren Qualität geschätzt.
Im Laufe der Zeit kamen weitere Produktionszweige hinzu. So wurde 1571 die Messermacherzunft gegründet, wenig später auch die der Scherenmacher. Die Herstellung der Klingen zu diesen Zwecken war aufgeteilt in die Schleifer – in ihren Kotten an den Solinger Bächen arbeiteten teilweise bis zu 100 Personen zusammen – und die Härter sowie die Reider, die auf den Höhenrücken der Stadt in Hofschaften zusammenlebten und -arbeiteten. Schon im 18. Jahrhundert waren Solinger Klingen für ihr günstiges Preisleistungsverhältnis bekannt und weltweit in Gebrauch. Bis Mitte des 19. Jahrhunderts bestimmte die Schneidwarenindustrie die gesamte Solinger Wirtschaft. Erst der Erste Weltkrieg setzte dem kontinuierlichen Aufschwung der Klingenfabrikation ein Ende, da die Absatzmärkte fehlten, denn die Solinger Industrie war vom Weltmarkt abgeschnitten. Daneben wirkten sich auch Arbeitslosigkeit und Kriegsdienst negativ auf die Wirtschaft aus. 1938 verabschiedete die Reichsregierung das Gesetz zum Schutz des Namens Solingen, durch dessen Anwendung seither in mehreren Durchführungsverordnungen auch die Bedeutung der Bezeichnung Schneidwaren definiert wurde. 1994 trat schließlich das 1938 verabschiedete Gesetz zum Schutz des Namens Solingen außer Kraft und wurde durch die vergleichbare Solingenverordnung ersetzt. Nach dieser Verordnung umfasst der Begriff Schneidwaren insbesondere
- Scheren, Messer und Klingen aller Art,
- Bestecke aller Art und Teile von solchen,
- Tafelhilfsgeräte, wie Tortenheber, Gebäckzangen, Zuckerzangen, Traubenscheren und Vorleger,
- Rasiermesser, Rasierklingen und Rasierapparate,
- Haarschneidemaschinen und Schermaschinen,
- Hand- und Fußpflegegeräte, wie Nagelfeilen, Haut- und Nagelzangen, Nagelknipser und Pinzetten,
- blanke Waffen aller Art.

In der Nachkriegszeit sorgte die Mechanisierung in der Solinger Schneidwarenproduktion für steigende Produktivität. Allerdings sank die Produktion in den Jahren von 1959 bis 1989 um etwa die Hälfte. Seit der zweiten Hälfte des zwanzigsten Jahrhunderts wurden in hunderten Kleinbetrieben Solingens Rasierklingen gefertigt. Heute sind große Marktanteile an internationale Unternehmen verloren, allen voran an Wilkinson Sword, das seinen deutschen Firmensitz in Solingen unterhält.
Seit Mitte September 2012 wirbt die Stadt auf ihren Ortseingangsschildern offiziell mit dem Zusatz „Klingenstadt“. Auf diese Weise sollen Touristen auf die Bedeutung Solingens als Zentrum der deutschen Schneidwarenindustrie aufmerksam gemacht werden. Diese Tradition wird nicht nur auf den Ortsschildern gepflegt, sondern auch durch Museen in verschiedenen Stadtteilen: Deutsches Klingenmuseum in Gräfrath, Balkhauser Kotten und Wipperkotten in Höhscheid, sowie die Loos’n Maschinn in Widdert und das LVR-Industriemuseum, die Gesenkschmiede Hendrichs, in Merscheid.

### Unternehmen in Solingen
Bedingt durch die Globalisierung sind große Industrieunternehmen mit mehr als tausend Mitarbeitern inzwischen die absolute Ausnahme in der Klingenstadt. Die meisten Großbetriebe erlebten zum Ende der 1990er Jahre ihren Niedergang oder verkleinerten drastisch ihre Beschäftigtenzahl (siehe auch den Unterpunkt Ehemalige Unternehmen). Der Industrielle Strukturwandel in Solingen von einer traditionsreichen metallverarbeitenden Großstadt im Bergischen Land hin zu einem digitalen Dienstleistungsstandort verläuft nur langsam. Seit der Jahrtausendwende gewinnen reine Dienstleistungsunternehmen in der Solinger Wirtschaft immer mehr an Bedeutung.
Die folgende Tabelle stellt nur die größeren Solinger Unternehmen dar, die eine Beschäftigtenzahl von mindestens 100 Mitarbeitern haben. Ungenannt bleiben die zahlreichen, teilweise seit Jahrzehnten in Solingen ansässigen kleinen Familienunternehmen, die zwar weniger als 100 Mitarbeiter haben, aber dennoch von wesentlicher Bedeutung für die Solinger Wirtschaft sind.
Aufgeführt sind sie in alphabetischer Reihenfolge, Namenszusätze oder Rechtsformen wurden der Übersicht halber in der Regel ausgelassen:

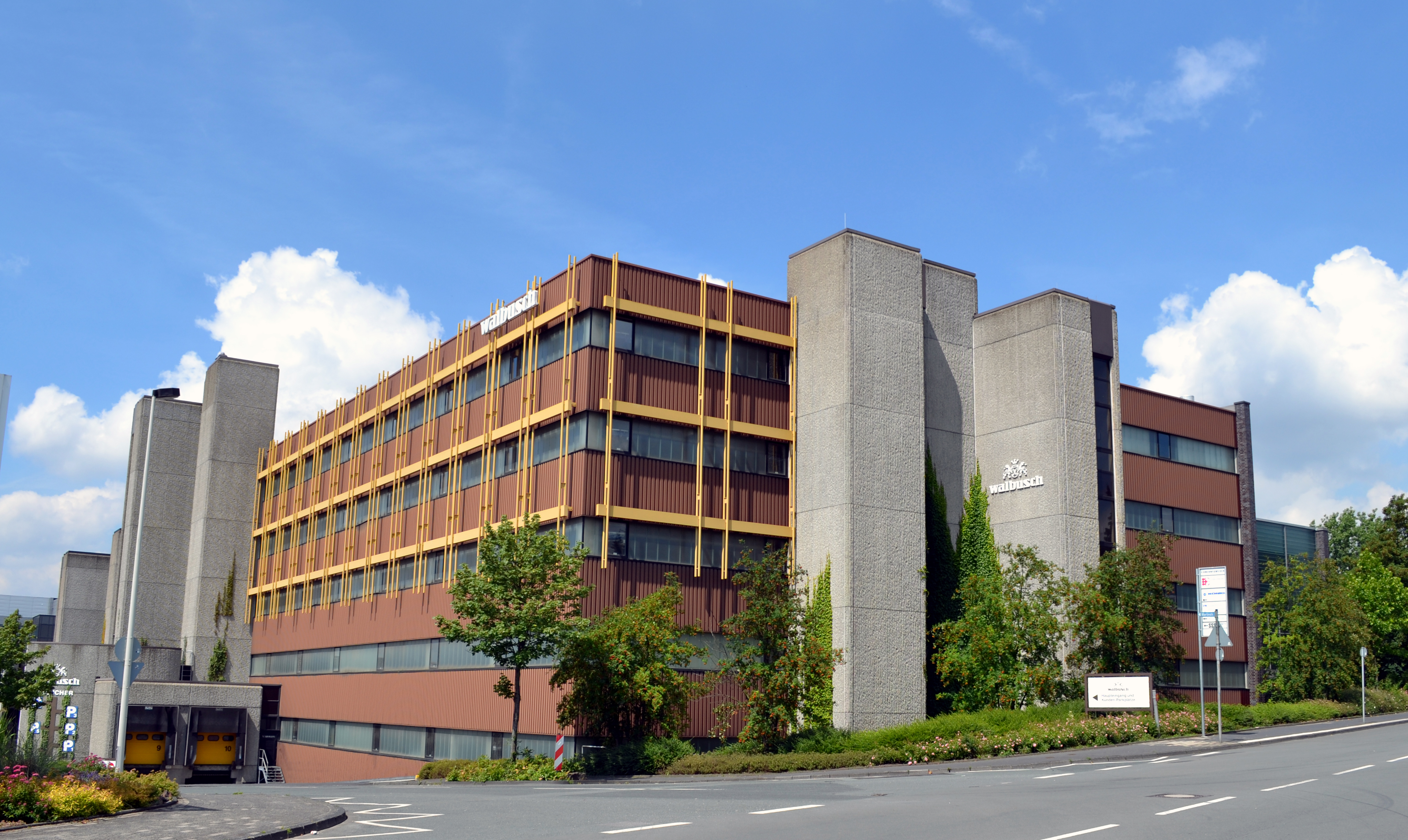
Firmensitz von Walbusch in Solingen-Merscheid

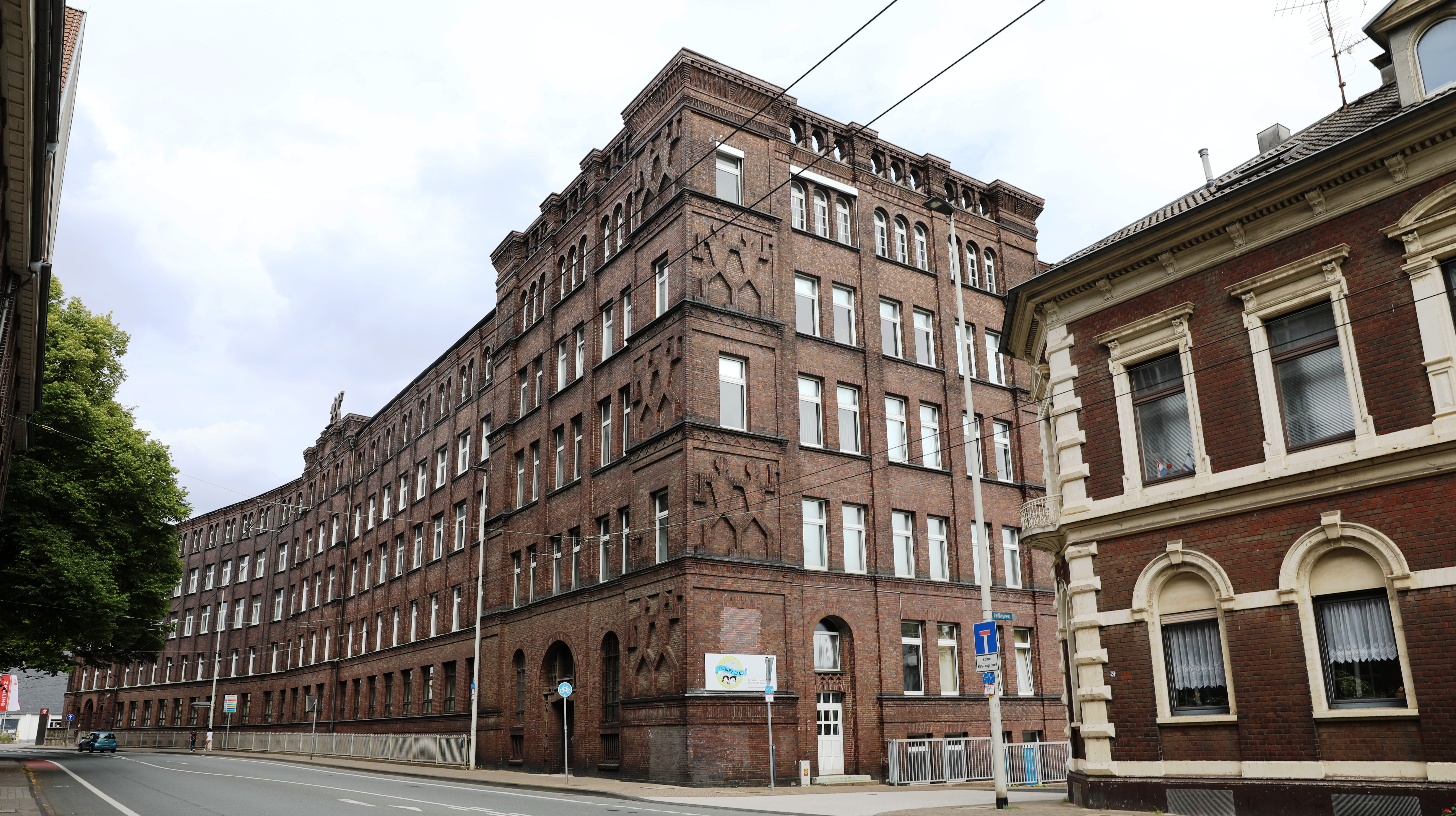
Firmensitz von Zwilling J. A. Henckels in Solingen-Höhscheid

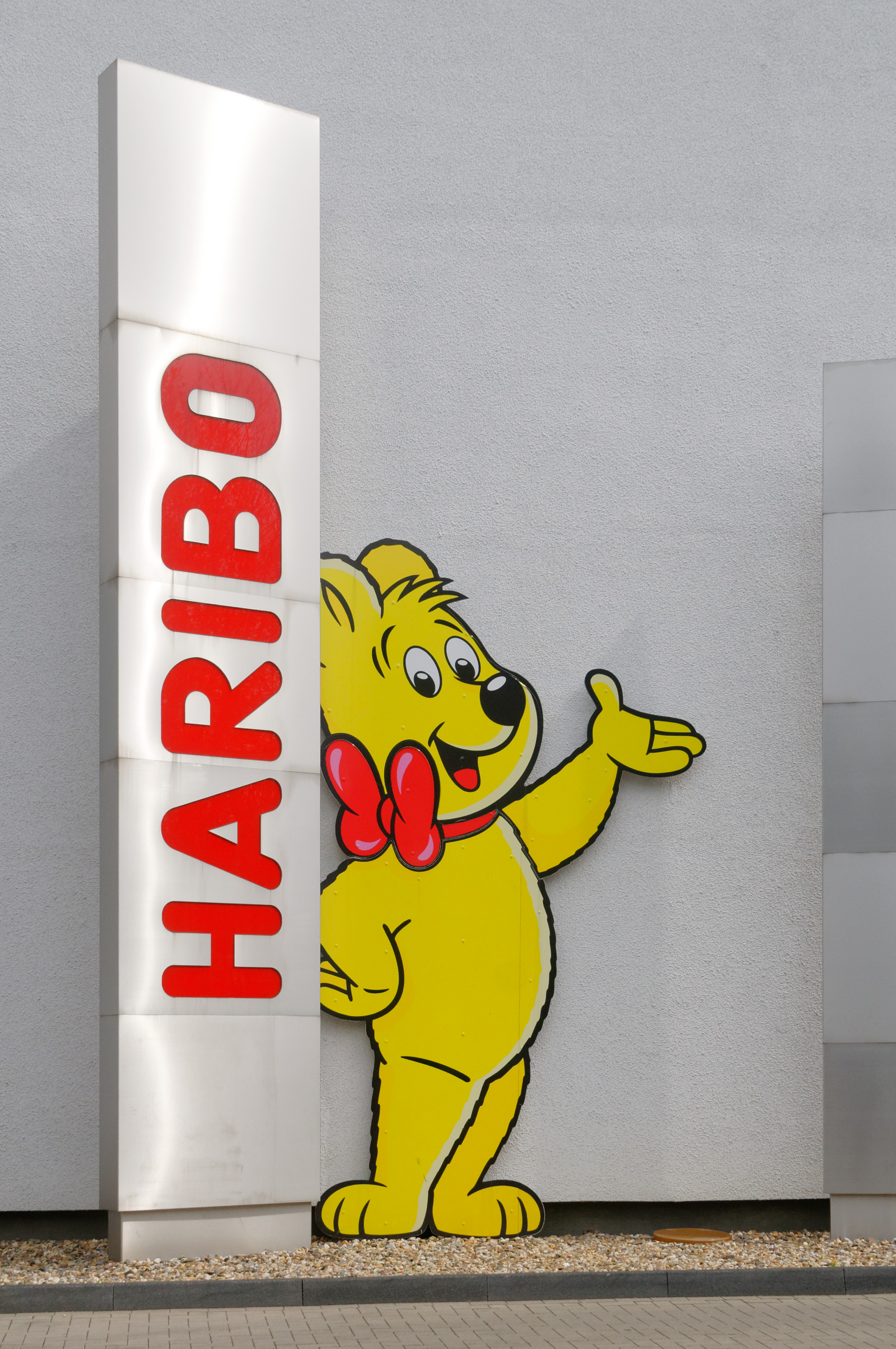
Goldbär als Fassadengestaltung am Haribo-Werk in Solingen-Gräfrath

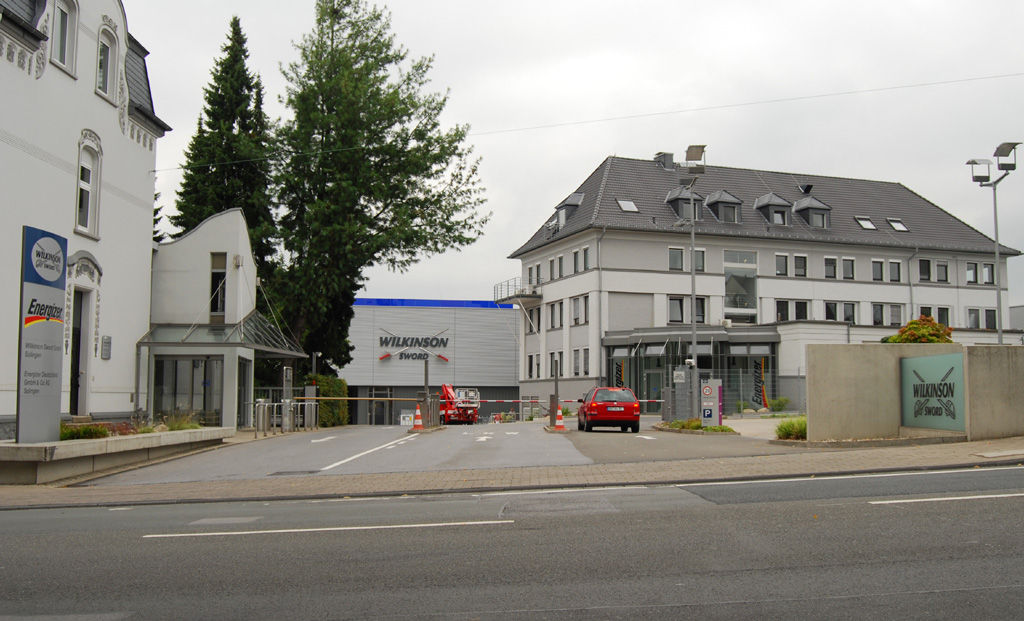
Firmensitz von Wilkinson in Solingen-Mitte

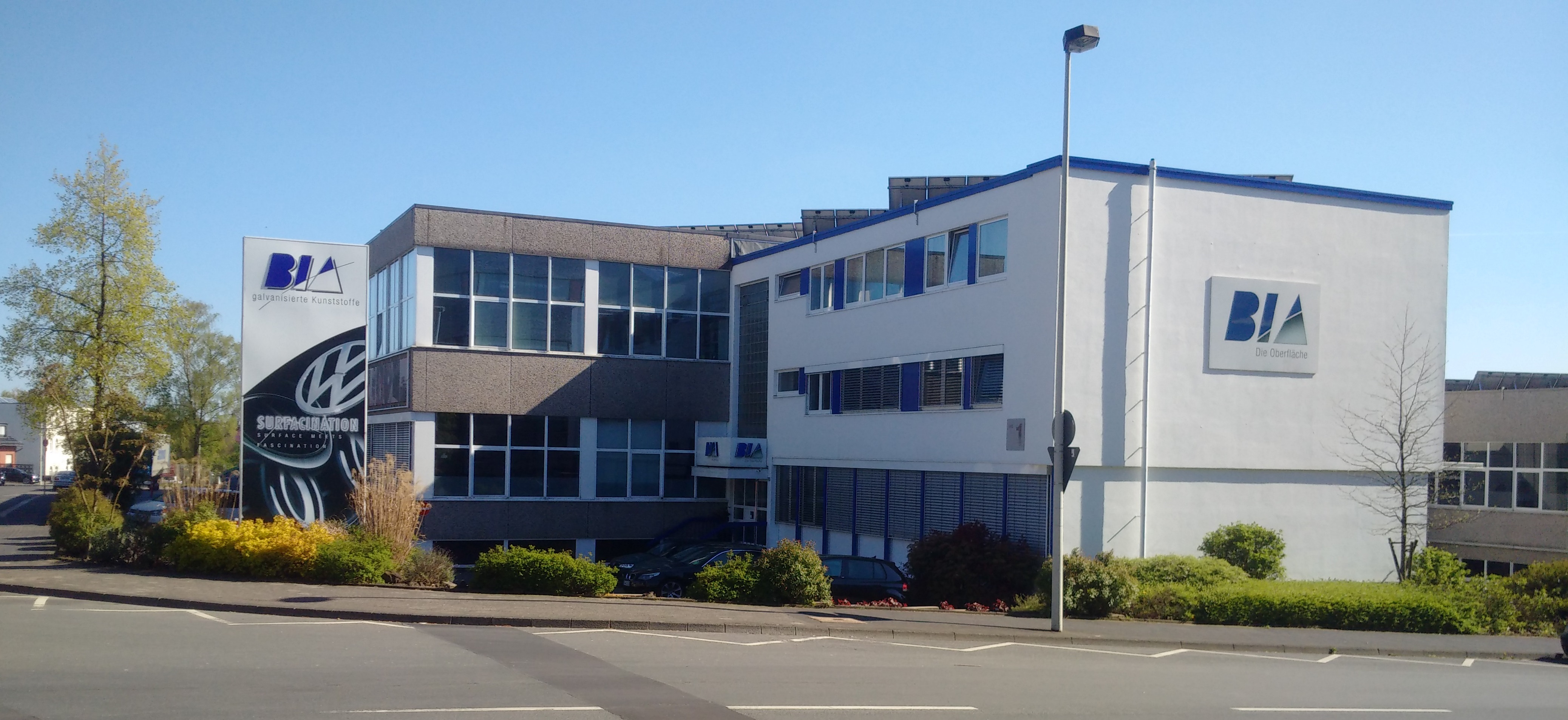
Firmensitz von BIA in Solingen-Merscheid

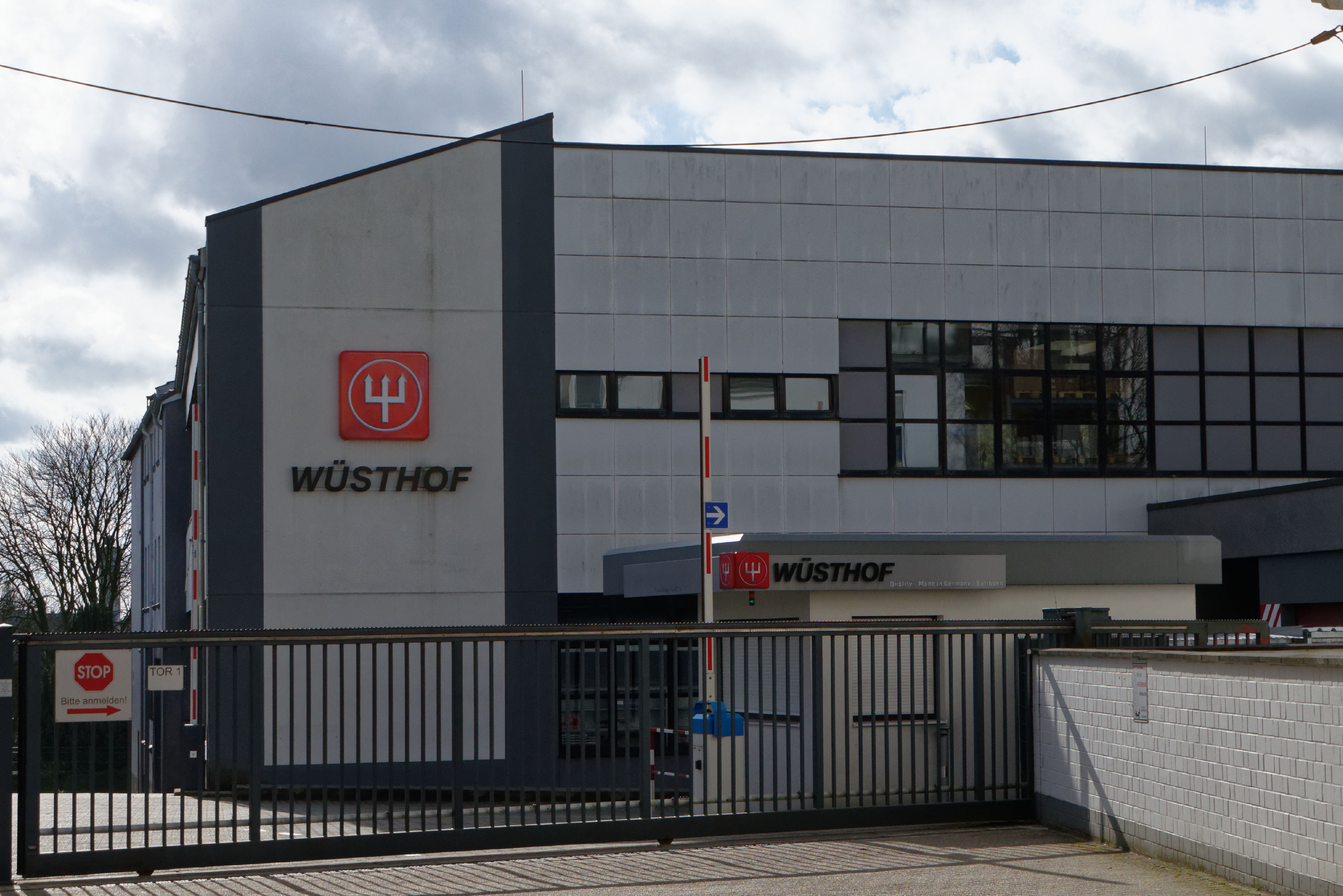
Firmensitz der Wüsthof GmbH in Solingen-Mitte

| Unternehmen                             | Branche                  | Beschäftigtenzahl (gerundet) |
| --------------------------------------- | ------------------------ | ---------------------------- |
| Accuride                                | Automobilzulieferer      | 500                          |
| Adient                                  | Automobilzulieferer      | 220                          |
| Altenzentren der Stadt Solingen         | Altenpflege              | 400                          |
| Arbeiterwohlfahrt Kreisverband Solingen | Wohlfahrtsverband        | 150                          |
| Bergische Krankenkasse                  | Krankenkasse             | 130                          |
| BIA Kunststoff- und Galvanotechnik      | Automobilzulieferer      | 1.040                        |
| Bong                                    | Briefumschläge           | 200                          |
| Brangs + Heinrich                       | Verpackungen             | 170                          |
| BSS Bohnenberg GmbH                     | Logistikausstater        | 120                          |
| CCL-Design                              | Automobilzulieferer      | 150                          |
| codecentric AG                          | Softwareentwickler       | 550                          |
| Diakonisches Werk Bethanien             | Medizinische Versorgung  | 1.000                        |
| Forst Technologie                       | Räumtechnik              | 130                          |
| Haribo                                  | Süßwaren                 | 900                          |
| IPS Industrie- und Personalservice      | Personaldienstleistungen | 200                          |
| item Industrietechnik                   | Industrietechnik         | 200                          |
| J.C. König                              | Tiefziehteile            | 170                          |
| Junkerwerk Linder                       | Schaumstoffverarbeitung  | 200                          |
| KTS                                     | Automobilzulieferer      | 200                          |
| Lebenshilfe Ortsverband Solingen        | Behindertenwerkstätten   | 720                          |
| LUTZ Blades                             | Schneidwaren             | 250                          |
| Martor                                  | Schneidwaren             | 140                          |
| Stadtverwaltung Solingen                | Öffentlicher Dienst      | 2.400                        |
| Stadt-Sparkasse Solingen                | Sparkasse                | 552                          |
| Stadtwerke Solingen                     | Öffentlicher Dienst      | 713                          |
| Städtisches Klinikum Solingen           | Medizinische Versorgung  | 1.600                        |
| Technische Betriebe Solingen            | Öffentlicher Dienst      | 580                          |
| United Salon Technologies               | Schneidwaren             | 230                          |
| VS Guss                                 | Automobilzulieferer      | 185                          |
| Walbusch                                | Mode                     | 730                          |
| WebID Solutions                         | Finanztechnologie        | 450                          |
| Wilkinson Sword                         | Schneidwaren             | 650                          |
| Wüsthof                                 | Schneidwaren             | 340                          |
| Zwilling J. A. Henckels                 | Schneidwaren             | 700                          |

### Ehemals bedeutende Unternehmen

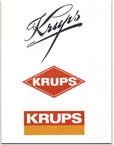
Haushaltsgeräte der Solinger Firma Krups wurden weltbekannt (hier historische Logos).

In Solingen wurden viele, zum Teil weltberühmte, Unternehmen gegründet:
- Mit Rasspe hatte in Solingen lange Zeit einer der weltweit größten Hersteller von Landmaschinenteilen seinen Firmensitz. Ende des 20. Jahrhunderts kam der Niedergang und die Belegschaft wurde drastisch reduziert. Wenig später verlagerte man den Firmensitz in das benachbarte Wermelskirchen. Das Areal der Firma am Stöcken in Solingen-Mitte bildet heute die größte brachliegende Industriefläche der Stadt.
- Die Rheinische Türschließerfabrik, wurde 1903 von Adolf Boge und Fritz Kasten in Solingen gegründet. Das Unternehmen wurde zum europäischen Marktführer für Türschlösser und hat nach dem Zusammenschluss, mit anderen Industriefirmen, seinen Unternehmenssitz nach Velbert verlagert. Die ehemalige Rheinische Türschließerfabrik ist heute als BKS GmbH Marktführer für Türschlösser in Deutschland.[162]
- Auch die Ohligser Firma Bremshey gehörte zu den bedeutendsten Unternehmen der Stadt. Mit ihrem bekanntesten Produkt, dem unter dem Markennamen Knirps bekannt gewordenen, zusammenschiebbaren Regenschirm, erlangte sie weltweite Berühmtheit. Anfang der 1970er-Jahre hatte das Unternehmen etwa 3.000 Beschäftigte. Nach finanziellen Engpässen zu Beginn der 1980er-Jahre reduzierte das Unternehmen zunächst seine Belegschaft drastisch, bevor es 1982 komplett aufgelöst wurde.[163]
- Ähnlich erging es dem Haushaltsgerätehersteller Krups, der in den 1970er-Jahren seine Blütezeit erlebte. Zeitweilig beschäftigte das Unternehmen in Solingen-Wald über 3.000 Menschen. Seit dem Konkurs der Konzernmutter Moulinex, im Jahre 2001, folgte auch für Krups in Solingen der Niedergang; alle Produktionsstätten in Solingen-Wald wurden abgerissen. Die heutigen Haushaltsgeräte die unter dem Markennamen Krups erhältlich sind, werden von der französischen Groupe SEB produziert und haben keinen Bezug zu Solingen.

### Einzelhandelsstandorte

#### Solingen-Mitte

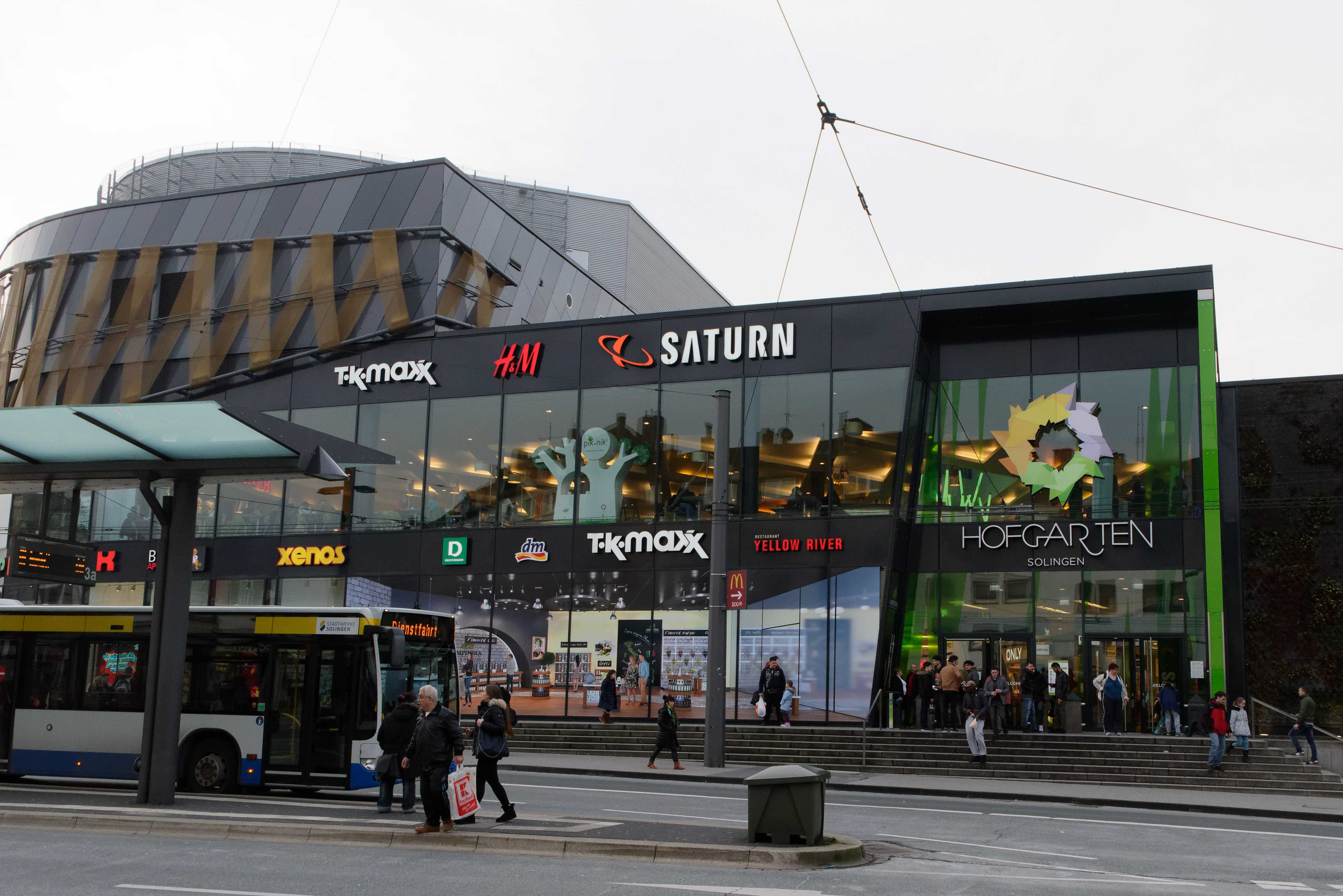
Solingen-Mitte: Einkaufszentrum Hofgarten (2018)

Die größte Dichte an Einzelhandelsgeschäften in Solingen-Mitte findet sich zwischen den Straßenkreuzungen am Schlagbaum und dem Werwolf mit der Fußgängerzone Hauptstraße. Am zentralen Busbahnhof Graf-Wilhelm-Platz befindet sich auch das größte Einkaufszentrum der Klingenstadt, der Hofgarten Solingen.

#### Solingen-Ohligs
Die Düsseldorfer Straße im Stadtteil Ohligs verläuft als Fußgängerzone vom Hauptbahnhof bis zum Ohligser Marktplatz und ist mit ca. 1 km Länge die längste zusammenhängende Einkaufsstraße in Solingen und der größte Einzelhandelsstandort im Solinger Westen. Sie ist überwiegend geprägt von inhabergeführten Einzelhandelsgeschäften. Die restaurierten Hausfassaden aus der Gründerzeit bilden ein historisches Ensemble. Zwischen 2022 und Mai 2024 wurde die Düsseldorfer Straße neugestaltet.
Beim jährlichen Dürpelfest wird die Düsseldorfer Straße als Hauptveranstaltungsort genutzt.

#### Solingen-Wald
Im Zentrum des Stadtteils Wald befindet sich die kleinste Fußgängerzone Solingens; sie ist zugleich auch die jüngste. Im Wesentlichen erstreckt sie sich entlang am Walder Rundling. Der Walder Rundling ist der Mittelpunkt im Solinger Stadtteil Wald, er liegt direkt an der evangelischen Kirche Wald.

#### Solinger Wochenmärkte
Drei regelmäßig stattfindende Wochenmärkte gibt es in den Solinger Stadtteilen:
- Ohligs am Marktplatz an der unteren Düsseldorfer Straße
- Wald am Marktplatz an der Schwindstraße
- Solingen-Mitte am Neumarkt vor dem Shoppingcenter Hofgarten

Betrieben werden alle drei Wochenmärkte von der Solinger Wochenmärkte UG. In der Vergangenheit wurde beispielsweise ein Brezeltag in Ohligs, ein Oktoberfest in Wald und ein Jazzfrühstück in Mitte auf den Solinger Wochenmärkten veranstaltet.

## Verkehr und Infrastruktur

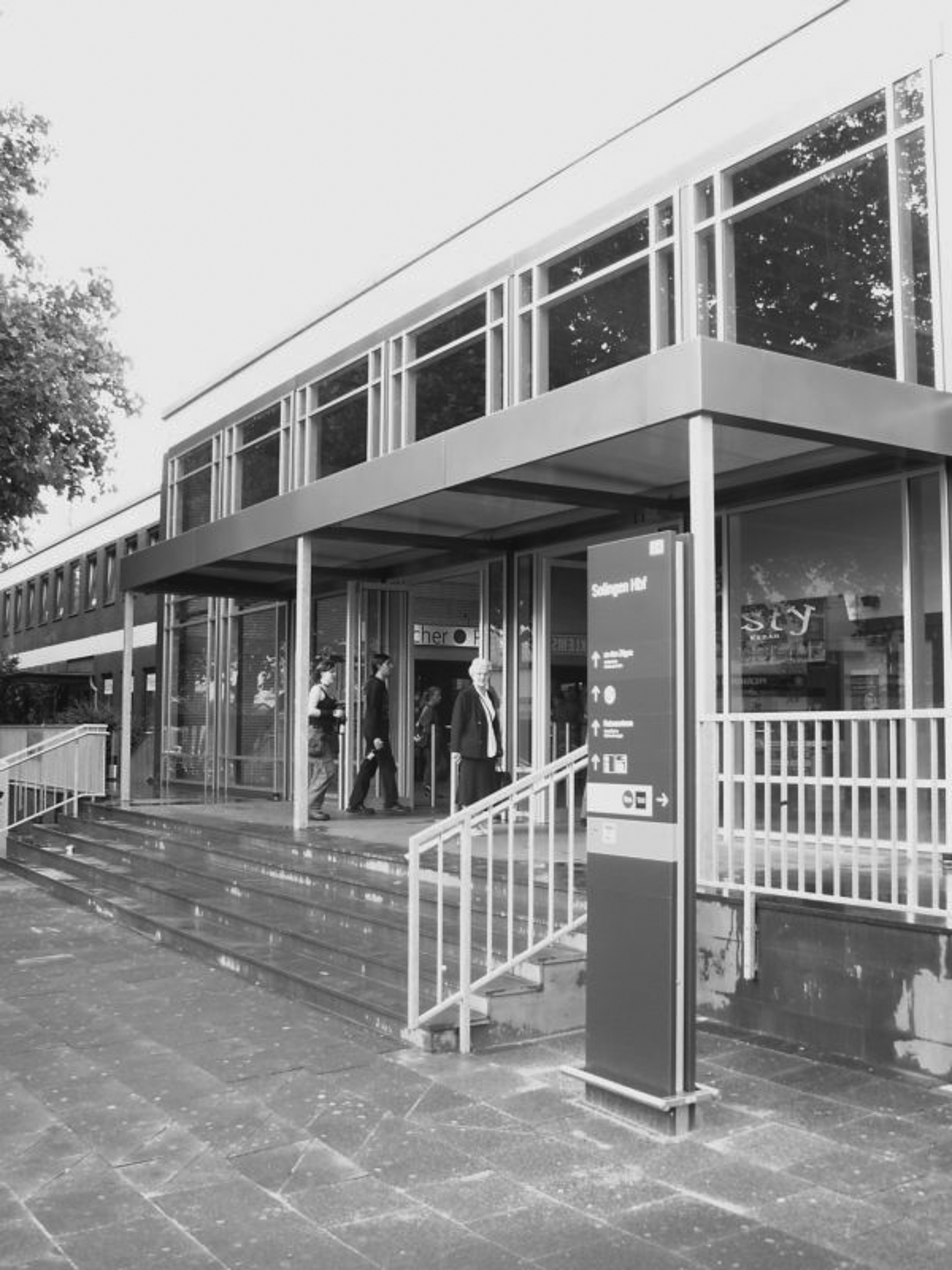
Hauptbahnhof im Solinger Stadtteil Ohligs

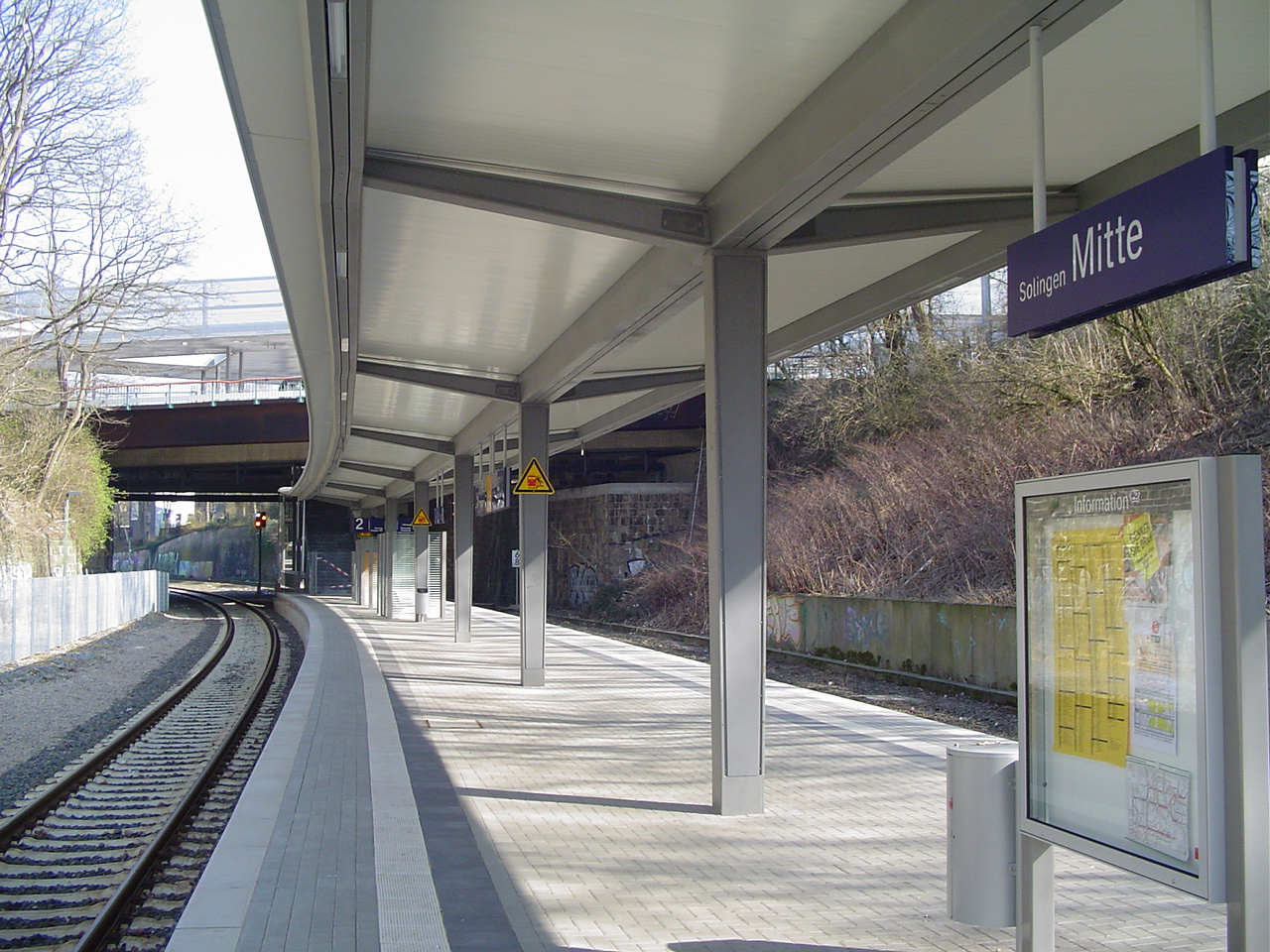
Bahnhof Solingen Mitte

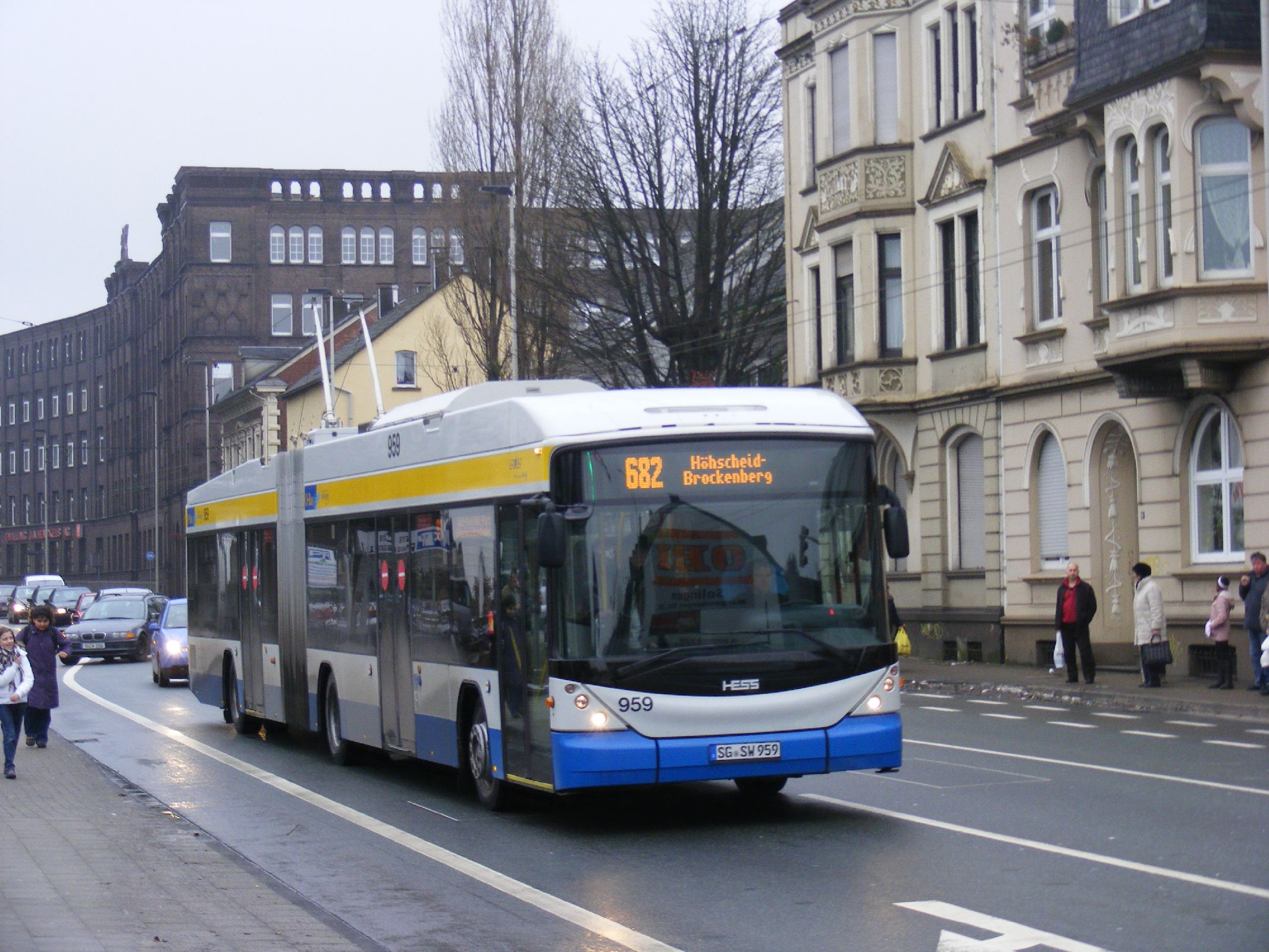
O-Bus in Solingen-Höhscheid

### Hauptbahnhof
In Ohligs befindet sich der größte und wichtigste Bahnhof Solingens: der Solinger Hauptbahnhof. Von dort ist:
- der Kölner Hauptbahnhof in ca. 25 Minuten
- der Düsseldorfer Hauptbahnhof in ca. 20 Minuten
- der Remscheider Hauptbahnhof in ca. 25 Minuten
- der Wuppertaler Hauptbahnhof in ca. 10 bis 15 Minuten zu erreichen

Der Hauptbahnhof ist der einzige Bahnhof in Solingen, der an das Fernbahnnetz der Deutschen Bahn AG angeschlossen ist. Mit Intercity-Express-, Intercity-, Regional-Express-, Regionalbahn- und S-Bahnen sind alle wichtigen Zuggattungen vorhanden. Zu erreichen ist der Solinger Hauptbahnhof auf der Vorderseite über den Bahnhofsvorplatz der direkt an der oberen Düsseldorfer Straße angrenzt.
Der Hauptbahnhof, der täglich von über 10.000 Fahrgästen genutzt wird, ist damit der meist frequentierte Verkehrsknotenpunkt in Solingen.
In Solingen gibt es zudem die Stationen Solingen Grünewald, Solingen Mitte, Solingen-Schaberg und Solingen Vogelpark.
Der Alte Hauptbahnhof wurde 2006 aufgegeben.

### Busverkehr
Der öffentliche Nahverkehr mit Bussen in Solingen wird größtenteils durch den Verkehrsbetrieb der Stadtwerke Solingen (SWS) betrieben. Dieser betreibt in Solingen sieben Oberleitungsbuslinien, elf Dieselbuslinien und sechs Nachtlinien, die mit Dieselbussen betrieben werden. Kleinere Ortsteile oder einzelne Stadtrandlagen werden durch Taxibuslinien bedient. Zentrale Knotenpunkte im Liniennetz sind der Graf-Wilhelm-Platz in Solingen-Mitte, der Busbahnhof am Hauptbahnhof in Ohligs, der Busbahnhof in Aufderhöhe und der Burger Bahnhof. Die Buslinien der SWS erschließen alle Solinger Stadtteile sowie darüber hinaus Teile der Nachbarstädte Wuppertal, Leichlingen und Haan. Weitere Buslinien mit Verbindungen in die umliegenden Städte werden durch die Rheinbahn, die Bahnen der Stadt Monheim, Wiedenhoff sowie die Stadtwerke Remscheid und die WSW mobil betrieben.

#### Oberleitungsbusse
Nach Kriegsende beschloss der Stadtrat, die Solinger Straßenbahn stillzulegen.
Als Ersatz sollte ein stadtweites Oberleitungsbussystem (kurz O-Bus) dienen. Wesentliche Gründe für diese Entscheidung waren die niedrigen Betriebskosten und die lange Lebensdauer von O-Bussen im Vergleich zu herkömmlichen Dieselbussen. Auf der Strecke zwischen dem Graf-Wilhelm-Platz in Solingen-Mitte und dem Bahnhof Ohligs (heute Solinger Hauptbahnhof) fuhr am 19. Juni 1952 der erste O-Bus in Solingen. Die Stadt verfügt heute über eines der größten Oberleitungsbussysteme in Europa. Es umfasst die sieben Durchmesserlinien 681 bis 686 und 695 mit einer gesamten Streckenlänge von mehr als 60 Kilometern. Die Stadtwerke Solingen verfügen (Stand 2021) über 50 einsatzfähige Gelenk-Obusse:
- 15 des niederländischen Unternehmens Berkhof (Baujahr 2001/02)
- 20 des belgischen Unternehmens Van Hool (Baujahr 2002/03)
- 15 des Schweizer Unternehmens Hess (Baujahr 2008/09)

Die O-Busse bedienen das gesamte Solinger Stadtgebiet bis in die Stadtrandlagen, teilweise auch die Nachbarstadt Wuppertal. Die längste Linie, die 683, verbindet den Bahnhof Wuppertal-Vohwinkel mit dem Solinger Stadtteil Burg.

#### Batterie-Oberleitungs-Busse

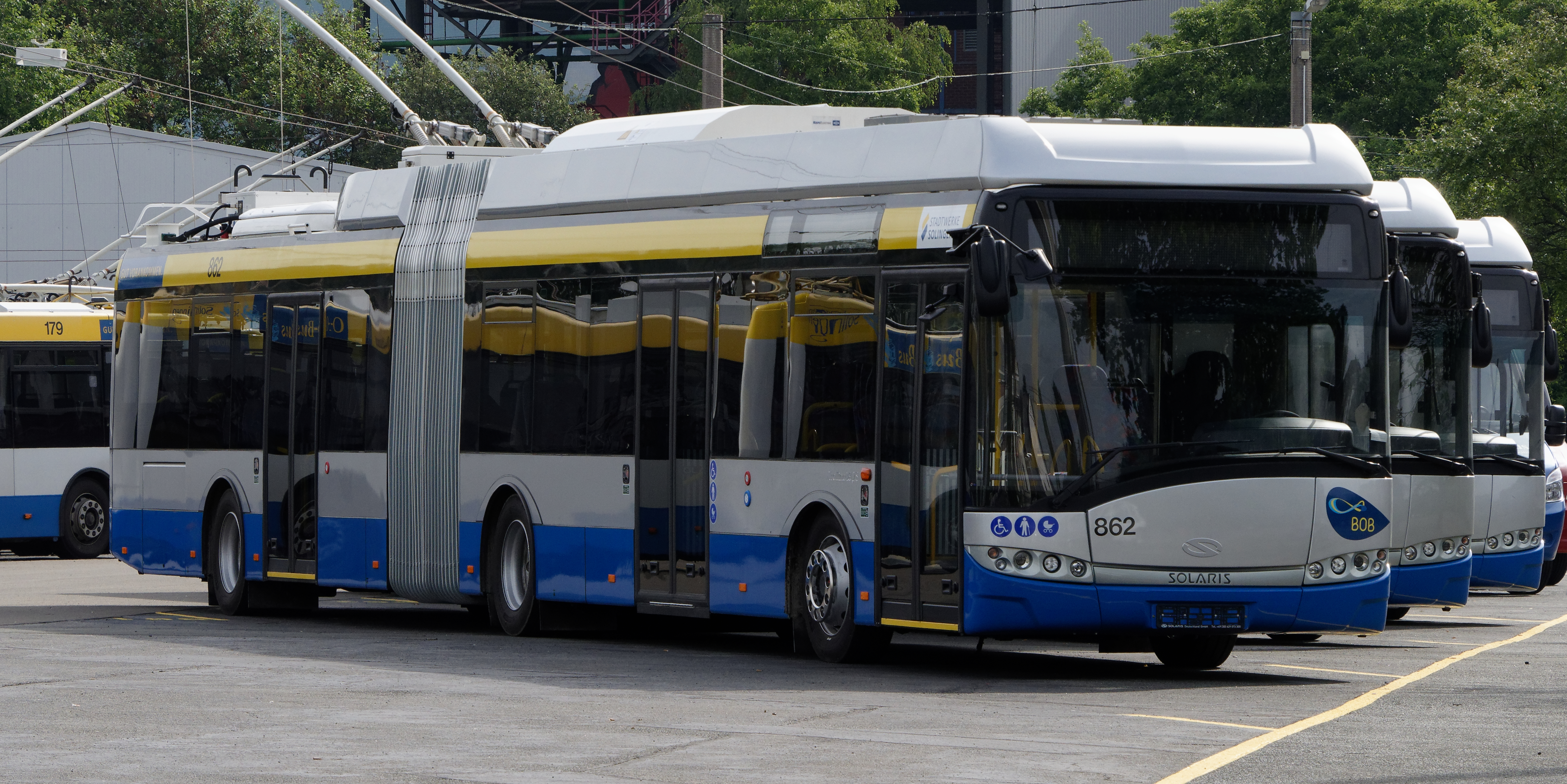
Batterie-Oberleitungsbusse auf dem Betriebshof

Die Stadtwerke setzen seit 2019 auf der zuvor mit Dieselbussen betriebenen Linie 695 Batterie-Oberleitungs-Busse (BOB) von Solaris und Kiepe Electric ein. Diese Fahrzeuge verfügen über einen Akku und einen Stromabnehmer, so dass während der Fahrt auf Strecken mit der Oberleitung der Akku aufgeladen werden kann, damit sie abseits der Oberleitung weiter vollelektrisch fahren können. So bieten sie zukünftig die Möglichkeit, weitere bislang mit Dieselbussen betriebene Linien auf vollelektrischen Betrieb umzustellen.
Das BOB-Projekt hat bundesweit einen Modellcharakter und wird von der Bundesregierung mit rund 15 Millionen Euro öffentlich gefördert. Durch die Batterie-Oberleitungs-Busse kann man langfristig 320 000 Liter Diesel pro Jahr einsparen, dieser Wert entspricht ca. 726 Tonnen Kohlendioxid. Bis zum Jahr 2030 wollen die Stadtwerke in Solingen auf Dieselmotoren in den Bussen ganz verzichten.

### Autobahnanbindung

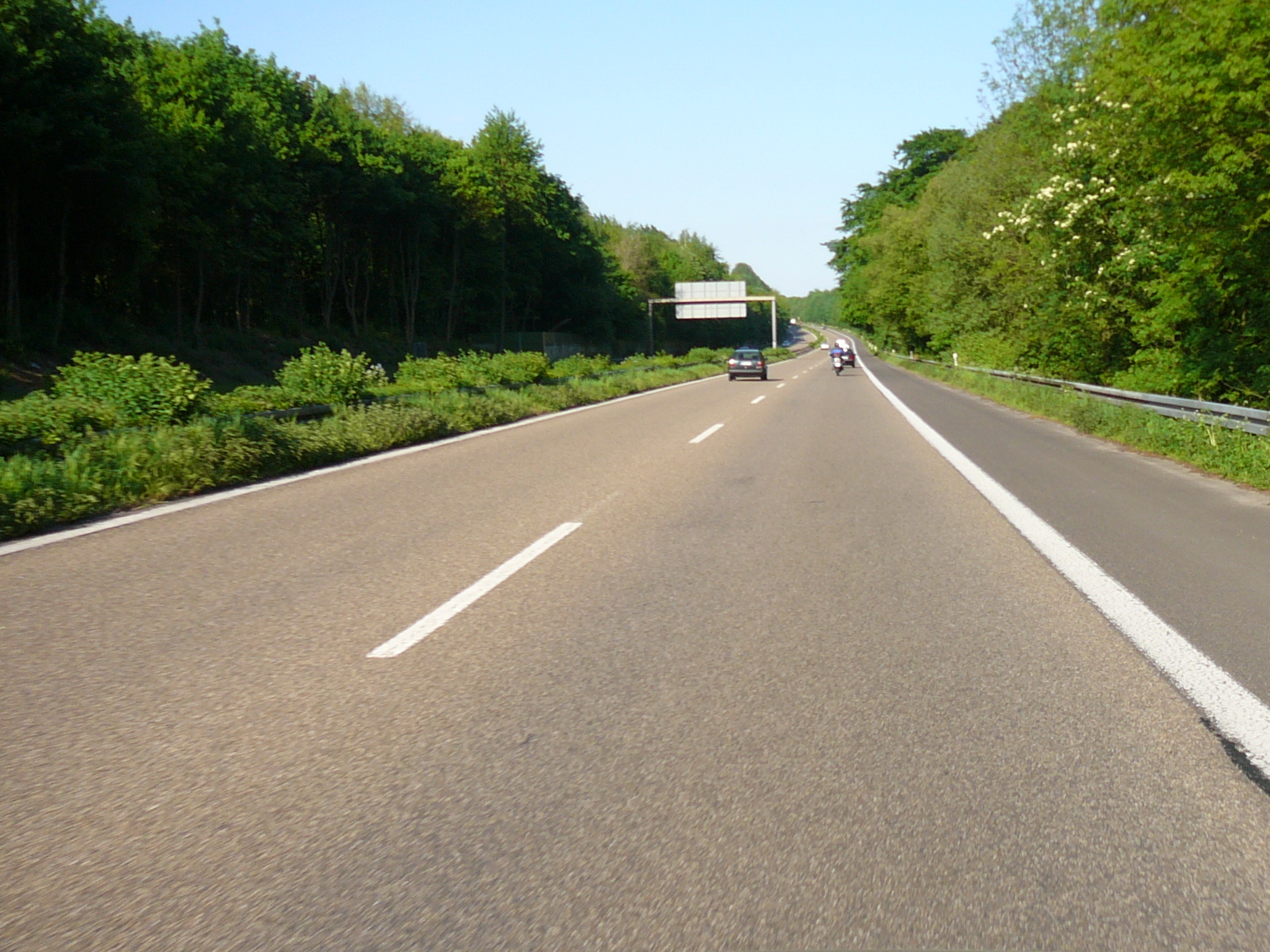
Die Stadtautobahn Viehbachtalstraße verbindet Solingen-Mitte mit dem Stadtteil Ohligs.

Die Stadtautobahn Viehbachtalstraße verläuft von Solingen-Mitte (Auffahrt Frankfurter Damm) bis nach Solingen-Ohligs bzw. Aufderhöhe. Die nach ihrem Verlauf durch das Viehbachtal benannte Viehbachtalstraße besitzt keinen direkten Anschluss an das Fernstraßennetz und wurde auf Solinger Stadtgebiet anstelle der geplanten Autobahn 54 nur als vierspurige Kraftfahrstraße L 141n realisiert. Ein seit den 1970er-Jahren geplanter Weiterbau der Straße mit direktem Anschluss an die A 3 ist in der Solinger Kommunalpolitik aufgrund seiner Umweltauswirkungen seit Jahrzehnten nicht mehrheitsfähig.
Solingen und Reutlingen sind die einzigen Großstädte in Deutschland, die nicht direkt an das Autobahnnetz angeschlossen sind. Die Autobahnanschlussstelle Solingen an der A 3 befindet sich wenige Kilometer südlich von Ohligs auf dem Gebiet der Stadt Langenfeld. Seit dem Jahre 1936 ist Solingen mit dieser Anschlussstelle an das Fernstraßennetz angebunden. Weitere Autobahnanschlüsse – Haan-West und Haan-Ost an der A 46 sowie Wermelskirchen an der A 1 – liegen ebenfalls außerhalb des Stadtgebiets. Die autobahnähnliche L 74 verbindet Solingen über eine Anschlussstelle bei Kohlfurth mit dem Sonnborner Kreuz (A 46 und A 535). Das Hildener Kreuz liegt mit der Anschlussstelle Hilden ca. acht Kilometer nordwestlich entfernt.

### Radwege

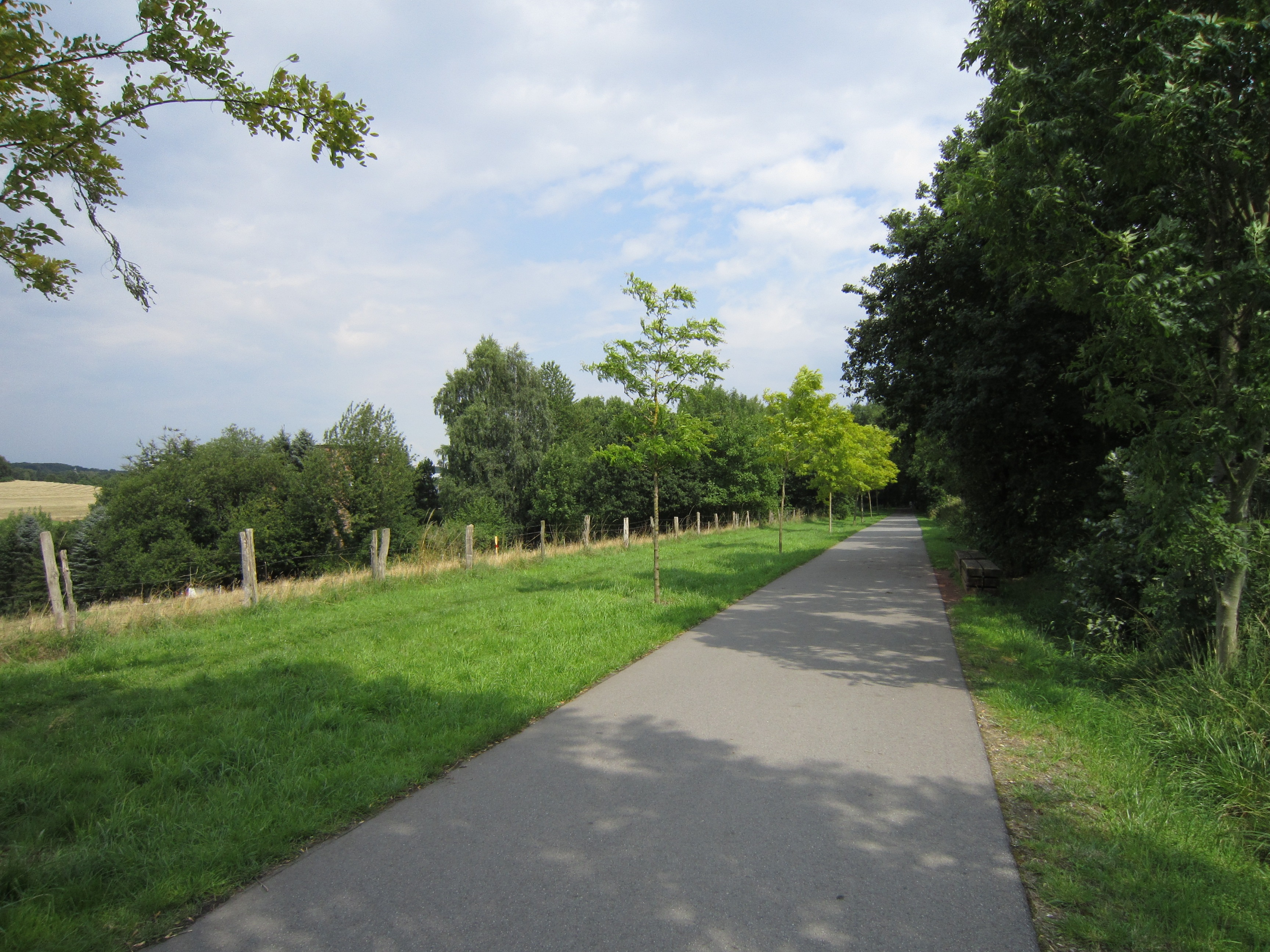
Korkenziehertrasse in Höhe der ehemaligen Hundewiese Fuhr

Bedingt durch die mitunter steile Topografie der Stadt ist dem Radverkehr vonseiten der Politik lange Zeit keine große Bedeutung beigemessen worden. Die Nachkriegsstädteplanung stellte daher den Fokus auf den Ausbau der Verkehrswege für den motorisierten Individualverkehr. So ließ z. B. der Ausbau des zentralen Knotenpunktes Schlagbaum in der Nordstadt in den 1970er-Jahren Planungen für Radwege gänzlich außen vor. Erst um die Jahrtausendwende fand ein gesellschaftliches Umdenken statt, das dem Radverkehr einen höheren Stellenwert beimaß und auch in Solingen seine Spuren hinterließ. So wurde 1995 der Runde Tisch Radverkehr ins Leben gerufen, der die Stadt Solingen in Fragen des Radverkehrs berät, auf Probleme aufmerksam macht und z. B. am von der Stadt veröffentlichten Fahrradstadtplan und dem Radverkehrskonzept mitwirkt.
Schwerpunktmäßig behandelt wurde seither etwa die Umnutzung einstmaliger Bahntrassen hin zu Radwegen. Beispielhaft ist hier die im Rahmen der Regionale 2006 realisierte Korkenziehertrasse, die den Solinger Südpark ohne nennenswerte Steigung mit den Stadtteilen Wald und Gräfrath sowie den Nachbarstädten Haan und Wuppertal-Vohwinkel verbindet. Ebenso als Beispiel dient die Bergbahntrasse, die, als ehemaliger Streckenabschnitt der Barmer Bergbahn, die Solinger Stadtmitte mit Müngsten und dem Brückenpark verbindet. Auch dieses Projekt erlebte seine Umsetzung im Zuge der Regionale. Darüber hinaus wird dem Radverkehr auch bei einzelnen Infrastrukturprojekten der Gegenwart einen höheren Stellenwert zuerkannt. Dies trifft allerdings nicht beim Umbau der Konrad-Adenauer-Straße zu, bei dem der Radverkehr umwegig über weniger frequentierte Hauptstraßen der Nordstadt geführt werden soll.

### Wanderwege
Die Wupperberge und auch die Bachtäler sind durch zahlreiche Wanderwege überall im Stadtgebiet erschlossen. Der bekannteste und zugleich mit knapp 70 Kilometern der längste um das gesamte Stadtgebiet verlaufende Wanderweg ist der Klingenpfad, der mit dem Wegezeichen S gekennzeichnet ist. Weiterhin gibt es diverse Themenwanderwege, etwa den Merscheider Scherenweg, Rund um Merscheid oder Rund um die Sengbachtalsperre. Um Burg befindet sich ein Waldschadenslehrpfad und mit dem rund 3,5 Kilometer langen Willi-Lohbach-Weg ein Geologischer Lehrpfad. Deutlich flacher ist die Ohligser Heide, die ebenfalls durch Wanderwege erschlossen ist.

### Seilbahn Burg
Im Stadtteil Burg an der Wupper dient zur Überwindung der rund 90 Höhenmeter zwischen den Ortsteilen Ober- und Unterburg seit dem Jahre 1952 eine Sesselbahn. Die Seilbahn Burg wird überwiegend touristisch genutzt, da sie den historischen Stadtteil Unterburg auf direktem Weg mit dem Schloss verbindet, doch auch Anwohner verwenden sie als innerörtliches Verkehrsmittel.

### Stadtentwicklung

#### Regionale 2006
Die Regionale 2006 war ein vom Land Nordrhein-Westfalen gefördertes Gemeinschaftsprojekt der Städte Remscheid, Solingen und Wuppertal für die Entwicklung des Bergischen Städtedreiecks. Im Rahmen der Regionale entwickelten die drei Städte seit 2001 gemeinsame und eigene Projekte, die städtebauliche, kulturelle und wirtschaftliche Akzente für den Strukturwandel in der Region setzen. Ziel war es, die Region zu profilieren und zukunftsfähig zu machen. Ein großes Netzwerk von Sachverständigen aus Politik, Verwaltung, Wissenschaft und Institutionen der Region entstand für die Arbeit an der Regionale. Von der Regionale gingen für Solingen starke städtebauliche Impulse aus.

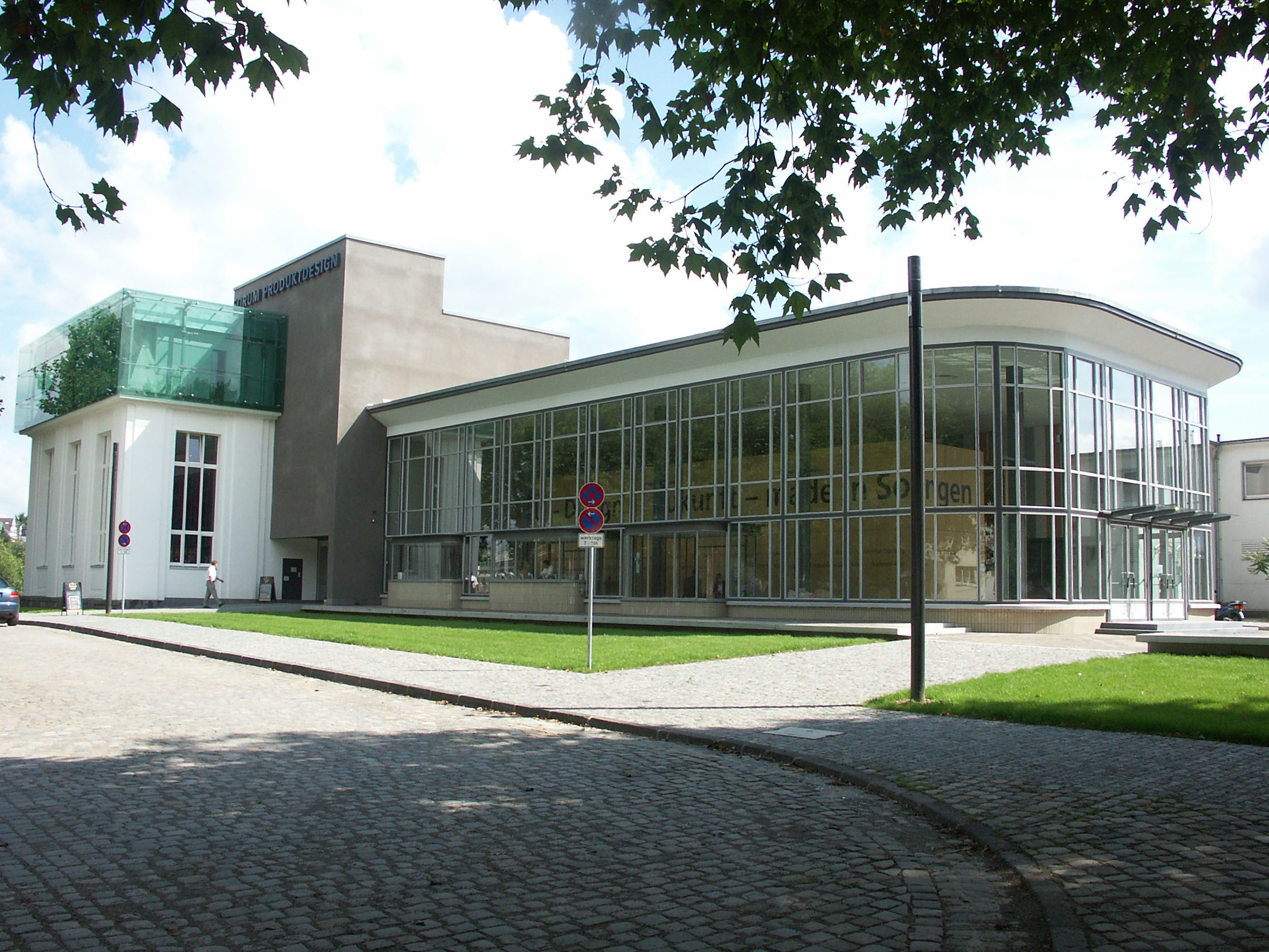
Im ehemaligen denkmalgeschützten Hauptbahnhof in Solingen-Mitte ist heute das Forum Produktdesign.

Im Jahr 2006 wurden zum Abschluss des Programms auf der Bergischen Expo '06 die Ergebnisse der Kooperation sowie die Leistungen und Qualitäten der Region präsentiert.
In Solingen wurden folgende Projekte verwirklicht:
- Graf-Wilhelm-Platz/Neumarkt – Umgestaltung des zentralen Platzensembles der Innenstadt mit neuem Busbahnhof
- Korkenziehertrasse – Umwandlung der stillgelegten Bahnstrecke Solingen-Mitte – Wuppertal in einen Rad- und Wanderweg durch die Stadt
- Südpark – Schaffung eines neuen städtischen Quartiers mit Künstlerateliers, Wohnungen und Gastronomie auf dem Gelände des ehemaligen Hauptbahnhofs
- Neue innerstädtische Bahnstationen Solingen Grünewald und neuer Solingen Mitte an der Bahnstrecke Solingen–Remscheid als Ersatz für den früheren Hauptbahnhof. Stattdessen erhielt der bisherige Bahnhof Solingen-Ohligs den Namen Solingen Hauptbahnhof.
- Einrichtung des Forums Produktdesign im alten Hauptbahnhofsgebäude mit dem Bergischen Institut für Produktentwicklung und Innovationsmanagement, einem An-Institut der Bergischen Universität Wuppertal
- Erneuerungsmaßnahmen im Bereich Kölner Straße/Flurstraße/Elisenstraße – unter anderem Renovierung Badeanstalt Birkerbad, Eissporthalle, Nutzung ehemaliger Industriebauten für die Städtische Musikschule
- Brückenpark Müngsten – Landschaftspark unter der Müngstener Brücke als Gemeinschaftsprojekt der drei Städte Solingen, Remscheid und Wuppertal

#### City 2013

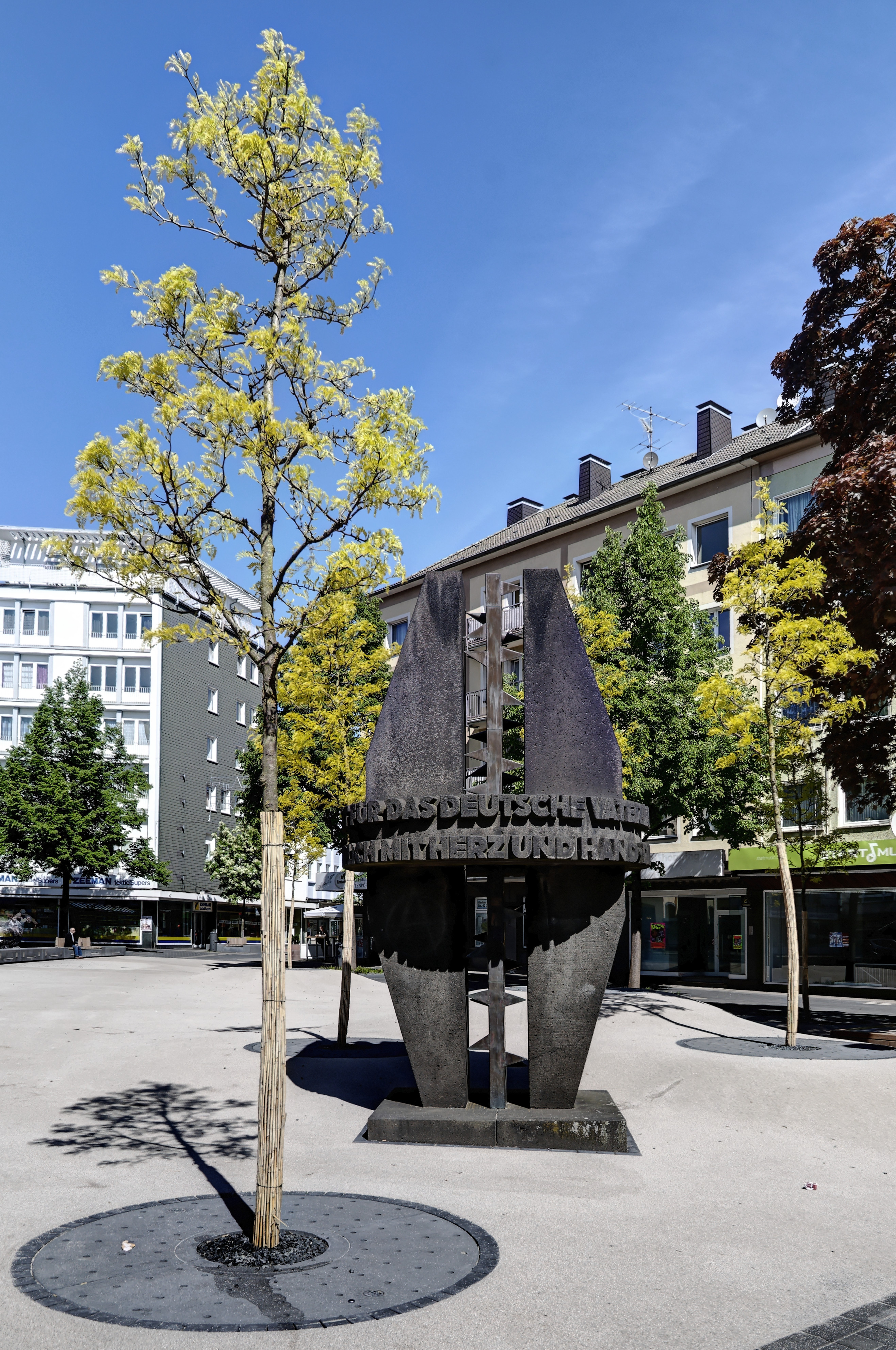
Der umgestaltete Entenpfuhl mit dem Denkmal „Unteilbares Deutschland“ von 1964

Im Rahmen des Solinger Innenstadtkonzepts City 2013 wurden folgenden Teilprojekte umgesetzt:
- Fassadenprogramm – Bereitstellung von öffentlichen Geldern zur Sanierung von Häuserfassaden in der Innen-, der Süd- und der Nordstadt
- Alter Markt/Kirchstraße/Küstergasse/Linkgasse/Ohliger Tor – Umgestaltung des zentralen innerstädtischen Bereiches um den Alten Markt mit neuer Pflasterung und neuen Gestaltungsobjekten
- Stadtkirche und Fronhof – Renovierung der evangelischen Stadtkirche aus dem Jahr 1956 und Öffnung nach außen hin zum Fronhof, Attraktivierung des Fronhofes, Errichtung eines Kirchencafés in der Stadtkirche, Aufwertung des Gebäudes
- Entenpfuhl/Untere Hauptstraße – Neugestaltung und Aufwertung des Platzes am Entenpfuhl inklusive der gesamten unteren Hauptstraße, neue Gestaltung und neue Gestaltungsobjekte
- Kölner Straße – Neugestaltung des südlichen Tors zur Innenstadt, Aufwertung der Straße mit neuem Fahrbahnbelag und Grünstreifen
- Konrad-Adenauer-Straße/Theater und Konzerthaus – Neugestaltung des nördlichen Tors zur Innenstadt, Aufwertung der Straße mit neuem Fahrbahnbelag, Parkplätzen und Grünstreifen, Umgestaltung und Aufwertung des Theater-Umfeldes

Im Zusammenhang mit dem Projekt stand der Bau des Einkaufszentrums Hofgarten am Graf-Wilhelm-Platz. Auch der Abriss der alten Polizeiinspektion an der Goerdelerstraße sowie der Neubau an der Kölner Straße und der Neubau des Finanzamtes an selber Stelle an der Goerdelerstraße waren zusätzlich zu City 2013 Bestandteil der weitreichenden Veränderungen in der Innenstadt.

### Wohnungsmarkt

#### Sozialer Wohnungsbau
Es gibt (Stand 2022) in Solingen ca. 4.000 Sozialwohnungen. Das Wohnungsmarktkonzept der Stadt Solingen sieht vor, dass man mindestens 33 % der Neubauwohnungen als Sozialwohnungen nutzen soll. Dieser Richtwert von 33 % wurde jedoch noch nie erreicht. Laut dem städtischen Sozialausschusses benötigt die Klingenstadt dringend mehr öffentlich geförderten Wohnraum. Eine Sozialwohnung kann jeder Bürger beantragen, der auf dem freien Markt keine Wohnung findet und eine bestimmte Einkommensgrenze nicht überschreitet. Diese Einkommensgrenze variiert zwischen Alleinstehenden und Mehrpersonen-Haushalten. Wer eine öffentlich geförderte Sozialwohnung vermietet, darf die maximal Nettokaltmiete nicht überschreiten. Die aktuelle (2022) maximale Nettokaltmiete für Sozialwohnungen liegt in Solingen bei 5,25 € pro Quadratmeter.
Im Jahr 2021 wurden keine neuen Sozialwohnungen in Solingen gebaut. Es fehlen vor allem günstige Wohnungen für kinderreiche Familien und Singlehaushalte. Der Bedarf an bezahlbaren Wohnungen wird zukünftig in Solingen größer werden. Bis zum Jahr 2030 fallen fast 3.000 Sozialwohnungen aus der Sozialbindung in Solingen weg, das entspricht einer Quote von 75 %. Nach Aussage der Solinger Grünen ist das der größte Rückgang an Sozialwohnungen in ganz NRW. Hauptgründe für die geringe Zahl an Sozialwohnungen sind das Auslaufen der Bindungsfrist für Nettokaltmieten, der Mangel an geeignetem Bauland für Neubaugebiete in Solingen und die sehr hohen Baukosten für Neubauwohnungen.

#### Solinger Immobilienpreise (2021)
Die Immobilienpreise in der Klingenstadt variieren zum Teil stark von Stadtteil zu Stadtteil, so kommt es oft vor, dass Immobilien der gleichen Art in Ohligs tendenziell teurer sind als in Solingen-Mitte. Laut Immobilienpreisspiegel der Landesbausparkasse (LBS) lagen in Solingen die Preise für gebrauchte Immobilien im Jahr 2021 deutlich über dem NRW-Durchschnitt.
Immobilienpreise in Solingen auf Grundlage des LBS-Immobilienpreisspiegel 2021 (alle Zahlen beruhen auf statistischen Durchschnittswerten):
- freistehendes Einfamilienhaus (Altbau) ca. 580.000 Euro
- Doppelhaushälften / Reihenhäuser (Altbau) ca. 489.500 Euro
- 3-Zimmer Eigentumswohnung (Altbau) ca. 209.000 Euro

Die Solinger Stadtverwaltung unterstützt den Neubau von privaten Wohnhäusern und hat dazu ein Kataster mit möglichen Baugrundstücken erstellt.
Laut Haus & Grund Ohligs e. V. melden sich für die Stadtteile Ohligs und Aufderhöhe auf eine freie Wohnung bis zu 90 potenzielle Neumieter, für Solingen-Mitte sind es weniger als 10 Interessenten. Während die Kaltmieten in Ohligs im Durchschnitt zwischen 8 und 12 Euro pro Quadratmeter liegen, sind in der Solinger Innenstadt im Durchschnitt 7 Euro pro Quadratmeter üblich. Die hohe Nachfrage nach
Eigentumswohnungen wird im Solinger Stadtbezirk Ohligs/Aufderhöhe/Merscheid nach Meinung von Immobilienmaklern so lange andauern, wie an der Rheinschiene die Preise auf hohem Niveau stagnieren.

### Medien

#### Printmedien

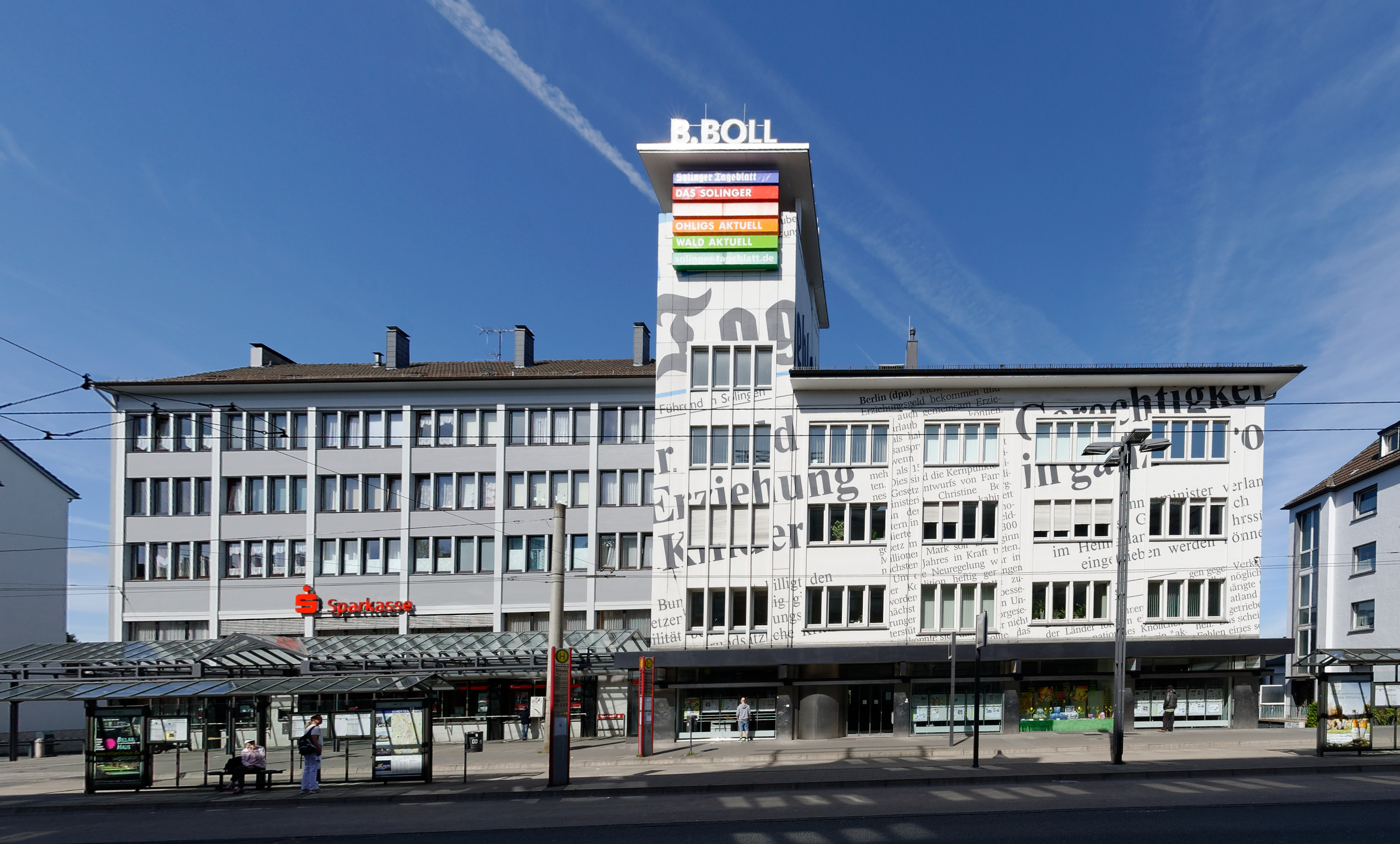
Verlagshaus des Solinger Tageblatts an der Mummstraße in Solingen-Mitte

Die älteste Solinger Tageszeitung, zugleich die mit der größten Verbreitung am Ort, ist das im Verlag B. Boll erscheinende Solinger Tageblatt; als weitere Tageszeitung erscheint die Solinger Morgenpost, ein Kopfblatt  der Rheinischen Post. Ableger des Solinger Tageblatts ist das wöchentlich erscheinende kostenlose Anzeigenblatt Das Solinger. Zudem erscheint einmal in der Woche die Solinger Wochenpost. Ende 2005 wurde erstmals der Solinger Stadtanzeiger veröffentlicht, der sich als unabhängiges Stadtmagazin versteht und einmal im Monat erscheint. Vier Mal pro Jahr wird überdies das lokale Kulturmagazin Engelbert angeboten, das bis zu 40.000 Leser pro Ausgabe erzielt.
Seit Mitte der 1990er-Jahre erschien die Straßenzeitung DIE STRASSE. Aufgrund fehlender Subventionierung musste das Projekt seinen Betrieb Ende Mai 2011 zwischenzeitlich einstellen. In der Folgezeit versuchten Solinger Medienmacher, das Projekt durch eine übergreifende Zusammenarbeit zu erhalten. Dies gelang Ende 2011 in Form einer Kooperation mit dem Fifty-Fifty-Projekt.

#### Onlinemedien
Seit Herbst 2016 existiert das SolingenMagazin, das als online City-Blog bzw. lokale Onlinezeitung aktuelle Ereignisse und Veranstaltungen aus der Klingenstadt abdeckt.

#### Rundfunk
Seit 1992 ist in Solingen-Mitte der private Radiosender Radio RSG ansässig. Als Lokalradio und Teil der Mediengruppe Radio NRW sendet er aktuelle Nachrichten für Solingen und die Nachbarstadt Remscheid. Über den Solinger Funkturm am Zentral sendet er auf der Frequenz 94,3 MHz für das gesamte Solinger Stadtgebiet. Für die Nachbarstadt Remscheid gibt es die Frequenzen 92,2 sowie 107,9 MHz. Im Städtischen Klinikum sendet seit 1978 der ehrenamtliche Krankenhausfunk „Studiowelle 2“.

### Öffentliche Einrichtungen

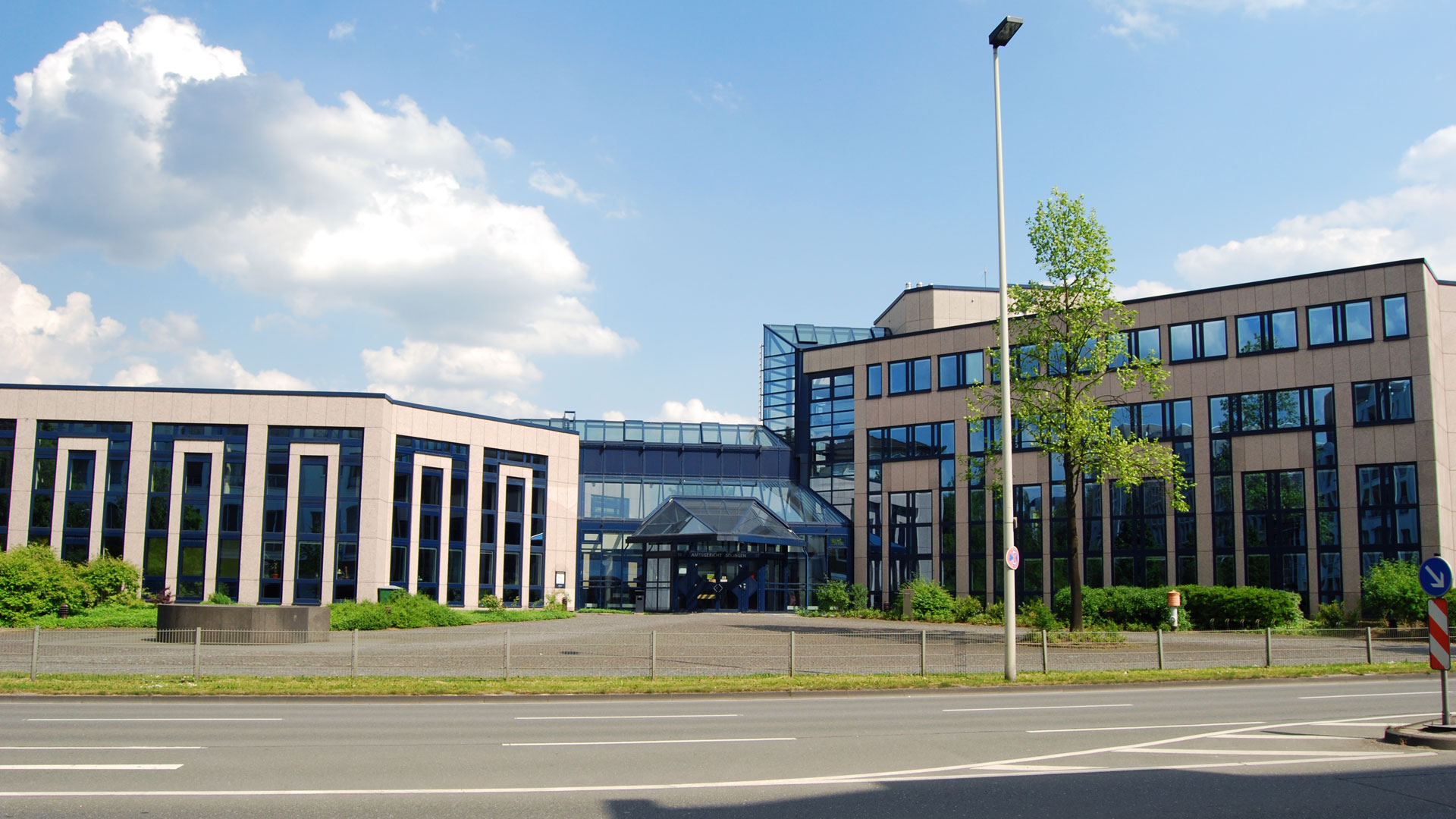
Amtsgericht Solingen

Solingen ist der Sitz einiger öffentlicher Einrichtungen und Gebäude. Das Amtsgericht Solingen ist eines der fünf dem Landgericht Wuppertal untergeordneten Gerichte und befindet sich unweit des Arbeitsgerichts in der Solinger Innenstadt. Letzteres ist zuständig für Rechtsstreitigkeiten in Solingen und der Nachbarstadt Wermelskirchen. Ferner befindet sich die Polizeiinspektion Solingen des Polizeipräsidiums Wuppertal im neuen Dienstgebäude an der Kölner Straße, Außenstellen der Polizei befinden sich in den Stadtbezirken. Im Stadtteil Ohligs existiert eine Geschäftsstelle der Bundesagentur für Arbeit Solingen-Wuppertal. Die Berufsfeuerwehr Solingen unterhält im Stadtgebiet drei Feuer- und Rettungswachen: am Katternberg sowie in den Stadtteilen Ohligs und Wald. Darüber hinaus bestehen acht Löscheinheiten der Freiwilligen Feuerwehr. Die gemeinsam mit der Stadt Wuppertal betriebene Feuerwehrleitstelle befindet sich in der Nachbarstadt.
Weitere Ämter, Stellen und Einrichtungen werden im Rahmen der Zusammenarbeit der drei benachbarten bergischen Großstädte gemeinschaftlich betrieben, darunter das in Solingen ansässige Bergische Veterinär- und Lebensmittelüberwachungsamt, das für alle Städte im Bergischen Städtedreieck zuständig ist.
Die Stadt betreibt ein Bürgerbüro als Zweigstelle der Stadtverwaltung an der Mummstraße. Eine Stadtbibliothek befindet sich in den Clemens-Galerien in der Stadtmitte.

### Medizinische Versorgung
In Solingen befinden sich zwei Krankenhäuser der stationären und ambulanten medizinischen Grundversorgung:
- Städtisches Klinikum Solingen (716 Betten), Solingen-Mitte
- Krankenhaus Bethanien (120 Betten), Solingen-Aufderhöhe

Das Klinikum Solingen ist ein Krankenhaus der Maximalversorgung und seit 1977 akademisches Lehrkrankenhaus der Universität zu Köln. Das Klinikum verfügt über 15 fachärztlich geleitete Kliniken, Institute und interdisziplinäre Zentren. Das Krankenhaus Bethanien hat sich als Fachklinik auf die Diagnostik und Behandlung sämtlicher Lungenerkrankungen spezialisiert und wird als Klinik für Pneumologie und Allergologie/Zentrum für Schlaf- und Beatmungsmedizin überregional in Anspruch genommen.

## Bildung
Im aktuellen Schuljahr 2024/25 gibt es in Solingen folgende Schulformen:
- 3 Berufskollegs
- 4 Gymnasien
- 5 Gesamtschulen
- 3 Realschulen
- 1 Sekundarschule
- 3 Förderschulen
- 21 Grundschulen

Solingen ist die einzige Großstadt in Nordrhein-Westfalen, die keine Hauptschule mehr hat (Stand 2022).
Zudem sind in Solingen die Zentralfachschule der Deutschen Süßwarenwirtschaft in Gräfrath sowie das Walter-Bremer-Institut in der Stadtmitte (im Gebäude des Friedrich-List-Berufskollegs) beheimatet. Als akademisches Lehrkrankenhaus der Universität zu Köln seit 1977 ist ferner das Städtische Klinikum Solingen zu nennen. Darüber hinaus unterhält Solingen eine städtische Musikschule, die auf dem ehemaligen Werksgelände des Unternehmens Kieserling & Albrecht in der Südstadt untergebracht ist. Die Bergische Volkshochschule wird in interkommunaler Zusammenarbeit mit der Nachbarstadt Wuppertal betrieben.

### Berufskollegs

#### Technisches Berufskolleg Solingen

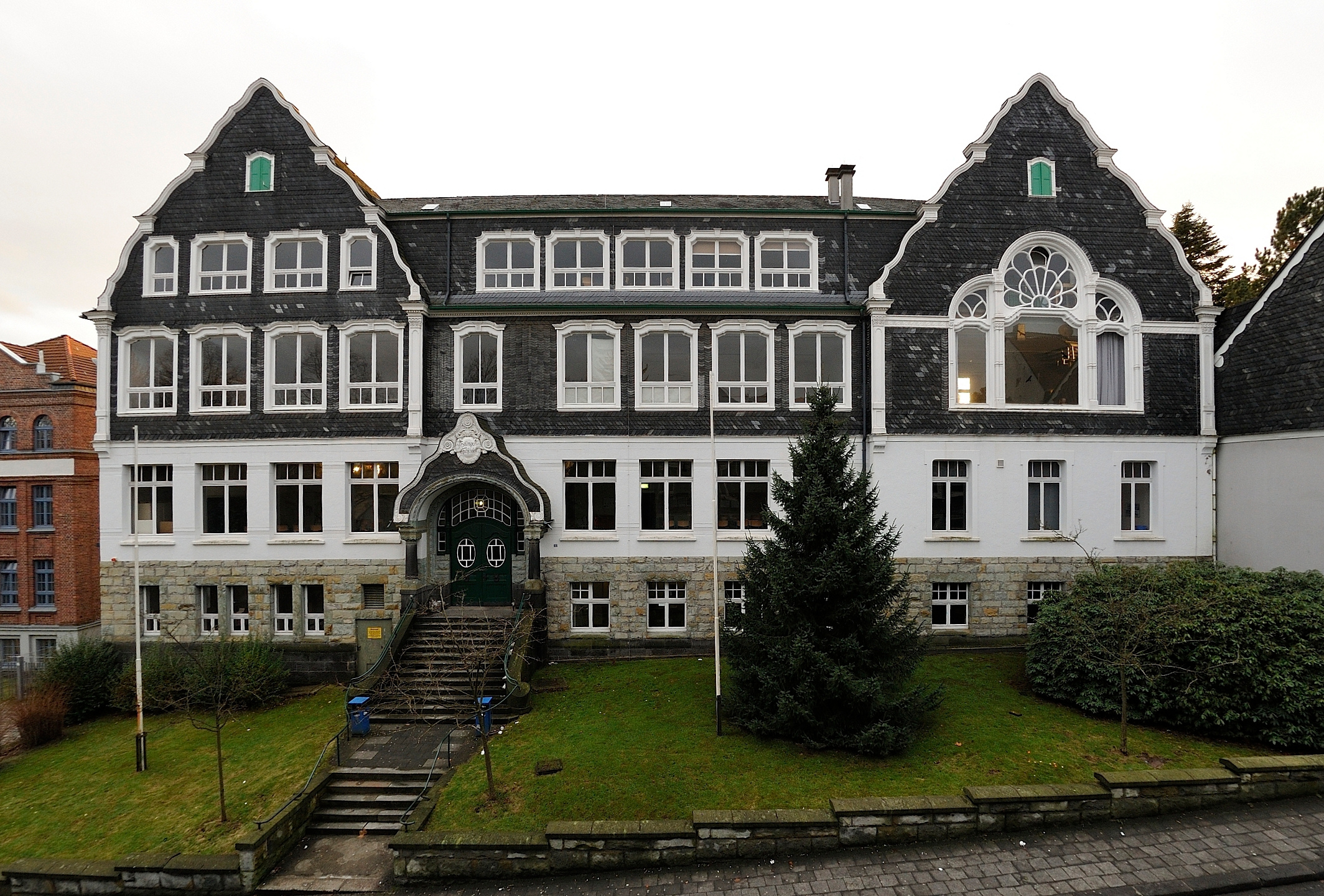
Technisches Berufskolleg Solingen

Das Technische Berufskolleg Solingen ist die älteste Solinger Berufsschule und liegt in Solingen-Mitte. Die Ursprünge des Technischen Berufskolleg gehen auf einer Sonntagsschule der ehemaligen Stadt Höhscheid zurück. Die damalige Sonntagsschule hatte das Ziel, die Allgemeinbildung der Solinger Arbeiter zu förden. Diese Entwicklung war prägend für das gesamte Solinger Berufsschulwesen seit dem frühen 19. Jahrhundert. Das aktuelle Schulgebäude für industrielle und handwerkliche Ausbildungsberufe wurde im Jahr 1904 eingeweiht. Solinger Arbeitgeber wollten mit der Förderung dieser Berufsschule, die Wettbewerbssituation auf dem Industriemarkt verbessern und vor allem den Mitbewerber Sheffield schädigen.
Gegenwärtig bildet das Berufskolleg unter anderem staatlich geprüfte Techniker für Industriedesign und Galvanotechniker aus. Es hat etwa 2.000 Schüler, die in den Schulformen Berufsschule, Berufsfachschule und Technisches Gymnasium beschult werden. Vom Hauptschulabschluss bis zur fachgebunden Hochschulreife können alle in NRW anerkannten Schulabschlüsse erworben bzw. nachgeholt werden. Das Technische Berufskolleg ist zudem als Ausbildungsstätte für Galvaniseure und Graveure bundesweit bekannt. Zudem befindet sich auf dem Grundstück die überbetriebliche Ausbildungsstätte der Maler- und Lackiererinnung für Solingen und Remscheid.

#### Friedrich-List-Berufskolleg

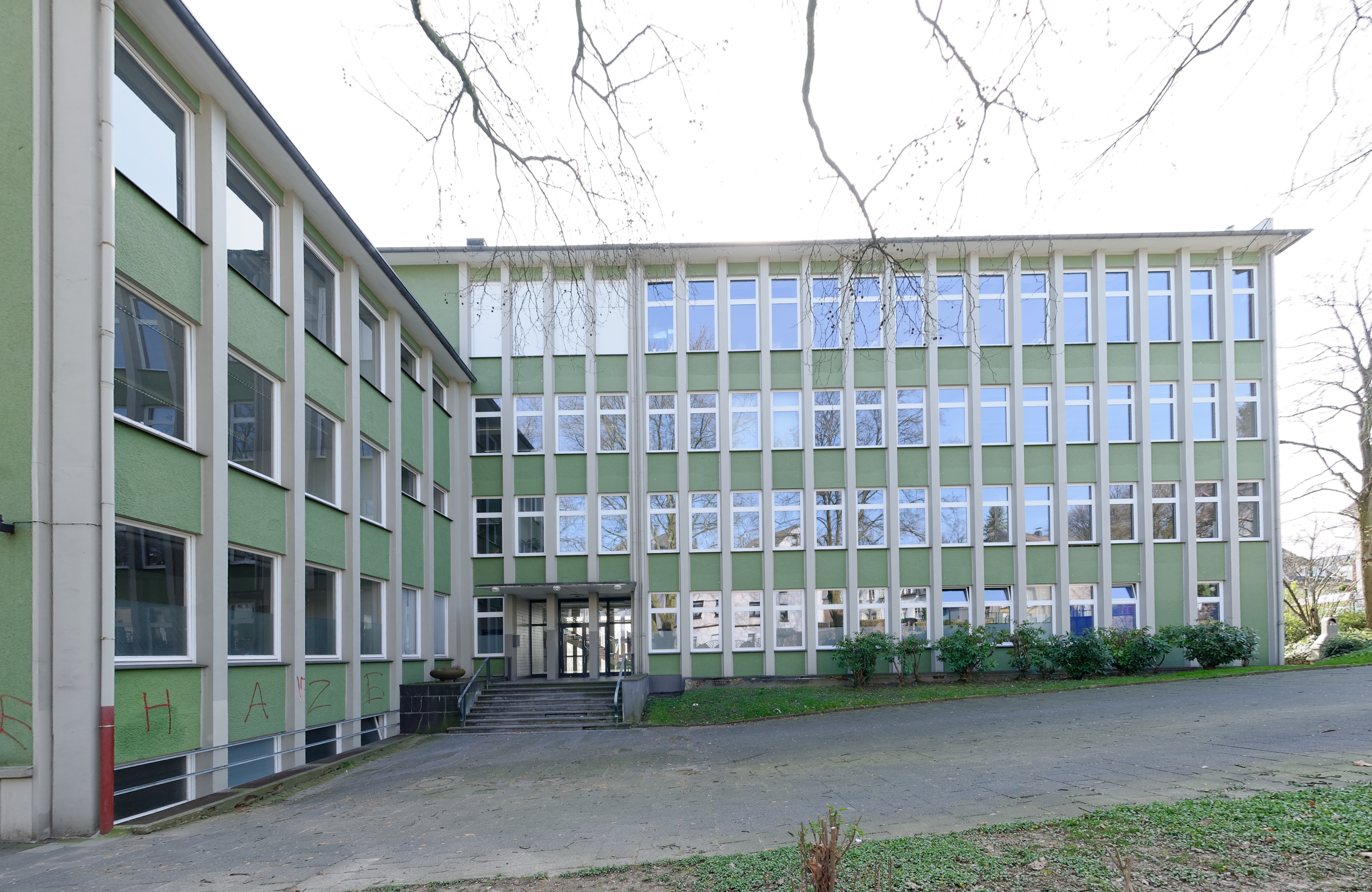
Friedrich-List-Berufskolleg

Das Friedrich-List-Berufskolleg ist ein kaufmännisches Berufskolleg mit Schwerpunkt Wirtschaft und Verwaltung. Die Schule wurde 1857 als kaufmännische Berufsschule gegründet und hatte an verschiedenen Schulstandorten im Solinger Stadtgebiet ihren Sitz. Seit dem Schuljahr 1958/59 befindet sich das Friedrich-List-Berufskolleg in der Solinger Innenstadt am Vorspel. Es hat über 1.200 Schüler, die in den Schulformen Berufsschule, Berufsfachschule und Wirtschaftsgymnasium beschult werden. Vom Hauptschulabschluss bis zur Allgemeinen Hochschulreife können alle im Bundesland Nordrhein-Westfalen anerkannten Schulabschlüsse erworben bzw. nachgeholt werden.
Im Gebäude des Friedrich-List-Berufskollegs ist seit dem Schuljahr 2009/10 auch das Walter-Bremer-Institut ansässig, eine staatlich anerkannte Lehranstalt für pharmazeutisch-technische Assistenten.

#### Mildred-Scheel-Berufskolleg
Das Mildred-Scheel-Berufskolleg mit Schwerpunkten in Sozial- und Gesundheitswesen befindet sich in Solingen-Merscheid an der Beethovenstraße. Das Berufskolleg vermittelt in einem differenzierten Unterrichtssystem verschiedene berufliche Qualifizierungen. Darüber hinaus können vom Hauptschulabschluss bis zur Allgemeinen Hochschulreife alle allgemeinbildenden Abschlüsse erworben bzw. nachgeholt werden. Benannt wurde das Berufskolleg nach Mildred Scheel, der Ehefrau des ehemaligen Bundespräsidenten und gebürtigen Solingers Walter Scheel, die sich durch ihr soziales Engagement auszeichnete und unter anderem die Deutsche Krebshilfe gründete.

### Gesamtschulen

#### Alexander-Coppel-Gesamtschule
Die Alexander-Coppel-Gesamtschule wurde 1982 als Städtische Gesamtschule Solingen gegründet und ist somit die älteste Solinger Gesamtschule. Zunächst war die Schule in einem Gebäude an der Elsa-Brändström-Straße untergebracht. Am jetzigen Standort Wupperstraße startete der Unterricht am 22. August 1983 mit zwölf Klassen. Seitdem ist die Schule stetig gewachsen. Den etwa 1.300 Schülern und etwa 100 Lehrkräften stehen unter anderem eine Mensa, zwei moderne Sporthallen, eine Mediathek, sowie ein eigener Bereich für die Fünftklässler zur Verfügung.
Die Gesamtschule ist benannt nach dem Solinger Unternehmer Alexander Coppel. Die Umbenennung der Städtischen Gesamtschule zum Schuljahr 2015/2016 wurde in der Ratssitzung am 7. Mai 2015 einstimmig beschlossen. Im Zusammenhang damit stellte die Schule den Antrag, UNESCO-Projektschule zu werden.

#### Friedrich-Albert-Lange-Schule
Zum Schuljahr 1990/91 wurde die Friedrich-Albert-Lange-Schule im Stadtteil Wald gegründet. Die nach Friedrich Albert Lange benannte Schule bezog die Räumlichkeiten der ehemaligen Hauptschule Wald und erhielt vier Jahre später ihr erstes Erweiterungsgebäude. Ein weiteres Nebengebäude entstand zwischen 1995 und 1996 für die Schüler der Klassen fünf und sechs. Ende 2001 wurde eine zweite und größere Turnhalle eingeweiht sowie 2012 eine weitere Multifunktionsturnhalle. Ein Highlight im Schuljahr sind die überregional bekannten Walder Theatertage.
Ab 1997 wurde, auf Anregung von Schülern der FALS, ein Planetenweg durch den Stadtteil angelegt. Die Strecke verläuft vom Schulgebäude (Sonne) aus vorbei an der Walder Kirche und entlang der Friedrich-Ebert-Straße bis zur Feuerwache III am Frankfurter Damm (Pluto).
Im Jahr 2007 wurde die Friedrich-Albert-Lange-Schule zu einer von fünf NRW-Sportschulen ernannt. Ein Schwerpunkt ist Fechten in Zusammenarbeit mit dem Walder Sportverein Fechtzentrum Solingen e. V. an der Altenhofer Straße.

#### Geschwister-Scholl-Schule

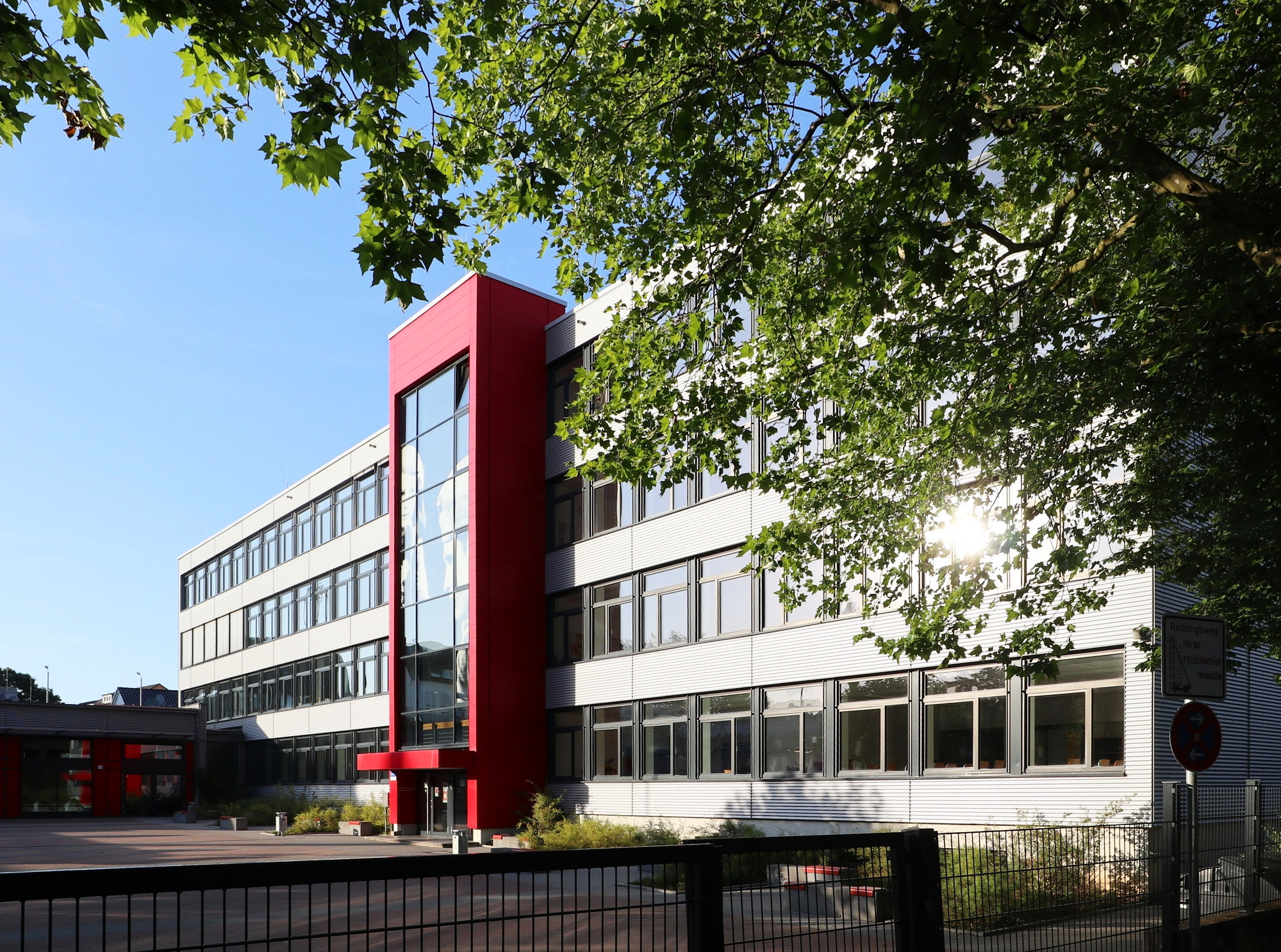
Geschwister-Scholl-Gesamtschule

Die Geschwister-Scholl-Gesamtschule, benannt nach den Geschwistern Scholl ist an zwei Standorten in Aufderhöhe (Klassen 5–7/Uhlandstraße) und in Ohligs (Klassen 8–13/Querstraße) untergebracht. Sie ging aus dem gleichnamigen Gymnasium hervor, welches nach dem Schuljahr 1989/90 aufgelöst wurde. Die Gesamtschule ist heute die größte Schule in Ohligs und hat ca. 1.300 Schüler. Im Schuljahr 2009/10 nahm die Scholle den Ganztagsbetrieb auf. Die Scholle bereitet die Schüler auf anerkannte Sprachzertifikate in Englisch, Französisch und Italienisch vor. Außerdem bietet sie Kurse in Wirtschaftsenglisch an. Regelmäßige Studienfahrten nach England, Italien, Frankreich und Belgien sind wesentlicher Bestandteil der individuellen Sprachförderung. Mathematisch-naturwissenschaftlich begabte Schülerinnen und Schüler werden durch Bildungsangebote, z. B. der Teilnahme an Jugend forscht, der Mathe-Olympiade, dem Erwerb des Europäischen Computerführerscheins ECDL sowie einer Kooperation mit der Sternwarte Galileum Solingen zusätzlich gefördert. Die Scholle bietet Italienisch als zweite (oder dritte) Fremdsprache ab der achten (oder elften) Klasse an.

#### Gesamtschule Höhscheid
Im Jahr 2014 wurde in Höhscheid eine neue Gesamtschule Höhscheid gegründet. Mit 108 Schülern der fünften Klasse nahm sie den Schulbetrieb im Gebäude der ehemaligen Hauptschule Höhscheid auf. Seit dem Schuljahr 2020/21 bietet die Gesamtschule Höhscheid eine gymnasiale Oberstufe an, die nach dem 13. Schuljahr mit dem Abitur endet. An bis zu 7 von 24 Wochenstunden können Schüler selbstständig lernen und frei entscheiden, ob sie früher oder später in die Schule kommen. Als Leistungskurse werden Deutsch, Mathe und Englisch angeboten, zu denen die Fächerprofile Biologie/Sport, Erdkunde/Sozialwissenschaften oder Kunst/Pädagogik gewählt werden können. Zudem soll es auch Lernwerkstätten geben, unter anderem für Literatur. Als dritte Fremdsprache ist Spanisch möglich.

#### Gesamtschule Vogelsang (seit dem Schuljahr 2024/25)
Die neue Gesamtschule Vogelsang ist am 21. August 2024 an der Guntherstraße in Solingen-Mitte gestartet. Die dortige Sekundarschule läuft nach dem Schuljahr 2028/29 aus und nimmt seit 2023 keine neuen Schüler mehr auf. Die neue Gesamtschule Vogelsang soll später an den Schulstandort Vogelsang (Gymnasium Vogelsang) umziehen, wenn dort ein Schulneubau fertig sein wird (frühstens 2032).

### Gymnasien

#### August-Dicke-Schule

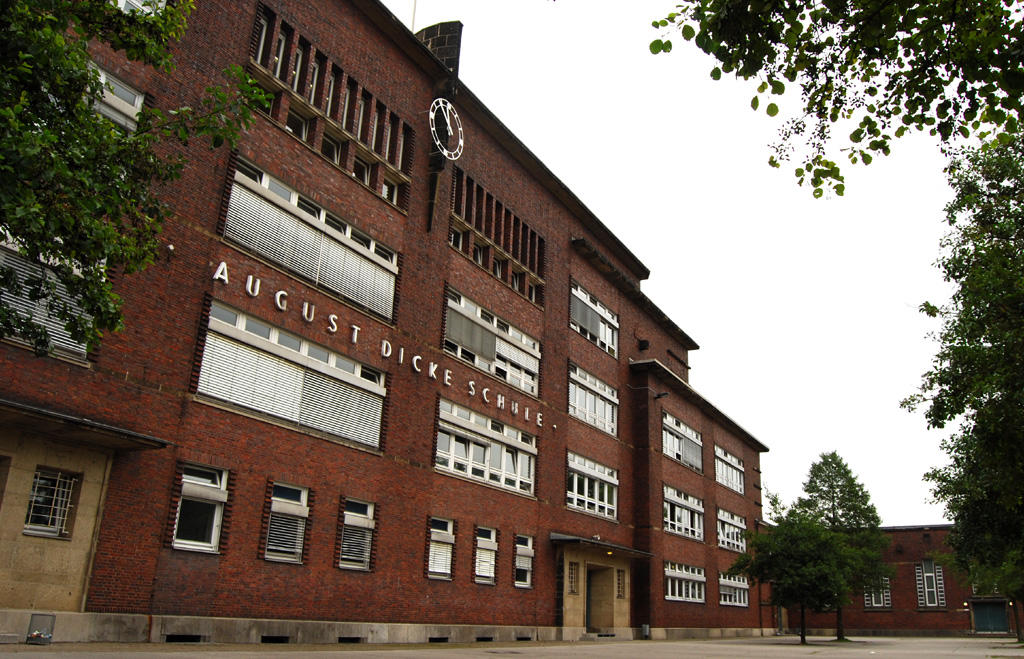
August-Dicke-Schule

Die August-Dicke-Schule ist ein städtisches Gymnasium mit etwa 1.000 Schülern und rund 74 Lehrern. Das Gebäude liegt nahe dem Stadtkern an der Schützenstraße und grenzt an die Theodor-Heuss-Schule an. Die Genehmigung der Regierung für die Gründung der heutigen August-Dicke-Schule wurde am 15. August 1873 erteilt. Den Namen verdankt die Schule dem Oberbürgermeister der Stadt Solingen in den Jahren 1896–1928, August Dicke, einem Ehrenbürger der Stadt Solingen, der die Entwicklung Solingens zu Beginn des 20. Jahrhunderts entscheidend geprägt hat.
Anlässlich der Einweihung wurde das Schulgebäude in der Presse als „schönste Schule Westdeutschlands“ bezeichnet. Die Architektur ist Ausdruck ihrer Zeit: Das Gebäude ist massiv, viergeschossig mit roter Backsteinfassade im symmetrischen und gesteigerten Aufbau mit horizontaler und rhythmischer Gliederung.
Mit Beginn des Schuljahres 2003/04 wurde an der August-Dicke-Schule eine Klasse mit mathematisch-naturwissenschaftlichem Profil eingerichtet. Zusätzlich zum Unterricht erhalten die Schüler dieses Kurses ein zusätzliches naturwissenschaftliches Unterrichtsangebot in Form einer Arbeitsgemeinschaft, das ursprünglich für die fünften bis achten Klassen verpflichtend war. Im Rahmen der Schulzeitverkürzung (G8) wurde auch der naturwissenschaftliche Zusatzunterricht verkürzt und endet inzwischen bereits nach der 7. Klasse. Er ist für die Profilschüler nach wie vor verpflichtend, aber nicht versetzungsentscheidend. In den achten und neunten Klassen besteht im Wahlpflichtbereich die Möglichkeit der naturwissenschaftlichen Schwerpunktbildung. Mit Beginn des Schuljahres 2010/11 ist an der August-Dicke-Schule ein weiterer Kurs mit künstlerisch-musischem Schwerpunkt eingerichtet worden. Ehemalige bekannte Schüler sind die Malerin Bettina Heinen-Ayech, die Politikwissenschaftlerin Hiltrud Naßmacher, die Bildhauerin Gertrud Kortenbach der Baseballer Kai Gronauer und der Fußballer Christoph Kramer.

#### Gymnasium Schwertstraße

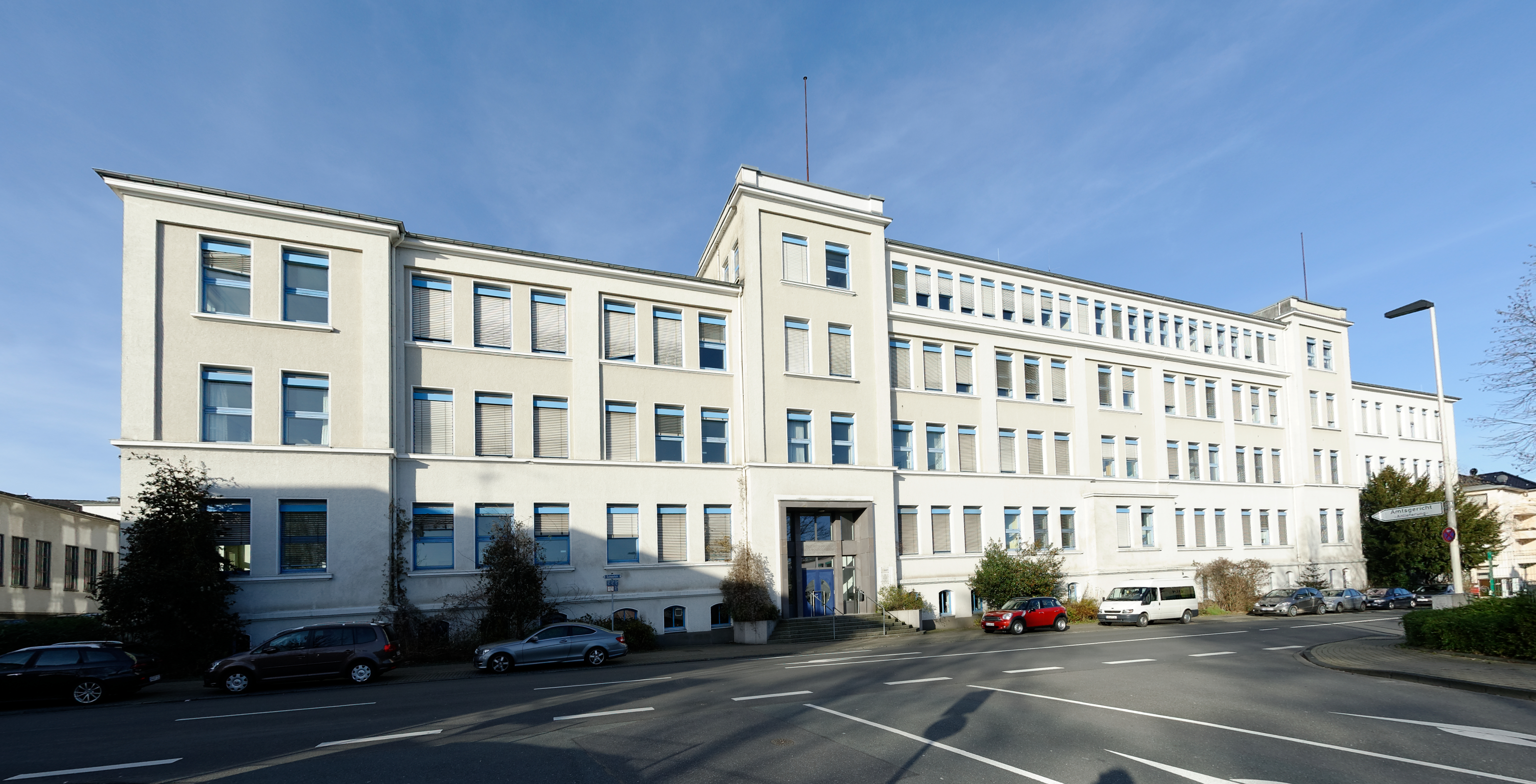
Gymnasium Schwertstraße

Das städtische Gymnasium Schwertstraße liegt im Zentrum Solingens. Es wurde am 15. Oktober 1841 als Höhere Bürgerschule gegründet und ist damit das älteste Solinger Gymnasium. Das während des Zweiten Weltkriegs fast komplett zerstörte Schulgebäude wurde nach dem Krieg an alter Stelle wieder aufgebaut. Heute hat das Gymnasium etwa 1.000 Schüler.
Die Schule bietet einen bilingualen Zweig für Englisch und eine Streicherklasse an, in der die Schüler in Kooperation mit der Solinger Musikschule Unterricht an Streichinstrumenten erhalten. Bekannte ehemalige Schüler sind unter anderem Rudolf Cronau, Walter Scheel, Michael Lesch, Johannes Schuy, Richard David Precht und Veronica Ferres.

#### Humboldtgymnasium

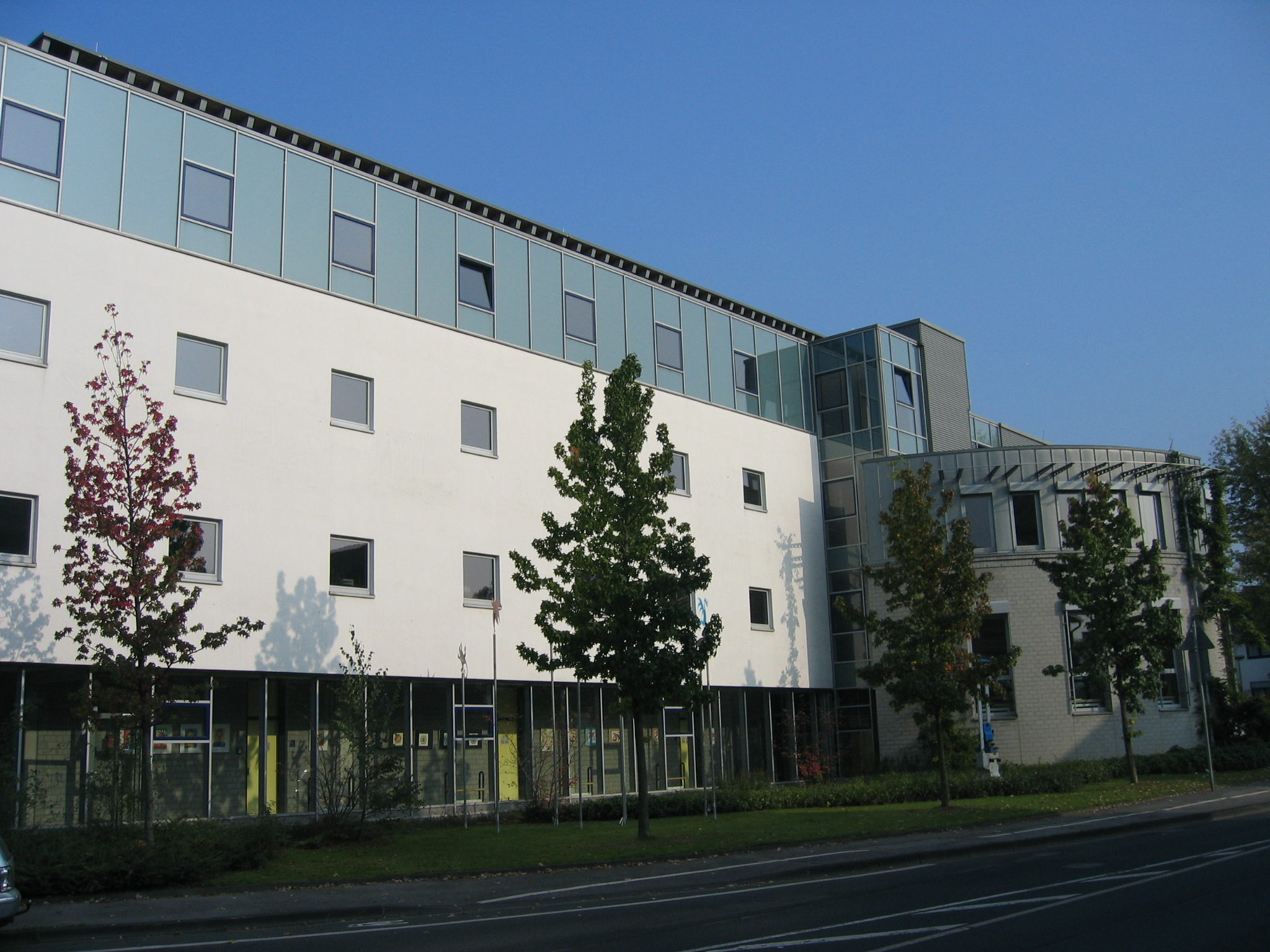
Humboldtgymnasium

Das Humboldtgymnasium, benannt nach den Brüdern Alexander und Wilhelm von Humboldt, besteht seit 1903 und liegt in Solingen-Wald an der Stadtteilgrenze zu Ohligs. Das Humboldt hat ca. 900 Schüler und etwa 80 Lehrer. Das Schulgebäude wurde 1978 saniert und 2002 um einen Neubau erweitert. Zudem verfügt die Schule über eine eigene separate Sporthalle.
Das Gymnasium nimmt regelmäßig an Schülerwettbewerben teil. So sind die Schüler häufig in den Bereichen Mathematik-Olympiade, Känguru-Wettbewerb, Jugend forscht, Jugend musiziert, Planspiel Börse und dem Deutschen Gründerpreis für Schüler erfolgreich. Außerdem können die Schüler seit dem Schuljahr 2013/14 auch an der Junior-Wahl teilnehmen. Bei den landesweiten Vergleichsarbeiten in den Jahrgangsstufen 8 schnitt das Humboldt als eines der drei besten Gymnasien in ganz Nordrhein-Westfalen ab.

#### Gymnasium Vogelsang

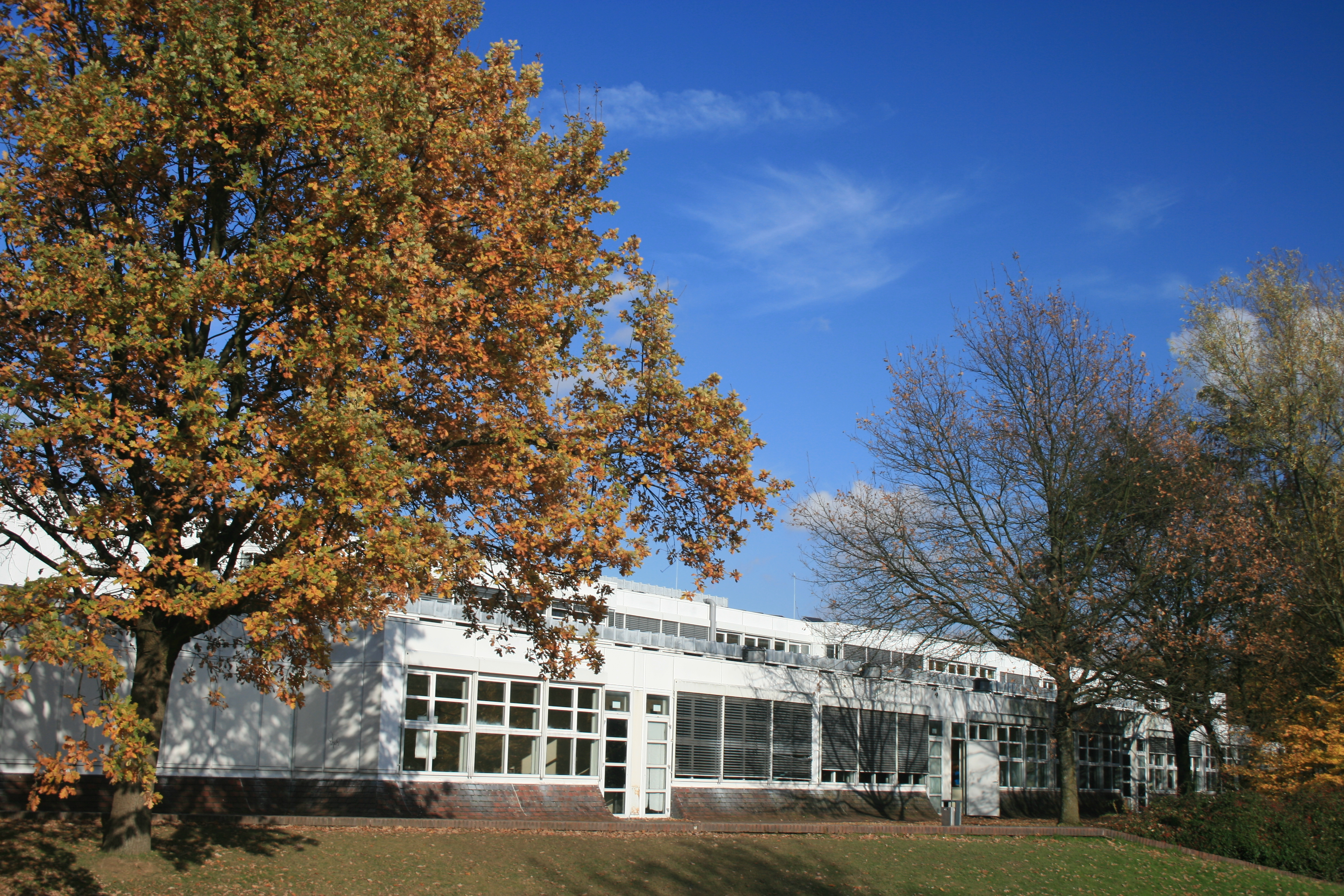
Schulzentrum Vogelsang

Das Gymnasium Vogelsang wurde zum Schuljahr 1972/73 neu gegründet und ist damit das jüngste der vier Solinger Gymnasien. Zunächst im „Roten Esel“ (das Mauerwerk bestand aus roten Ziegelsteinen) an der Friedrich-Ebert-Straße im Stadtteil Wald untergebracht, zog das Gymnasium im Jahr 1979 an seinen heutigen Standort im Solinger Wohngebiet Vogelsang auf einer Anhöhe zwischen den Solinger Stadtteilen Wald und Gräfrath. Es teilt sich seine Räumlichkeiten mit der Realschule Vogelsang und bildet auf diese Weise mit rund 1.700 Schülern, davon etwa 1.000 am Gymnasium, den größten Schulkomplex Solingens. Als einziges Solinger Gymnasium bietet es seit Mitte der 1980er-Jahre in den fünften bis siebten Klassen einen Montessori-Zweig mit mehreren Wochenstunden Freiarbeit an. Ein weiterer pädagogischer Schwerpunkt ist der musisch-künstlerische Bereich mit Musik, Theater und bildender Kunst, zum Beispiel der Unterricht in Streicherklassen, also dem Erlernen eines Streichinstruments im Musikunterricht in den fünften und sechsten Klassen, sowie Leistungskurse im Fach Kunst in der gymnasialen Oberstufe. Im Schuljahr 2009/10 nahm das Gymnasium Vogelsang, beginnend mit der fünften Klasse, als erstes Gymnasium in Solingen den Ganztagsbetrieb auf.
Im Jahr 2019 gab die Solinger Stadtverwaltung bekannt, dass der aktuelle Gebäudezustand des Schulzentrums Vogelsang so schlecht ist, dass nur noch ein Abriss der Immobilie am Vogelsang infrage kommt. Bis zum Schuljahr 2032/33 sollen völlig neue Schulgebäude errichtet werden. Nach einem Entwurf der Stadtverwaltung sollen auf dem heutigen Schulareal vier Neubauten entstehen, die zusammen mit der alten Sporthalle einen Cluster bilden. Das bedeutet, dass jeweils mehrere Klassenräume um einen Mittelraum herum gruppiert werden. Dieser zentrale Mittelraum kann dann für Kleingruppen oder Einzelarbeit genutzt werden. Mit diesem Raumkonzept soll ein optimaler Ganztagsunterricht gewährleistet werden.

### Realschulen

#### Albert-Schweitzer-Schule
Die in Solingen-Wald, unweit des Humboldtgymnasiums, gelegene Albert-Schweitzer-Schule war bei ihrer Gründung im Jahre 1953 die erste mittlere Schule in Solingen. Ihren heutigen Namen erhielt sie allerdings erst 1956 nach dem deutsch-französischen Arzt Albert Schweitzer. Die Schule zeichnet sich durch ihre Kooperation mit den Stadtwerken Solingen sowie der Musikschule aus und bietet auch eine Bläserklasse an.

#### Realschule Vogelsang
Die Realschule Vogelsang bildet aktuell (2023) zusammen mit dem Gymnasium Vogelsang Solingens größten Schulkomplex mit über 1.600 Schülern, von denen etwa 700 die Realschule besuchen. Die Schule befindet sich im Solinger Wohngebiet Vogelsang, auf einer Anhöhe zwischen den Solinger Stadtteilen Wald und Gräfrath. Sie ist die erste Realschule in Solingen, die einen Montessori-Zweig in den fünften bis zehnten Klassen anbietet. Ein weiterer Schwerpunkt der Schule liegt in der Berufswahlorientierung und den Praktikumsmöglichkeiten. So unterhält die Realschule Vogelsang zahlreiche Kontakte zu lokalen Unternehmern in Solingen.
Die Realschule Vogelsang wird zum Schuljahr 2028/29 zur Guntherstraße in Solingen-Mitte umziehen und vierzügig bleiben. Die Sekundarschule Solingen, die zurzeit am Standort Guntherstraße ihren Sitz hat, wird zum Schuljahr 2028/29 auslaufen.

#### Theodor-Heuss-Schule
Die nach Theodor Heuss, dem ersten deutschen Bundespräsidenten, benannte Realschule befindet sich im Solinger Stadtteil Mitte, unweit der August-Dicke-Schule und hat etwa 750 Schüler. Zahlreiche beispielhafte Projekte und Arbeitsgruppen grenzen die Schule von anderen ab. Im Schuljahr 2011/12 wurde die Schule auf den Ganztagsbetrieb umgestellt.

### Sekundarschule

#### Sekundarschule Solingen
In Solingen-Mitte an der Guntherstraße existiert seit dem Schuljahr 2013/14 im Gebäude der ehemaligen Hauptschule Central eine Sekundarschule. Diese Sekundarschule läuft nach dem Schuljahr 2028/29 aus. Ab dem Schuljahr 2029/30 wird die Realschule Vogelsang ins Schulgebäude an der Guntherstraße umziehen und einen vierzügigen Schulbetrieb anbieten.

### Volkshochschule
Die Volkshochschulen und Familienbildungsstätten von Solingen und der Nachbarstadt Wuppertal haben sich zur Bergischen Volkshochschule zusammengeschlossen. Seit 2006 erscheint zweimal pro Jahr ein gemeinsames Kursprogramm für beide Städte. Neben der beruflichen wird auch eine allgemeine Ausbildung mit kulturellen, politischen, ökonomischen und linguistischen Aspekten angeboten. Zudem werden die Teilnehmer nach Wunsch auch bei Fragestellungen zur Familienbildung unterstützt.

## Sehenswürdigkeiten und Kultur

### Theater und Museen

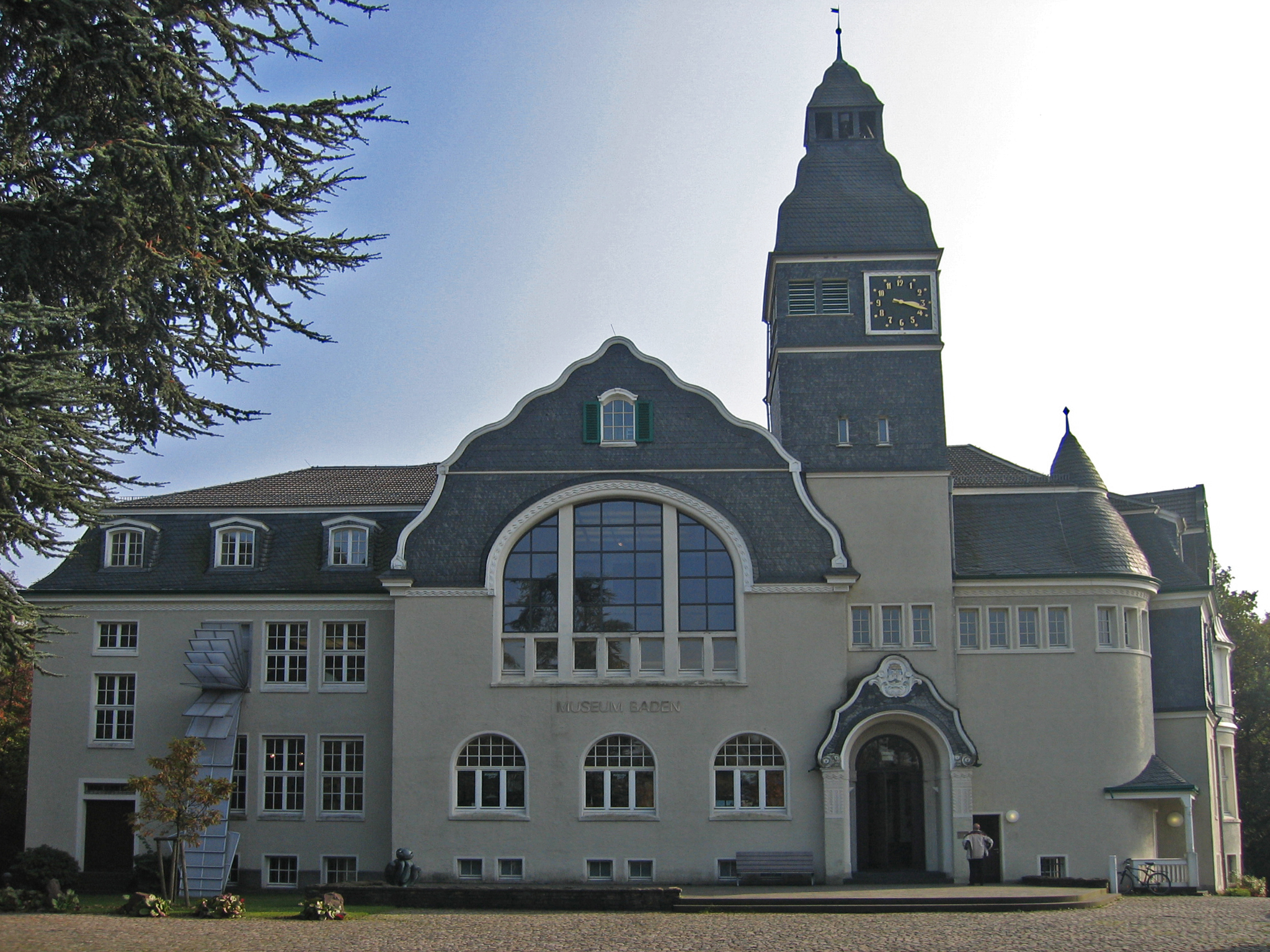
Altes Gräfrather Rathaus, Kunstmuseum Solingen und Zentrum für verfolgte Künste

Das Theater und Konzerthaus mit Pina-Bausch-Saal, Großem und Kleinem Konzertsaal in der Nordstadt bildet seit 1963 das Zentrum größerer kultureller Veranstaltungen in der Stadt. Es wird vom Kulturmanagement der Stadt Solingen betrieben. Darüber hinaus besteht das „Kulturzentrum COBRA“ im Stadtteil Merscheid. Es wurde 1984 von der Kultur-Initiative „Die Provinz lebt Solingen e. V.“ initiiert und 1994 eröffnet. Heute bildet es einen Ort für Kultur, der neben einer großen Bühne ein regelmäßiges Kinoprogramm anbietet.
Die beiden mittlerweile privat betriebenen Veranstaltungshallen Festhalle Ohligs und Walder Stadtsaal bilden die Zentren für kulturelle Veranstaltungen in Ohligs und Wald. Das Deutsche Klingenmuseum im ehemaligen Kloster in Solingen-Gräfrath bietet neben Blankwaffen aus Solinger Produktion auch eine der größten Bestecksammlungen der Welt. In den Räumlichkeiten von Schloss Burg untergebracht befindet sich das Bergische Museum. Es führt durch das mittelalterliche Leben der Ritter und des Adels als wichtiger Bestandteil der frühen Geschichte des Bergischen Landes. Ausgestellt sind unter anderem Ritterrüstungen und Schwerter.
Im alten Gräfrather Rathaus sind das Kunstmuseum Solingen (ehemals Museum Baden) und das Zentrum für verfolgte Künste untergebracht. Das 1996 eröffnete Kunstmuseum Solingen umfasst die der Kunst des 19. bis 21. Jahrhunderts gewidmete städtische Kunstsammlung. Es beherbergt einmal im Jahr die Bergische Kunstausstellung. Im 2015 gegründeten Zentrum für verfolgte Künste werden in der Sammlung der „Bürgerstiftung für verfolgte Künste – Else-Lasker-Schüler-Zentrum – Kunstsammlung Gerhard Schneider“ vergessene, kaum berücksichtigte Werke der bildenden Kunst und Literatur aus der ersten Hälfte des letzten Jahrhunderts gezeigt.
Die Industriegeschichte Solingens kann an verschiedenen Orten erfahren werden. Die Gesenkschmiede Hendrichs des LVR-Industriemuseums ist eine über hundert Jahre alte Scherenschlägerei und Gesenkschmiede, in der auch heute noch auf traditionelle Weise Scheren von Hand gefertigt werden.
Im Schleifermuseum Balkhauser Kotten an der Wupper werden die für Solingen typischen und bedeutsamen historischen Schleifmethoden veranschaulicht. Das Kuratorium „Balkhauser Kotten e. V.“ hat es sich zur Aufgabe gemacht, den Kotten als heimatgeschichtliches Museum zu erhalten und der Öffentlichkeit zugänglich zu machen.
Das Schleifermuseum im Wipperkotten zeigt die traditionelle Herstellung von Messern im letzten in Solingen erhaltenen Doppelkotten, ebenfalls an der Wupper.
Loos’n Maschinn im Stadtteil Widdert ist eine der größten ehemaligen Dampfschleifereien in der bergischen Großstadt Solingen. Ihr Name rührt vom volkstümlichen Ausdruck Maschinn für Dampfschleiferei und dem Namen des Eigentümers des Gebäudes, Ernst Loos, her. In einen Museumsraum wird anhand von Ausstellungsstücken, Modellen, Videofilmen und erläuternden Texttafeln die frühere Nutzung des Gebäudes veranschaulicht.

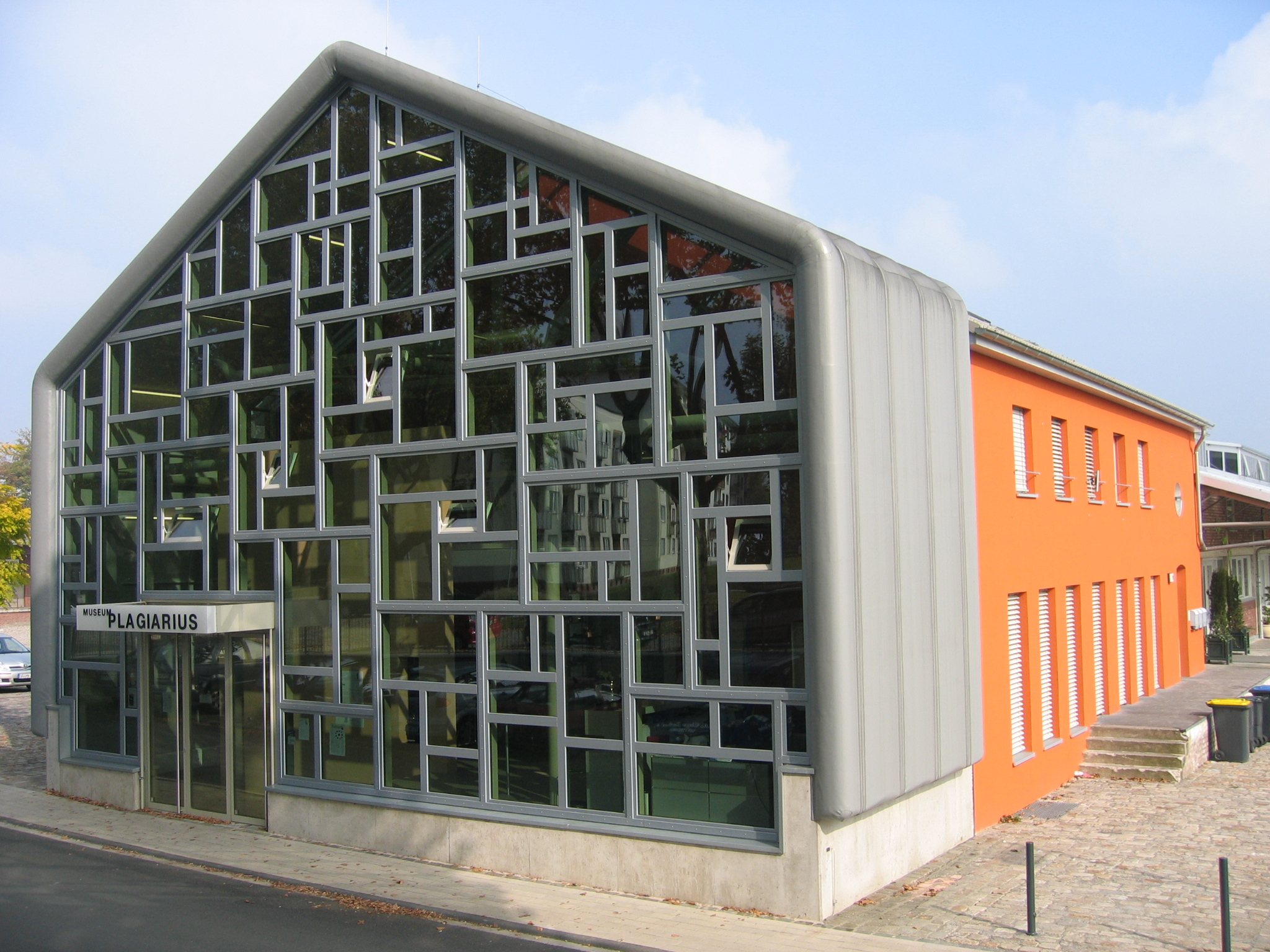
Museum Plagiarius im Südpark

Das privat betriebene Laurel & Hardy-Museum im Walder Kotten setzt das Leben und Wirken der Stars von Dick und Doof originell in Szene.
Das Museum Plagiarius befindet sich im Kopfbau der Güterhallen am ehemaligen Hauptbahnhof im heutigen Südpark. Es informiert über die Ausmaße sowie die Schäden und Gefahren der weltweiten Produktfälschungen.
Das Waschhaus Weegerhof öffnete im Jahre 1928 inmitten der Spar- und Bauvereinssiedlung Weegerhof und war bis in das Jahr 2005 in Betrieb. Es zeigt mit seiner original erhaltenen Ausstattung, den Maschinen aus den späten zwanziger Jahren und durch multimediale Ausstellungstechnik den Alltag der Hausfrauen zu jener Zeit.
Das ehrenamtlich betriebene Hofschaftsmuseum befindet sich in der Hofschaft Buscher Feld in Gräfrath und veranschaulicht das Hofschaftsleben vergangener Generationen in einem museal erhaltenen, bergischen Fachwerkhaus.

### Galileum Solingen

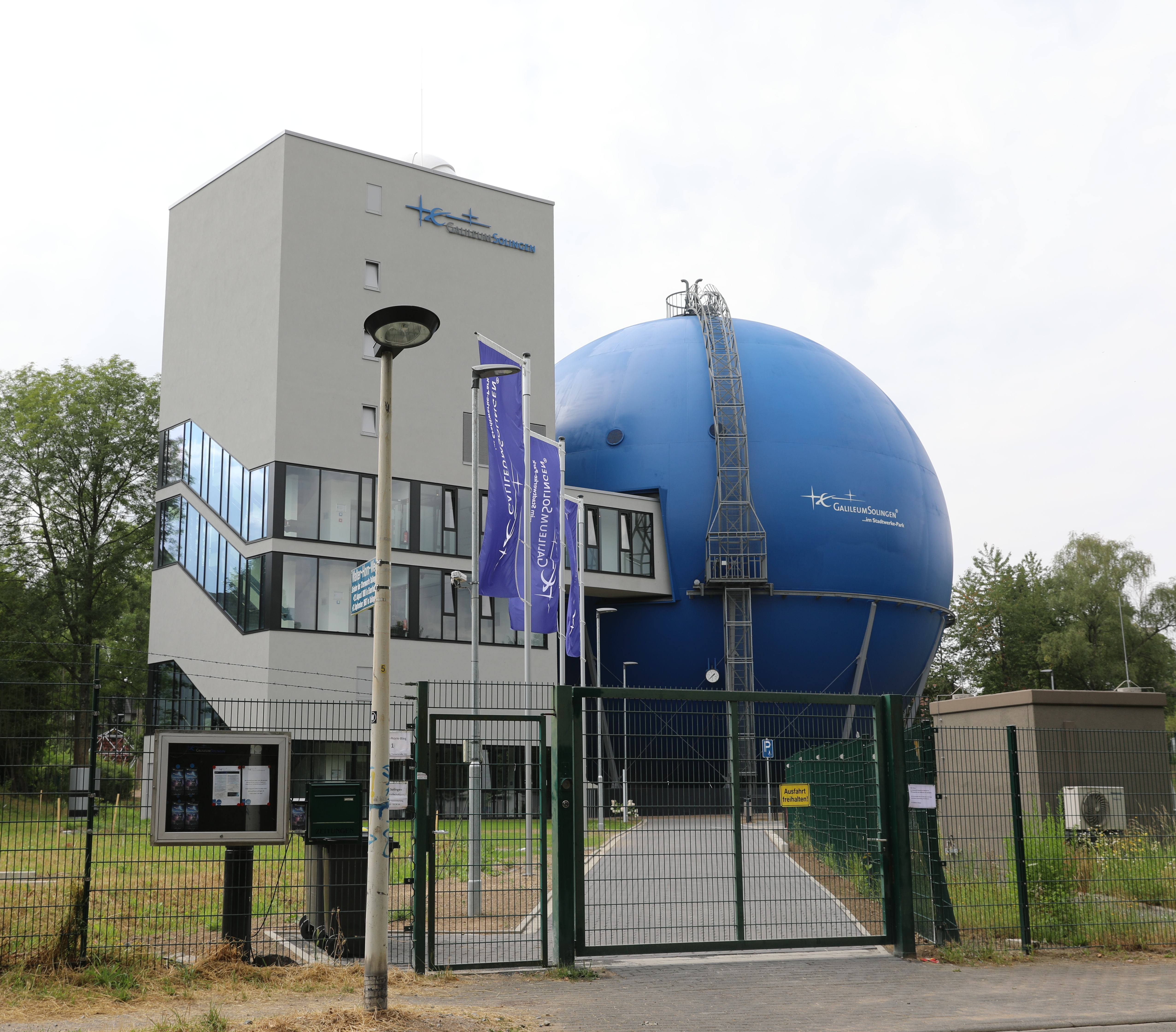
Solingen-Ohligs: Das Galileum Solingen am Walter-Horn-Weg

Das Galileum Solingen ist das einzige Planetarium weltweit, das in einen stillgelegten Kugelgasbehälter gebaut wurde. Eine zusätzliche Sternwarte wurde in einem daneben gelegenen Neubau platziert. Der Standort befindet sich am Walter-Horn-Weg 1 unterhalb des Solinger Hauptbahnhofs in Ohligs. Das Planetarium bietet Platz für über 80 Besucher. Vom Foyer im Erdgeschoss bis zur Sternwarte im Dachgeschoss dreht sich alles um das Thema Sterne und Weltall.

### Musik
Solingen trägt in der deutschen Rockszene den Beinamen „Rock City No. 1“, was daher rührt, dass in der Stadt viele Rockbands gegründet wurden. Zu den bekanntesten zählt etwa die Band Accept. Auch andere Bands haben ihre Wurzeln in der Klingenstadt, darunter Aclys, Lockjaw und S.Y.P.H. In Solingen gibt es einen Cow Club, der sich für die Förderung von Jugendkultur und Rockmusik einsetzt und vor allem jungen Musikern und Bands in der Stadt unter die Arme greift.
Gemeinsam mit der Nachbarstadt Remscheid unterhält Solingen die Bergischen Symphoniker als Orchester in öffentlicher Trägerschaft. In der Stadt gibt es überdies diverse traditionelle Chöre, darunter den „Bergischen Männerchor 1801 e. V.“ der sich rühmt, der älteste Männerchor Deutschlands zu sein. Die Stadt unterhält darüber hinaus eine städtische Musikschule, die bereits 1946 gegründet wurde.
Ferner ist in Solingen seit dem Jahre 1976 die „Zentralstelle für den deutschsprachigen Chorgesang in der Welt“ angesiedelt. Diese sieht sich als zentrale Anlaufstelle für deutschsprachige Chöre in verschiedenen Ländern und zählt die Kontaktaufnahme und den Informationsaustausch unter den Chören zu ihren Aufgaben. Seit 2008 ist die Zentralstelle Chorgesang der Musikschule angegliedert.
Seit Ende November 2016 besitzt Solingen eine eigene Hymne. Das Musikvideo, in dem auch Oberbürgermeister Tim Kurzbach eine kleine Rolle übernimmt, zeigt Sehenswürdigkeiten, Bauwerke und Veranstaltungen der Stadt.

### Kunst im öffentlichen Raum

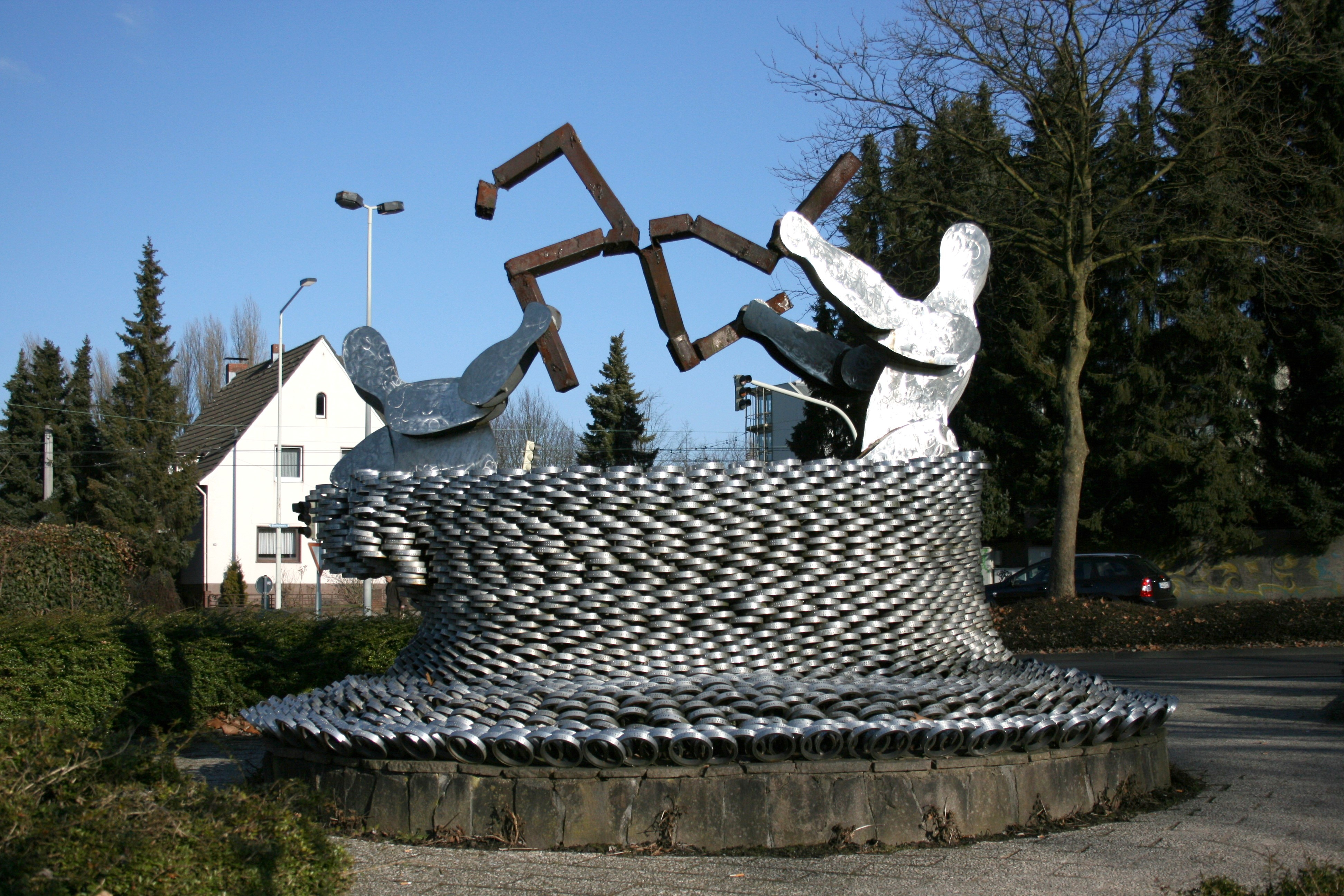
Mahnmal der Solinger Bürgerschaft gegen Fremdenfeindlichkeit

An einigen Orten in der Stadt finden sich Kunstwerke im öffentlichen Raum sowie Mahn- und Kriegerdenkmale. Das bekannteste ist das seit 2023 denkmalgeschützte Mahnmal Solinger Bürger und Bürgerinnen, das 1994 als Reaktion auf den im Vorjahr verübten fremdenfeindlichen Mordanschlag entstand. Es befindet sich vor der Mildred-Scheel-Schule und zeigt zwei Metall-Skulpturen, die ein Hakenkreuz zerreißen, umrahmt von Metallringen mit den Namen ihrer Spender. Die Kunst im öffentlichen Raum konzentriert sich schwerpunktmäßig auf die Solinger Innenstadt, Gräfrath mit dem Kunstmuseum und dem Klingenmuseum sowie den Bereich um Schloss Burg.
Ebenfalls bekannt sind die Skulptur des Rüdensteins am Ufer der Wupper bei Obenrüden, das Reiterstandbild von Graf Engelbert I. auf Schloss Burg sowie das Denkmal der Solinger Liëwerfrau an der Kirchtreppe in der Innenstadt. Am Alten Markt befindet sich das Denkmal des Heimatdichters Peter Witte und am Fronhof die Metall-Halbkugel, die an den Gründungspunkt der Stadt Solingen erinnern soll. Das aus zwei Schleifsteinen bestehende Czimatis-Denkmal am Czimatisplatz ist benannt nach dem gleichnamigen Solinger Arzt, der die vor allem bei Schleifern auftretende Staublunge erfolgreich bekämpfte. In der Nähe der Walder Kirche steht das Schleiferdenkmal des Solinger Künstlers Henryk Dywan, der neben Lies Ketterer und Max Kratz für eine Vielzahl von Skulpturen in der Stadt verantwortlich ist. Vor der Sparkasse im Stadtteil Unterburg existiert eine Bronzestatue des „Kiepenkerls“, der unterwegs ist, die Burger Brezel zu transportieren. An der Unnersberger Allee im Stadtteil Höhscheid befindet sich eine 1995 initiierte Waschbeton-Skulptur, die an die Städtepartnerschaft zum niederländischen Gouda erinnern soll. Kriegerdenkmale finden sich auf diversen Friedhöfen überall im Stadtgebiet. Ebenso gibt es an verschiedenen Orten, etwa vor dem Klingenmuseum, überdimensionierte Scheren, die auf die Bedeutung Solingens als Klingenstadt aufmerksam machen.

### Bauwerke

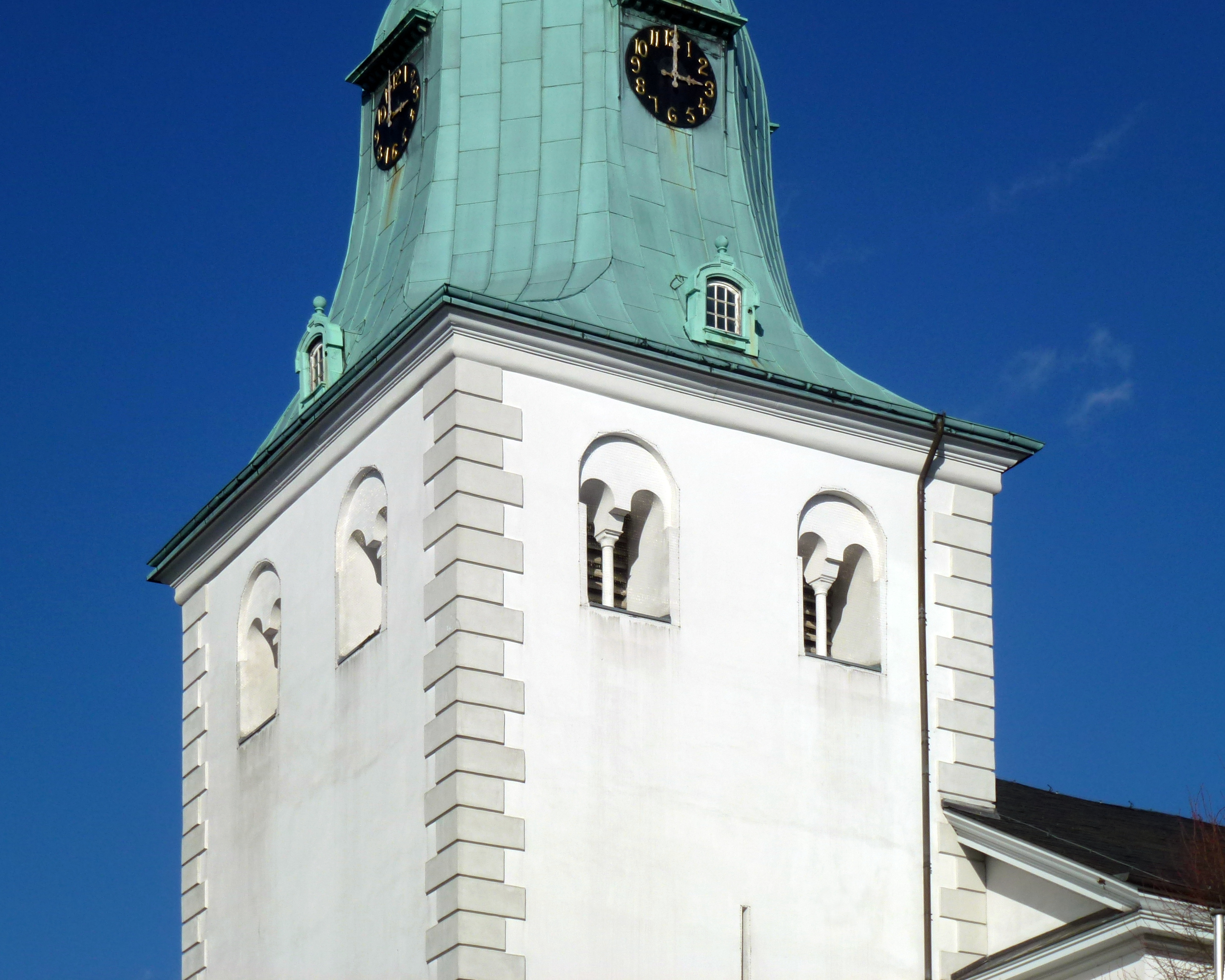
Glockengeschoss der evangelischen Kirche Solingen-Wald, erbaut um 1150 (ältestes Bauwerk in Solingen)

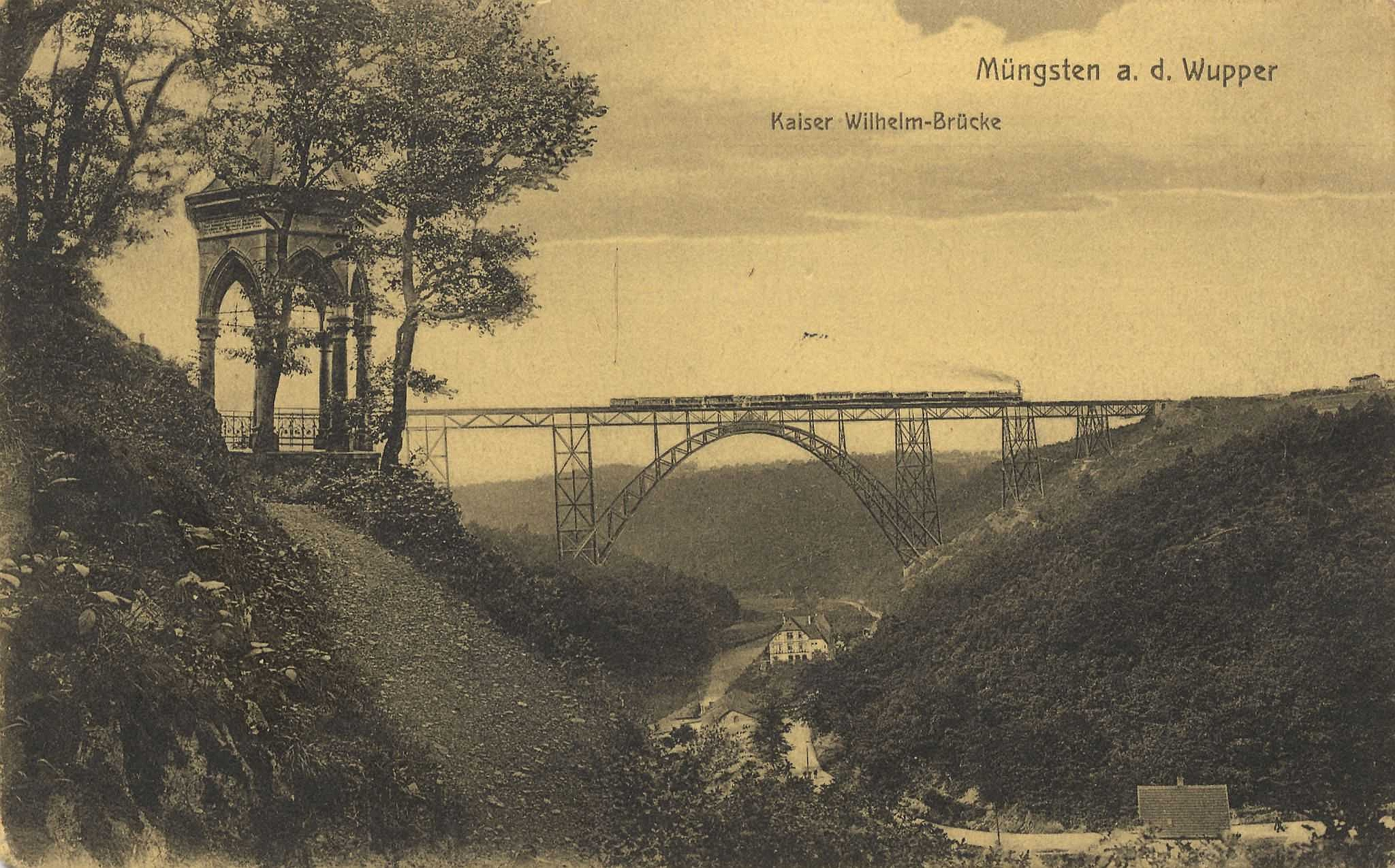
Die damals noch Kaiser-Wilhelm-Brücke genannte Müngstener Brücke (1912)

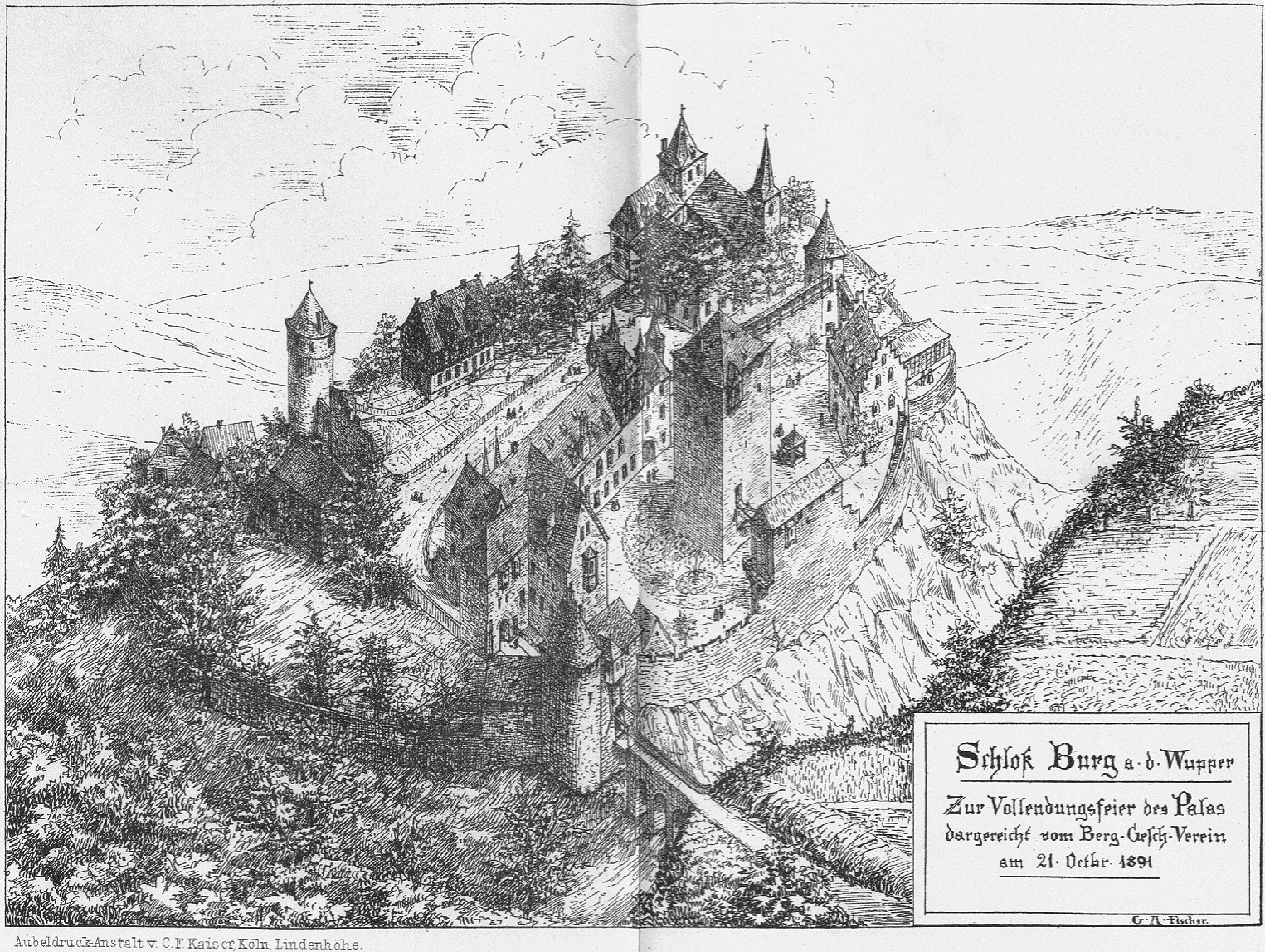
Schloss Burg (1891)

Das älteste Bauwerk Solingens ist der mittelalterliche Turm der Evangelischen Kirche Wald. Der romanische Westturm wurde im 12. Jahrhundert (um 1150) erbaut. Heute ist er Mittelpunkt und Wahrzeichen des Stadtteils Wald.
Mindestens 600 Jahre alt und damit das zweitälteste Gebäude ist die Kapelle St. Reinoldi in Rupelrath. Die 1890 bis 1892 errichtete St.-Clemens-Kirche mit ihren beiden Sichtbeton-Turmspitzen von Dominikus Böhm ist ein markantes Wahrzeichen der Solinger Innenstadt. Die sonstigen bedeutenden Bauwerke liegen jedoch außerhalb der im Zweiten Weltkrieg größtenteils zerstörten Innenstadt. Das Schloss Burg ist eine wieder aufgebaute mittelalterliche Burganlage aus dem 12. Jahrhundert, die ihre historische Gründung den Grafen von Berg verdankt und lange Zeit deren Residenz war, bevor diese nach Düsseldorf übersiedelten. Seit der Zugehörigkeit zu Solingen 1975 ist sie das meistbesuchte Wahrzeichen der heutigen Stadt Solingen. Darüber hinaus befinden sich weitere, jahrhundertealte Schlösser, Burgen und Adelssitze im Stadtgebiet, darunter das Schloss Caspersbroich und das Wasserschloss Hackhausen, siehe dazu auch die Liste der Burgen und Schlösser in Solingen.
Überregional bekannt ist auch die Müngstener Brücke. Mit einer Höhe von 107 Metern ist sie Deutschlands höchste Eisenbahnbrücke. Sie verbindet Solingen mit Remscheid und überspannt dabei das Tal der Wupper. Ein weiteres Wahrzeichen der Gesamtstadt ist der historische Ortskern um den Marktplatz im Stadtteil Gräfrath sowie der zum Lichtturm umgebaute ehemalige Wasserturm, der sich ebenfalls in Gräfrath befindet. Trotz schwerer Zerstörungen insbesondere der innerstädtischen Bereiche Solingens während des Zweiten Weltkriegs hat in der Stadt eine Fülle historischer Bausubstanz überlebt. Besonders Bauten aus der Zeit zwischen 1860 und dem Ersten Weltkrieg sind erhalten. Aufgrund der Kriegszerstörungen, Abrisse und baulicher Verdichtung in der Nachkriegszeit sind sie allerdings seltener in geschlossenen Ensembles anzutreffen, sondern über das gesamte Stadtgebiet verteilt. Sie sind Zeugnisse der großen wirtschaftlichen Bedeutung Solingens und des gesamten bergischen Raumes als Industriestandort im 19. und frühen 20. Jahrhundert. Besonders erwähnenswert sind in diesem Zusammenhang die Solinger Nordstadt mit dem Viertel um die Kurfürsten-, Klemens-Horn-, Cäcilien- und Sonnenstraße sowie das Viertel um den Bismarckplatz in Höhscheid.
Typisch für Solingen sind große und aufwändige Fabrikantenvillen, die schon seit der Frühindustrialisierung im beginnenden 19. Jahrhundert häufig direkt neben den Betrieben entstanden sind. Sie liegen vorzugsweise an den heute innerstädtischen Verbindungsstraßen zwischen den ehemals selbstständigen Städten und an den Ausfallstraßen. Eine große Zahl dieser Villen ist bis heute erhalten. Eines der selteneren Beispiele für eine Fabrikantenvilla des 18. Jahrhunderts ist das heute als Standesamt genutzte Haus Kirschheide.
In Solingen stehen noch viele mehrstöckige gründerzeitliche Mietshäuser, der größte Teil in den innerstädtischen Bereichen. Viele sind durch beträchtliche bauliche Veränderungen aus der Nachkriegszeit, etwa dem Einbau neuer Türen und Fenster oder in Teilen entfernter Ornamentik nicht mehr im ursprünglichen Zustand erhalten. Die historische Bausubstanz kann so vom Passanten häufig nicht erkannt und erlebt werden, die Aussagekraft vieler Denkmale ist so gemindert. Behutsame Rekonstruktionen führten jedoch beispielhaft zu einer Wiederherstellung des intendierten Erscheinungsbildes.
Vor allem in den Solinger Hofschaften finden sich vielerorts jahrhundertealte bergische Fachwerkhäuser, die aber in den meisten Fällen vielfache bauliche Veränderungen durchgemacht haben. Erwähnenswert sind aufgrund ihrer Größe und Dichte an historischem Baubestand beispielsweise die Hofschaften Dahl in Merscheid, Bech in Wald sowie Keusenhof, Obenmankhaus oder Maubes in Ohligs. Zu den Wohnhäusern gehören zudem vielerorts Kotten, Mühlen und Hämmer, die ebenfalls häufig in Fachwerkbauweise entstanden. Aufgrund des feuchten Klimas im Bergischen Land wurden die Fachwerkhäuser, besonders entlang der Höhenrücken, oftmals mit einer Schieferverkleidung versehen. Unzählige dieser so nicht unmittelbar als Fachwerkhäuser auszumachenden Gebäude stehen an den Hauptdurchgangs- und Nebenstraßen überall im Stadtgebiet. Sonstige Sehenswürdigkeiten sind der Wipperkotten, der letzte original erhaltene Doppel-Schleifkotten an der Wupper mit Schleiferei, Museum, Denkmal und Designerwerkstätte sowie der Balkhauser Kotten, ein altes Zeugnis der handwerklichen Geschichte Solingens und heute ein „Arbeitsdenkmal“. Die 1903 eingeweihte Sengbachtalsperre war zum Zeitpunkt ihrer Errichtung eine der ersten Trinkwassertalsperre Deutschlands. Sie liegt im Südosten des Stadtgebiets und versorgt große Teile der Stadt mit Trinkwasser.

### Regelmäßige Veranstaltungen

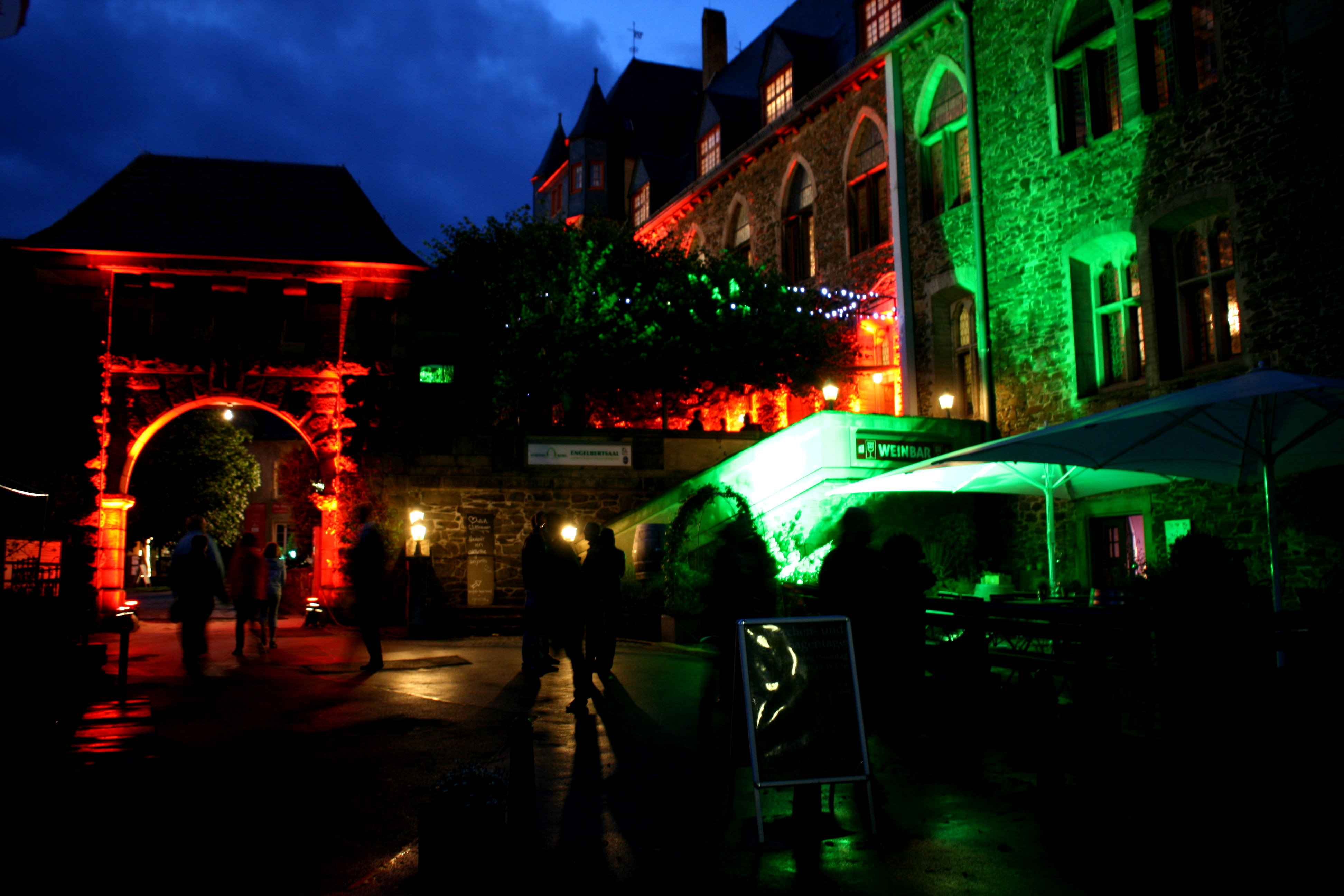
Schloss Burg bei der Kultursommernacht 2011

Die nachfolgende Auflistung ist eine kleine Auswahl der größten Festivitäten in Solingen. Ungenannt bleiben die zahlreichen, teilweise seit Jahrzehnten, regelmäßig stattfindende Veranstaltungen diverser kleiner Solinger Vereine.
Der Ohligser Sportverein OTV 88 veranstaltet immer am letzten Samstag vor Rosenmontag die größte Karnevals-Party in Solingen. In der OTV-Halle am Schützenplatz feiern dann bis zu 2.000 Besucher (meist kostümiert) bei Livemusik Karneval. Im März findet die Autoschau der örtlichen Kfz-Innung im Theater- und Konzerthaus statt, auf der zunehmend aktuelle Elektroautos namhafter Hersteller präsentiert werden. Im April folgt die Kultur Nacht Solingen. Am Muttertags-Wochenende findet in Solingen-Gräfrath, immer das Gräfrather Marktfest statt. Als Nachfolger der eingestellten Messermacher-Messe hat sich im Theater- und Konzerthaus die Knife Solingen etabliert, die als Präsentationsforum für Produktneuheiten Solinger Schneidwarenunternehmen dient. Im Juni finden alljährlich die Walder Theatertage statt. Ebenfalls im Juni gibt es kleine Hahnenköpperfeste in den Solinger Hofschaften sowie das Jugendkulturfestival. Im August finden Mittelaltermärkte auf Schloss Burg und die Bergische Kunstausstellung im Kunstmuseum Solingen statt.

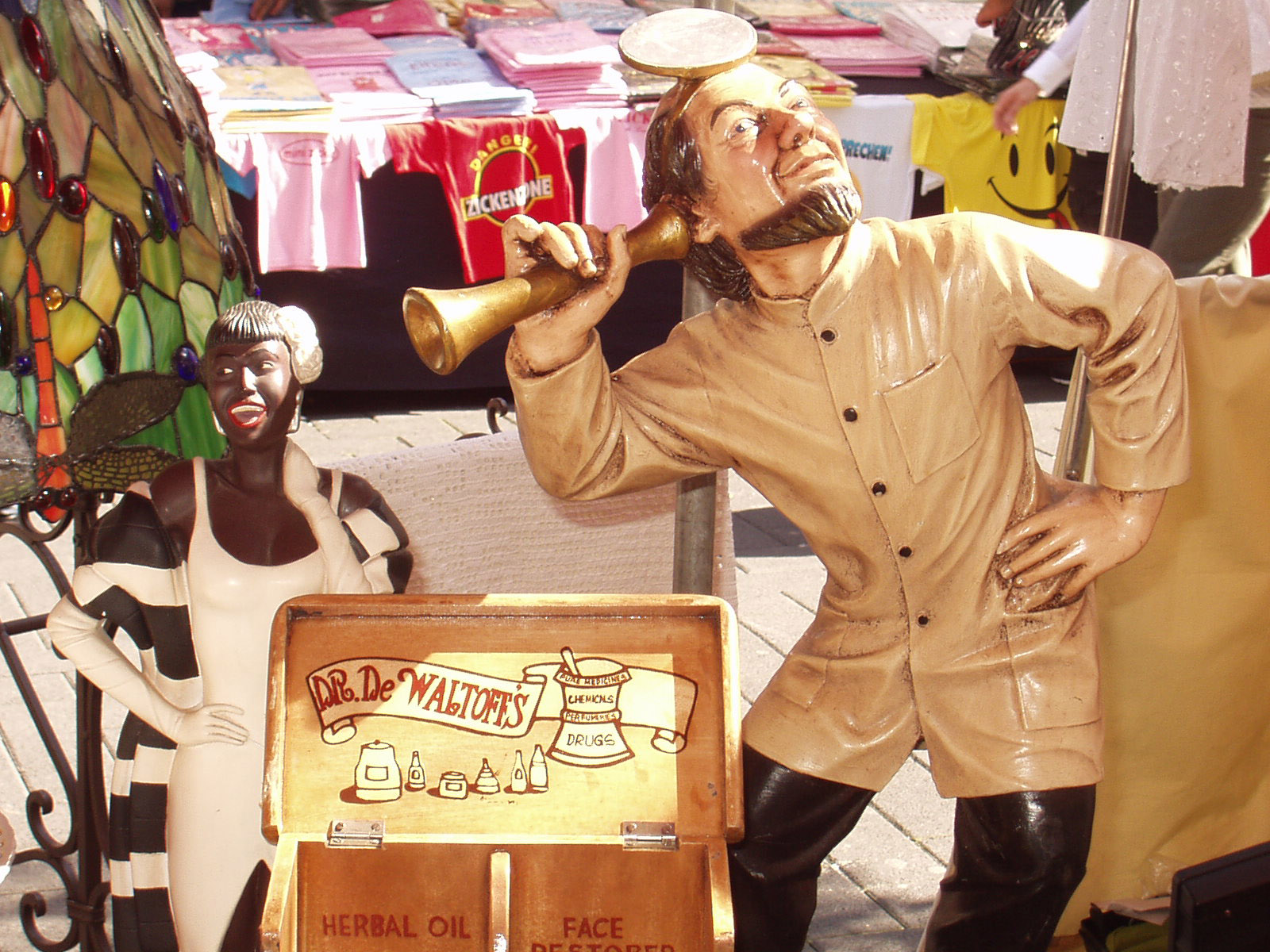
Impression vom 38. Solinger Zöppkesmarkt

Die Echt.Scharf.Solingen.Sommerparty ist im August die größte Veranstaltung in der Solinger Innenstadt, unter anderem mit Bühnenprogramm auf dem Neumarkt, einem verkaufsoffenen Sonntag und einem Winzerfest auf dem Fronhof. Der Zöppkesmarkt ist Solingens ältester Trödelmarkt, er findet immer am zweiten Wochenende im September statt. Ferner wird im September das Schleiferfest am historischen Wipperkotten an der Wupper gefeiert. Im Oktober gibt es das Brückenfest mit festlichen Aktivitäten in den Solinger Stadtteilen Mitte und Ohligs. Im Dezember folgt schließlich der Weihnachtsdürpel im Ohligser Stadtteilpark an der Wittenbergstraße. Der Park an der Wittenbergstraße wird dann mit 24 weihnachtlich geschmückten Holzhütten in ein Weihnachtsdorf umgewandelt, wo Kulinarisches und handgemachte Adventsgestecke angeboten werden.

### Ohligser Dürpelfest

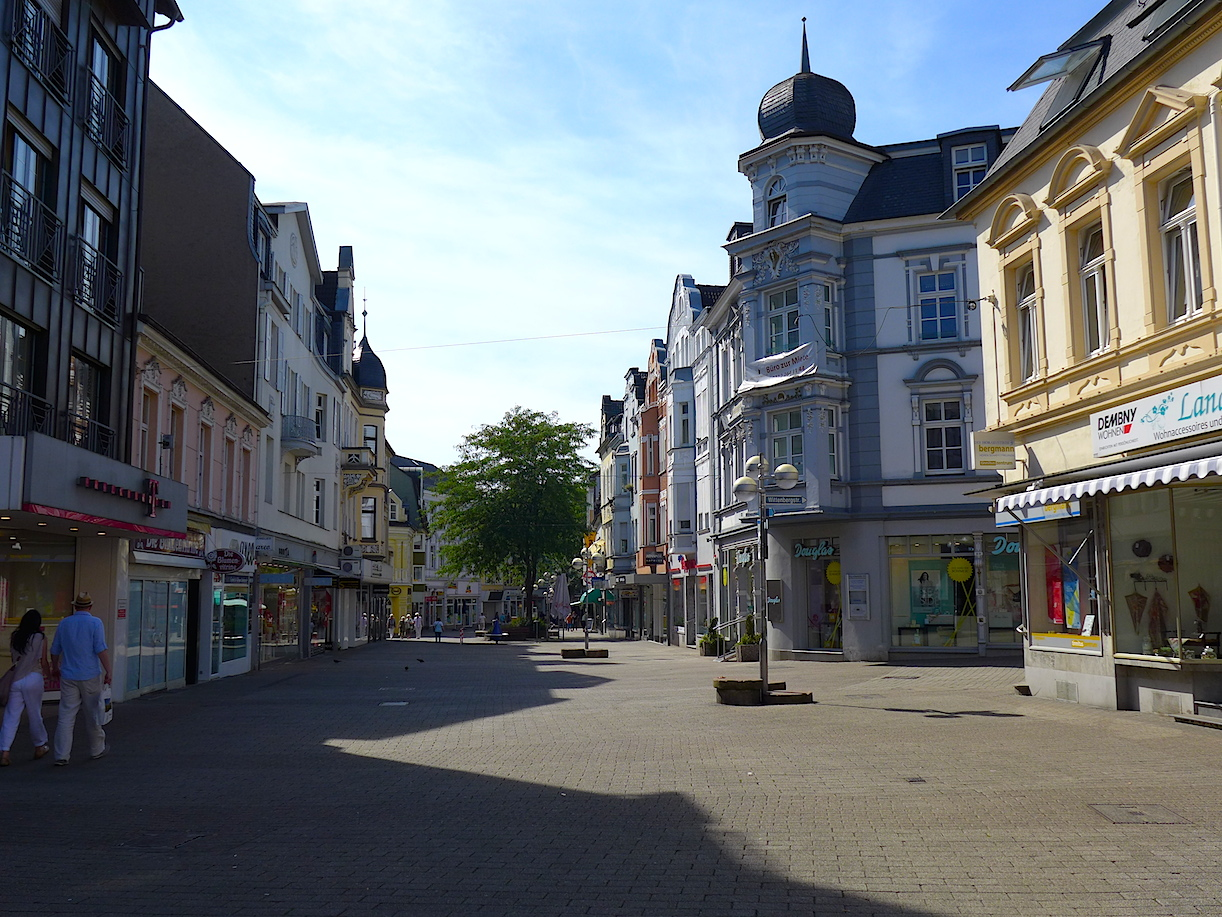
Auf der Düsseldorfer Straße in Ohligs-Mitte findet immer das Dürpelfest statt.

Das Ohligser Dürpelfest, im Solinger Volksmund auch kurz Dürpel genannt, ist seit 1975 das größte Volksfest in Solingen. Getränke- und Imbissbuden sind vom Bremsheyplatz über die Düsseldorfer Straße bis hin zum Marktplatz verteilt, an dem eine kleine Kirmes mit unterschiedlichen Fahrgeschäften stattfindet. Durch die zahlreichen Livekonzerte und das abwechslungsreiche Musikprogramm von Schlager über Reggae bis Cover-Rock hat sich das Dürpelfest in den letzten Jahren auch zu einem urbanen Musikfestival entwickelt. Überregional bekannt wurde das Dürpelfest vor allem durch die Live-Auftritte der Düsseldorfer Coverband Der Letzte Schrei.
Das Dürpelfest findet jährlich an einem Mai-Wochenende in Ohligs-Mitte statt und zählt mit über 100.000 Besuchern zu den größten Open-Air-Events im Bergischen Städtedreieck.

### Stadtführungen
Führungen durch die Stadt mit unterschiedlichen Themenschwerpunkten werden seit 2004 von der Interessengemeinschaft Stadtführungen Solingen angeboten. Im Jahr 2014 nahmen insgesamt rund 2.300 Personen an den von 16 Stadtführern ehrenamtlich angebotenen Führungen teil. Themenschwerpunkte bilden etwa die Industriegeschichte der Stadt, die Bachtäler und die Wupper, die Hofschaften, die architektonischen Zeugnisse der Gründerzeit oder die einzelnen Stadtteile selbst.

### Mundart
Die in Solingen gesprochene Mundart wird Solinger Platt genannt. Sie zählt zu den bergischen Mundarten, die zur Südniederfränkischen Dialektgruppe gehören, welche wiederum Teil der Limburgischen Dialektgruppe ist.
Das Solinger Platt gehört zum Ost-Limburgisch/Ripuarischen Übergangsgebiet. Damit ist es weder eindeutig Teil der niederfränkischen noch der mitteldeutschen Sprachgruppe, sondern teilt sich Spracheigenschaften beider Gruppen. So wird in Solingen das Wort ich als iech beziehungsweise als hochdeutsches ich ausgesprochen, was auf die mitteldeutsche Sprachgruppe hindeutet. Das Wort machen wird jedoch wie bei niederfränkischen Dialekten maken ausgesprochen.

## Sport und Freizeit

### Sportstätten und Freizeitmöglichkeiten

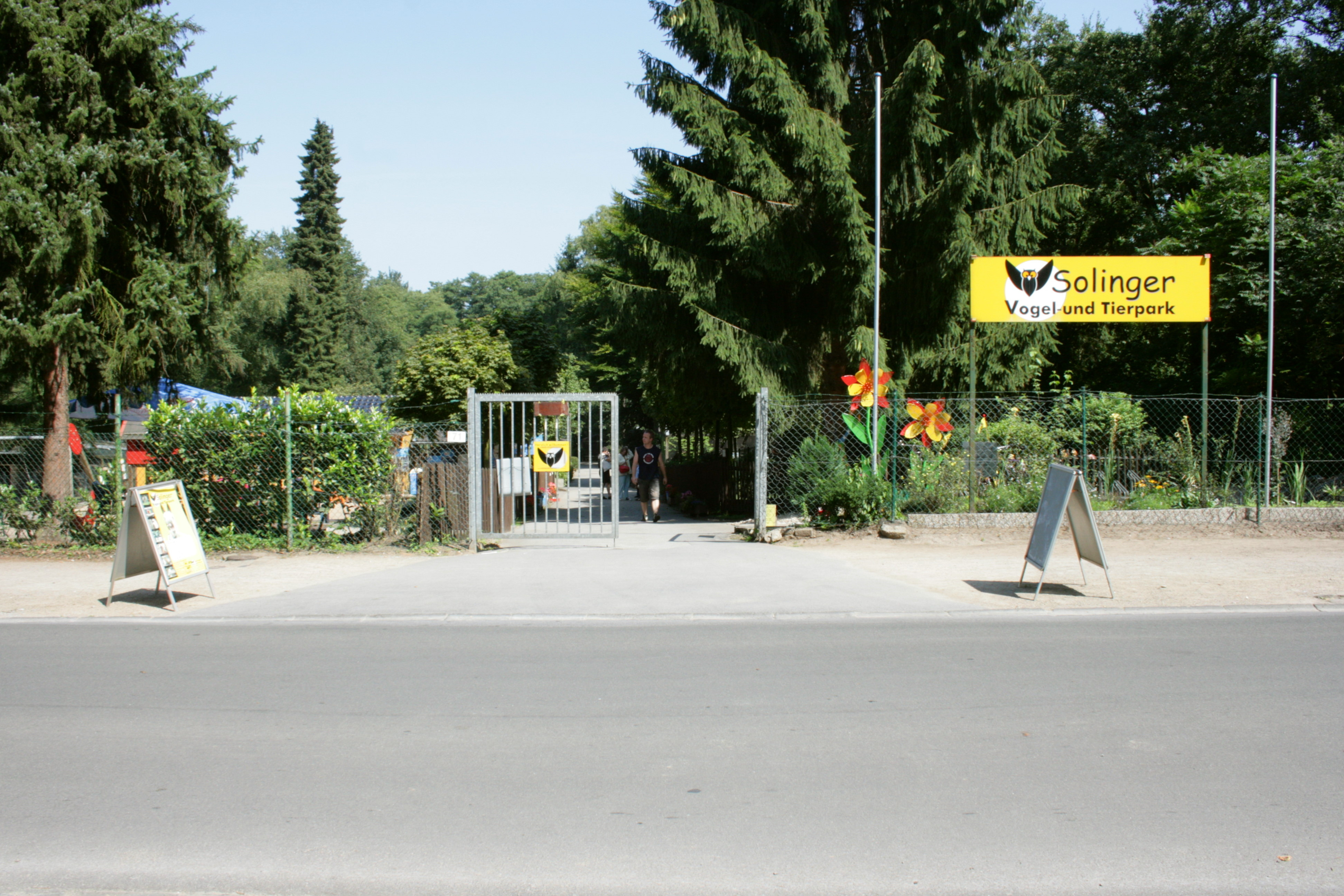
Solingen-Ohligs: Vogel- und Tierpark am Hermann-Löns-Weg

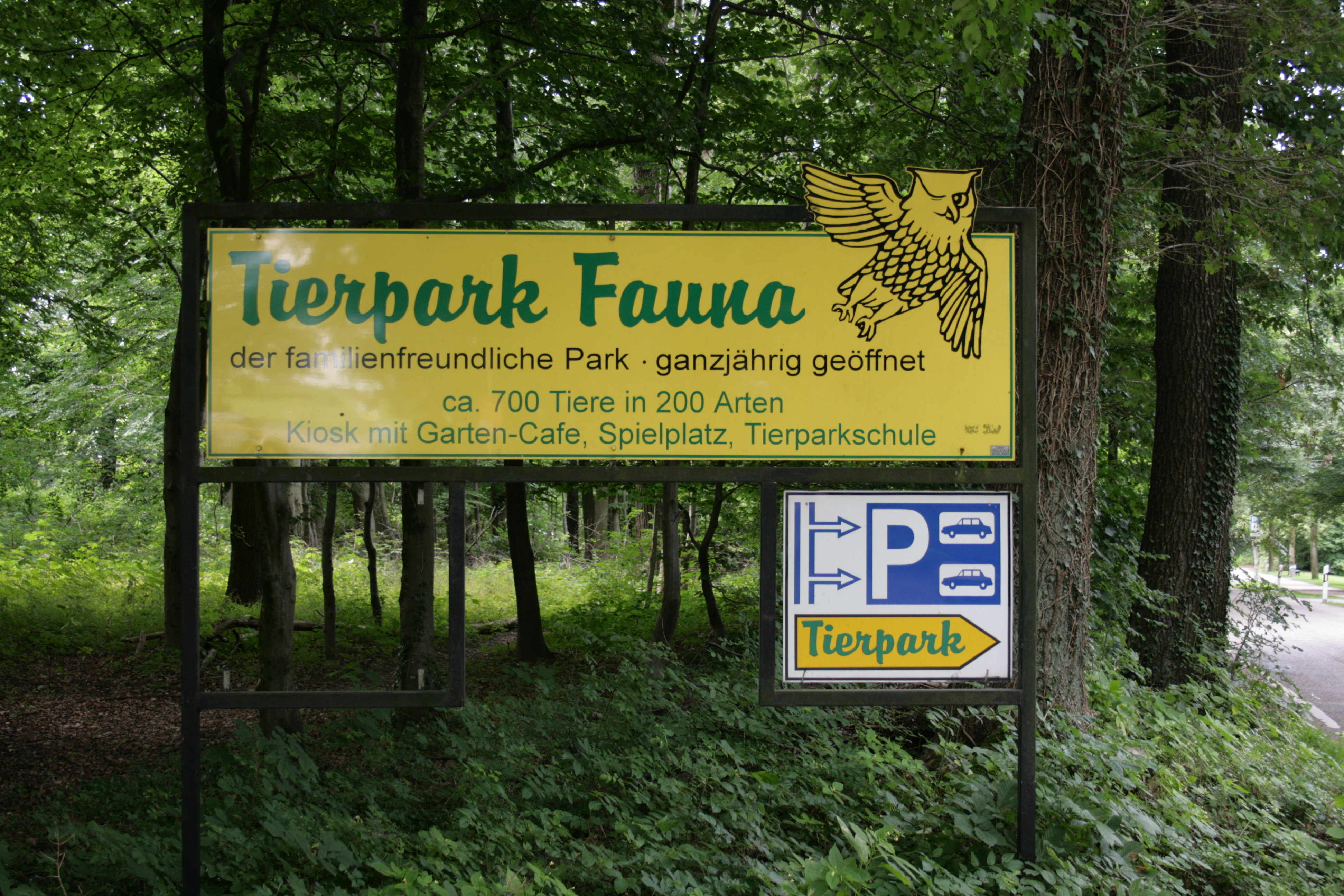
Solingen-Gräfrath: Tierpark Fauna an der Lützowstraße

Solingen stellt professionellen wie hobbymäßigen Sportlern einige Sportstätten zur Verfügung. Darunter befinden sich elf Sporthallen, sieben Gymnastik- sowie zwei Judohallen. Außerdem gibt es vierunddreißig Turnhallen und einundzwanzig Freizeitanlagen im Freien. Letztere beinhalten neben der Radrennbahn Dorperhof das Baseballstadion am Weyersberg, die Herbert-Schade-Sportanlage am Schaberg und das Walder Stadion, sowie diverse Kunstrasenplätze. Alle Sportflächen insgesamt haben eine Größe von rund 50 Hektar.
In Solingen-Mitte existiert für den professionellen Schwimmsport und das Schulschwimmen die Klingenhalle. Für Hobby-Schwimmer wurde im Stadtteil Wald, im Jahr 2019, das neue Hallenbad Vogelsang eröffnet. Daneben gibt es zwei Freibäder, das in der Ohligser Heide gelegene Heidebad und das von einem privaten Förderverein betriebene Freibad Ittertal im Stadtteil Wald. Ebenfalls im Ittertal gibt es eine Eisbahn unter freiem Himmel. Schließlich existiert außerdem die von der Lebenshilfe betriebene Eissporthalle in der Solinger Stadtmitte. Im Historischen Freizeitpark im Ittertal stand Besuchern neben einigen anderen Attraktionen ein über 100 Jahre altes Wasserkarussell und ein Märchenwald zur Verfügung.
In Solingen gibt es zwei Tierparks: den Tierpark Fauna in Gräfrath und den Solinger Vogel- und Tierpark in Ohligs. Daneben gibt es eine städtische Waldschule in Glüder. Für Kinder und Jugendliche besonders attraktiv ist das einst vom Jugendstadtrat initiierte Rollhaus, das unter anderem eine Indoor-Halfpipe-Anlage anbietet. Einer der größten Spielplätze ist der in der Ohligser Heide gelegene Abenteuerspielplatz Engelsberger Hof, in der sich auch die mit Spendenmitteln restaurierte Lok Schnaufi befindet. Ein großer Hallenspielplatz befindet sich mit dem Tiki-Kinderland in den Hallen eines ehemaligen Baumarktes im Stadtteil Höhscheid. Drei Minigolfplätze verteilen sich über das Stadtgebiet; sie befinden sich an der Scheider Mühle, am Campingplatz in Glüder sowie im Brückenpark. Städtische Jugendzentren bestehen in der Stadtmitte sowie den Stadtteilen Gräfrath und Aufderhöhe.

### Parks und Grünanlagen, Kleingärten, Friedhöfe

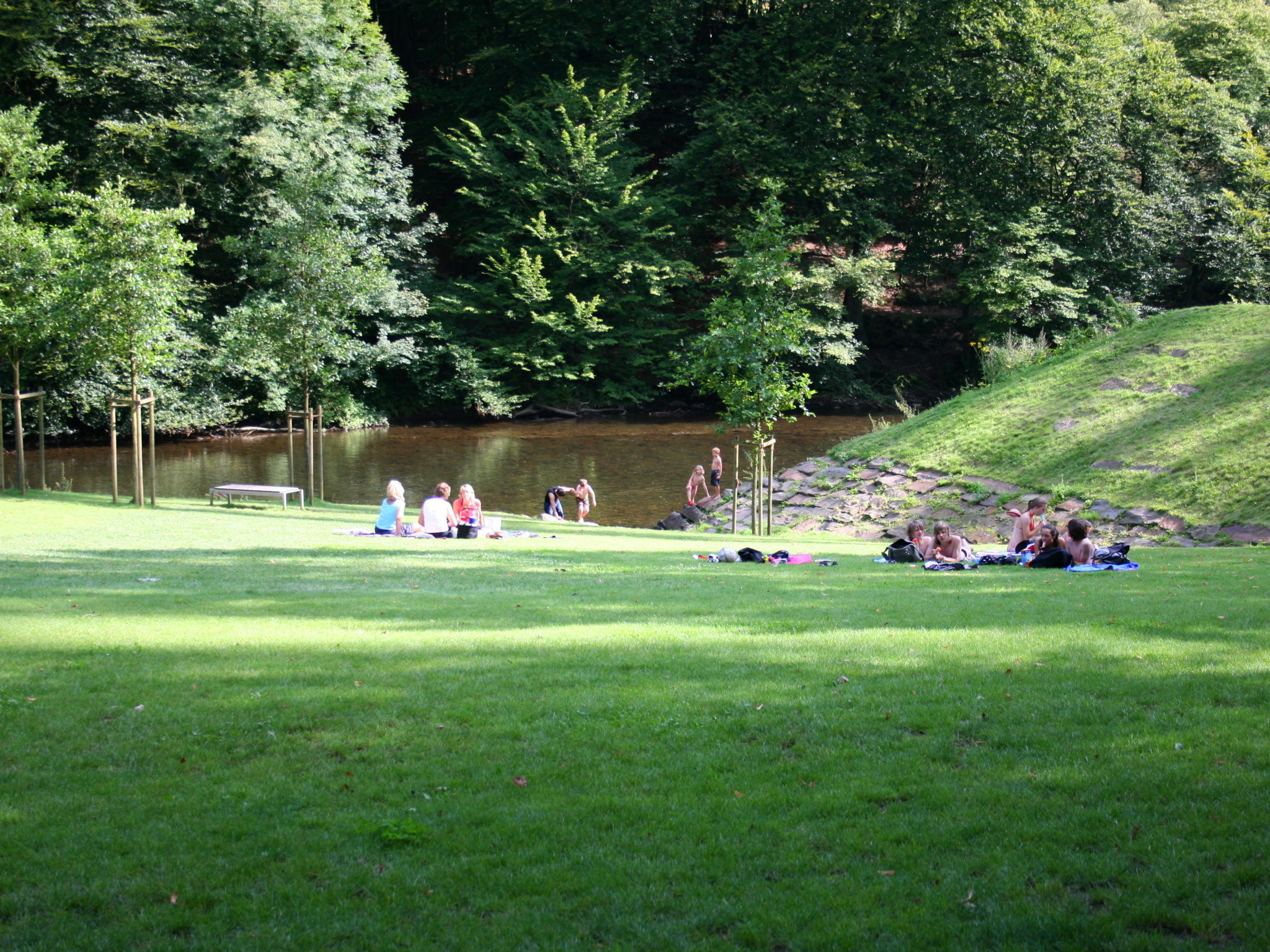
Müngstener Brückenpark unterhalb der gleichnamigen Brücke

Grünanlagen und Parks machen mehr als vier Prozent der Gesamtfläche Solingens aus. Zu den größten Anlagen zählen der im Stadtteil Wald befindliche Botanische Garten mit einer Fläche von etwa 7 Hektar, das Naherholungsgebiet Bärenloch im Nordosten der Innenstadt, der Walder Stadtpark hinter dem alten Walder Rathaus und der mittlerweile durch den Verein Lebenswertes Solingen e. V. ehrenamtlich gepflegte Gustav-Coppel-Park im Südosten der Stadt, außerdem der Südpark rund um den ehemaligen Hauptbahnhof. Auch der im Rahmen der Regionale 2006 entstandene Brückenpark am Wupperufer in Müngsten bildet eine beliebte Grünanlage im Zentrum des Bergischen Städtedreiecks. So entfallen 75 Hektar der Gesamtfläche Solingens auf Grünanlagen, darüber hinaus gibt es Spiel- und Bolzplätze auf rund 26 Hektar.
Überdies prägen das Stadtbild einige Kleingartenkolonien mit schätzungsweise einem Anteil von 75 Hektar an der Gesamtfläche.
Etwa 40 Hektar machen Friedhöfe aus. Zu den größten gehören der Parkfriedhof Solingen im Stadtteil Gräfrath und der Waldfriedhof Hermann-Löns-Weg im Stadtteil Ohligs.

### Sportvereine
In der Stadt gibt es eine Reihe von Sportvereinen, die in den verschiedensten Sportarten tätig sind. Einige von ihnen sind sehr erfolgreich in ihrem Bereich und errangen in der Vergangenheit einige Titel. Die folgende Auflistung ist alphabetisch nach Sportarten sortiert und enthält die wichtigsten in Solingen ansässigen Vereine, die in der jeweiligen Sportart aktiv sind. Hinzu kommen eventuelle Erfolge. Die Vereinsnamen wurden der Übersichtlichkeit halber zumeist um das Gründungsjahr sowie den Zusatz e. V. verkürzt.
American Football
Im American Football ist insbesondere der 2006 gegründete AFC Solingen Paladins e. V. erwähnenswert, der (Stand 2021) in der 2. Football-Bundesliga Nord spielt.
American Square Dance
Die Sportart des Square Dance wird vor allem von den Crossing Swords Solingen betrieben.
Baseball
Einen der bekanntesten Sportvereine der Stadt bilden die Solingen Alligators. Der erfolgreiche Baseball-Sportverein spielte bis 2021 in der ersten Bundesliga, wurde 2006 und 2014 Deutscher Meister sowie 2005 und 2013 Vizemeister. Überdies war er in den Jahren 2004 und 2006 Vize-Europapokalsieger.
Badminton
Im Badminton sind mehrere Solinger Vereine aktiv, darunter der DJK SG Solingen, der Wald-Merscheider Turnverein, die BSG-Kieserling Solingen in der Solinger Südstadt sowie der in der Regionalliga spielende STC Blau-Weiß Solingen. Letzterer gilt offiziell als zweitältester Badmintonverein Deutschlands.
Basketball
Die Sportart Basketball prägt vor allem der HSV Solingen-Gräfrath, nachdem die Basketballabteilung im Sommer 2021 den TSG Solingen e. V. verlassen hat. Die erste Herrenmannschaft der „Sharks“ spielt in der Basketball-Oberliga (Stand 2022).
Billard
Im Bereich Billard aktiv ist der 1920 gegründete Sportverein SBC Solinger Billard Club.
Boule
Der Boule Club Solingen 1992 ist in der Stadt in der Sportart Boule aktiv.
Boxen
Im Bereich des Boxens erwähnenswert ist die Polizeisportvereinigung Jahn Solingen.
Eishockey
In der Eishockey-Regionalliga spielend ist der Sportverein EC Bergisch Land erwähnenswert.
Feld-, Hallenhockey
Feld- bzw. Hallenhockey aktiv ist der Wald-Merscheider Turnverein.
Eiskunstlauf
Im Bereich Eiskunstlauf aktiv ist der Solinger Turnerbund Eiskunstlauf und Eistanz.
Fechten 
Mehrere Vereine bieten Fechtenan: der Wald-Merscheider Turnverein, die Germania Solingen,  der Solinger Turnerbund sowie der Verein Fechtzentrum Solingen e. V., der durch viele internationale Erfolge bekannt wurde.
Fußball
Im Bereich Fußball ist vor allem der ehemalige Fußballverein Union Solingen erwähnenswert. Die Union Solingen entstand am 24. Juli 1974 durch die Fusion der Union Ohligs und des VfL Solingen-Wald. Unter dem Namen Union Solingen gelang im Mai 1975 der Aufstieg in die 2. Bundesliga Nord. In der Saison 1983/84 erreichten die Solinger mit dem fünften Tabellenplatz ihren sportlichen Zenit. Ein Jahr später erreichte die Mannschaft im DFB-Pokal das Viertelfinale, wo sie mit 1:2 an Borussia Mönchengladbach scheiterte. Nach der Saison 1988/89 stieg die Union aus der 2. Bundesliga ab. Im Jahr 2012 hat sich die Union nach einem Zusammenschluss mit dem BSC Aufderhöhe offiziell in BSC Union Solingen 1897 e. V. umbenannt und ist Mitglied im Fußballverband Niederrhein. Seit 2019 spielt die BSC Union Solingen in der Kreisliga B (9. Liga).
Heute noch aktiv ist im Bereich Frauenfußball der SV Eintracht Solingen. Er spielt in der Niederrheinliga, seine zweite Mannschaft in der Bezirksliga. Im Herrenbereich ist der in der Landesliga spielende VfB Solingen klassenhöchster Verein der Stadt.
Handball
Im Handball bekannt ist vor allem der Bergische HC, der bis zur Saison 2023/24 in der Handball-Bundesliga (Männer) spielte und 2006 aus der Fusion der SG Solingen und des LTV Wuppertal hervorging. Daneben sind auch der Ohligser Turnverein 1888, der Solinger Turnerbund, der Wald-Merscheider Turnverein und der HSV Solingen-Gräfrath im Handball aktiv.
Kanu
Den Bereich Kanusport prägt der im Jahre 1888 gegründete Ohligser Turnverein 1888.
Leichtathletik
In der Leichtathletik aktiv sind der 1951 gegründete Solinger Leichtathletik Club (Solinger LC), der Solinger Turnerbund sowie der Wald-Merscheider Turnverein.
Poolbillard
Der Verein BC Solinger Niner’s beschäftigt sich mit dem Poolbillard.
Radsport
Die beiden Radsportvereine Velo Solingen und RC Schwalbe 03 sind in Solingen aktiv. Sie nutzen die Radrennbahn Dorperhof.
Rugby

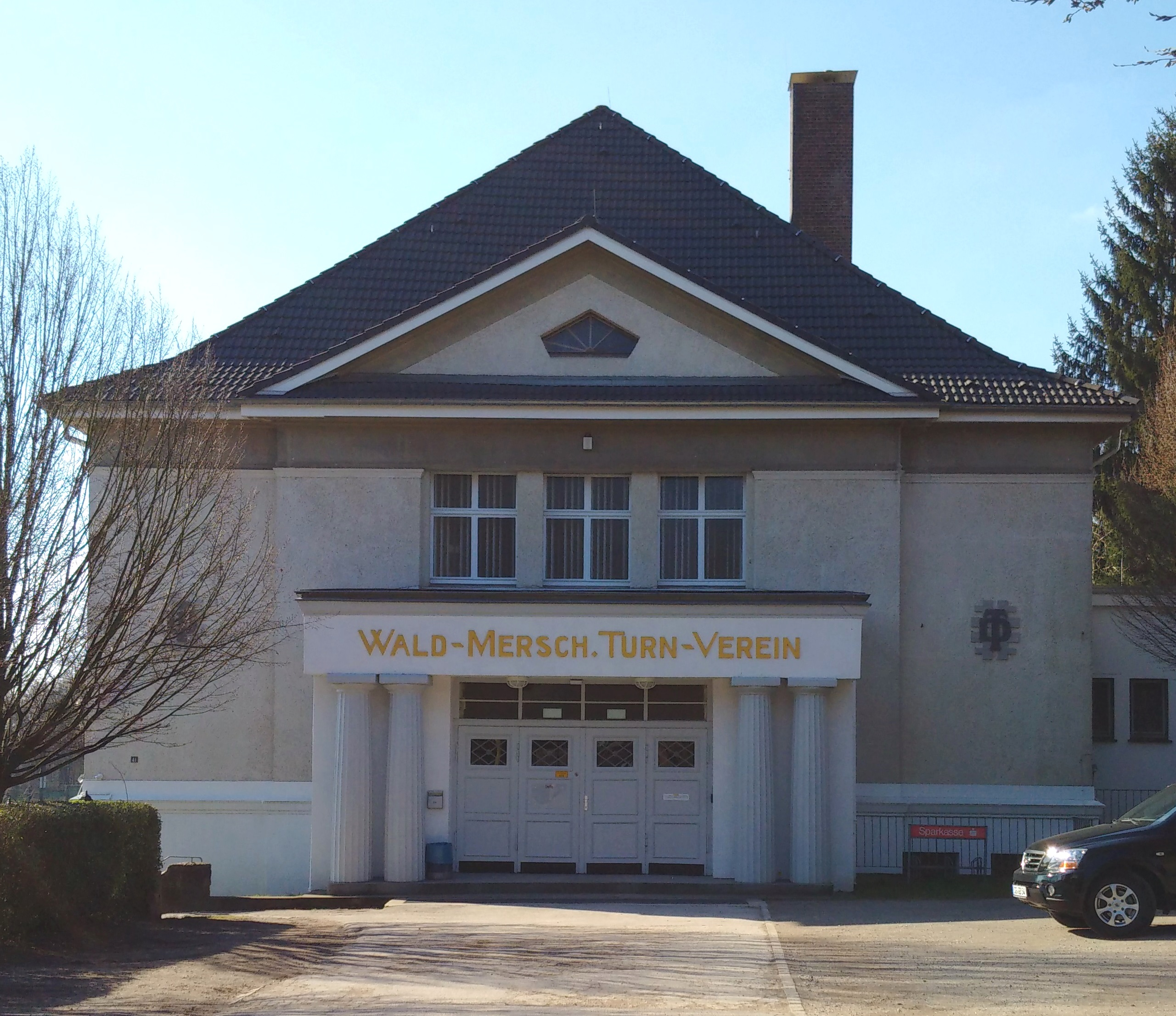
Wald-Merscheider Turnverein

Im Bereich Rugby aktiv ist vor allem der Wald-Merscheider Turnverein, gegründet 1861.
Schach
Ebenfalls ein bekannter Solinger Sportvereine ist die Solinger SG 1868, die im Bereich Schach aktiv ist. Der Verein spielt in der ersten Bundesliga (Männer), ist zwölfmaliger Deutscher Meister (zuletzt 2016) sowie zweimaliger Europapokalsieger. (Stand: 2021)
Schwimmen
In Solingen gibt es mehrere Schwimmvereine. Darunter sind der TSV Solingen Aufderhöhe, der Schwimmverein SV Solingen Süd, der SC Solingen, der Ohligser Turnverein 1888 sowie die DLRG Bezirk Solingen.
Segeln
Mit Segeln beschäftigt sich der Segel-Club Solingen.
Sportkegler
Den Bereich Kegelsport prägt der im Jahre 1900 gegründete Verein Solinger Kegler, dem die Klubs SK 66/99 Solingen und KSF Blau-Weiß Solingen-Hilden angehören, letzterer ist heute aktiv in der 2. Bundesliga.
Sportschützen
In Solingen gibt es mehrere Sportschützen-Vereine. Dies sind im Einzelnen: Höhscheider Schützenverein, St. Sebastianus Schützenbruderschaft Solingen Weeg, Sportschützen Solingen Mangenberg, Schützenverein Solingen-Aufderhöhe, Merscheider Schützenverein, Tontauben- und Gebrauchswaffenschießverein Solingen TUG sowie SSC Magnum Solingen.
Taekwondo
Im Bereich Taekwondo aktiv ist die Polizeisportvereinigung Jahn Solingen und der Ohligser Turnverein 1888.
Tauchen 
Vereinsmäßig getaucht wird im Schwimmverein SV Solingen Süd sowie im TSC WASPO Bergisch Land.
Tennis
Erfolgreich und in der ersten Bundesliga im Tennis spielend ist der STC '02. Darüber hinaus gibt es den Ohligser Turnverein (Ohligser TV) und den Wald-Merscheider Turnverein, die über eine Tennis-Sparte verfügen.
Tischtennis
Meisterschaftsteilnahme wird von folgenden Vereinen angeboten: Solingen Blades, TTC Blau Weiß Solingen und TTC Stöcken 1950 e. V. (ehemals TTC Rasspe)
Turnen
In der Sportart Turnen aktiv sind der Ohligser Turnverein (Ohligser TV), der Solinger Turnerbund  und ebenfalls der Wald-Merscheider Turnverein.
Volleyball
Im Bereich Volleyball beschäftigt sind die Bergischen Volleys (bis 2017 TSG Solingen Volleys), deren erste Männermannschaft seit der Saison 2016/2017 in der Volleyball-Bundesliga spielt. Des Weiteren erwähnenswert sind der Ohligser Turnverein sowie der Wald-Merscheider Turnverein.

### Sportveranstaltungen

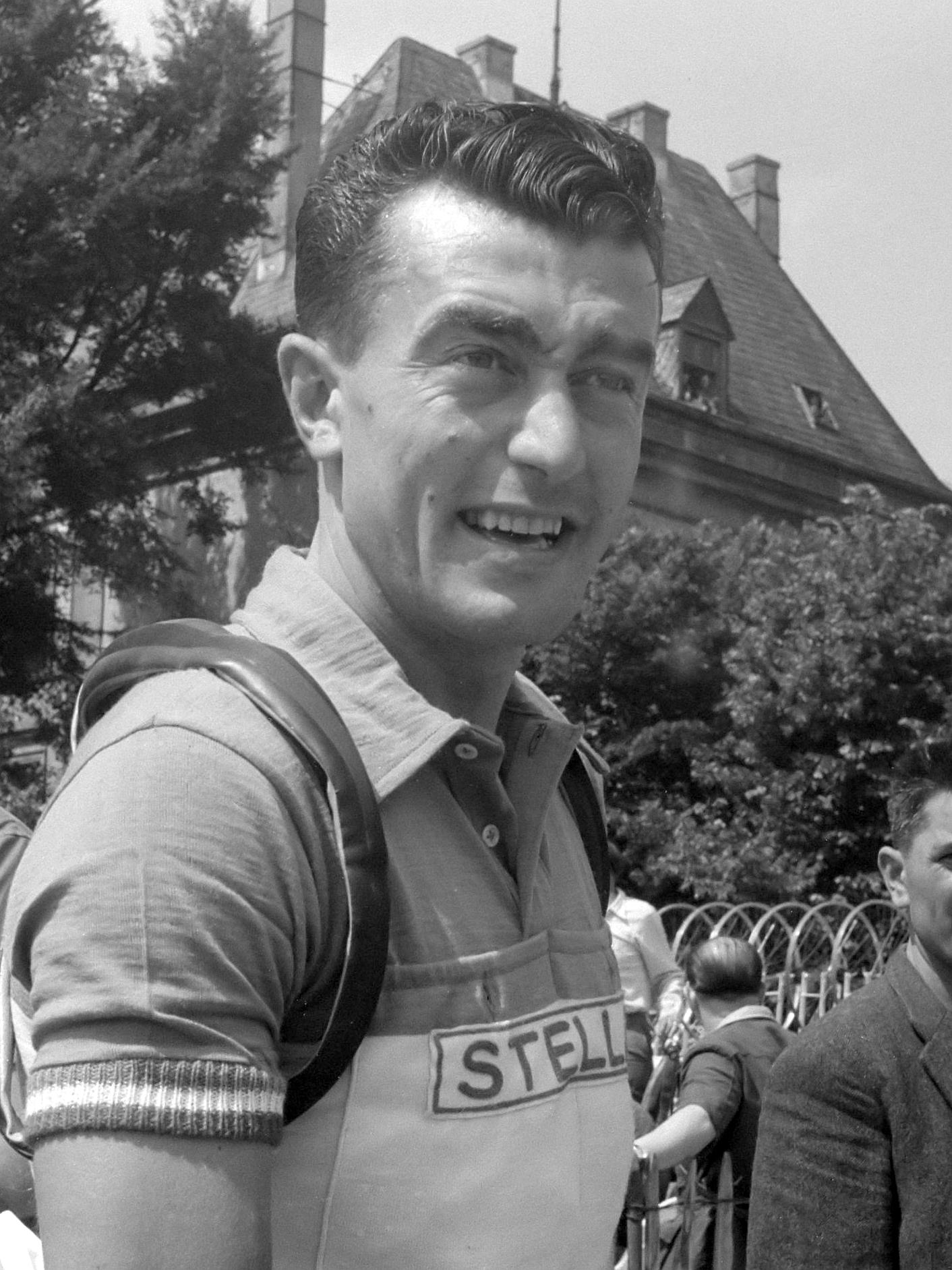
Der Gewinner der Straßenweltmeisterschaften von 1954: Louison Bobet (hier 1951)

In der Vergangenheit waren Solingen und seine Sportstätten mehrmals Austragungsort verschiedener bedeutsamer Sportereignisse. Im Einzelnen fanden folgende Veranstaltungen in Solingen statt:
- Am 21. und 22. August 1954 war Solingen Austragungsort der UCI-Straßen-Weltmeisterschaften. Auf dem extra dafür eingerichteten Klingenring kämpften über 200 Radfahrer in strömendem Regen um den Weltmeistertitel.
- Das erste Länderspiel der deutschen Fußballnationalmannschaft der U-15-Juniorinnen fand am 6. Mai 2003 in Solingen statt. Die deutsche Auswahl besiegte die Niederlande mit einem 1:0 im Walder Stadion.
- Am 26. Februar 2005 fand auf einer Kunstschneerampe am historischen Marktplatz in Solingen-Gräfrath unter dem Namen Ride the Stairway die erste Snowboard- und Mountainbike-Meisterschaft statt.
- Das zweite NRW-Turnfest mit verschiedensten Veranstaltungsbestandteilen und mit weit über 10.000 Besuchern wurde vom 22. bis 25. Juni 2011 gemeinsam mit der Nachbarstadt Remscheid in beiden Städten veranstaltet.[256]
- Vom 16. bis zum 18. März 2012 wurde in Solingen die deutsche Meisterschaft im Bogenschießen ausgetragen.

Die teilnehmerstärkste, regelmäßige Sportveranstaltung ist der Klingenlauf. Alljährlich an Fronleichnam nehmen hunderte Menschen an den Läufen mit unterschiedlichen Distanzen durch die Solinger Innenstadt teil. Auch Staffelläufe sind Teil des Programms.

### Traditioneller Sport
Eine Sportart zum Ende des 19. Jahrhunderts war das Pöhlsches Schieten, ähnlich dem französischen Boule oder dem schweizerischen Bootschen. Seit den 1990er Jahren wird es wieder in Solingen gespielt.

### Auszeichnungen für Sportler
Seit 1996 findet jährlich im Frühjahr die „Solinger Sport-Gala“ statt, auf der besonders erfolgreiche Sportler des Vorjahres in allen Altersstufen mit den städtischen Ehrenpreisen ausgezeichnet werden. Gastgeber sind die Stadt, der Sportbund SSB und das Solinger Tageblatt.
Auf dieser Veranstaltung werden auch die „Sportler des Jahres“ in drei Kategorien (Damen, Herren, Teams) geehrt. Hierbei handelt es sich um eine Publikumswahl, die erstmals 1984 stattfand und vom Solinger Tageblatt in Zusammenarbeit mit dem „Solinger Sportbund“ organisiert und durchgeführt wird. Bekannte Preisträger sind Jessica Mager (2010, 2011), Volker Diergardt (1984, 1985), Thomas Becker (1991, 1993, 1995 bis 1997, 2001), Kristian Nippes (2009, 2019), Jochen Wollmert (2012), Christoph Kramer (2014, 2015) und Viktor Szilágyi (2016). Dazu kommen die Mannschaften des Jahres, beispielsweise SG Union Solingen (1984), Solingen Alligators (2001 bis 2006), HSV Solingen-Gräfrath (1994, 2023), Bergischer HC (Rekordhalter mit Titeln bis 2019) und das Beachvolleyball-Duo Jonas Reckermann mit Julius Brink (2012).
Während der Sport-Gala 2025 am 15. Februar erhielten die Titel: Schwimmerin Fabienne Otto (Sportlerin des Jahres 2024), Fechter Jakob Stange (Sportler des Jahres 2024), Volleyballer Ü73 der Herren TSG Solingen Volleys (Mannschaft des Jahres 2024).

## Persönlichkeiten
Ein bekannter Sohn der Stadt ist der vierte deutsche Bundespräsident Walter Scheel (1919–2016). Der FDP-Politiker war ab 1961 erst Minister für wirtschaftliche Zusammenarbeit, dann von 1969 bis 1974 Außenminister und Vizekanzler.
Weitere Persönlichkeiten sind der langjährige Beobachter (1949–1977) der politischen Szene in Bonn, Walter Henkels (1906–1987), die Tänzerin und Choreographin Pina Bausch (1940–2009), der Künstler Erwin Bowien (1899–1972), Telekom-Chef Timotheus Höttges (* 1962), WDR-Chefredakteur Jörg Schönenborn (* 1964), der Schokoladenfabrikant Carl Ruß (1838–1925), die NS-Verfolgte Mathilde Klose (1892–1942), Schriftsteller und Philosoph Richard David Precht (* 1964), die Schauspielerin Veronica Ferres (* 1965), die Malerin Bettina Heinen-Ayech (1937–2020), der Präsident der Deutschen Bundesbank (2015–2021) Jens Weidmann (* 1968) sowie der Fußballspieler und ehemalige Nationalspieler (2014–2016) Christoph Kramer  (* 1991), der zudem als Kommentator arbeitet.
In Deutschland wenig bekannt, in den USA jedoch bis heute hoch geschätzt ist der in Solingen geborene Landschaftsmaler Albert Bierstadt (1830–1902). Seine Werke sind in allen großen Gemäldegalerien und im Kapitol der Vereinigten Staaten in Washington zu finden. Er gilt als der bedeutende Vertreter der sogenannten Hudson River School.
Auch SS-Obersturmbannführer Adolf Eichmann (1906–1962) wurde in Solingen geboren.

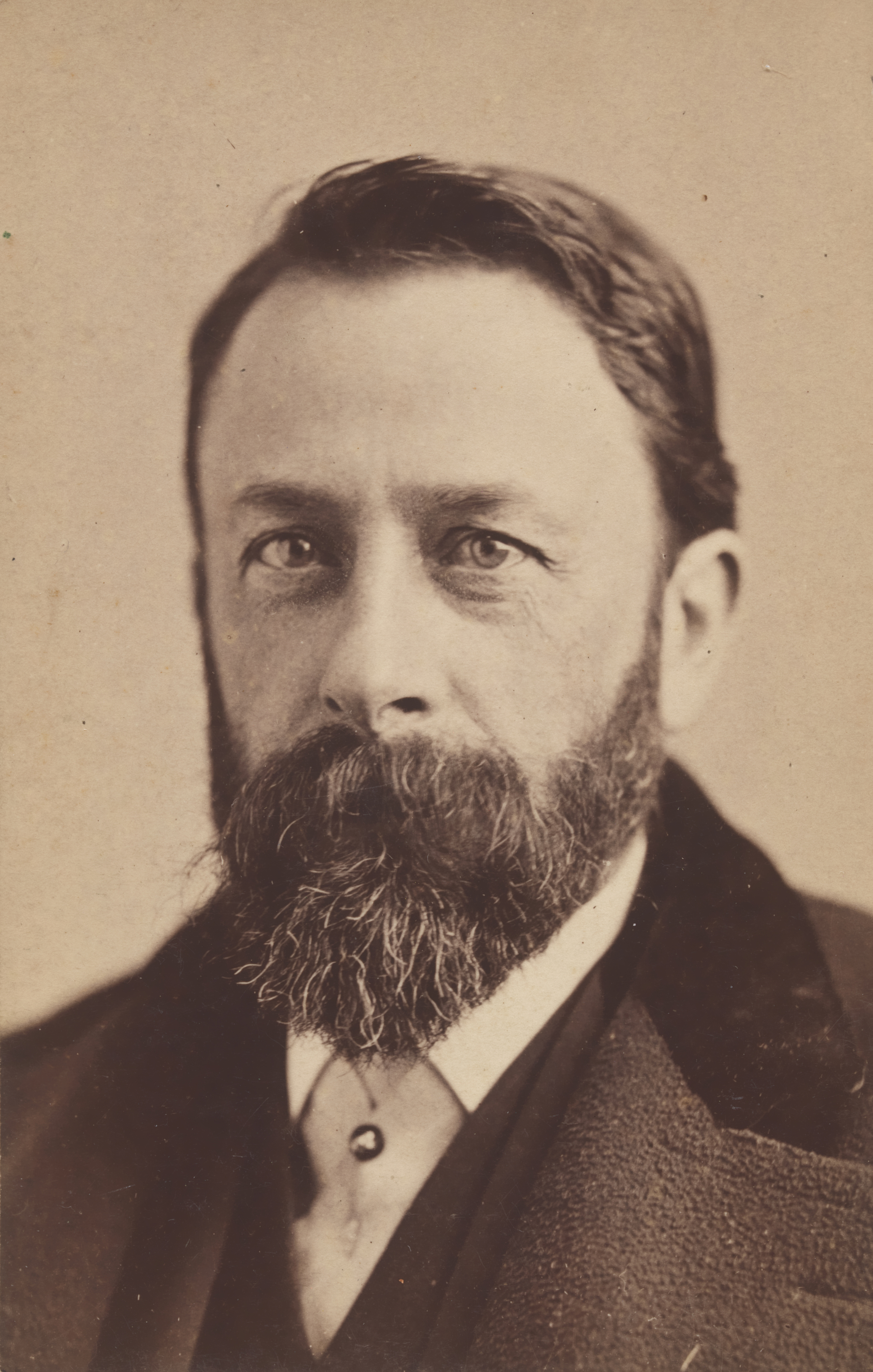
Albert Bierstadt
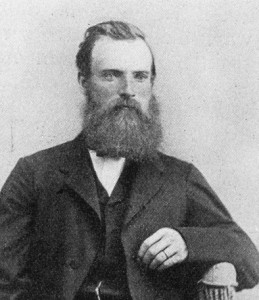
Carl Russ-Suchard (1872)
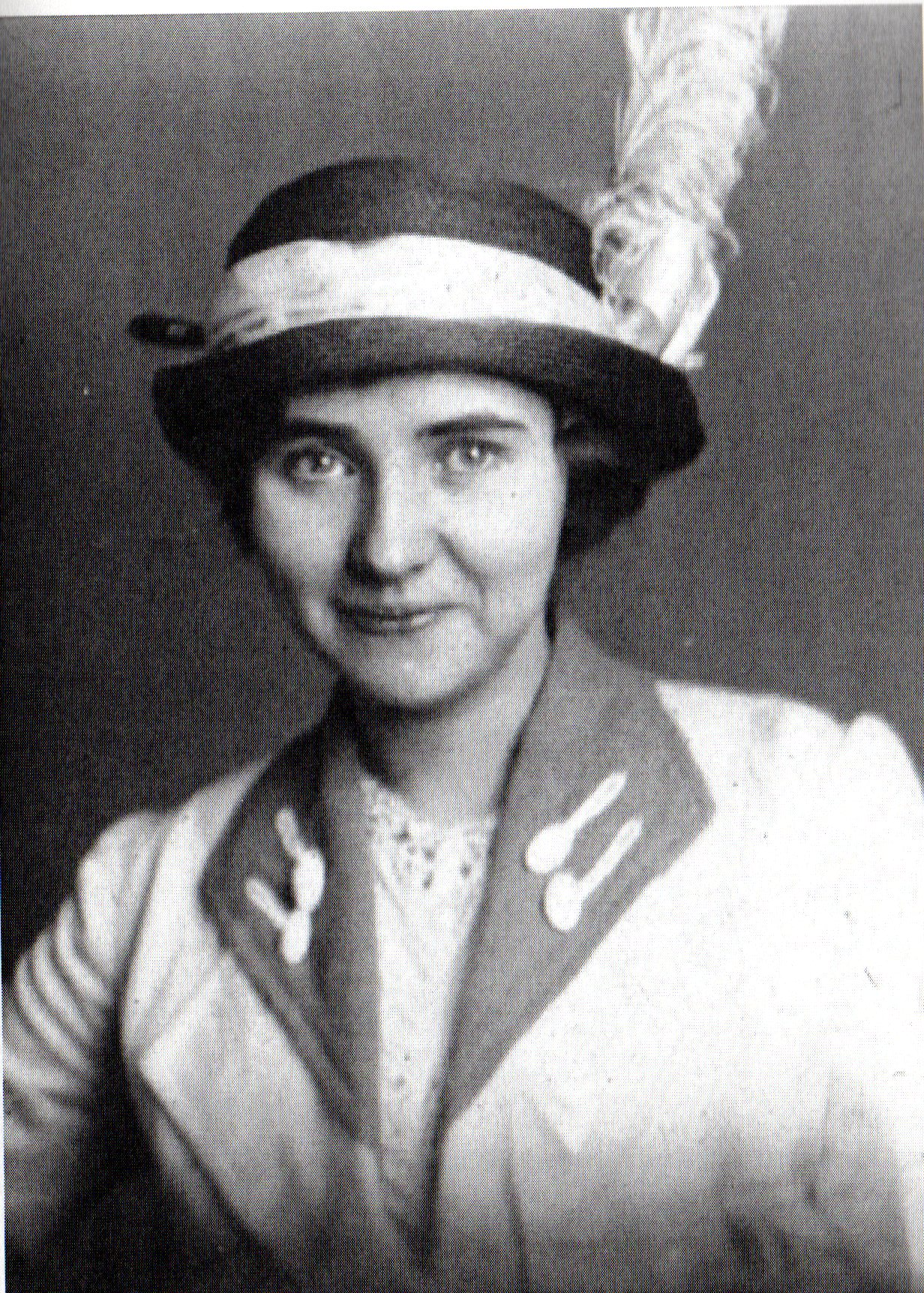
Mathilde Klose (1913)
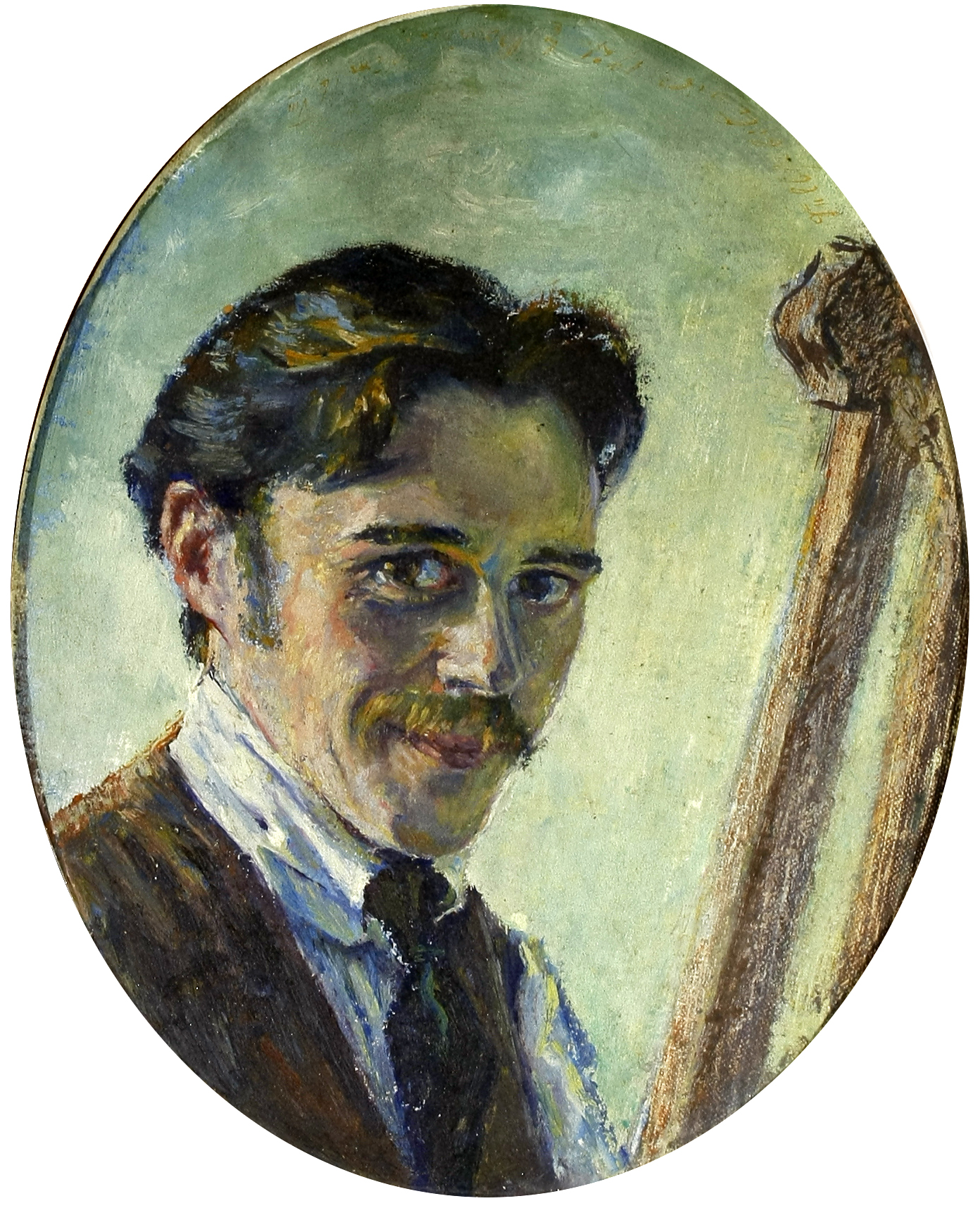
Selbstbildnis von Erwin Bowien (1920)
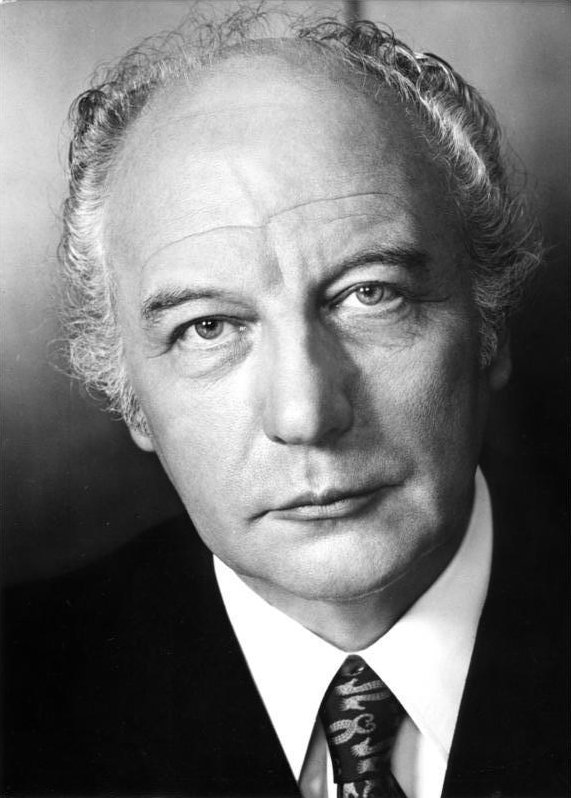
Walter Scheel (1974)
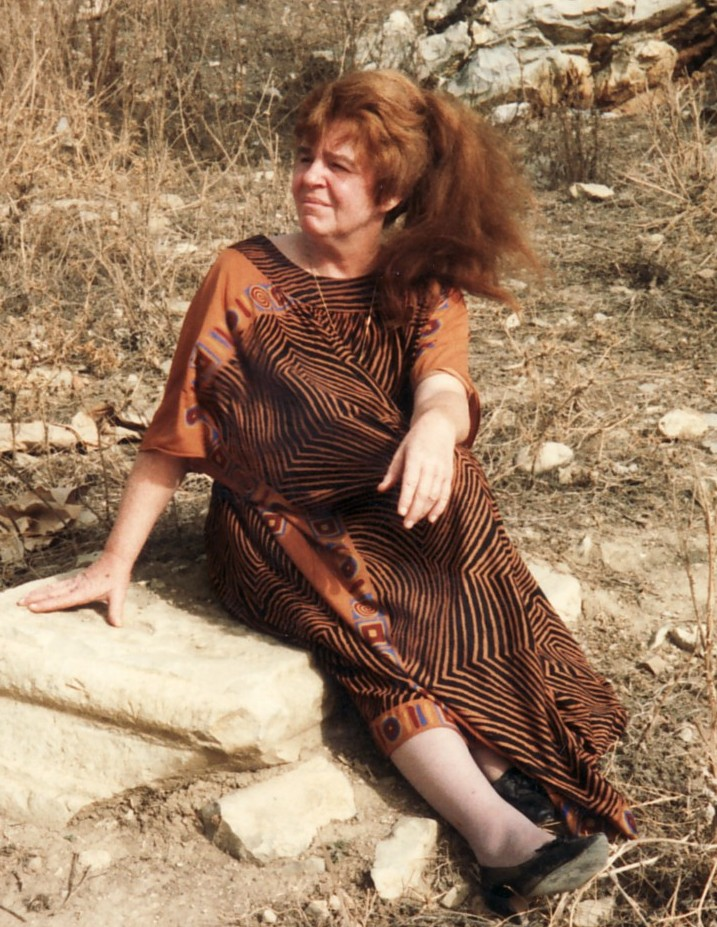
Bettina Heinen-Ayech (1989)
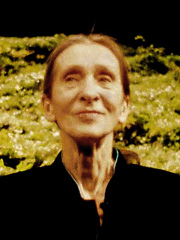
Pina Bausch (2009)
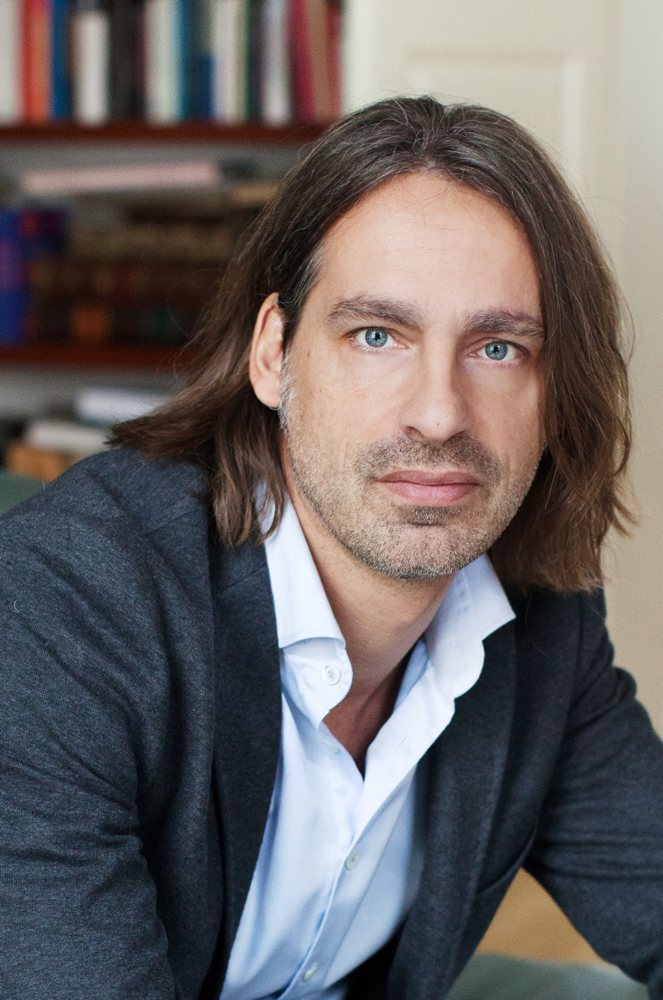
Richard David Precht (2015)
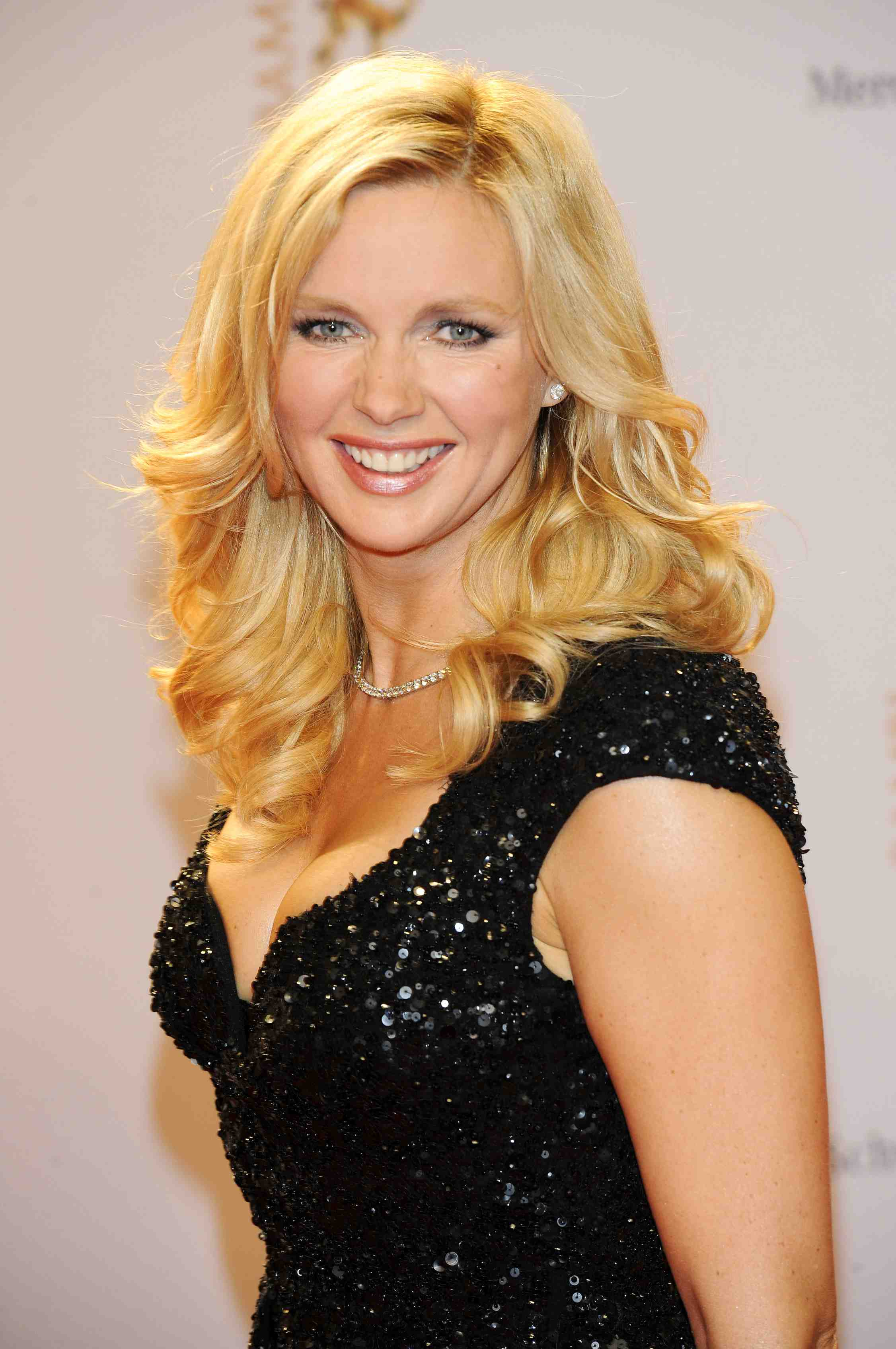
Veronica Ferres (2012)

### Ehrenbürger und Kulturpreise
Die Stadt Solingen hat seit ihrer Städtevereinigung im Jahre 1929 bislang nur einer Persönlichkeit die Ehrenbürgerwürde verliehen. Es handelt sich dabei um den ehemaligen Bundespräsidenten und gebürtigen Solinger Walter Scheel, dem diese Auszeichnung 1976 zuteilwurde. Die Stadt vergibt jedoch weitere Auszeichnungen an Persönlichkeiten, die sich um das Wohl der Stadt verdient gemacht haben:
- Kulturpreis der „Bürgerstiftung Solingen 600“ (1974 bis 1989)[261]
- Kulturpreis der „Bürgerstiftung Baden“ (seit 1991)
- Heinz-Risse-Literaturpreis als Kulturpreis 1998
- Ehrenring der Stadt Solingen (seit 1964)
- Ehrenpreis der Stadt Solingen,[262] die „Schärfste Klinge“ (1978–2019)
- Ehrenpreis der Stadt Solingen für das geschliffene Wort (seit 2024) [als Nachfolger der „Schärfsten Klinge“]

Diese Auszeichnungen werden in unregelmäßigen Abständen vergeben.
Vor der Städtevereinigung wurden unter anderem der langjährige Solinger Kommunalpolitiker Rudolf Schwarz, der langjährige Landrat des Kreises Solingen, Karl Friedrich Melbeck im Jahre 1886 :15 sowie am 18. Oktober 1908 der Solinger Unternehmer Gustav Coppel, der der Stadt unter anderem das Coppelstift als psychologische Beratungsstelle schenkte, zu Ehrenbürgern ernannt. Außerdem wurde diese Auszeichnung dem langjährigen Solinger Oberbürgermeister und Initiator der Städtevereinigung, August Dicke, zuteil, der das Amt des Oberbürgermeisters mehr als 31 Jahre lang ausübte und schließlich am 1. April 1928 zum Ehrenbürger ernannt wurde. Auch Reichskanzler Otto von Bismarck wurde im Jahre 1895 zum Solinger Ehrenbürger ernannt.

#### Kulturpreisträger
Sowohl die „Bürgerstiftung Solingen 600“ zum Stadtjubiläum als auch die „Bürgerstiftung Baden“ wurden von dem Ehepaar Kurt Baden (1913–2004) und Ilse Baden geb. Koll (1924–2012) gegründet und finanziert.
- 1974 Ludwig Hoelscher (1907–1996)
- 1974 Georg Meistermann (1911–1990)
- 1974 Heinz Risse (1898–1989)
- 1977 Paul Jagenberg (1900–1979)
- 1977 Franz Kurek (1881–1977)
- 1977 Heinz R. Uhlemann (1903–2000)
- 1978 Kurt Schwippert (1903–1983)
- 1979 MGV Meigen 1801 (1801–2021)
- 1980 Karl Dörich (1900–1989)
- 1981 August Preusse (1908–1942) (posthum)
- 1982 Werner Hollweg (1936–2007)
- 1984 Wolfgang Manz (* 1960)
- 1984 Orchesterverein Solingen 1910 (seit 1910)
- 1986 Walter Henkels (1906–1987)
- 1986 Musikschule Solingen (seit 1946)
- 1991 Carl Pott (1906–1985) (posthum)
- 1991 Mundartgruppe „De Hangkgeschmedden“ (seit 1951)
- 1992 Edwin Wolfram Dahl (1928–2015)
- 1992 Wolfgang Meng (1920–2003)
- 1992 Herbert Rafflenbeul (1912–2001)
- 1993 Bettina Heinen-Ayech (1937–2020)
- 1993 Henryk Dywan (1933–2022)
- 1994 Bergischer Geschichtsverein, Abteilung Solingen (seit 1925)
- 1996 „Das Solinger Fachwerkhaus“, überreicht an das „Kuratorium zur Pflege Solinger Baudenkmäler“ (seit 1964)
- 1997 Schlossbauverein Burg an der Wupper (seit 1887)
- 1997 Hans Karl Rodenkirchen (1926–2007)
- 1997 Lieselotte (Lotte) Rodenkirchen
- 1998 Andreas Erdmann (* 1962) 1. Preis
- 1998 Hans Werner Otto (* 1954) 2. Preis
- 1998 Jo Micovich (1926–2008) 3. Preis
- 1999 Johannes Dinnebier (1927–2021)
- 2000 Sigurd Tesche (1940–2020)
- 2002 Siegfried Grote (1930–2018)
- 2003 Romely Pfund (* 1955)

## Trivia

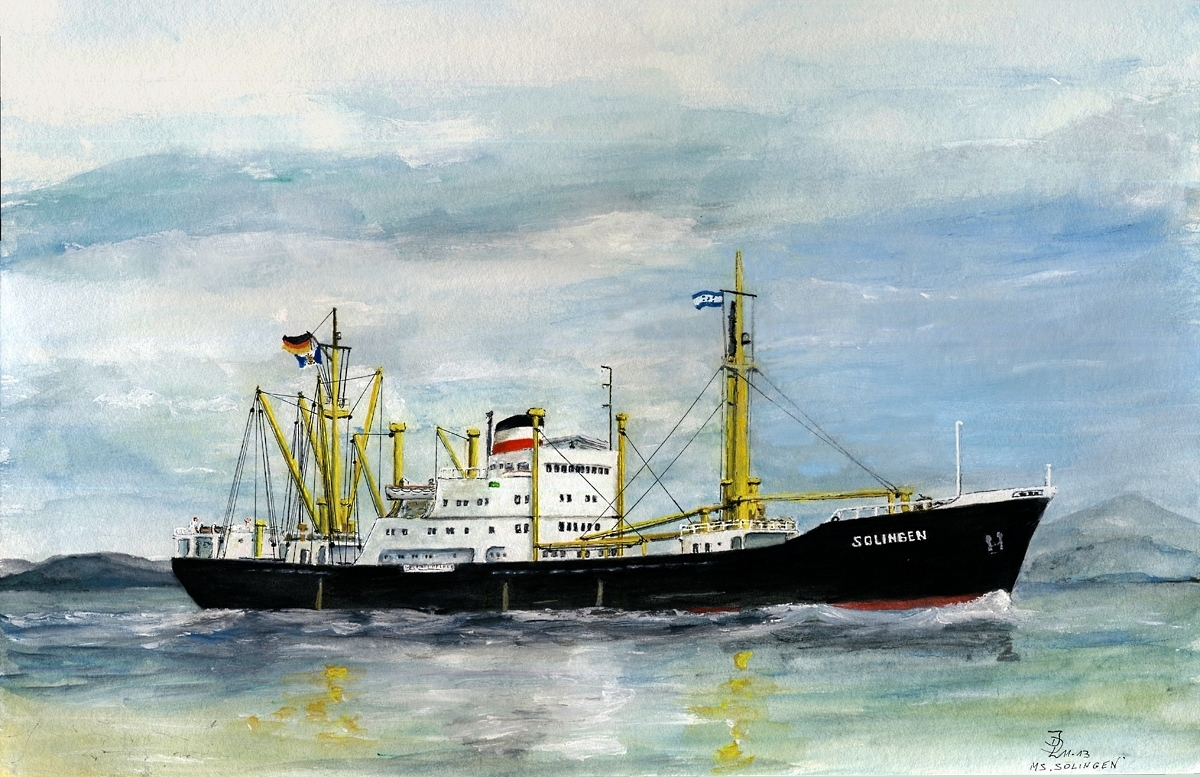
Hapag-Frachtschiff Solingen vor Belize (1966, gemalt 2013)

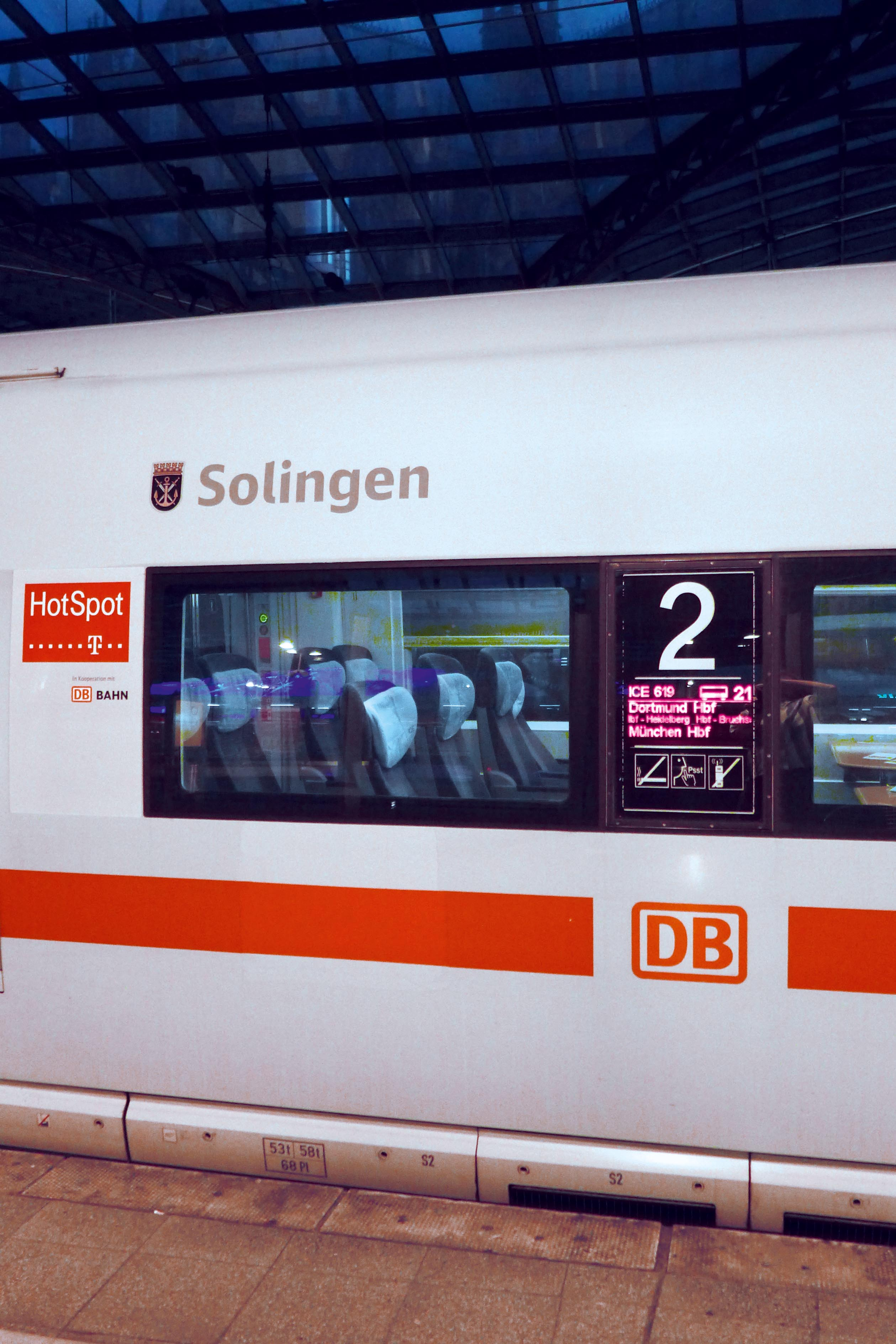
ICE 3 Solingen (seit 2003, Foto 2014)

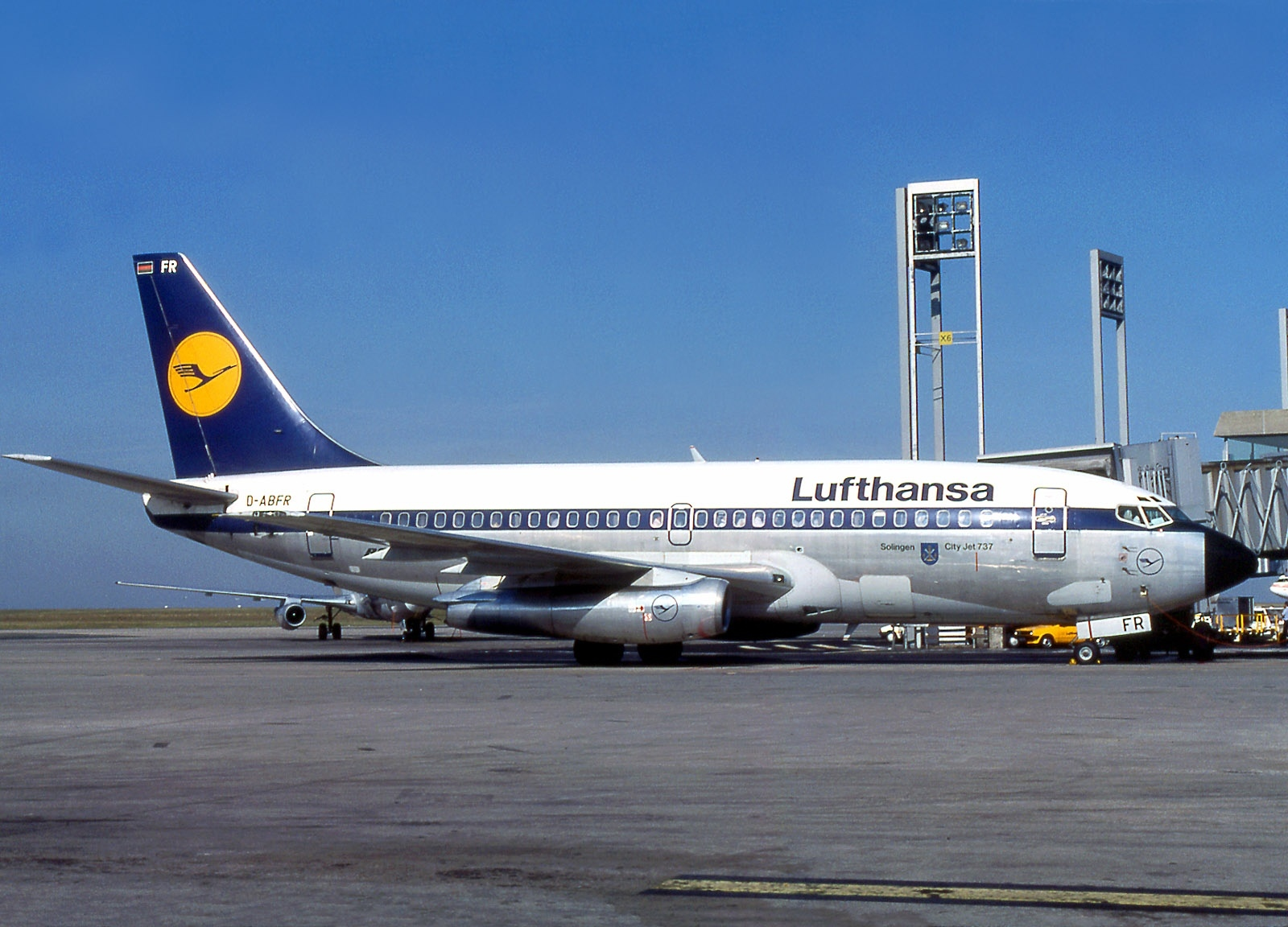
Lufthansa Boeing 737-230 Solingen (Foto 1990)

- Solingen als Nachname ist sehr selten, kommt aber vor. Bekannt ist beispielsweise Etel Solingen, eine US-amerikanische Politikwissenschaftlerin.
- In den Jahren zwischen 1955 und 1957 liefen insgesamt fünf Frachtschiffe der Solingen-Klasse vom Stapel. Bestimmt waren sie für den Einsatz auf der Hamburg-Amerika Linie (HAPAG).
- Am 2. Juli 2003 wurde im Solinger Hauptbahnhof ein Zug der Baureihe ICE 3 auf den Namen „Solingen“ getauft und die Beschriftung enthüllt.
- Verschiedene Flugzeuge der Unternehmen Boeing und Airbus erhielten den Namen der Stadt. Die Lufthansa nahm am 24. Januar 2025 das vierte Flugzeug dieses Namens seit 1968 in Betrieb.[264]
- 1988 stellte die Stadt-Sparkasse Solingen ein Kartenspiel Solingen – Was weißt Du von Deiner Heimatstadt? vor. Das Quartett war vom Leiter der Stadtbildstelle, Rektor Willi vom Steeg (1926–2016), entwickelt worden als Geschenk an Schüler der Solinger Grundschulen ab Klasse 3.[265]
- Seit September 2011 ist das vom City-Spiel-Verlag produzierte Brettspiel Das Solingen Quiz erhältlich, das Wissenswertes über die Sehenswürdigkeiten, die Geschichte und die Ortsteile von Solingen vermittelt.[266] Durch Sponsoren und Förderer wurden alle Solinger Grundschulen mit Klassensätzen des Spiels ausgestattet, damit es im dritten Schuljahr, in dem das Thema Heimatkunde auf dem Lehrplan steht, als Ergänzung zum Unterricht genutzt werden kann.
- Da Stahl- und Schneidwaren aus dem deutschen Solingen weltberühmt waren, tauften die Japaner ein Fischerdorf in „Solingen“ um und schickten ihre Messer und Gabeln fortan als Solinger Erzeugnisse in die Welt.[267]